# Haraucourt (Meurthe-et-Moselle)
Pour les articles homonymes, voir Haraucourt.
Haraucourt est une commune française située dans le département de Meurthe-et-Moselle en région Grand Est.

## Géographie

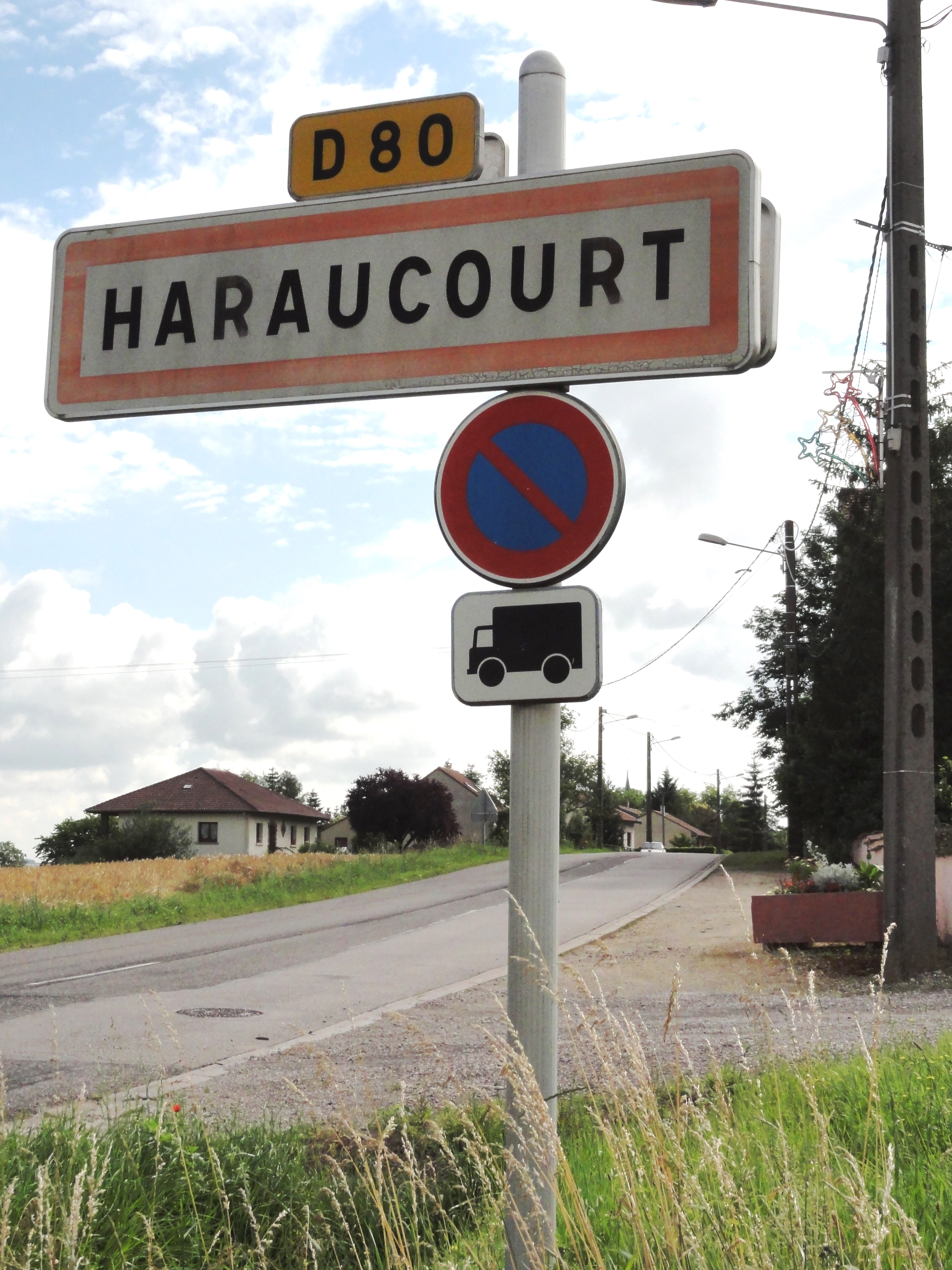
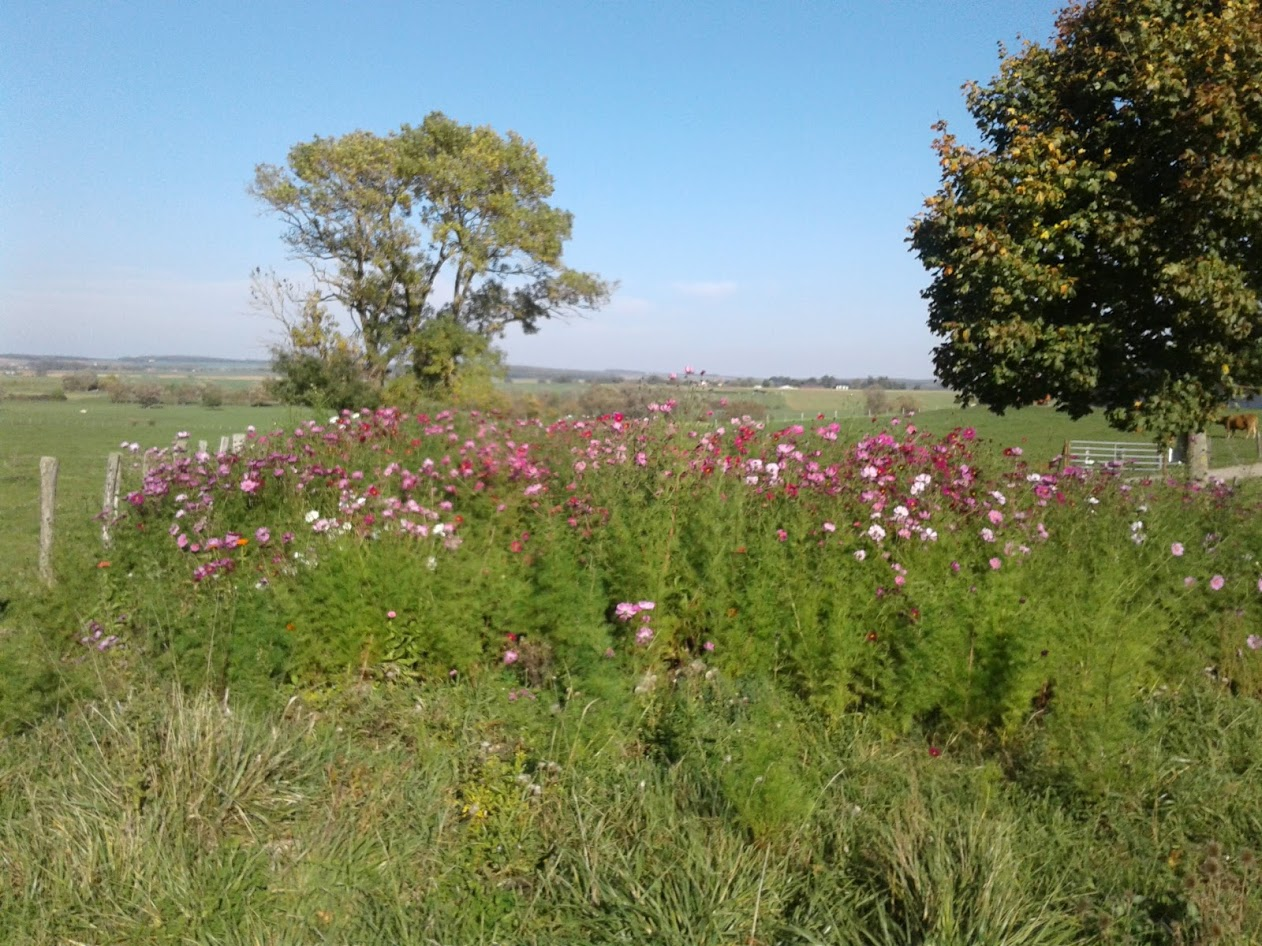
Entrée fleurie en 2018.
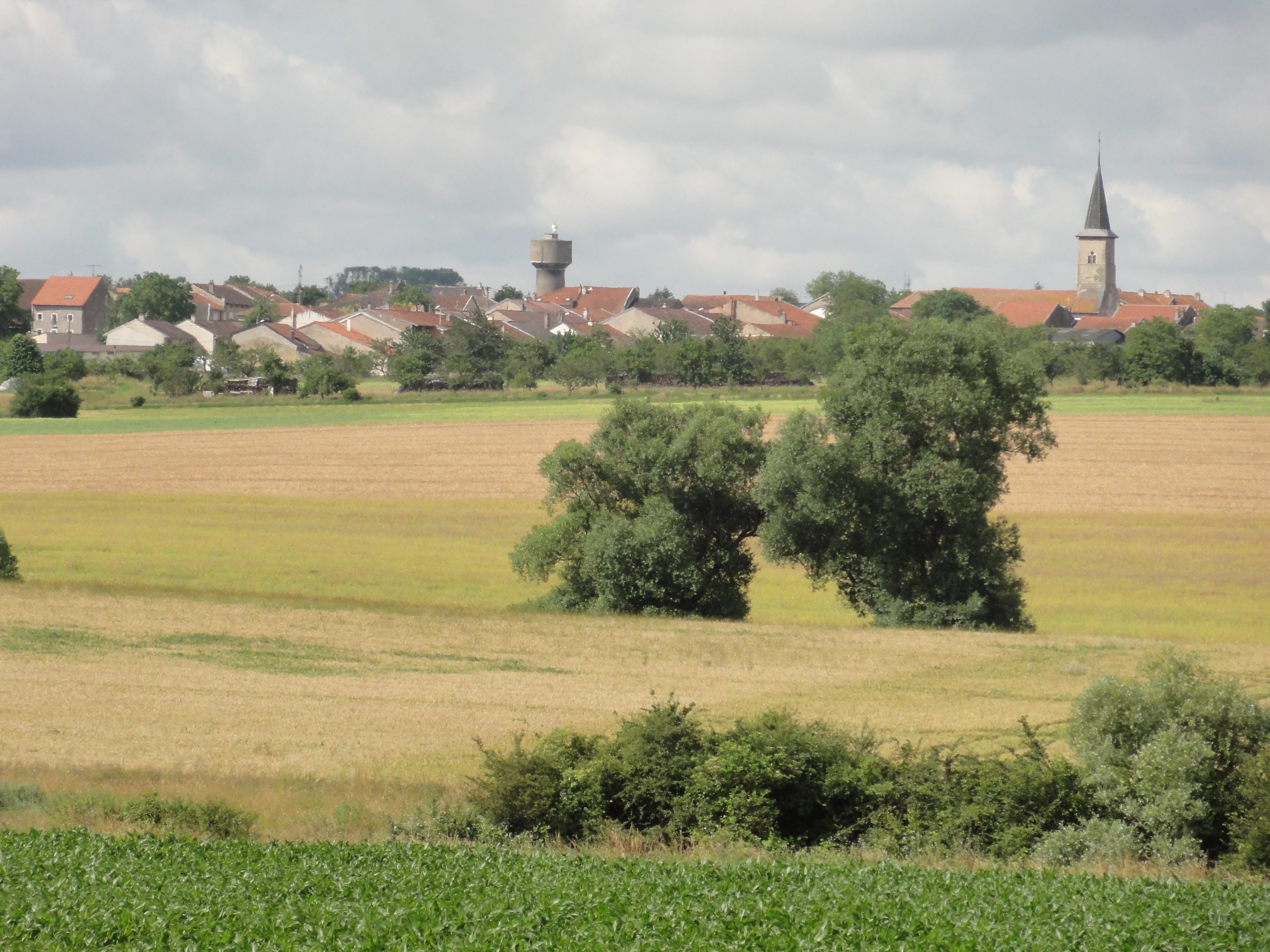
Vue sur le village.
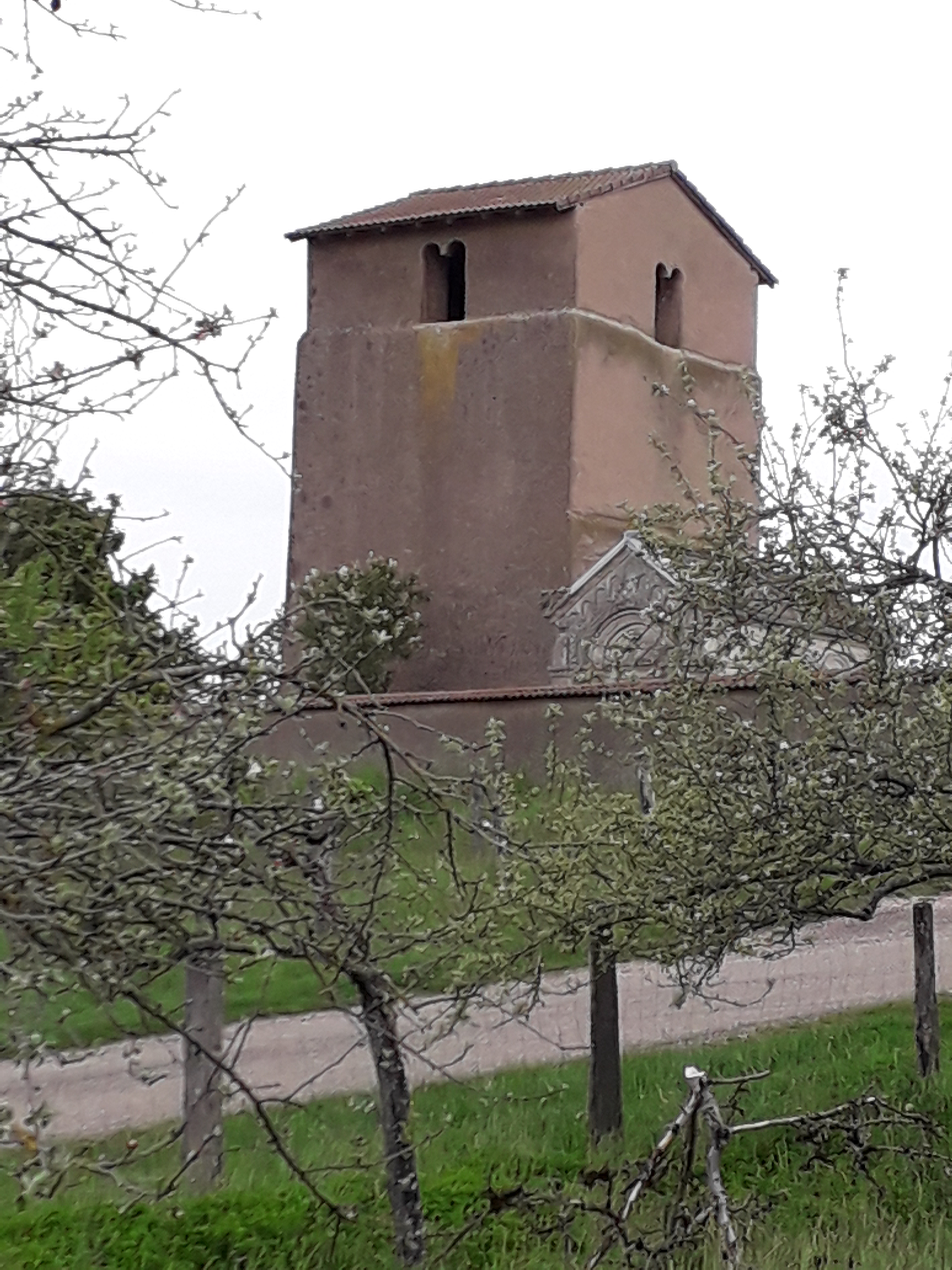
La tour de Domêvre.
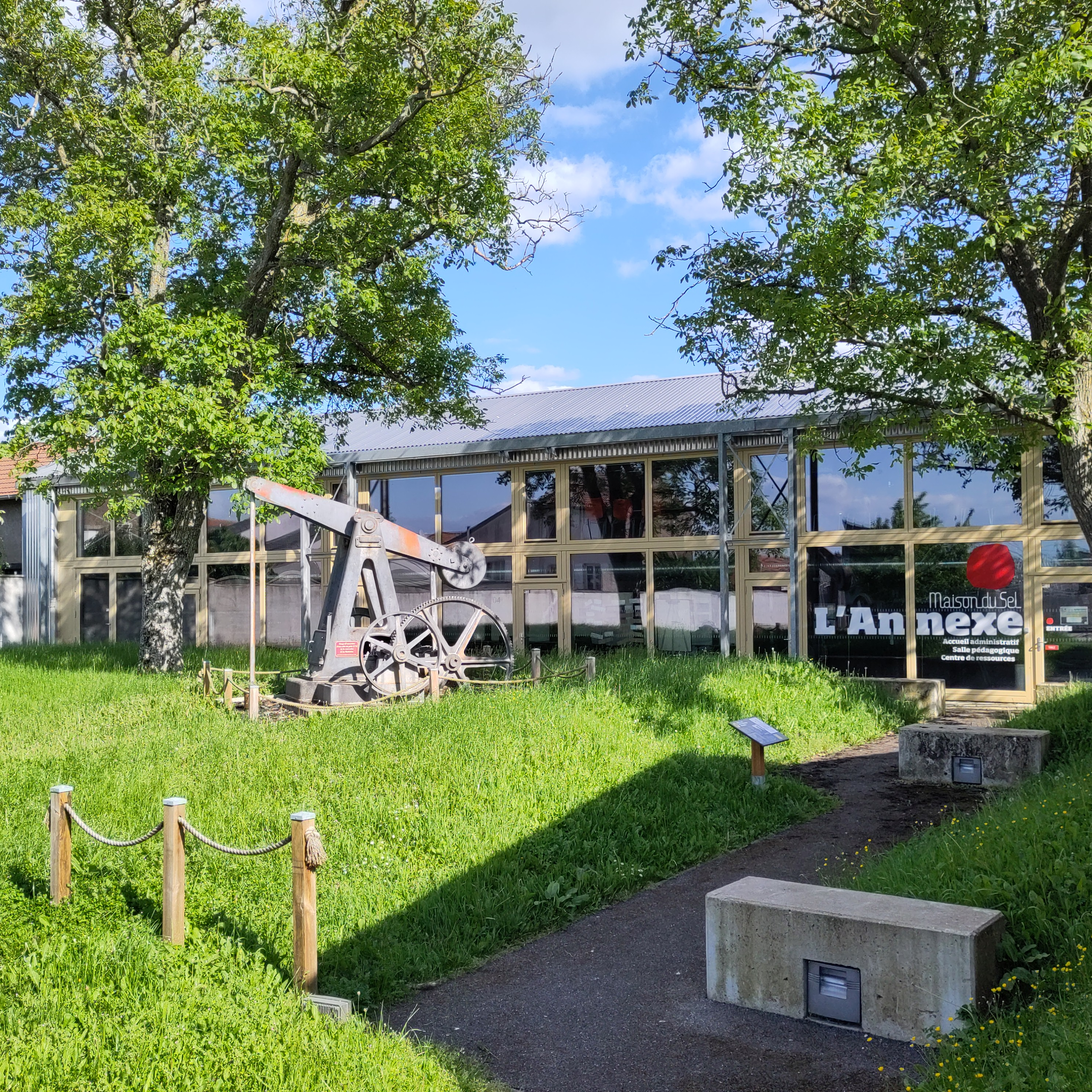
L'annexe de la Maison du Sel
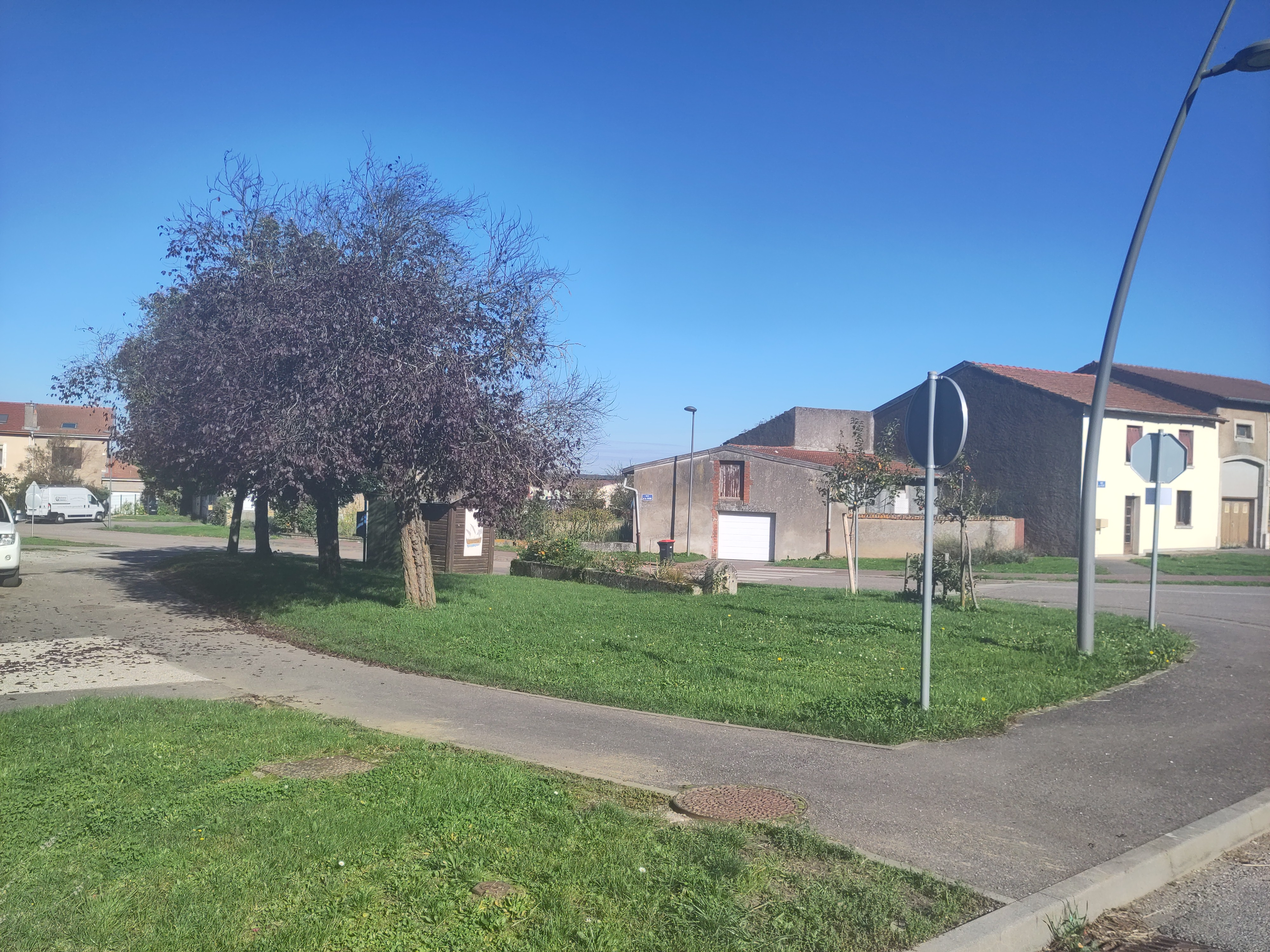
Ancien guéoir « la fontaine des pigeons » aménagé en espace vert

Haraucourt est située sur le plateau rive droite de la Meurthe, à égale distance de Nancy et de Lunéville. Le territoire communal est limitrophe de 9 communes. Sa surface est de 1248 ha. Le sous-sol, -200 mètres, contient un important gisement de sel gemme qui a été exploitée au XXe siècle par dissolution du minerai (pas de mines). Cette activité du passé a laissé d'importants effondrements aujourd'hui remplis d'eau. Toute la partie Ouest et Sud-Ouest du territoire, soit environ 650 ha, est répertoriée comme zone à risques d'effondrements miniers.
Le territoire culmine à 321 mètres d'altitude, au sud-ouest, à la jonction des territoires de Haraucourt, Dombasle-sur-Meurthe et Sommerviller. Le point le plus bas est à 220 mètres d'altitude, sur le bord de la Roanne à l'emplacement de l'ancien moulin de la Borde.
Le village est au carrefour des routes départementales 80 et 81. Une route communale le relie à la commune voisine de Drouville.

### Enclave de La Borde

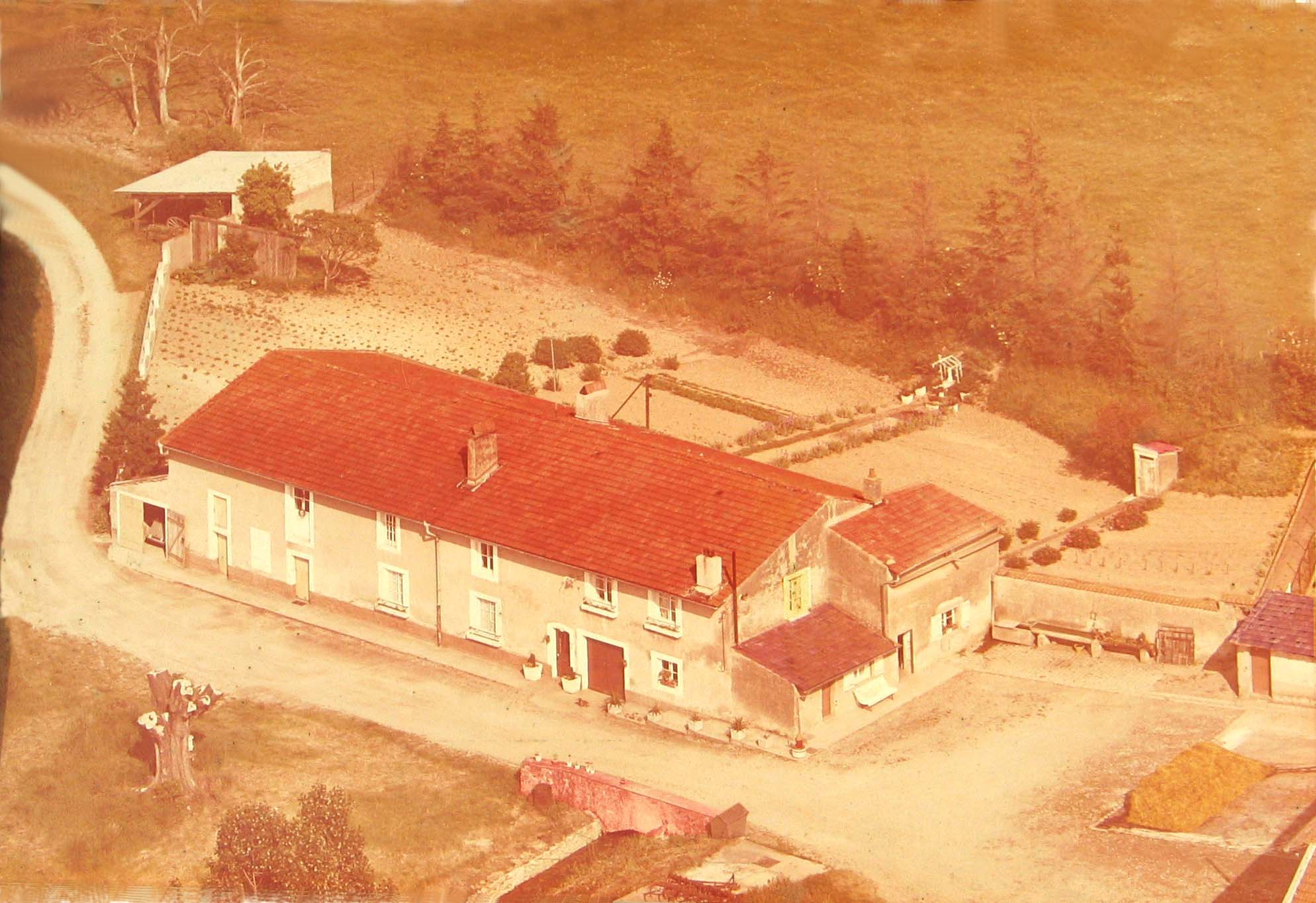
Moulin de La Borde avant la démolition.

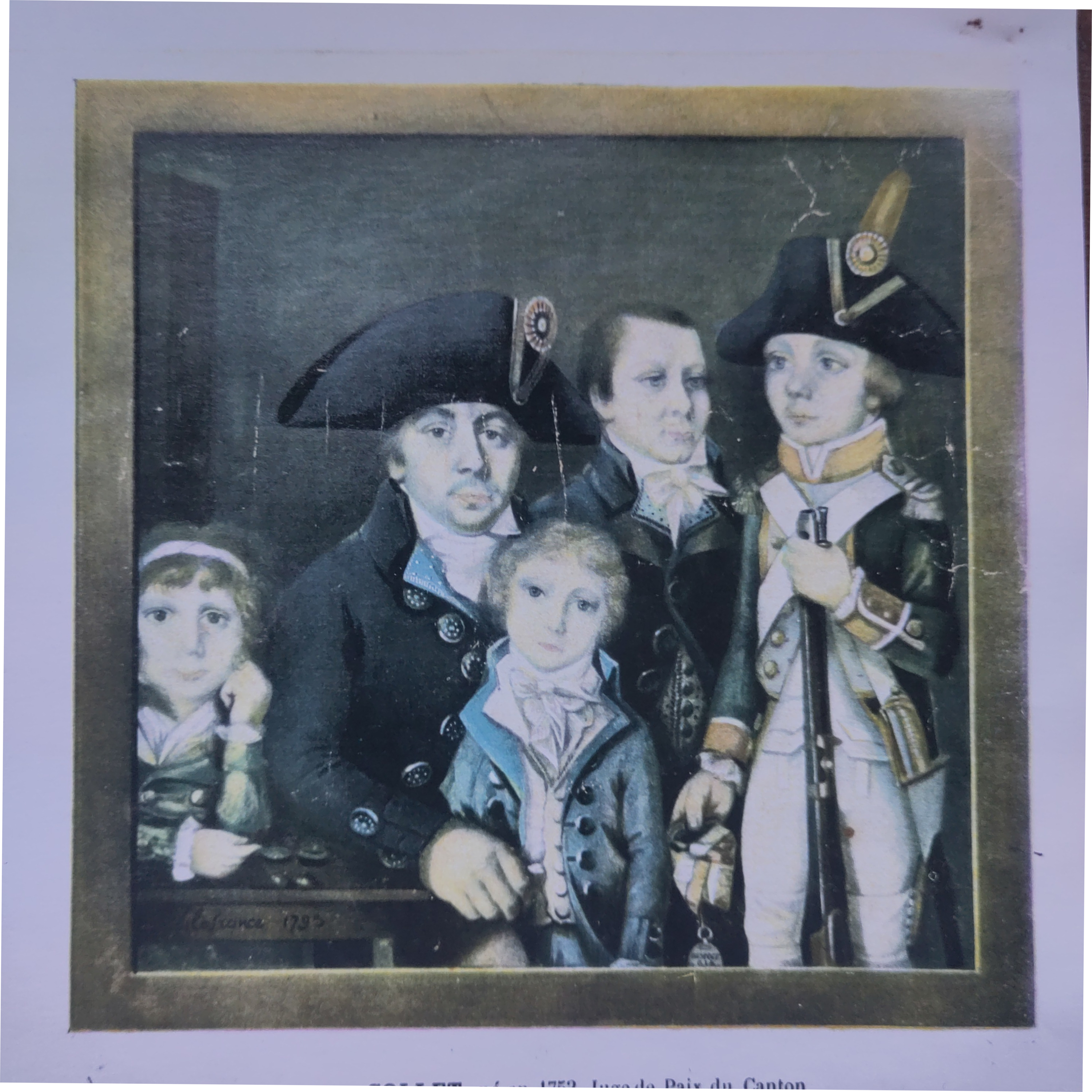
Charles Collet, adulte à gauche, fermier à La Borde au début de la Révolution, puis juge de paix du canton de Lenoncourt. Il était surnommé « sapré la poule » parce que c'était son juron favori. Le portrait a été réalisé par un miniaturiste de l'époque nommé, ou surnommé, LAFRANCE en remerciement de son hébergement au moulin,. Cette gravure est très intéressante dans la mesure où les portraits de personnages ruraux sont extrêmement rares avant la Révolution en Lorraine.

Le territoire de Haraucourt comporte une particularité sous la forme d'une enclave totalement disjointe du territoire principal. Il s'agit du lieu-dit la Borde situé à l'extrémité ouest du territoire, de part et d'autre de la Roanne. La superficie est d'environ 53 ha. Le site est bordé par les territoires de Lenoncourt, de Varangéville et de Buissoncourt. La Borde était originellement accessible depuis Haraucourt par l'ancien chemin rural dit « chemin de la Borde », également appelé « chemin de Lenoncourt », qui démarre dans le virage de la RD 81, à l'extrémité de l'actuelle rue de la Borde. Ce chemin ayant été effondré par l'exploitation saline, le site n'est plus accessible que par la route communale qui relie Buissoncourt à Varangéville.
Dans une charte de Lorraine de 1444, on voit que la Borde a le statut de « gagnage ». Elle est mentionnée avec l'orthographe suivante : « le waignaige de la bourde  ». Le bâtiment principal était un moulin construit sur un canal parallèle à la rive gauche de la Roanne.
On pense généralement que ce moulin fut la propriété exclusive des seigneurs de Haraucourt jusqu'à la Révolution. Cependant, la chambre des comptes de Lorraine, organisme comptable du duché, inscrit pour l'année 1566 un rapport d'amodiation des moulins, dont celui de Buissoncourt. Sachant qu'il a probablement existé un autre moulin en amont où figure un ancien lieu-dit, le vieux Moulin, on ne peut savoir lequel est concerné par cette inscription.
En 1793, le locataire de La Borde s'appelle Charles Collet. Il est représenté coiffé d'un tricorne sur la gravure ci-contre. Il exerce officiellement les professions de fermier (agriculteur), huillier, arpenteur et juge. La ferme de la Borde a alors une superficie de 80 ha. Elle est la propriété indivise d'un sieur Mailliot, de Jean-Claude Hussenot, ancien curé de Maron et de sa sœur. Les terres de cette ferme ont probablement été la propriété des châtelains d' Haraucourt mais on ne sait pas à quel moment de l'histoire, la propriété de ces biens a été séparée. Il faut rappeler qu'à cette période, l'immense majorité de la propriété rurale lorraine est entre les mains de spéculateurs bourgeois et de nobles (voir ci-dessous la fin du paragraphe conséquences désastreuses de l'annexion de la Lorraine).
C'est en 1826 que le moulin de la Borde cesse ses fonctions. Le dernier meunier est Jules Auguste Collet. Il est le fils de Charles Collet mentionné plus haut. C'est l'enfant blond accolé à son père sur la gravure ci-contre. Il est aussi le père de Vital Collet, dernier fermier de cette lignée à la Borde et auteur de divers documents sur l'histoire de la Lorraine rurale. On lui doit notamment : Les communes du canton de Charmes ; Évangile des sobriquets caractérisant les habitants de villages lorrain et diverses contributions aux sociétés savantes de son époque. Le patronyme Collet n'est plus présent dans ce secteur mais plusieurs familles contemporaines de Buissoncourt et d'Haraucourt descendent de cette lignée.
Le moulin devient une ferme champêtre et l'écart reste une enclave appartenant au territoire communal de Haraucourt. Après le départ des derniers fermiers à la fin du XXe siècle, l'ensemble des terres et des bâtiments est acheté par l'industriel qui exploite le gisement salin. Les bâtiments sont démolis vers 1984.
Le village le plus proche de ce lieu étant Buissoncourt, plusieurs documents historiques situent La Borde sur cette commune. Il s'agit d'une erreur car cet ancien moulin banal générateur de redevances a toujours dépendu de la seigneurie de Haraucourt.
Après la Révolution, Buissoncourt a longtemps revendiqué la propriété de cette portion de territoire. En 1872, cette commune dépose une demande d'annexion de la Borde en sa faveur. Pour déjouer cette démarche, Haraucourt demande à son tour l'annexion de la partie de territoire de Buissoncourt qui sépare la Borde du territoire principal d'Haraucourt. Dans sa séance du 7 novembre 1874, le conseil général de Meurthe-et-Moselle vote une délibération tranchant le conflit au profit de Buissoncourt. Cette décision n'a jamais été traduite dans les faits. En 2024, La Borde est toujours sur le territoire de Haraucourt.
Le pouvoir civil ne fut pas le seul à contester ce territoire. Les archives communales et hospitalières de la Meurthe contiennent les minutes d'un procès qui s'est tenu en 1790. Le curé d'Haraucourt et celui de Buissoncourt s'y disputent les bénéfices de la dîme de la Borde et des anciens étangs.

#### Arrestation à la Borde
Le 15 mai 1806, un garde forestier signale au maire de Buissoncourt la présence d'étrangers en armes au lieu-dit La Borde. Craignant pour l'ordre public, Le maire fait mobiliser et armer les habitants de Buissoncourt. Le Maire d'Haraucourt et le propriétaire du moulin de la Borde font de même. Toutes ces personnes convergent vers le lieu et procède à l'arrestation de 12 hommes. Ces derniers se disent de nationalité russe et déserteurs du régiment d'Ysembourg. Le maire de Buissoncourt alerte la gendarmerie qui procède à l'évacuation des prisonniers.

## Hydrologie
Environ 50 ha de l'extrémité Sud du territoire sont dans le bassin versant du Sânon. Il s'agit des anciennes vignes sur le versant de Sommerviller. Le reste est situé dans le bassin versant de la Roanne. Le territoire est en pente douce du sud vers le nord. Hormis la butte de Domêvre, le relief est très faible.
La Roanne est une petite rivière qui sépare Haraucourt de ses communes voisines : Buissoncourt, Gellenoncourt et Lenoncourt. Venant du nord-est du territoire de Haraucourt, elle reçoit le ruisseau des Goulottes, lui-même recevant le ruisseau de Josot. Elle capte également le ruisseau de Chevrichamps dans le même secteur. À l'ouest, elle recevait le ruisseau dit de Haraucourt mais aujourd'hui, il se perd dans les effondrements miniers.
Au début des années 2000, la Roanne était encore polluée par les rejets d'effluents des communes riveraines. La communauté de communes détentrice de la compétence « assainissement des eaux usées » a d'abord construit une station d'épuration intercommunale traitant les eaux de Buissoncourt, Lenoncourt et Haraucourt sur la partie ouest du territoire de Buissoncourt, en direction de Vanrangéville. La collectivité a continué avec la construction de stations d'épuration à Gellenoncourt et à Réméréville. Ces investissements ont très nettement amélioré la qualité de l'eau de la Roanne. Ils ont été complétés en 2023 par une renaturation des rives de la Roanne et de ses affluents.
Malheureusement, ces coûteux efforts sont en partie anéantis par des pollutions industrielles à répétition sous forme de fuites de la canalisation de saumure qui suit le lit de la Roanne et de résurgences d'eau salée sur ses rives provoquées par l'industrie saline. En observant la proche vallée de la Roanne sur les photos aériennes, on voit que la prairie est ponctuée de zones grises ou jaunâtres marquant la pollution à la saumure. La rupture de conduite d'août 2017 a encore aggravée la situation en détruisant plusieurs kilomètres de ripisylves et en provoquant la mort de la majeure partie des poissons qui avaient recolonisés le cours d'eau.

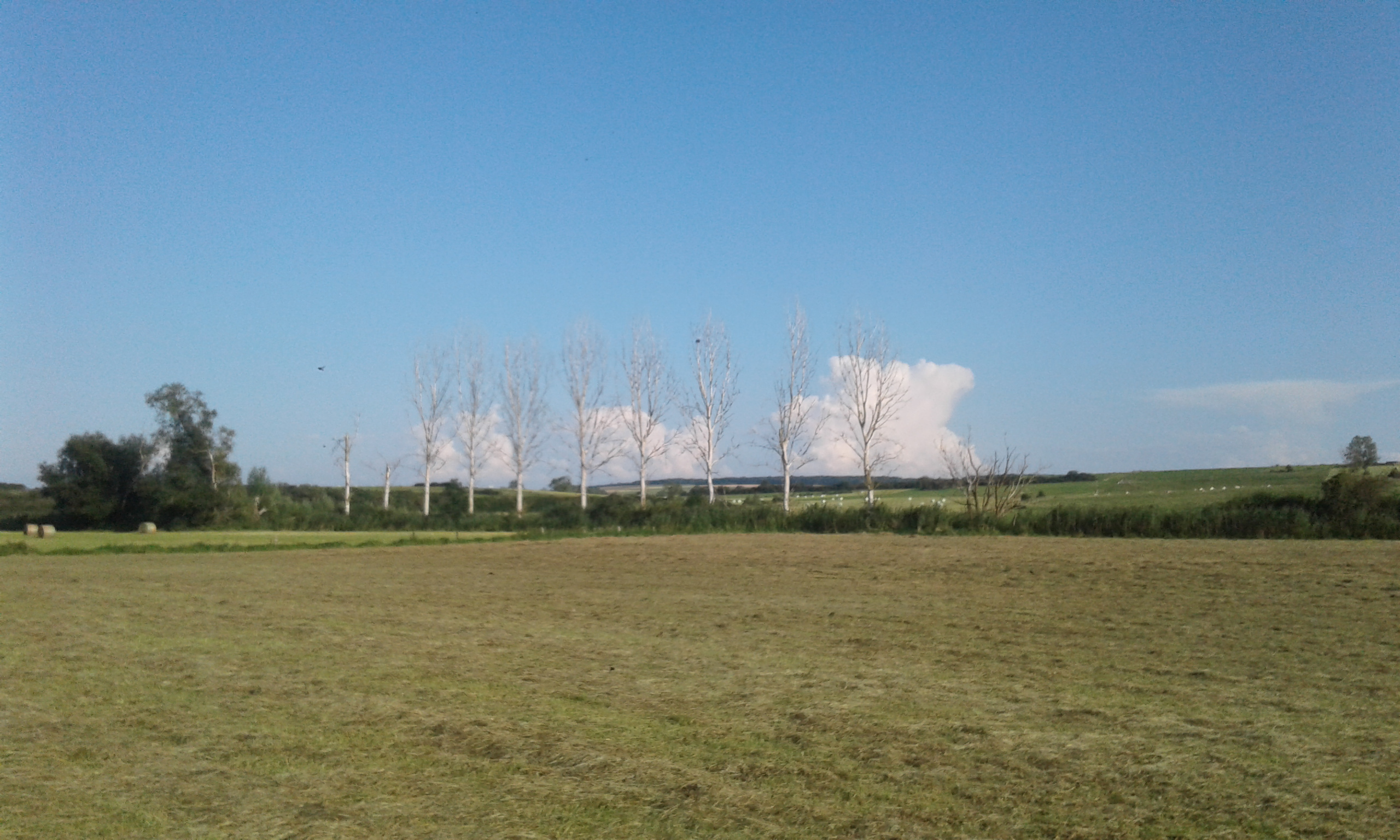
Bord de Roanne peupliers empoisonnés par la rupture de canalisation de saumure en 2017.
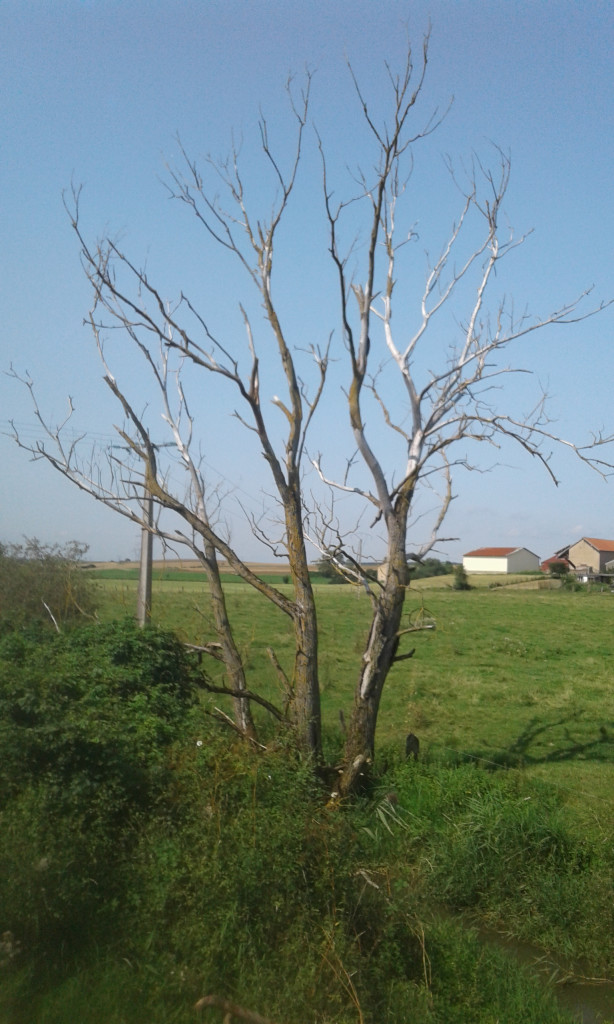
Bord de Roanne : ripisylve détruite par la fuite de saumure de 2017.
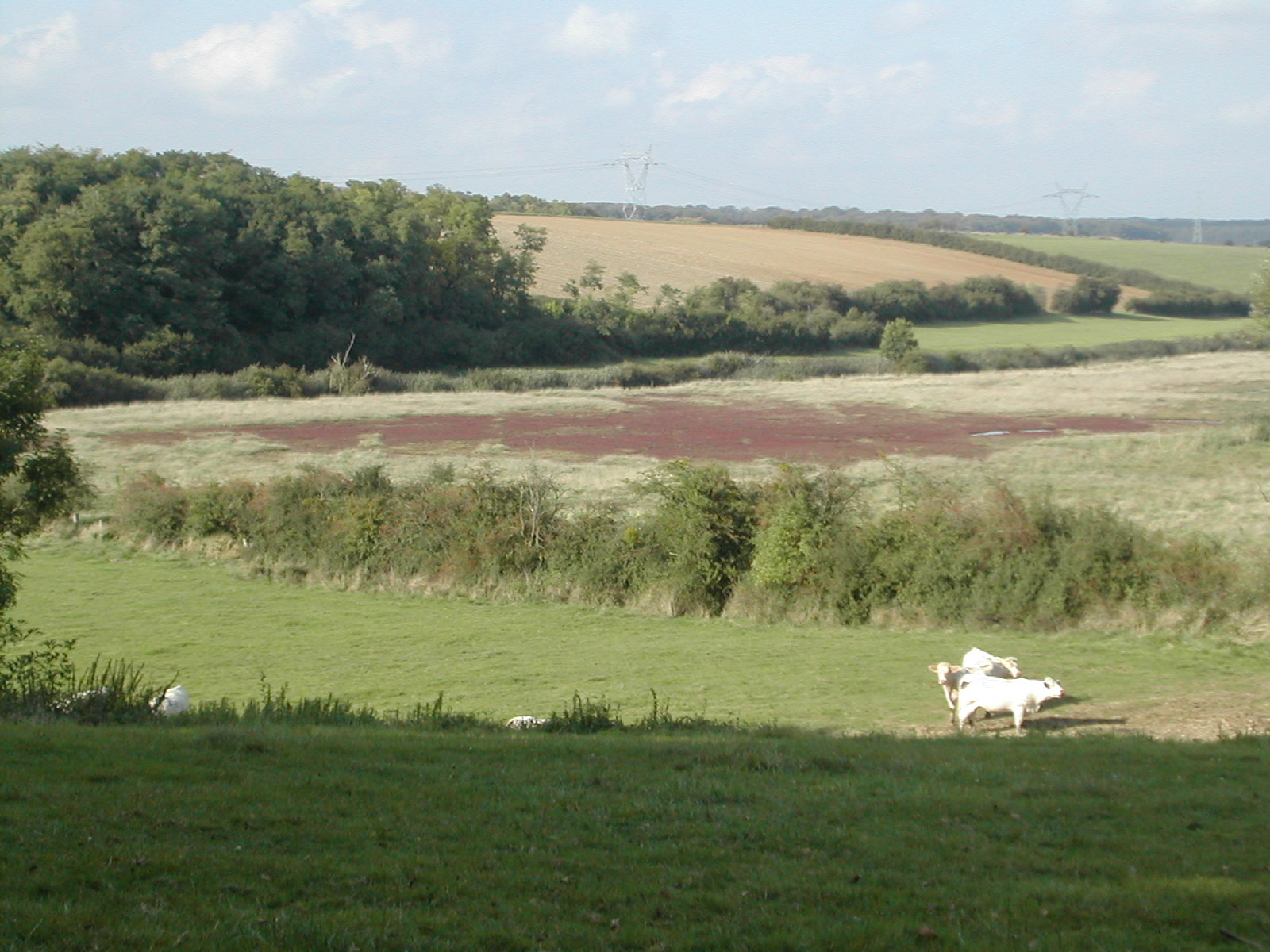
Bord de Roanne : la tache brunâtre représente une résurgence de saumure ayant détruit la totalité de la flore.

### Particularisme hydrogéologique

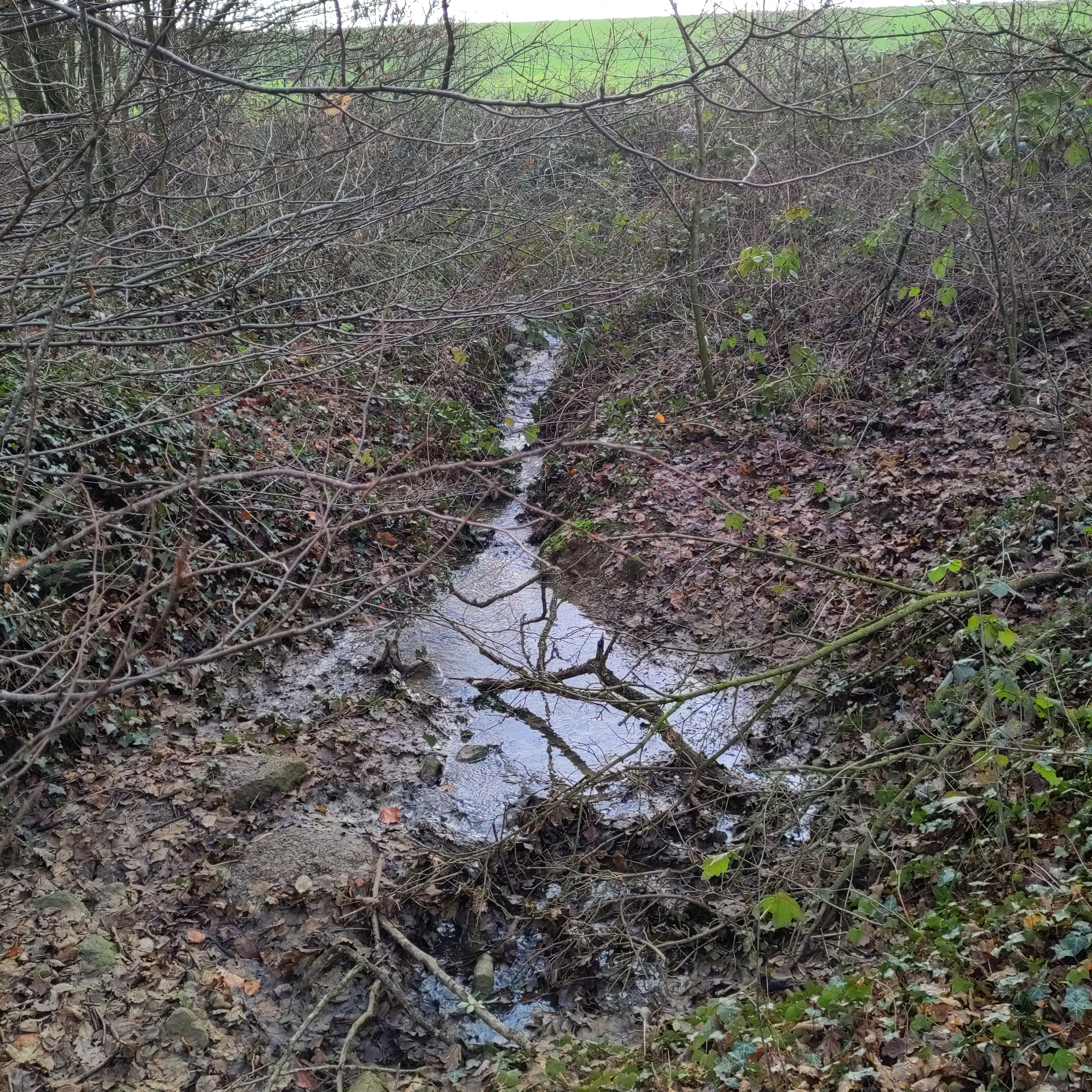
La « deuille » de Nobétant où s'infiltre l'eau du bassin versant no 31.

L'extrémité Sud-Est du territoire en direction de Crévic, lieu-dit Nobétant, constitue un bassin-versant sans exutoire de surface. L'eau de ruissellement s'écoule vers le point bas situé dans la pointe du bois de la forêt sur le territoire de Crévic, en limite de celui d'Haraucourt. Il existe à cet endroit un trou naturel appelé en Lorraine, « une deuille ». Celle-ci absorbe l'eau sans que l'on sache si elle ressort plus loin ou si elle alimente la nappe phréatique située dans le gré rhétien. La carte du sous-sol du BRGM indique une faille géologique à proximité immédiate de cet endroit.
Dans l'étude hydraulique réalisée en 2003 dans le cadre de l'aménagement foncier rural, ce bassin versant portait le numéro 31, sa longueur maximale est de 385 mètres, sa surface est de 31 ha 68. Son quotient décennal est de 26 litres par seconde (données issues des archives de la mairie).

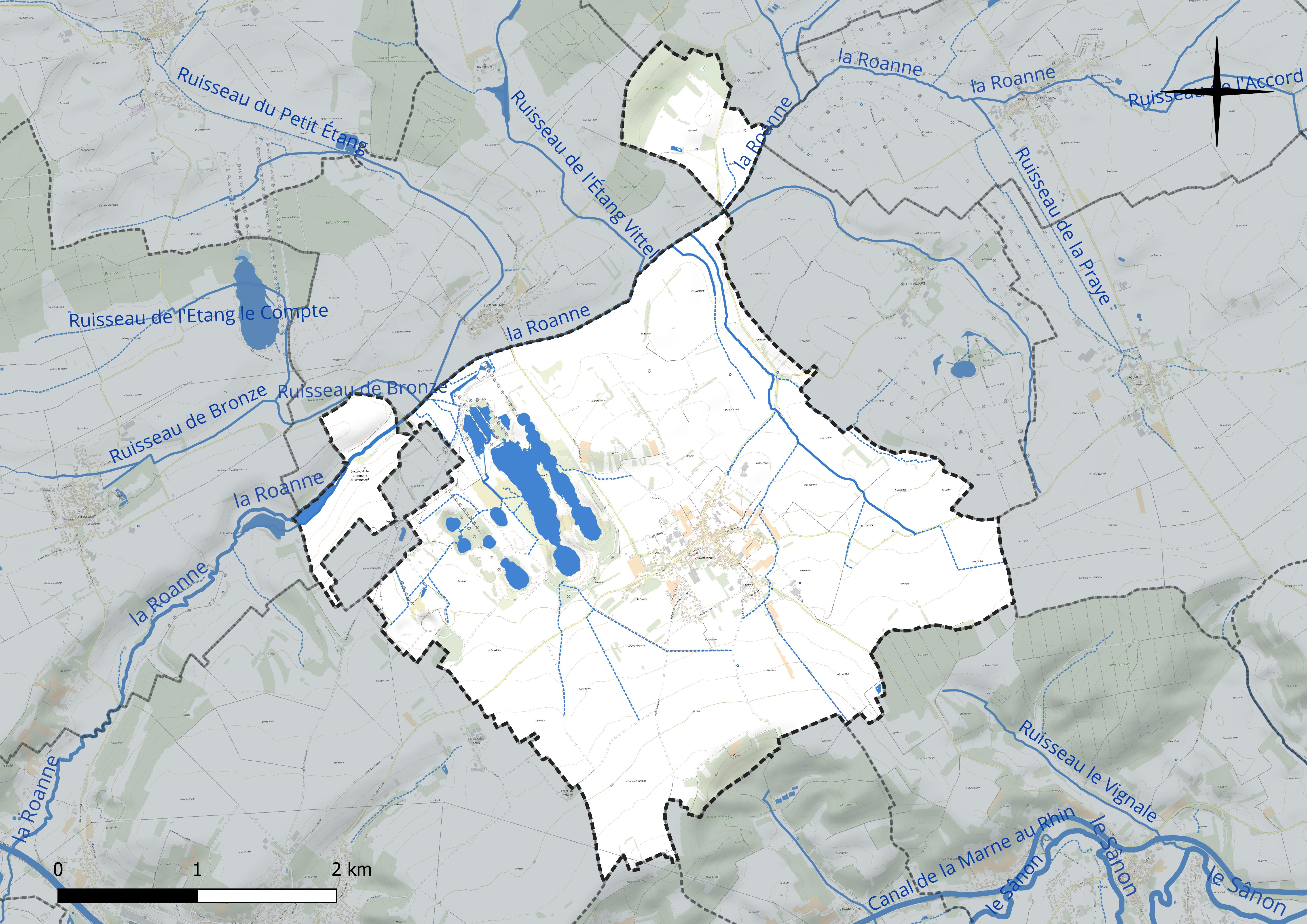
Réseau hydrographique d'Haraucourt.

### Climat
Pour des articles plus généraux, voir Climat du Grand Est et Climat de Meurthe-et-Moselle.
En 2010, le climat de la commune est de type climat océanique dégradé des plaines du Centre et du Nord, selon une étude du Centre national de la recherche scientifique s'appuyant sur une série de données couvrant la période 1971-2000. En 2020, Météo-France publie une typologie des climats de la France métropolitaine dans laquelle la commune est exposée à un climat semi-continental et est dans la région climatique Lorraine, plateau de Langres, Morvan, caractérisée par un hiver rude (1,5 °C), des vents modérés et des brouillards fréquents en automne et hiver.
Pour la période 1971-2000, la température annuelle moyenne est de 9,6 °C, avec une amplitude thermique annuelle de 17 °C. Le cumul annuel moyen de précipitations est de 803 mm, avec 11,5 jours de précipitations en janvier et 9,4 jours en juillet. Pour la période 1991-2020, la température moyenne annuelle observée sur la station météorologique de Météo-France la plus proche, « Nancy-Essey », sur la commune de Tomblaine à 11 km à vol d'oiseau, est de 11,0 °C et le cumul annuel moyen de précipitations est de 746,3 mm. 
La température maximale relevée sur cette station est de 40,1 °C, atteinte le 24 juillet 2019 ; la température minimale est de −24,8 °C, atteinte le 21 février 1956,,.
Les paramètres climatiques de la commune ont été estimés pour le milieu du siècle (2041-2070) selon différents scénarios d'émission de gaz à effet de serre à partir des nouvelles projections climatiques de référence DRIAS-2020. Ils sont consultables sur un site dédié publié par Météo-France en novembre 2022.

## Urbanisme

### Typologie
Au 1er janvier 2024, Haraucourt est catégorisée commune rurale à habitat dispersé, selon la nouvelle grille communale de densité à sept niveaux définie par l'Insee en 2022.
Elle est située hors unité urbaine. Par ailleurs la commune fait partie de l'aire d'attraction de Nancy, dont elle est une commune de la couronne,. Cette aire, qui regroupe 353 communes, est catégorisée dans les aires de 200 000 à moins de 700 000 habitants,.

### Occupation des sols
L'occupation des sols de la commune, telle qu'elle ressort de la base de données européenne d’occupation biophysique des sols Corine Land Cover (CLC), est marquée par l'importance des territoires agricoles (84,4 % en 2018), en augmentation par rapport à 1990 (83,5 %). La répartition détaillée en 2018 est la suivante : terres arables (48,6 %), prairies (35,8 %), eaux continentales (7,2 %), zones urbanisées (4,4 %), forêts (4 %). L'évolution de l’occupation des sols de la commune et de ses infrastructures peut être observée sur les différentes représentations cartographiques du territoire : la carte de Cassini (XVIIIe siècle), la carte d'état-major (1820-1866) et les cartes ou photos aériennes de l'IGN pour la période actuelle (1950 à aujourd'hui).

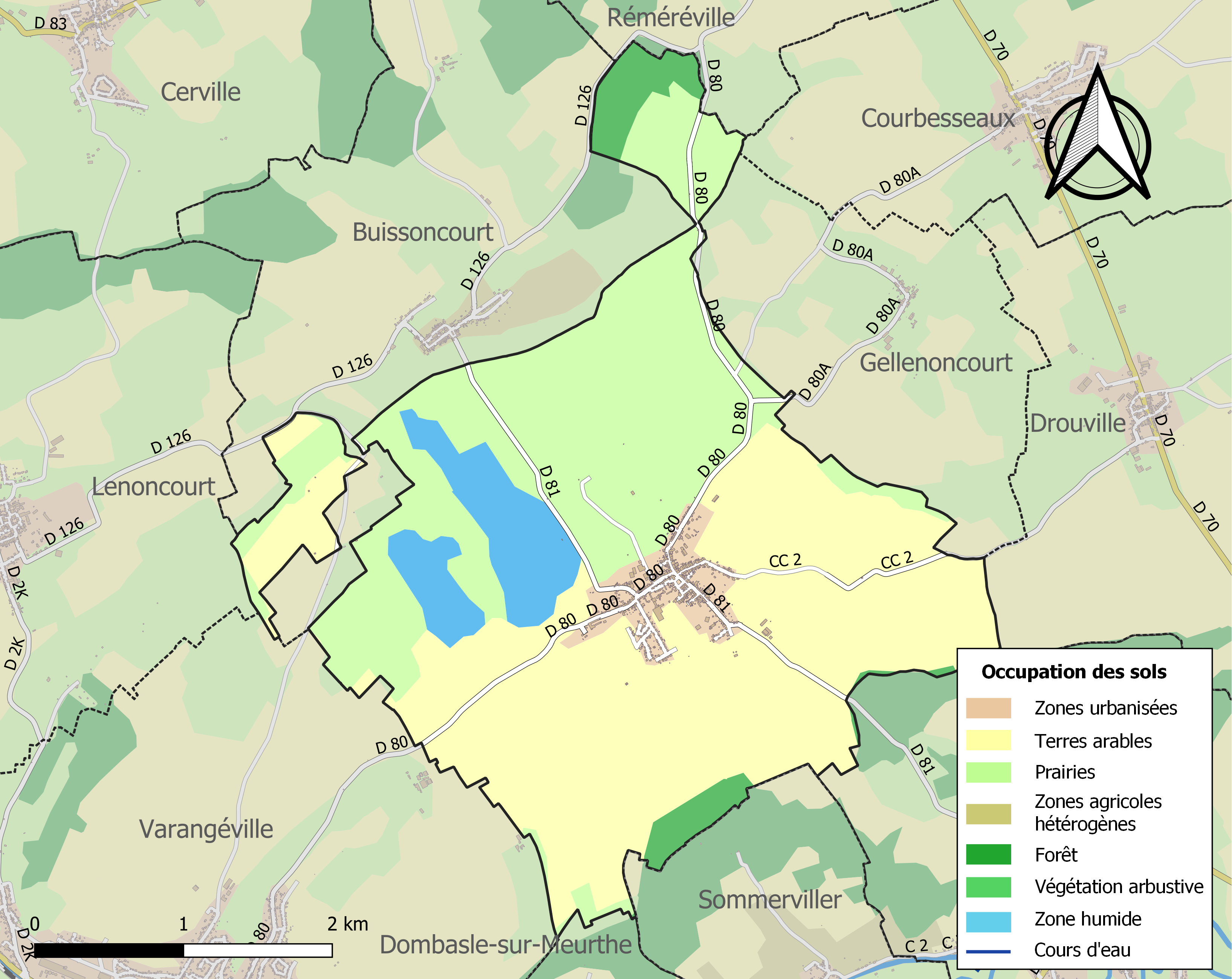
Carte des infrastructures et de l'occupation des sols de la commune en 2018 (CLC).

## Toponymie
La plus ancienne mention connue à ce jour est contenue dans un acquêt de Bertholde, évêque de Toul entre 996 et 1019. Il achète Askein et Araldicurtem (Essey et Haraucourt) au duc de Bar Thierry II. Autres attestations anciennes : Ludovicus de Haracuria en 1107 ; Heiraulcourt en 1323, Haracourt en 1334 ; Haraulcuria en 1402 ; Domèvre-Haraucourt en 1712 ; Haraucourt-lès-Saint-Nicolas en 1779.
Il existe trois communes françaises homonymes. Le nom du village tire vraisemblablement son origine du prénom mérovingien Harald(us) ou Harold(us) et de l'appellatif -court du bas latin curtis ou cortēm qui signifie « cour intérieure, cour de ferme », et par extension, domaine rural.
En lorrain roman, le nom du village se prononce Harôcot.

### Microtoponymie
Parmi les lieux-dits figurant sur le plan du cadastre napoléonien, quelques-uns restent mystérieux, exemples : Lef Damont, la Placide, le Palozé, Rascenel et Tibit-fourer.
Dans le dictionnaire topographique de la Meurthe, Henri Lepage écrit : le champ pourpre, commune de Haraucourt, canton de terre dont le détenteur devait au curé une redevance annuelle de trois chapons et trois oranges. Il existe encore aujourd'hui le chemin rural Du Grand Pourpre. Ce nom est probablement en lien avec la couleur du sol.

### Odonymie

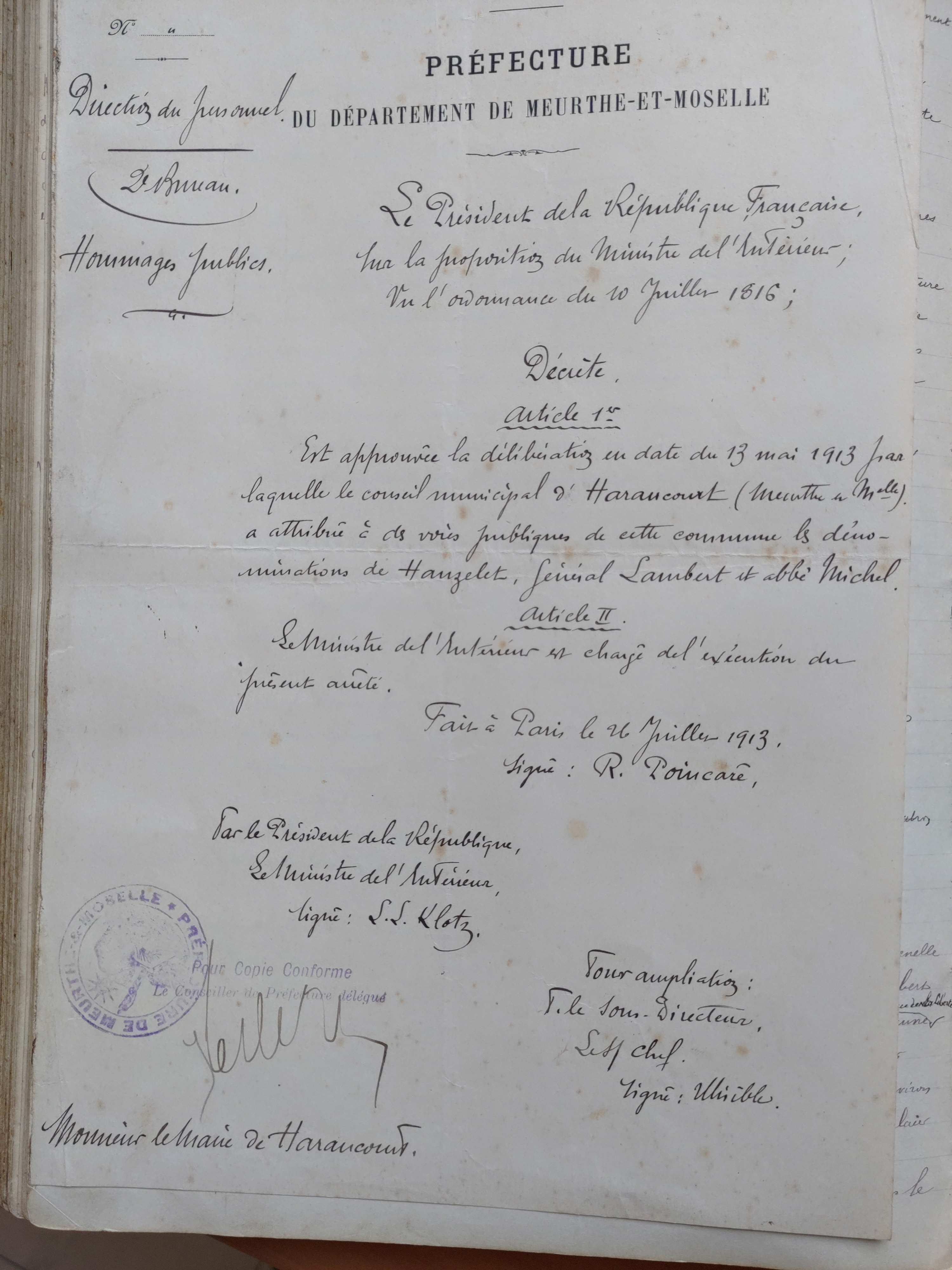
Approbation par le président de la République des noms de rues à Haraucourt.

À Haraucourt, les rues portent un nom depuis très longtemps. Un état des anticipations faites sur les rues1 en 1711 cite les rues de Bondenelle, rue du Port, rue Martin, rue de Devant-le-Château, rue Mongadin et rue de la Fontaine. Cette dernière n'est pas identifiée.
1 : on peut traduire anticipations faites sur les rues par appropriation illégale du domaine public.

#### Rue du Port
Cette rue s'appelle ainsi parce qu'elle menait directement à la ville la plus proche qui s'est d'abord appelée Le Port au Moyen Âge. Cette commune est ensuite devenue Saint-Nicolas-de-Port. Il semble que la rue du Port de Haraucourt soit la seule référence actuelle à l'ancien toponyme portois. Dans une délibération du conseil municipal de 1913, il est question de renommer cette rue. Après avoir évoqué le patronyme Elisée de Haraucourt, le nom ancien est finalement maintenu.

#### Rue des Écoles
La même délibération de 1913 nomme officiellement la rue des Écoles. De fait, elle portait officieusement ce nom depuis la construction du groupe scolaire en 1883. Historiquement, c'est un ancien chemin qui prolongeait perpendiculairement la rue du château en longeant le côté Nord de la cour, conduisait au pressoir banal d'où il se confondait avec la rue du Port, à l'actuel numéro 19 de cette dernière.

#### Rue Hanzelet

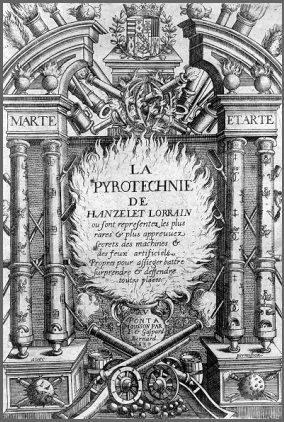
Frontispice de la pyrotechnie d'Hanzelet.

Par la même délibération que précédemment, la rue Martin est renommé rue Hanzelet. Jean Appier père et fils, sont nés à Haraucourt à la fin du XVIIe siècle. Pour distinguer le fils, on lui attribua le sobriquet Hanzelet qui, dans la langue locale signifiait petit Jean ou plus exactement, petit Hans ou encore Hanz ele. Il a gardé ce surnom toute sa vie. Hanzelet était ce que l'on appellerait aujourd'hui un polytechnicien. Il était contemporain d 'Elisée de Haraucourt pour qui Jean Appier père était déjà graveur ; ce serait ce dernier qui aurait dessiné le plan des fortifications de Nancy qu' Elisée de Haraucourt était chargé de faire reconstruire. Il est probable que le marquis Elisée de Haraucourt, gouverneur de Nancy, fut le mentor d'Hanzelet. Hanzelet. Il était d'abord graveur comme son père, métier qui l'a conduit à devenir imprimeur à Pont-à-Mousson, travaillant principalement pour l'université de cette ville. Il était également maistre des feux artificiels auprès du duc de Lorraine. Il a écrit un livre sur les armes de guerre dans lequel il est le premier à décrire précisément une machine à feu également appelée orgue. Cet engin est considéré comme l'ancêtre de la mitrailleuse. Hanzelet est l'auteur d'un autre livre sur la pyrotechnie  et un autre sur les mathématiques amusantes. Il a aussi une rue à son nom à  Pont-à-Mousson ainsi qu'un lycée technique dans la même ville. Plusieurs sources affirment qu'il vécu un temps au numéro 29 de la rue des Dominicains à Nancy. D'autres affirment qu'il vécu aussi au numéro 21 de la rue du Camp à Pont-à-Mousson. André Mareschal lui adressa ce quatrain  (orthographe originelle) :

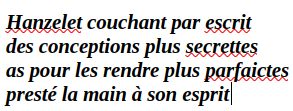

Tous ses contemporains ne furent pas aussi élogieux. On lui reprocha d'avoir « plagié » Joseph Boillot pour la partie feux artificiels et pour la partie instrumens de guerre. Selon les généalogistes, Hanzelet serait décédé après 1647 en Italie. Il eut une descendance. Au XVIIIe siècle, un organiste lorrain nommé Jude Hanzelet est considéré comme parent du graveur.

#### Rue du Général Lambert

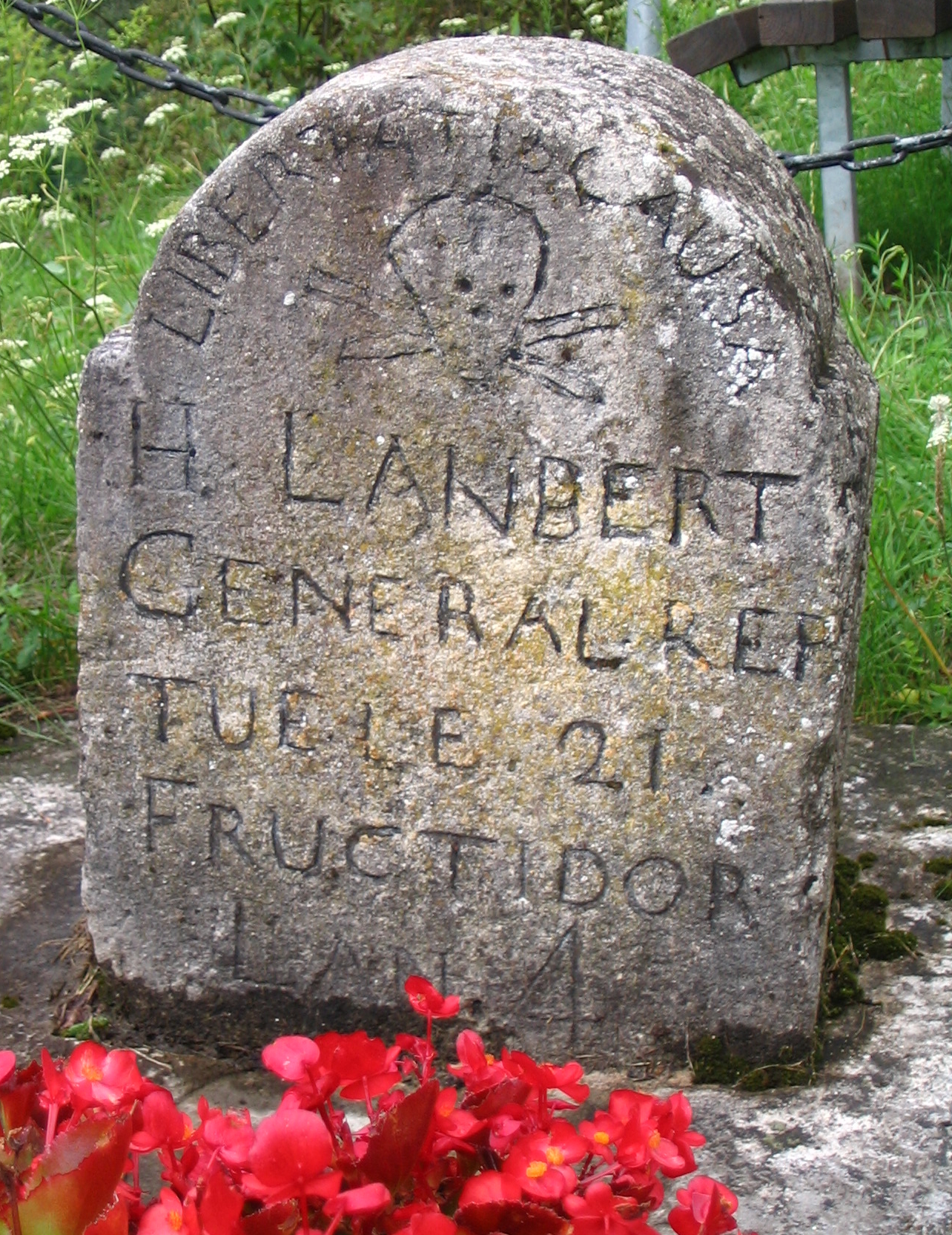
Pierre commémorative du G^{al} Lambert à Rottenegg, Allemagne.

Par la même délibération que précédemment, la rue Montgadin devient la rue du Général Lambert. Henri François Lambert est né à Haraucourt en 1760. Il fait une brève carrière dans l'armée mais comprend que les grades supérieurs sont « la chasse gardée » de la noblesse. En 1788, il ne renouvelle pas son engagement et rentre au domicile de la famille de son épouse à Dijon. Quand la Révolution éclate et qu'elle a besoin de soldats, Lambert s’enthousiasme pour cette cause et obtient le poste d'aide-major dans la garde nationale de Bourgogne. Ensuite, les événements se précipitent et le propulsent au grade de général. En 1796 lors d'une reconnaissance à Mauern (Neustadt a.d.Donau), petite ville de Bavière proche de Nuremberg, il est mortellement blessé par un éclat d'obus et décède le lendemain.

#### Rue de l'Abbé-Michel

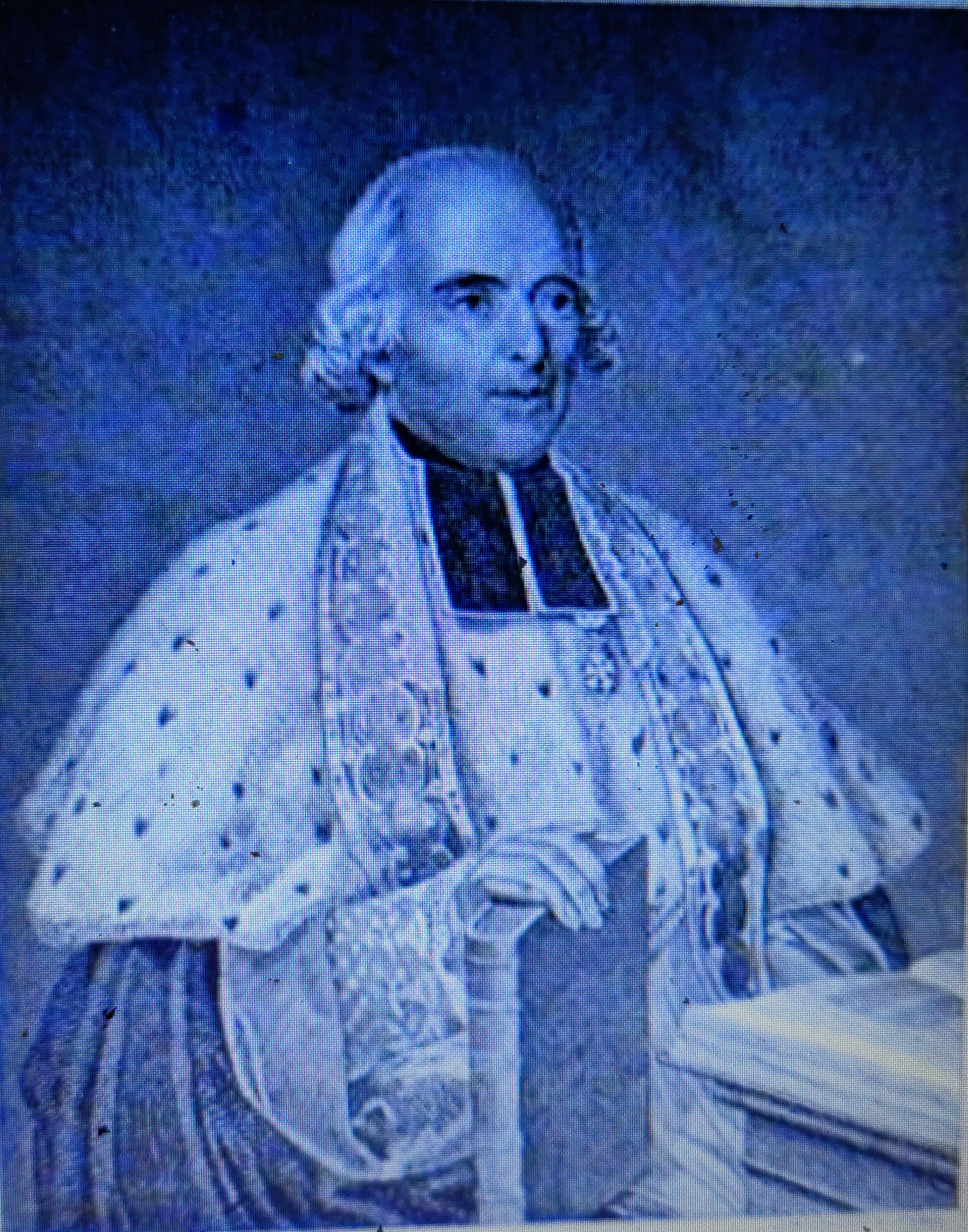
Portrait de l'abbé Michel.

Par la même délibération que précédemment, la rue de Bondenelle1 devient la rue Abbé-Michel. Jean Michel naît dans une famille modeste d'Haraucourt en 1769. Il est diacre quand la Révolution éclate. N'ayant pas voulu se soumettre à l'autorité de l'évêque constitutionnel, il fait un an de prison puis est déporté. Il connaît alors des conditions épouvantables de détention dans un bateau ancré à l'île d'Aix. Contrairement à beaucoup de ses codétenus, il eut la chance de survivre et de rentrer au pays. À la fin de sa carrière, il était professeur de théologie au grand séminaire de Nancy. Il refusa l'épiscopat. Il reçut le grade de chevalier de la Légion d'honneur en 1837. Il décéda en 1842.
1: Dans les langues d'oïl dont le lorrain roman fait partie, un bondenel est une bonde de tonneau. Dans la toponymie IGN, une bonde est aussi une limite, une borne.

#### Place de la Liberté

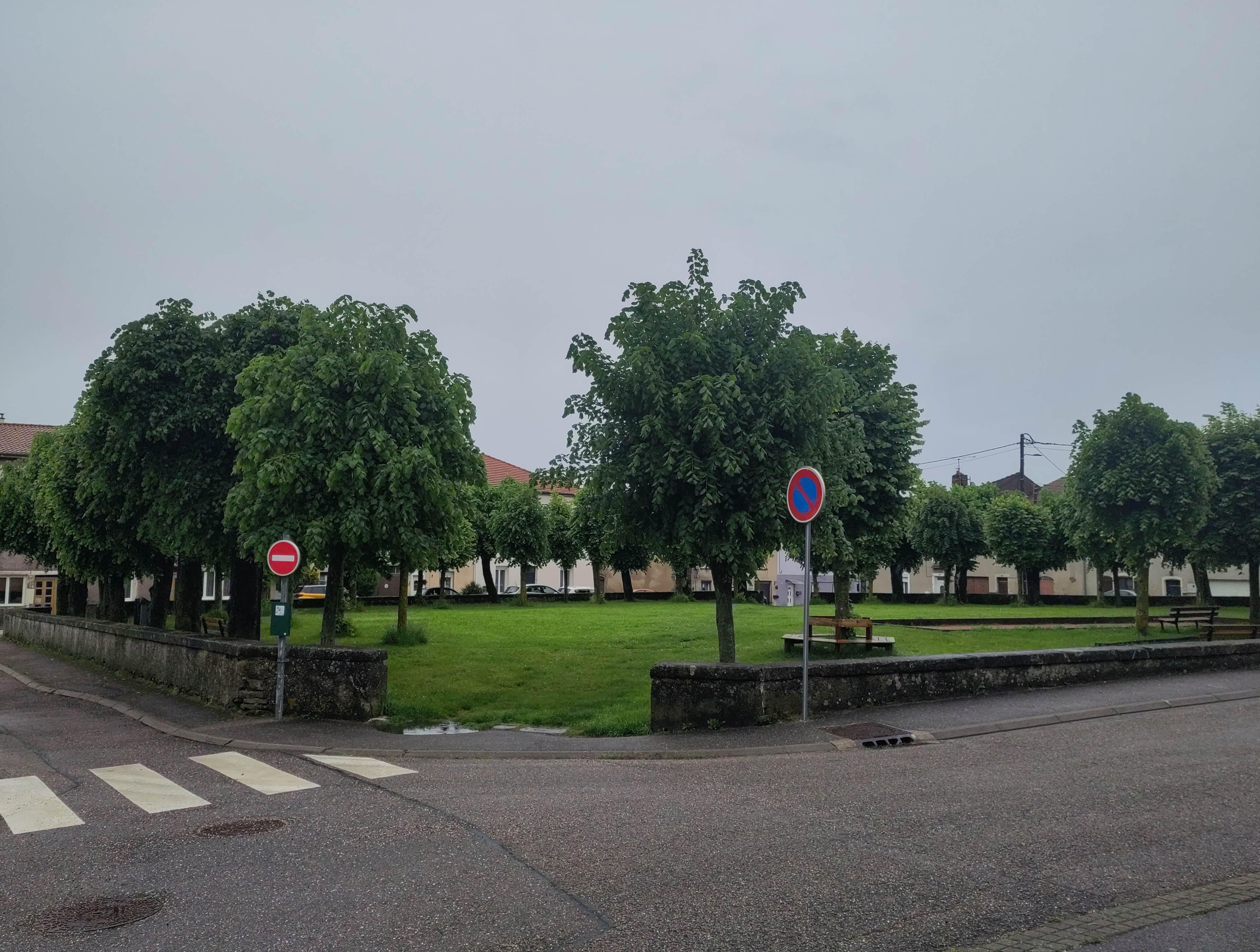
Le joyau patrimonial du village : la Place de la Liberté.

Pendant cette même réunion du Conseil Municipal, la place est nommée officiellement place de la Liberté. Dans les recensements de population antérieurs à 1913, on l'appelle Place Centrale.
À la fin du XVIIIe siècle, on parle du parterre du château que l'on confond parfois avec la place de la Liberté. Le parterre du château était un petit espace rectangulaire accolé à la façade Est du château. Son plus grand côté avait la longueur de la façade. Il était bordé d'arbres en 1765.
Sur un plan dressé en 1765 pour un procès entre la communauté et le seigneur, la place n'a pas tout à fait la superficie actuelle. Elle contient un grosse maison « acquittée par le seigneur ». On peut se demander si cela signifie cédée ou démolie ? La place contient aussi deux petites maisons particulières et l'emplacement du four banal ; tous trois sont situés en bordure de l'actuelle rue Gal Lambert.
Toujours à l'occasion de ce procès, on apprend que le seigneur voulait fermer la place. Il avait déjà fait creuser les fondations. Le procès ne lui donna pas droit et la place est restée publique.
Dans les mêmes documents, on mentionne l'existence d'une petite place, à priori annexe ou dans l'emprise de la place de la Liberté mais non localisée. Elle s'appelait « place des nonaires de ville ». On l'utilisait pour installer l'équipement nécessaire à la fonte des cloches. C'est là aussi qu'était réalisées les ventes forcées.
En 1765, la partie commune de la place était déjà bordée de tilleuls.
Pendant la Révolution, on planta au centre le chêne de la liberté. Les comptes communaux de l'exercice 1793 contiennent une dépense de 64,14 livres pour toutes dépenses faites à la plantation du chêne de la liberté, y compris « le coûttange » de la musique. Il est probable que la place tire son nom de cet événement.
En 1831, la commune dépense 1 365 francs pour l'embellissement de la place. Le muret qui la ceinture a été construit en 1878.
De la fin du XIXe siècle jusqu'en 1914, il y avait deux foires commerciales annuelles qui se tenaient sur la place. Elles avaient lieu le premier jeudi de mai et le dernier jeudi d'août. Hier comme aujourd'hui, elle est le lieu favori pour le déroulement des réjouissances comme la fête patronale.

#### Rue du Château

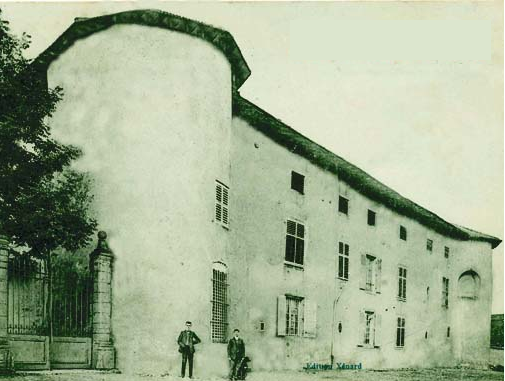
Façade Est du château féodal avant sa destruction en 1914. Les personnages sont les frères Kessler, agents immobiliers et derniers propriétaires

Ce nom est facile à comprendre quand on connaît l'emplacement de l'ancien château féodal détruit en 1914. Au gré des documents historiques, le nom de cette rue varie légèrement. On l'appelle parfois rue du vieux château ou rue de devant le château. On ne connaît pas la date ni la période de la nomination de cette rue mais elle portait déjà ce nom en 1765. À cette date, La communauté traduit en justice le seigneur de Haraucourt qui voulait barrer certaines rues pour se les approprier. Dans l'argumentaire, il est indiqué que cette rue était un simple passage qui démarrait impasse de Cuite-fève (aujourd'hui impasse du Grand-Pré), menait à l'église puis bifurquait à angle droit vers l'ouest, conduisant au pressoir banal (actuelle rue des écoles). Elle comportait un tourniquet, certainement destiné à empêcher la circulation d'attelages.

#### Impasse Montgadin
Elle faisait partie de la rue Montgadin renommée Général-Lambert. On peut voir encore aujourd'hui que les numéros de cette impasse s'intercalent dans les numéros pairs de la rue Général-Lambert. Cette impasse garde pour elle seule le nom Montgadin (archives de la Mairie). Il s'agit d'un lieu-dit qui désignait de petites parcelles. On est alors tenté de le rapprocher du mot lorrain gaudine, qui signifie petite parcelle. Mais Gadin serait aussi un patronyme dérivé du prénom germanique Wadwald. À une certaine époque de l'Ancien Régime, le détenteur de ce canton de terre devait, en plus des autres impôts, un gâteau qui servait d'offrande pour le pain bénit de Pâques. Dernière anecdote probablement sans rapport, en argot régional, un gadin est une chute de sa hauteur, souvent une chute ridicule par maladresse.

#### Impasse du Grand Pré
Cette rue s'est d'abord appelée impasse de Cuite-Fève comme on peut le voir au paragraphe rue du Château. Par la suite, elle a été intégrée à la rue Montgadin renommée plus tard rue du Général-Lambert. On peut voir encore aujourd'hui que les numéros de cette impasse précèdent les numéros pairs de la rue Général-Lambert. En 1913, elle a d'abord repris son ancien nom déformé : impasse du Cul-de-Fève. Par délibération du 20 juin 1983 et sur demande d'habitants de cette voie, l'impasse du Cul-de-Fève est renommée impasse du Grand-Pré. Il est à noter que Cul-de-Fève était une dérive du nom originel Cuite-Fève ce que semblait ignorer les édiles. Certains historiens locaux pensent, sans preuve formelle, que la maison à l'extrémité de cette impasse a appartenu, sous l'Ancien Régime, aux religieux de Cuite-Fève, un écart rural sur la Commune de Rosières-aux-Salines. Cuite-Fève serait le nom des fours affectés au séchage des légumes.

#### Rue Jean-Joseph-Chamant

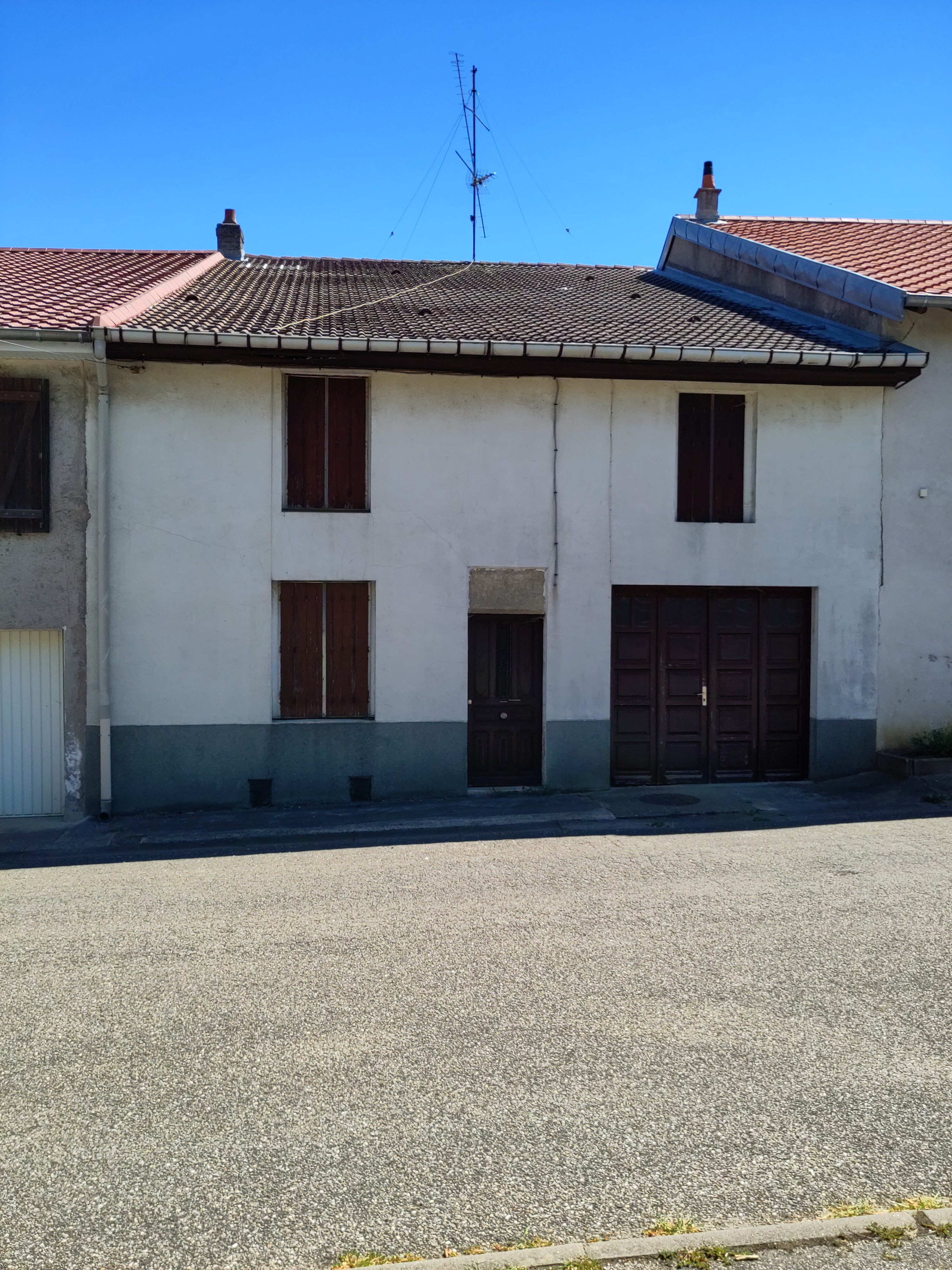
8 place de la Liberté : maison natale du peintre Jean-Joseph Chamant.

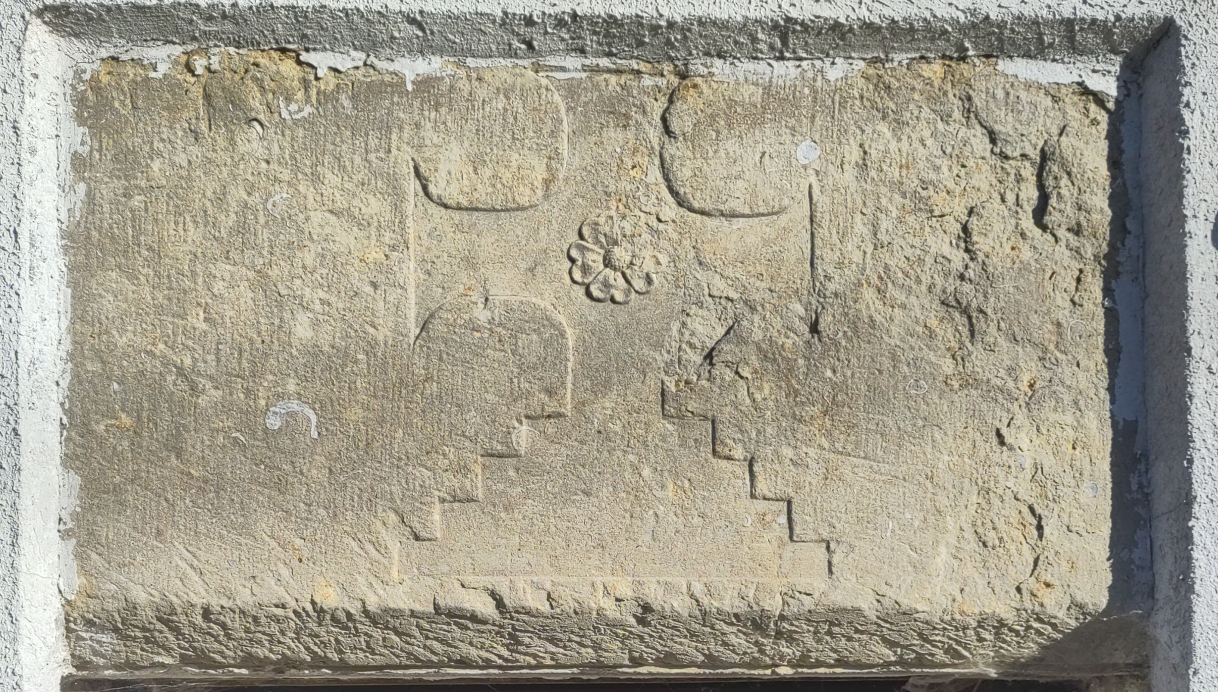
Maison natale de JJ Chamant, linteau en gré sculpté.

La délibération du 21 mai 1983 constate qu'une partie du chemin rural dit De Dombasle s'est urbanisée et qu'il y a lieu de donner un nom à cette nouvelle voie qui devient rue Jean-Joseph-Chamant, en hommage au peintre de la cour d'Autriche, né et ayant vécu à Haraucourt, au numéro 8 de la place de la Liberté, comme l'atteste l'acte notarié de vente de cette maison le 17 novembre 1817 enregistré chez Me François Joseph Chanot, notaire royal à Rosières-aux-Salines.

#### La Placide
En 1972, le Conseil municipal décide d'urbaniser un terrain communal. Il s'agit du premier lotissement au village. Selon le cadastre, l'endroit se nomme La Placide mais les anciens habitants comme de nombreuses délibérations antérieures utilisent un autre lieu-dit pour désigner cet endroit : le paquis des oies. Le Conseil municipal choisit finalement le nom La Placide pour désigner ce nouveau quartier.
La Placide ne doit pas être confondue avec La Placite, nom donné à l'imposante maison de maître à l'extrémité Ouest de la rue du Port.

#### Le Palozé
Par délibération du 8 octobre 1979, le conseil municipal approuve le projet de lotissement présenté par un urbaniste. Depuis sa construction, le nouveau quartier porte le nom d'un lieu-dit, le Palozé qui n'est pas proche du lotissement. Jusqu'ici, il a été impossible de trouver la signification de ce micro toponyme.

#### Impasse du Giron et rue Fontaine-Madame
Le 20 février 2009, le conseil municipal nomme la nouvelle impasse au lieu-dit La Placide : Impasse du Giron. La nouvelle rue construite sur le chemin rural dit des Bergeries et nommé rue Fontaine-Madame. Ces deux noms sont des lieux-dits du territoire.

#### Rue de Derrière-le-Four
Initialement nommée rue de Derrière-le-Four-Banal, son nom a été abrégé en rue de Derrière. L'actuelle plaque de rue porte l'inscription rue de derrière le Four. Ce nom est ancien puisque la Révolution de 1789 a supprimé les privilèges de banalité. On peut cependant s'approcher de la date puisqu'un plan de 1765 indique l'emplacement d'un four banal démoli dans l'emprise de la place de la Liberté archives communales. Ce document de 1765 qui liste les noms de rues, ne parle pas de cette voie. Ce nom de rue serait donc ultérieur, mais de peu, à 1765 ?

#### Ruelle Valtrina
Cette voie et le chemin de terre qui la prolonge portaient déjà ce nom en 1807 lors de l'établissement du premier cadastre. On ne sait pas d'où vient ce toponyme mais une origine franque est assez probable. En revanche, on sait que cette orthographe est récente car dans les délibérations du Conseil au milieu du XXe siècle, on écrivait Waltrina, ce qui indique une prononciation différente de celle que nous connaissons puisque dans le quart Nord-Est de la France et en Wallonie, les mots commençant par [wa] se prononcent [houa] comme wallon ou Waterloo. Encore aujourd'hui, il existe une exemple à Haraucourt avec le lieu-dit écrit champ-Wargant au cadastre que les anciens habitants prononcent champ-Houargant.

#### Rue de la Borde

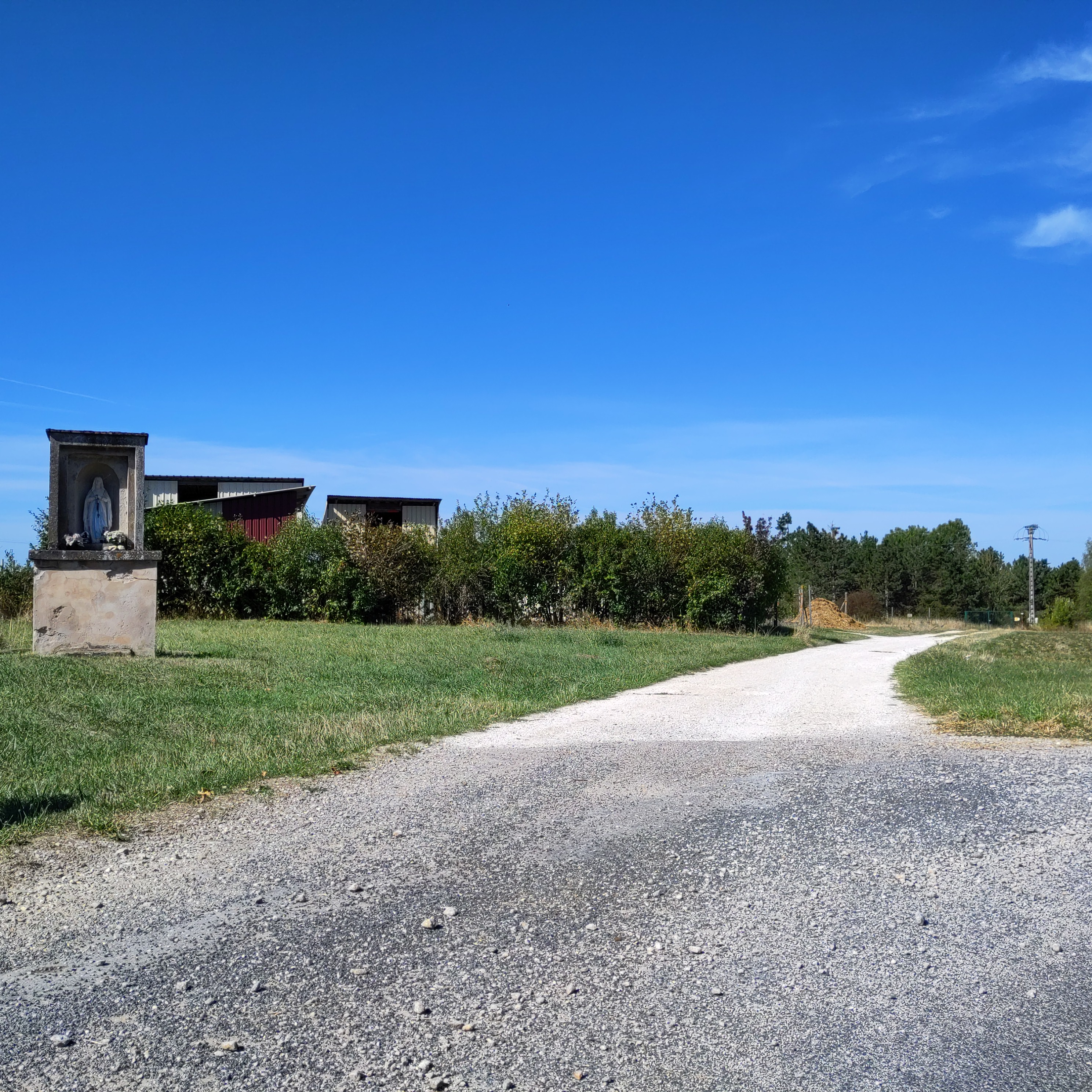
Extrémité de la rue de la Borde : départ de l'ancien chemin du Ménil, également appelé, selon les époques, chemin de la Borde ou encore chemin de Lenoncourt.

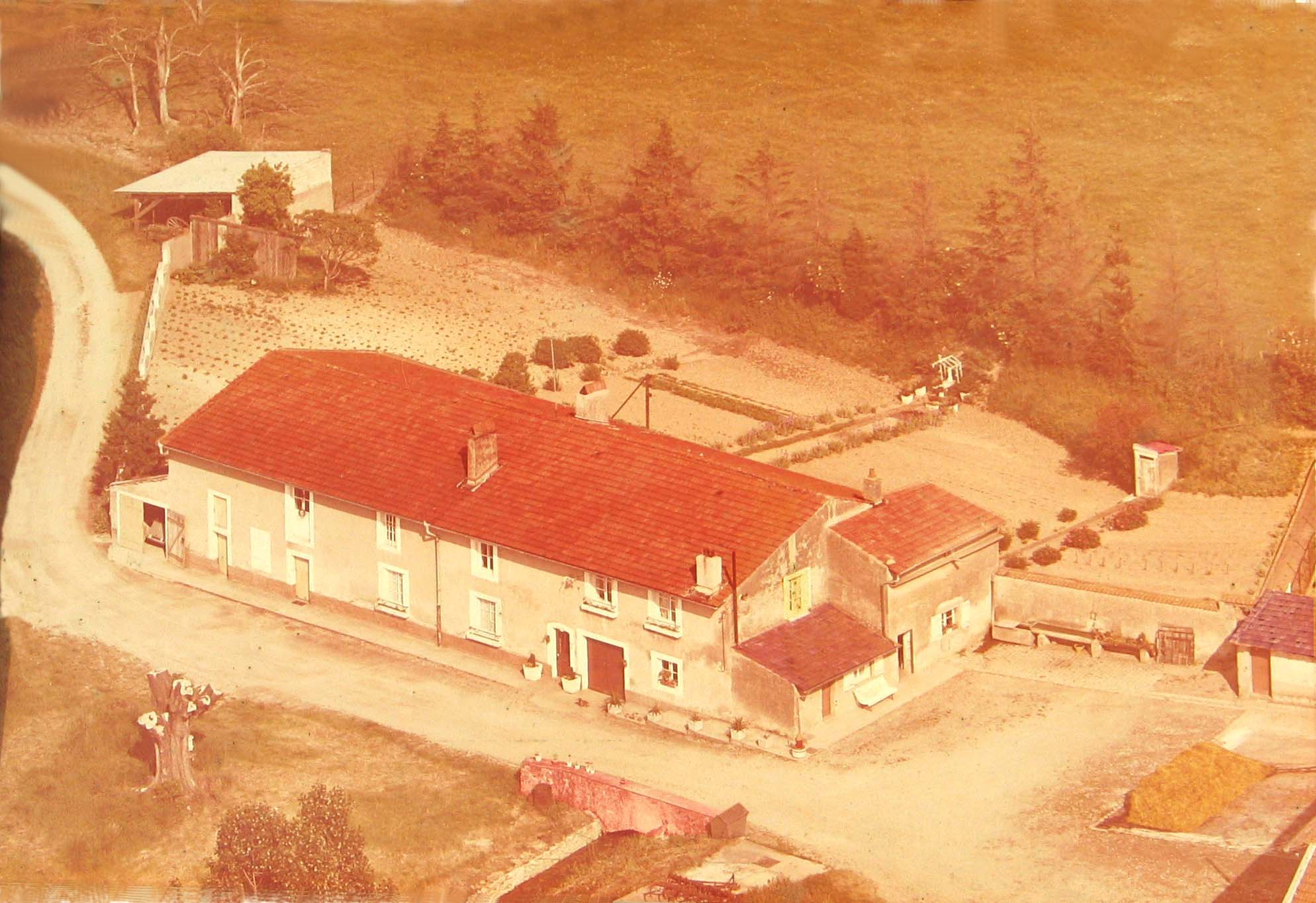
L'ancien moulin de la Borde.

Cette dénomination officielle est relativement récente mais on ne connaît pas la date de nomination. Originellement, cette voie conduisait à l'écart de la Borde qui était un moulin banal avant la Révolution, et une ferme champêtre jusqu'en 1984, date de sa démolition. Le chemin de la Borde aussi appelée chemin de Lenoncourt car cette voie se prolongeait jusqu'à ce village.
Les lieux-dits La Borde, La petite Borde, La Grande Borde ou Les Bordes  sont toujours situés à l'extrémité d'un territoire communal. Le mot a probablement la même étymologie que bord, bordure et signifiait, limite, frontière. Dans le même temps, on a souvent choisi ces lieux pour y implanter des maladreries afin de limiter le risque de contagion. C'est probablement la raison pour laquelle certains documents donnent pour étymologie maladrerie et léproserie aux lieux-dits contenant le mot Borde.

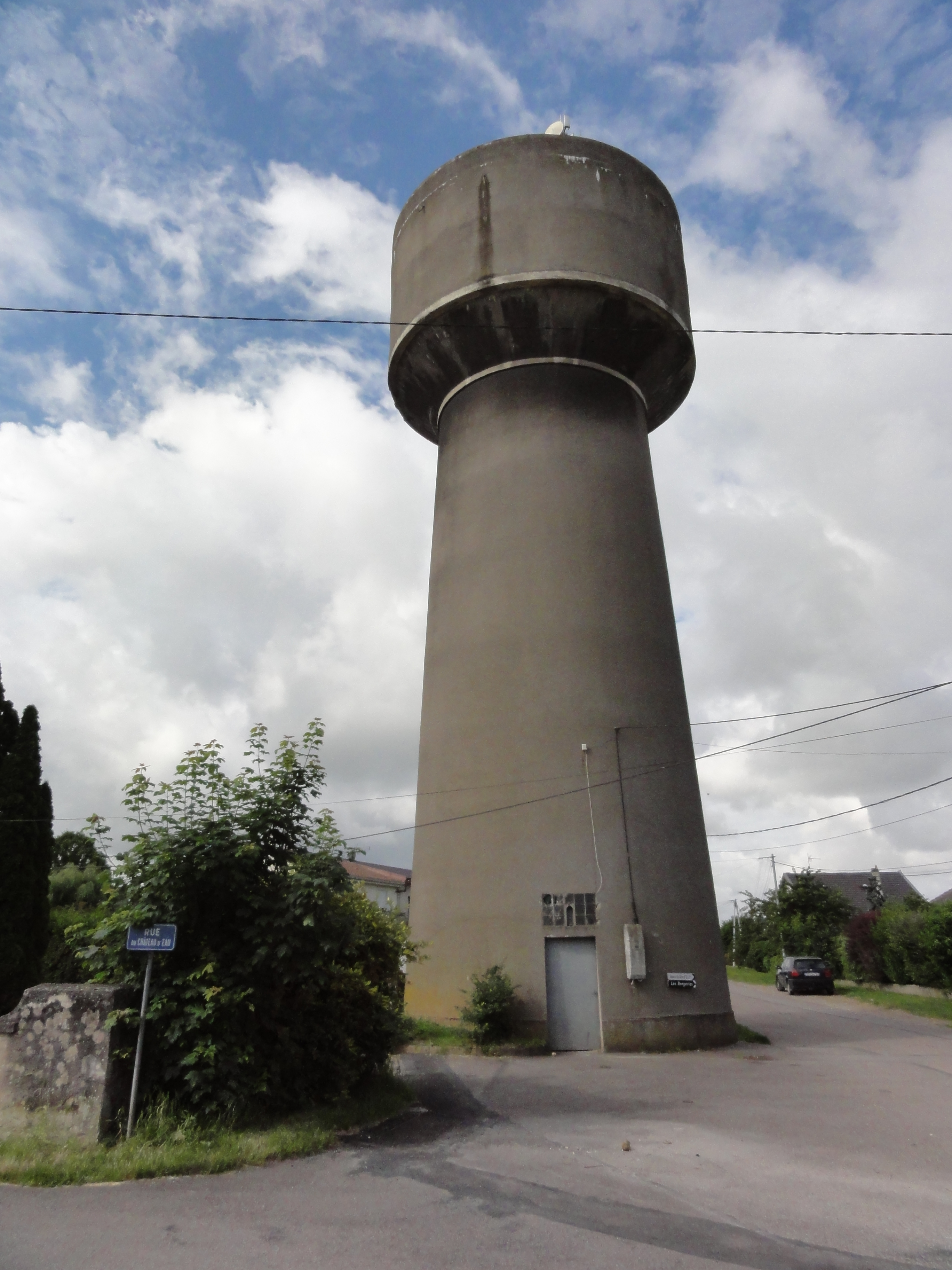
Château d'eau d'Haraucourt construit en 1957.

#### Rue du Château-d'Eau
Cette dénomination est relativement récente puisque le château d'eau a été construit en 1957. Il semble que cette voie n'était pas encore nommée en 1983 quand on a nommé la rue Chamant. Comme son nom le suggère, la rue du Château-d'Eau débute au pied du réservoir d'eau potable. Quand on est à cet endroit, on se demande quelle logique a poussé à la nommer ainsi alors qu'elle constitue une ligne droite avec le bas de la rue Jean-Joseph-Chamant. La réponse est que la rue Chamant s'appelait initialement chemin de Dombasle et que celui-ci comportait ce virage à l'Ouest, avant le château d'eau. La rue du Château-d'Eau ayant été urbanisée un plus tard, donc la question ne se posait pas lors de la nomination de la rue Chamant.

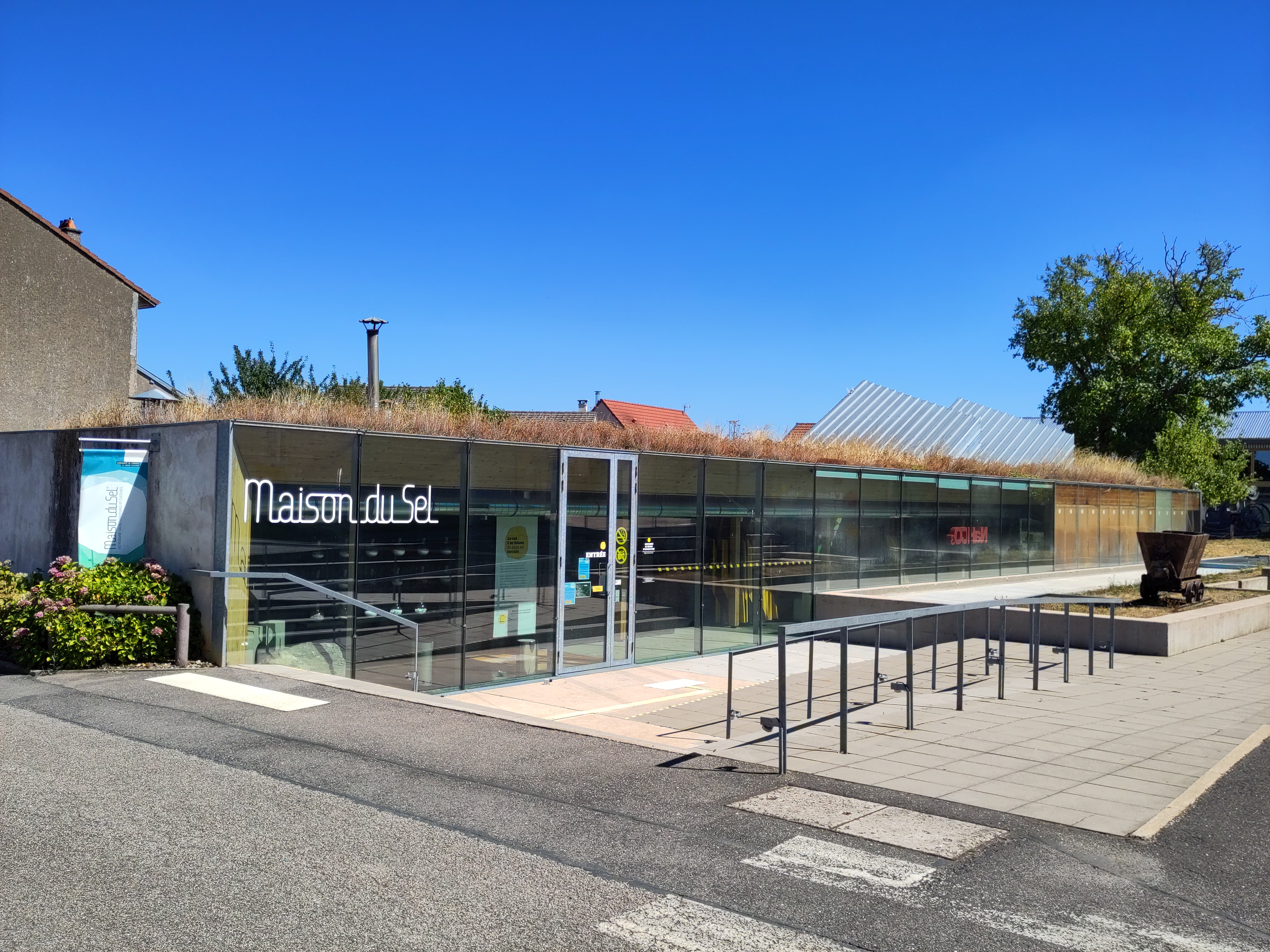
La maison du sel.
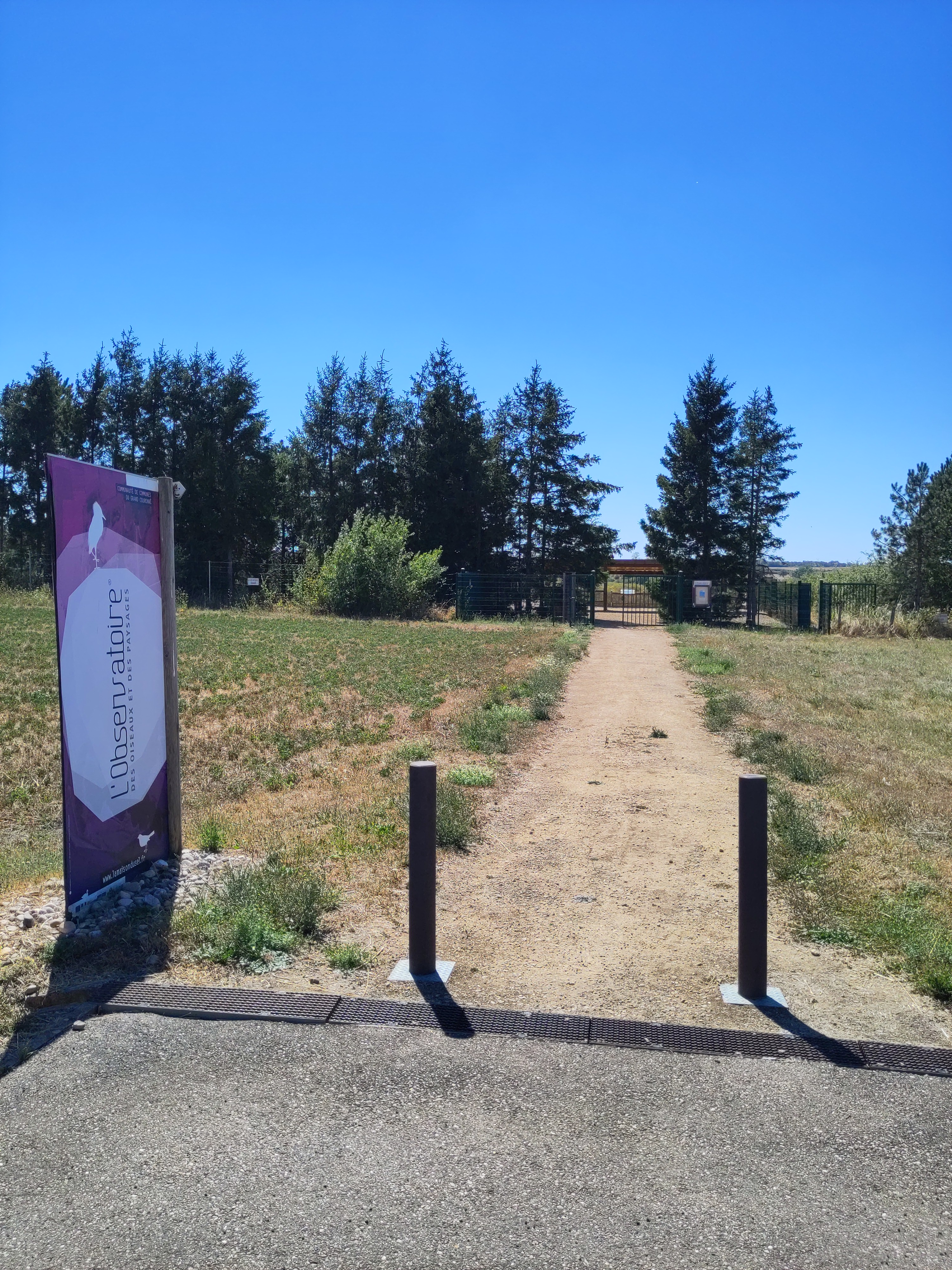
Entrée de l'observatoire.
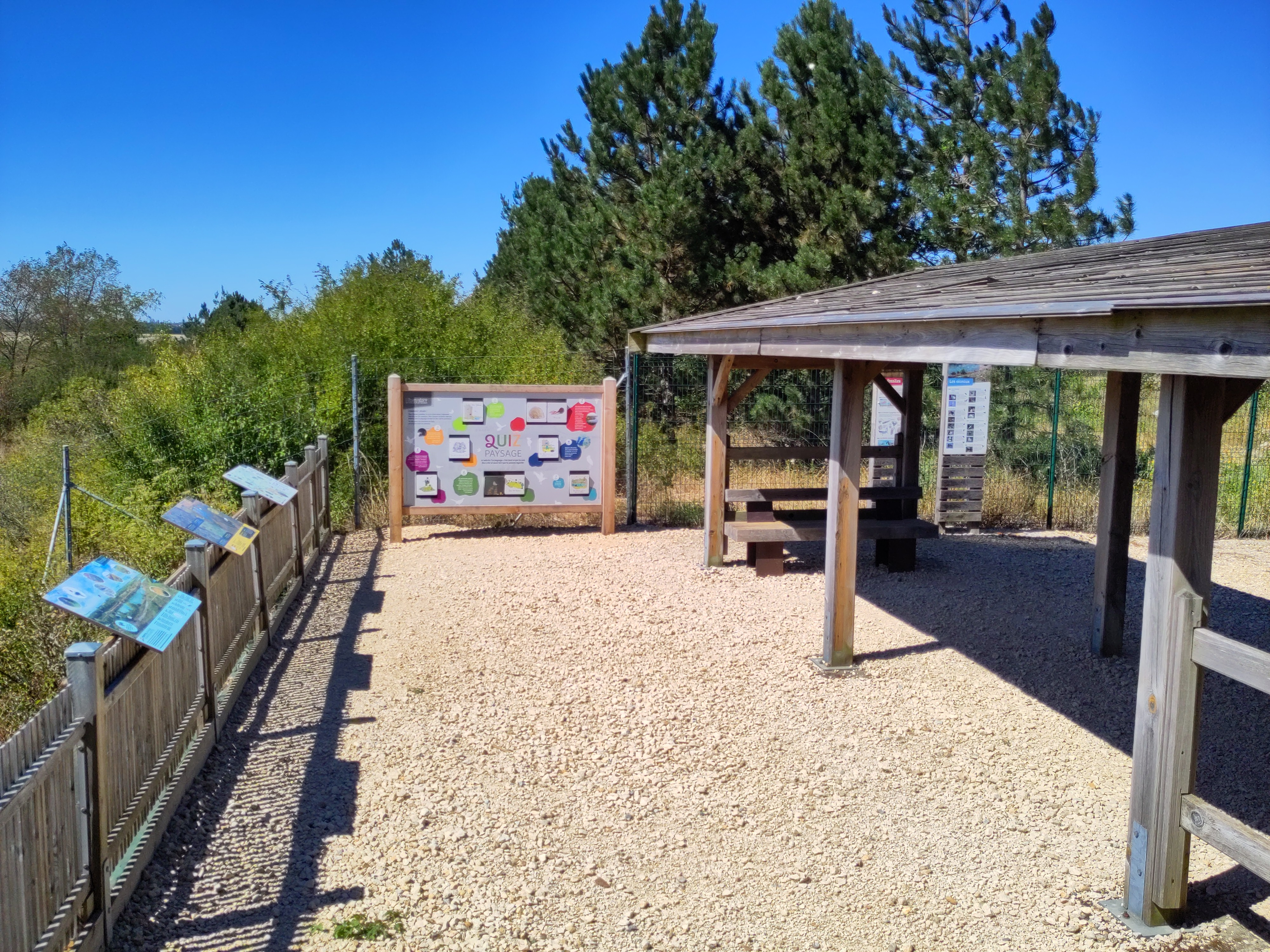
L'observatoire des oiseaux et des paysages.
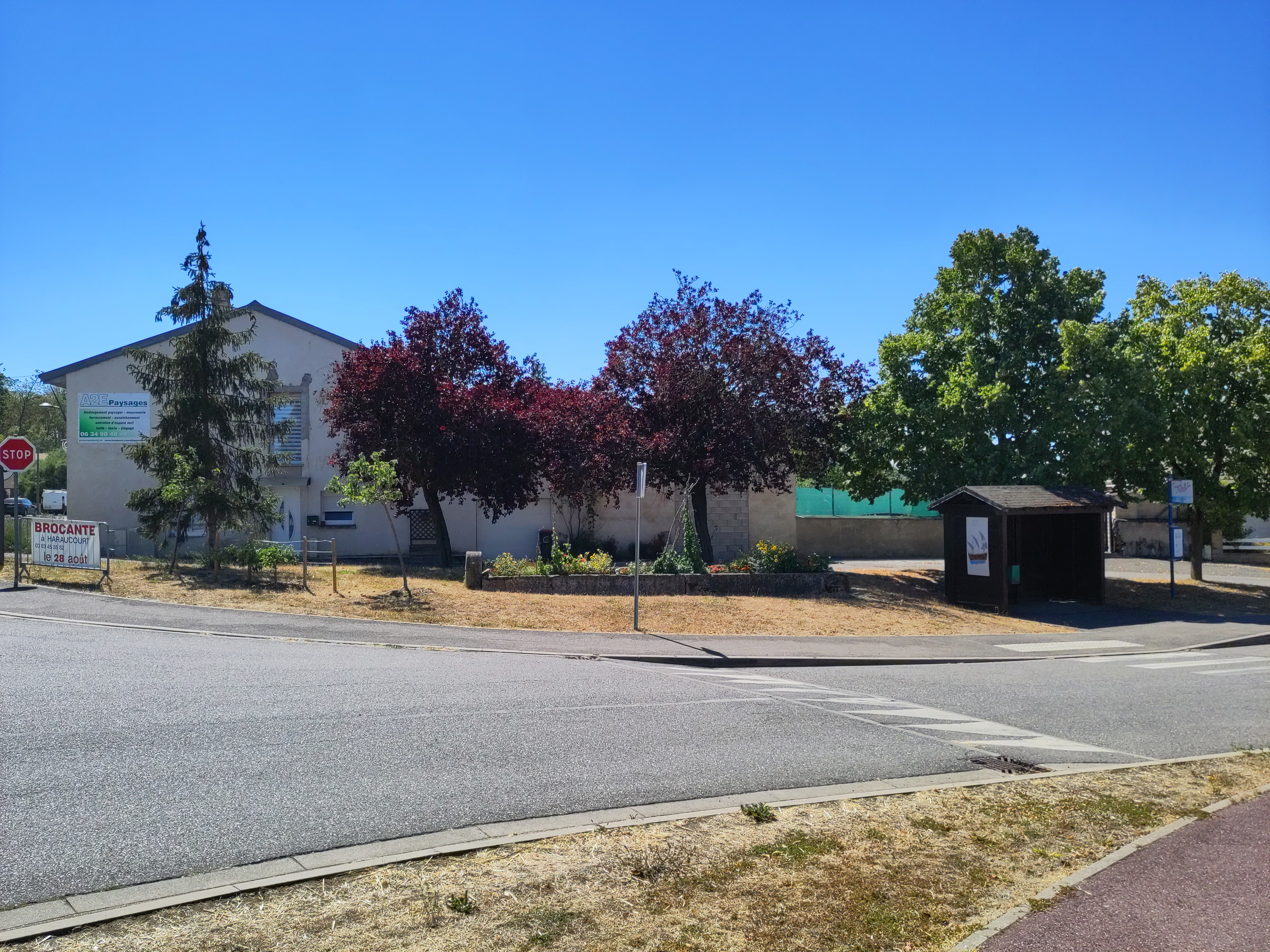
Le guéoir de la fontaine des pigeons réaménagé.

## Ancienne église de Domêvre

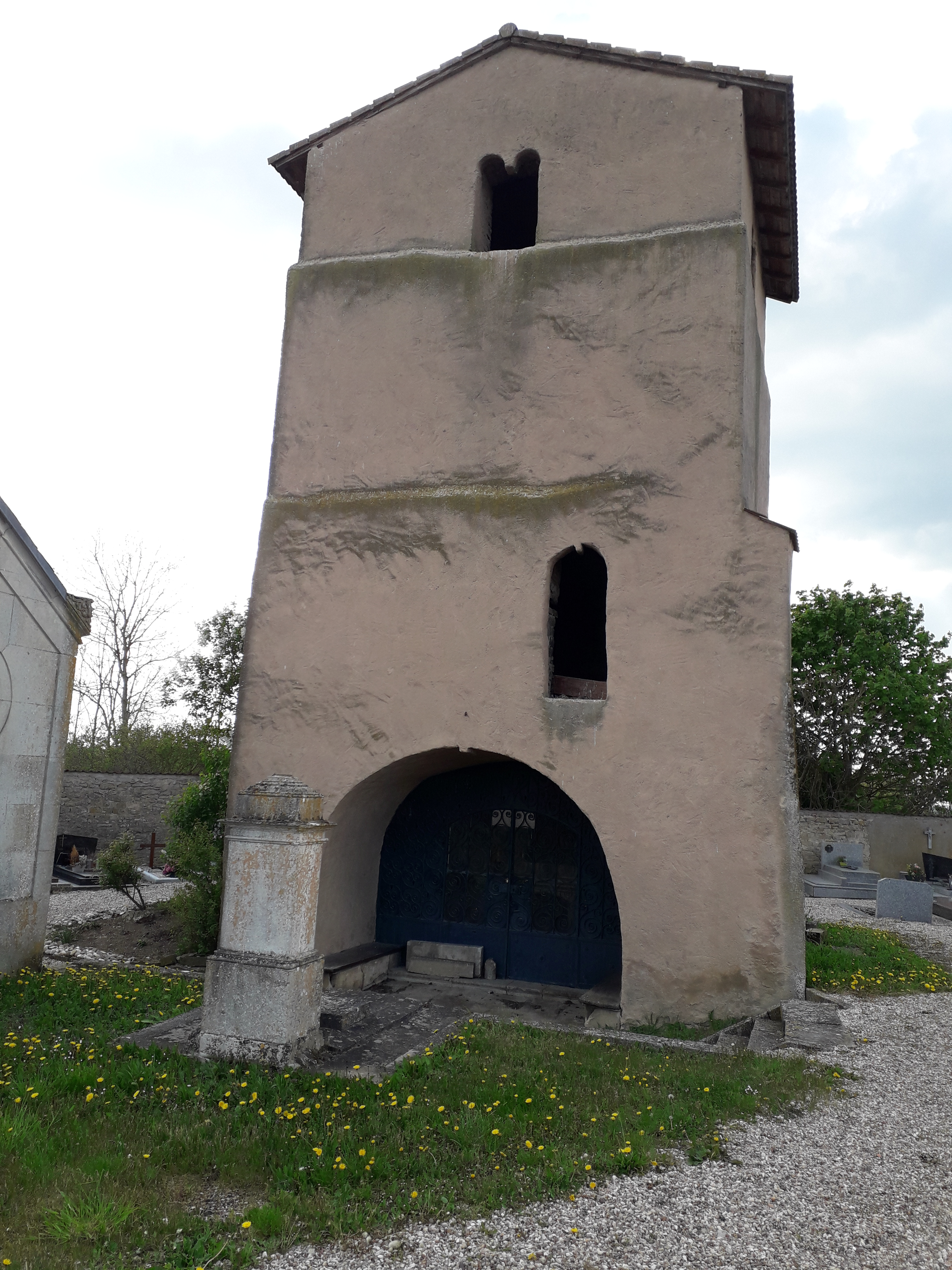
Tour de Domêvre : face intérieure plein est contre laquelle s'appuyait la nef

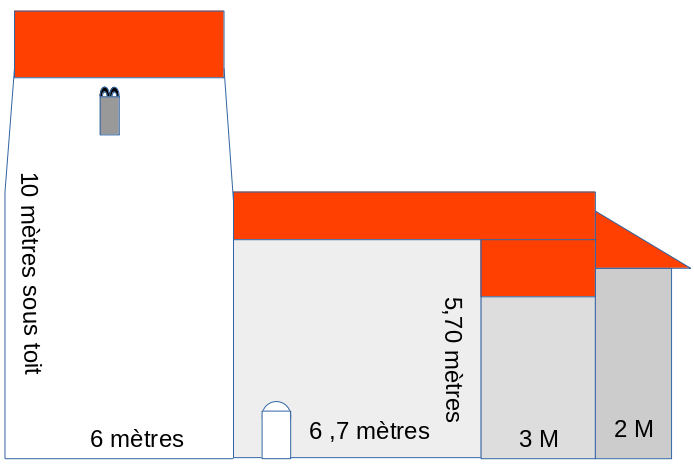
représentation de l'ancienne église de Domêvre selon les proportions indiquées dans le mémoire de 1693

À environ 1 km au nord-ouest du Village, au sommet de la colline de Domêvre, trône une tour en pierre. Il s'agit des restes de la première église connue d'Haraucourt. Elle était dédiée à Saint Epvre.
À certaines périodes du Moyen Âge, on utilisait le mot latin domnus à la place de saint. On a donc nommé cette église Dom-Epvre et son orthographe est devenue Domêvre au fil du temps. ce nom de lieu est donc un hagiotoponyme composé avec le nom du septième évêque de Toul. Dans les plus anciens titres, cette église est nommée Aracuria Monasterium.
Le monument est une tour de défense ou plus exactement, un lieu fortifié de refuge. À la base, les murs font 1,25 mètre d'épaisseur. Il n'y a aucune porte au sol. L'étage n'est accessible que par une échelle. La porte de l'étage visible sur la photo ci-contre se ferme uniquement depuis l'intérieur de la tour par un simple mais ingénieux système de rainures dans la pierre, dans lesquelles on glisse une barre de bois bloquant la porte.
Beaucoup de sources datent cette église au XIIe siècle. Il est cependant curieux que l'on ait construit cette tour fortifié à une période où le château féodal du village existait déjà, constituant un second lieu de refuge très proche ?
On évoque parfois ce lieu comme étant dédié au culte bien avant le XIIe siècle. Rappelons d'abord que le site naturel est une colline, une nette proéminence au milieu d'un vaste plateau sans autre relief. L'endroit est donc propice aussi bien à la défense pour surveiller l'environnement qu'au religieux qui recherche des lieux remarquables. Dans le livre consacré à l'histoire de Haraucourt paru en 2004, Serge Husson fait le lien avec la présence mérovingienne. Il s'exprime clairement en faveur d'une église en construction légère ayant précédée l'église en pierres et probablement selon lui, d'un lieu actif de culte et d'inhumation, au moins depuis l'époque mérovingienne donc pré chrétienne. Ces hypothèses semblent confortées par la découverte d'une nécropole franque à moins d'un kilomètre sur le territoire de Buissoncourt et par la découverte en 1878 dans le cimetière de Domêvre, d'une sépulture contenant des pièces de monnaie dont certaines dataient du VIIe siècle selon les numismates,. On a aussi découvert récemment les traces d'une villa gallo romaine contre le mur Ouest du cimetière. Tous ces éléments convergent en faveur d'une occupation très précoce du site.
Le premier cadastre édité en 1808 mentionne, à environ 500 mètres à l'est de la tour, un lieu-dit orthographié : la haye mormon. On est d'abord tenté de le rapprocher du mouvement religieux mais la création de celui-ci semble plus tardif et n'a aucun lien originel avec la Lorraine. Selon les historiens locaux, mormon signifierait ici : le mont des morts, donc en lien avec la colline et le cimetière de Domêvre.

### Inévitables légendes
La tradition orale prétend qu'il y aurait eu un village à cet endroit. Il est certain que des habitations y ont existé à diverses époques. On a récemment mis au jour des vestiges d'une villa gallo-romaine à l'extérieur du cimetière, côté Nord-Ouest. D'autre part, un acte de 1258 conservé aux archives départementales mentionne une vente de terre située, entre autres lieux, au finage de Domêvre. Dans un acte paroissial de sépulture à Buissoncourt en date du 10 septembre 1709, figure la mention d'inhumation de Frère Laurent, ermite à Domaivre, paroisse de Haraucourt. Cependant, aucun élément concret ne vient conforter l'existence d'un village. Le 23 novembre 1750, le sub-délégué de Lunéville, agissant au nom de l'intendant du roi profite de son passage pour se rendre à Domêvre. Il écrit dans son rapport qu'il n'y a aucune habitation à proximité de l'ancienne église. Au vu de ces éléments, il est certain que depuis la construction de cette église au moins, il n'a pas existé de communauté villageoise au sens où on l'entend habituellement.
On prétend parfois que ce site aurait été choisi afin de partager l'église avec Buissoncourt. C'est également faux puisque ce village avait sa propre église, au moins aussi ancienne que celle de Domêvre, située sur la route de Lenoncourt, à l'ancien lieu-dit « le vieil moustier  ». D'autre part, il a existé un vaste étang de part et d'autre de la Roanne dont la mise en eau semble contemporaine à la construction de l'église de Domêvre. Cet étang empêchait les communications directes entre Buissoncourt et Haraucourt.
On a souvent évoqué en ce lieu la présence des templiers. Rien de concret ne vient étayer cette affirmation que l'on rencontre dans de très nombreux sites de France ce qui la discrédite davantage.
Au XIXe siècle, on disait, et l'on écrivait parfois, que cette église avait été détruite par les Suédois lors de la guerre de Trente Ans. On verra dans le paragraphe Fin officielle des fonctions d'église que ce n'est pas le cas.
Dernière légende et sans doute la plus farfelue, il se dit qu'un souterrain aurait relié cette église au château féodal dans le village. Si c'était le cas, il aurait été mis au jour lors des travaux urbains.

### Constitution et fonctions initiales du bâtiment
En 1693, s'ouvre un procès entre la communauté villageoise et les chanoinesses de Remiremont, bénéficiaires de la grosse dîme, à propos de travaux à financer dans l'église du village. Le mémoire rédigé à cette occasion date du 16 novembre 1693. Il est conservé aux archives départementales des Vosges. Il nous apprend que la nef de l'église de Domêvre mesurait 9,5 mètres de long, transept compris, 6 mètres de large et 5,7 mètres sous un plafond de planches. Cette nef était couverte par un toit de tuiles creuses,. On peut compléter ces informations par les dimensions actuelles de la tour. Elle mesure environ 6 mètres de côté à la base.
De chaque côté, entre la nef et le chœur, il y avait deux chapelles voûtées de 3 mètres de côté en saillie. Elles constituaient le transept. Le chœur avait une profondeur d'environ 2 mètres ce qui conférait au bâtiment une longueur totale d'environ 18 mètres, tour comprise. Le chœur était situé à l'Est ce qui donnait à l'église une orientation Est-Ouest ; comme c'était la tradition pour les églises de cette époque.

### Fin officielle des fonctions d'église

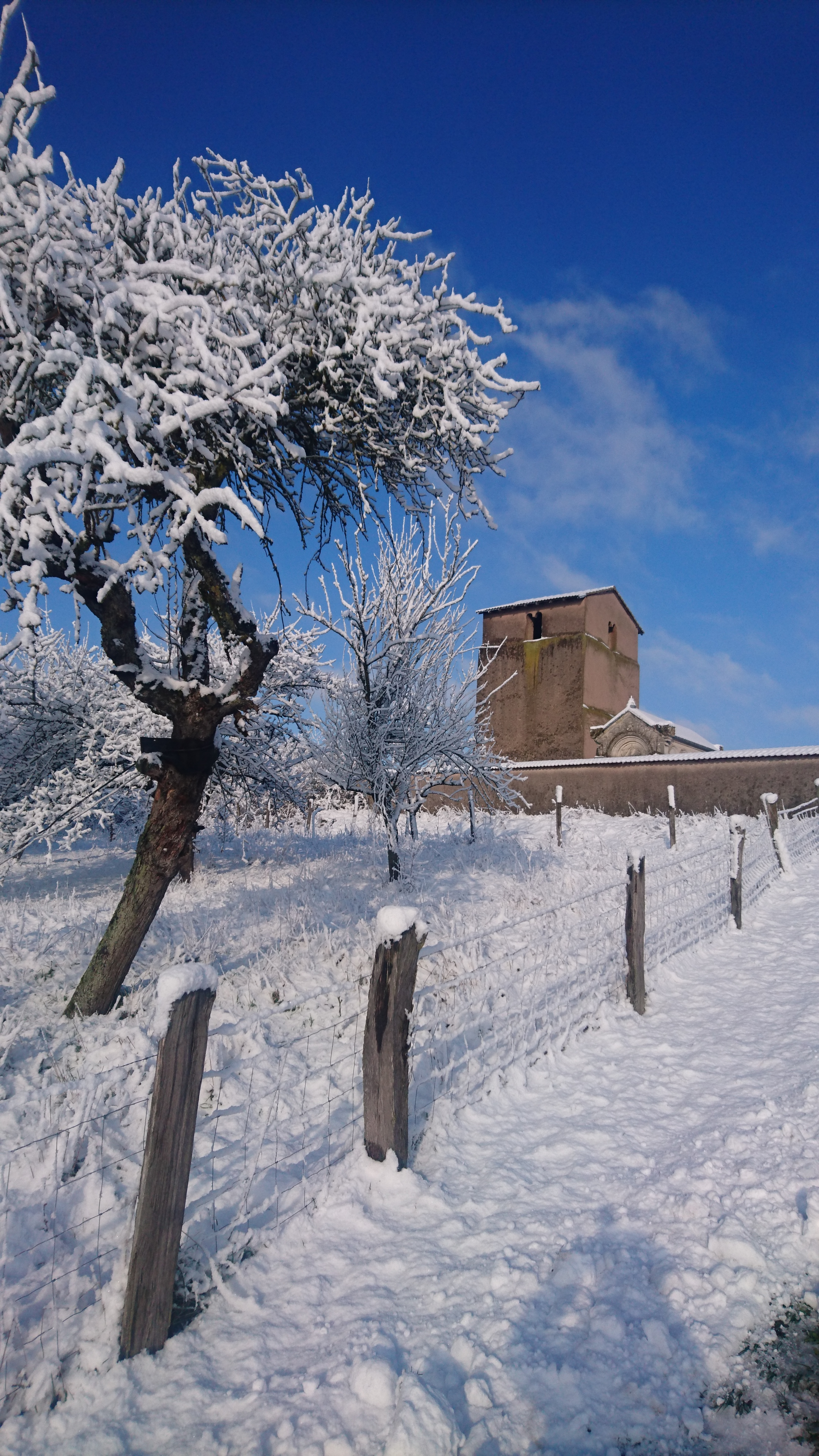
Domêvre en hiver

La construction de l'église Saint-Gengoult consacrée en 1588, au centre du village, ne mit pas immédiatement fin à l'utilisation de celle de Domêvre. Les habitants continuèrent longtemps à considérer cette dernière comme leur mère-église. Ils y célébrèrent les 4 principales fêtes catholiques jusqu'en 1689. Cette année-là, l'évêque de Toul la fait interdire pour vétusté et risque d'accident.
Les minutes du procès de 1693 déjà évoquées ci-avant nous apprennent que la cour du bailliage d'Épinal1 décida que l'église « sous l'invocation de Saint Gengoult », donc au centre du village, serait désormais et pour toujours la seule et véritable église de Haraucourt est que « ladite ancienne église sous l'invocation de Saint Epvre devait être détruite pour empêcher désordres et profanations »2.
L'ordre de démolition ne fut pas été exécuté immédiatement. Le 23 novembre 1750, l'église est toujours présente selon le rapport du sub-délégué de Lunéville, agissant au nom de l'intendant du roi. Il faisait une visite sur sollicitation du curé de Haraucourt qui demandait aux habitants des réparations dans l'église Saint-Gengoult. Le sub-délégué profita de sa visite pour se rendre à Domêvre. Arrivé sur place, il écrit dans son rapport que la tour est solide, le chœur est un peu endommagé mais la nef est en très mauvais état. Il semble que ces deux dernières parties aient été démolies en 1770 selon Samuel Germain  ou en 1780 selon Paul Beix, lors de la remise en service du cimetière.
1: les chanoinesses de Remiremont bénéficiaires de « la grosse dîme » de Haraucourt, avaient en contre partie la charge des principales réparations de l'église. C'est donc à ce titre que la cour du bailliage d'Épinal est compétente.

### Chapelle dans la tour
Le manuscrit de Samuel Germain dit qu'en 1815, une chapelle fut aménagée dans la base de la tour. Elle fut inaugurée par Trouillet, curé de la paroisse Saint-Epvre à Nancy et par Guyon, curé de Haraucourt. Cette chapelle est dédiée à Saint-Epvre.
Le livre sur l'histoire de Haraucourt dit qu'une chapelle fut également inaugurée au même endroit en 1886. Celle-ci serait dédiée à Notre-Dame-des-Sept-Douleurs. Elle contient une pietà et les statues de saint Roch et de saint Epvre.
Ces deux documents sources sont-ils contradictoires ou s'agit-il d'événements distincts ?

## Église Saint-Gengoult

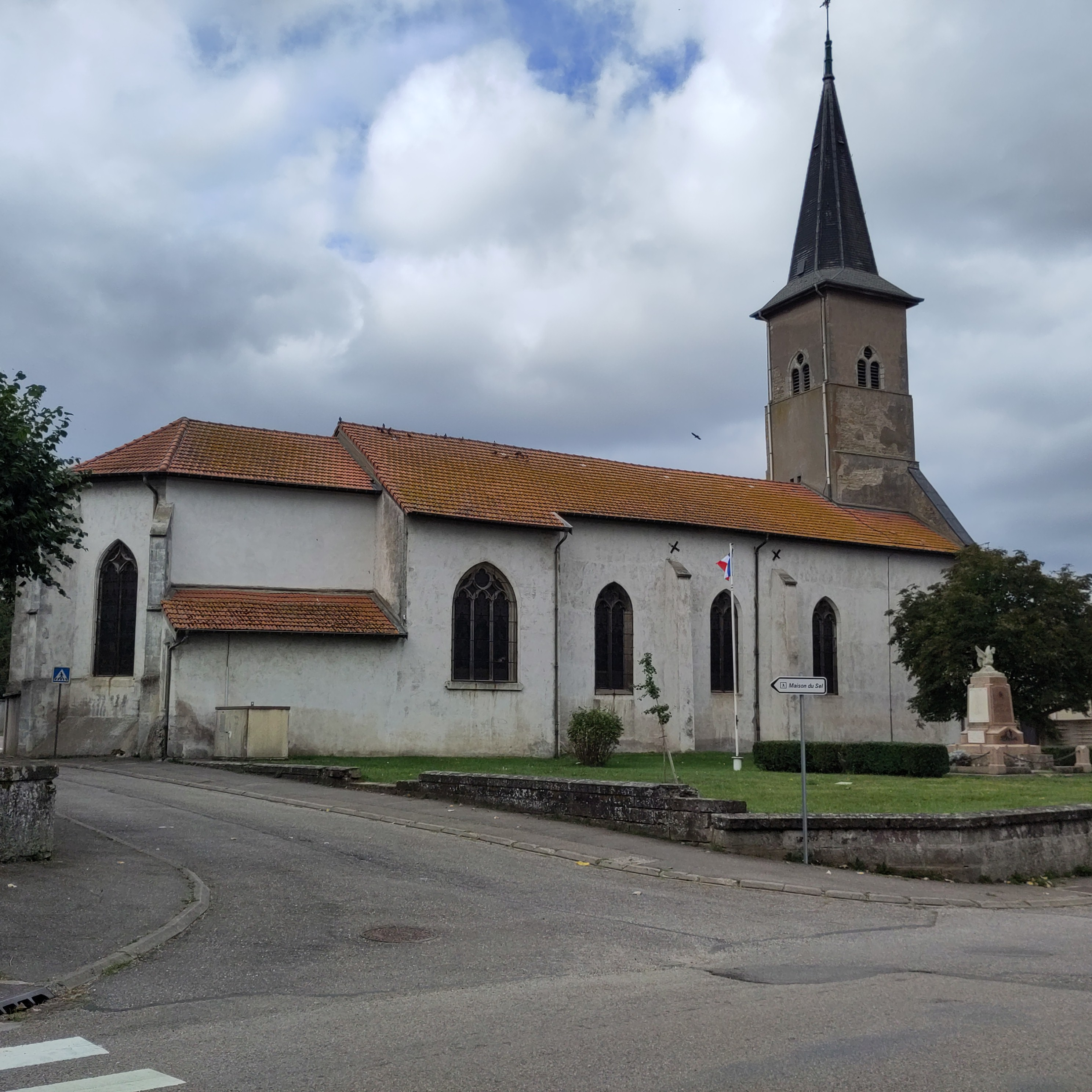
Église Saint Gengoult, côté Est

Certains lecteurs seront surpris par ce titre car nombreux sont ceux qui pensent que le patron de cette église est saint Epvre.

### Quiproquo à propos du patronage
Contrairement à ce que certaines publications contemporaines affirment sans preuve, l'église du centre du village n'est pas dédiée à saint Epvre. Son patron originel est bien saint Gengoult comme le prouve indirectement l’ordonnance de la cour du bailliage d'Épinal dressée en 1695 et conservée aux archives départementales des Vosges. Sur la requête des habitants de Haraucourt, cette décision condamne Gérard Perot, curé de Haraucourt, et le chapitre de Remiremont, tous deux bénéficiaires de la dîme de Haraucourt, à recevoir l'église sise au lieu de Haraucourt sous le titre d'invocation de Saint-Gengoult et de se charger de l'entretien d'icelle pour l'avenir,. La dédicace de cette église à saint Gengoult est confirmée par le pouillé1 de 1711. La présence d'un reliquaire de Saint-Gengoult dans l'inventaire du mobilier en 1738 conforte les éléments précédents.
Le quiproquo vient probablement de la confusion entre patronage de l'église et patronage de la paroisse. Dans les villages, ils sont souvent identiques mais ce n'est pas obligatoire. La paroisse de Haraucourt, pendant toute sa durée, a gardé son patron primitif, saint Epvre. La fête du village a toujours lieu le 4e dimanche de septembre, proche de la Saint-Epvre. Saint Gengoult est superbement ignoré par les paroissiens. Cependant, il n'existe aucune trace d'un changement officiel du patronage de l'église donc Gengoult reste son patron officiel.
1: ici, pouillé signifie annuaire des paroisses

### Construction et style architectural

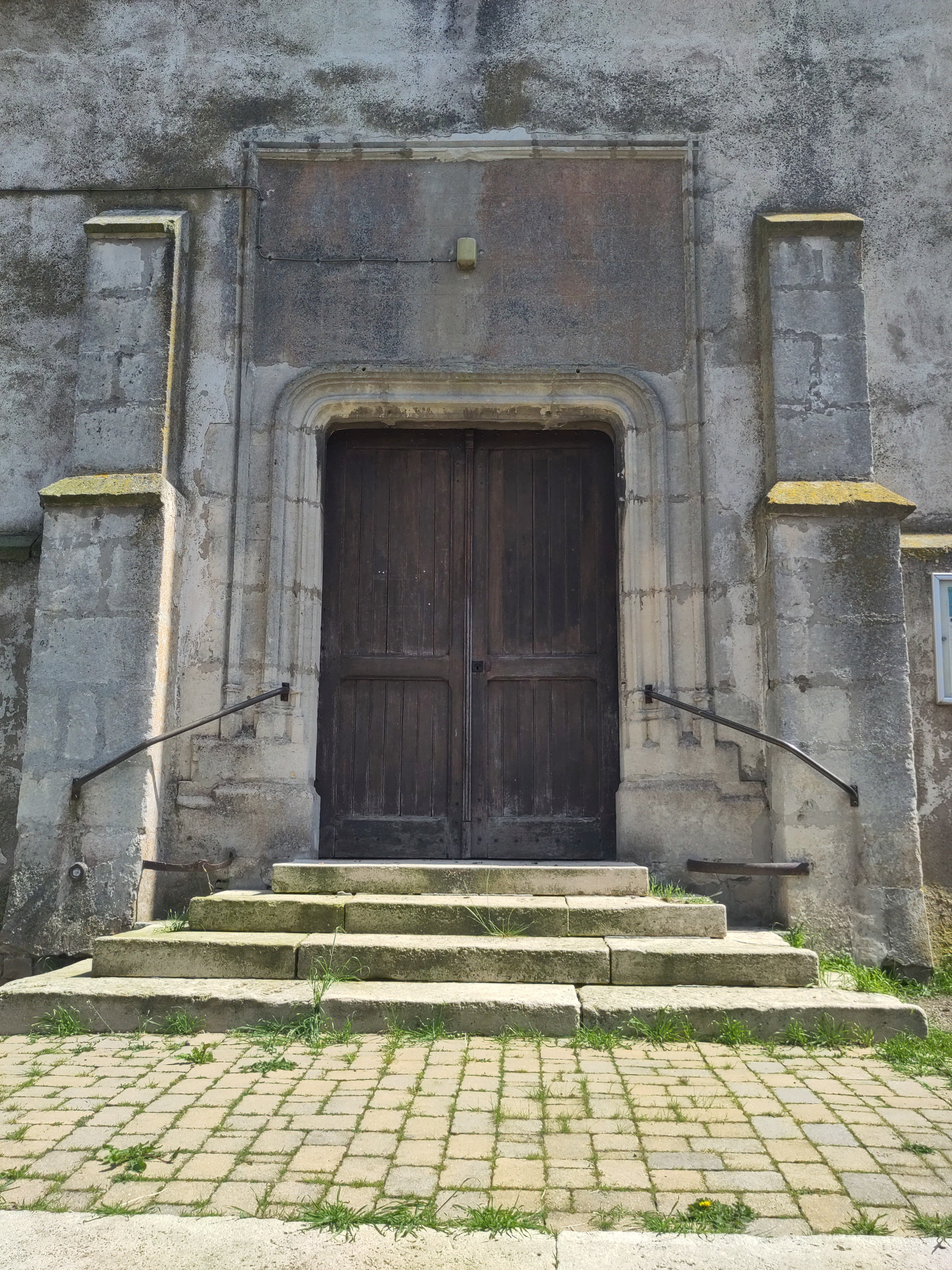
Entrée de l'église. Le style différent de celui du bâtiment principal fait penser au réemploi d'une porte provenant d'un édifice plus ancien

C'est Claude Vapxey qui était curé de la paroisse lors de la construction de cette église vers 1580. Le même homme s'est également fait connaître des historiens locaux en donnant une maison lui appartenant pour servir d'école en 1550.
Dans le mémoire préparant le procès de 1694 dont il est parlé dans le paragraphe précédent, il est écrit : les habitants ont bâti cette église il y a environ un siècle pour leur commodité car l'ancienne église de Domêvre était trop petite, trop éloignée et en mauvais état. Plus précisément, Les historiens locaux admettent généralement l'année 1588 comme date de consécration. Il existe divers documents qui relatent l'existence d'un vitrail dans l'église portant la date de 1525 et détruit par les bombardements de 1914. Il est assez probable que cette église ait remplacé une chapelle bien que la littérature soit muette à ce sujet. Le vitrail de 1525 pourrait provenir de cette chapelle primitive.
L'église Saint-Gengoult est de style composite. Les voûtes et les fenêtres sont proches du style gothique tardif. Des photographies de l'intérieur prise avant 1914 montrent des voûtes d'ogives surchargées d'arcs supplémentaires caractéristiques du style gothique flamboyant. Ces derniers éléments correspondent bien au style gothique de la fin du XVIe siècle, début XVIIe. En revanche, la porte d'entrée comme la porte murée sur le flanc Ouest sont plus proches du style renaissance, donc plus anciens. Ce n'est pas forcément contradictoire. On pense généralement que cette église a été construite après démolition d'une chapelle sur le même site. Il est donc possible que des éléments de la chapelle aient été réemployés pour la construction de l'église.

### Description du bâtiment
L'église a été en grande partie détruite et incendiée par les bombardements de septembre 1914. La nef originelle mesurait 16,45 mètres de long et 9,8 mètres de large. La tour faisait 4,15 mètres de côté et les murs latéraux de la nef mesuraient 8,60 mètres de hauteur.
Le bâtiment a été remanié plusieurs fois. La nef a été élargie au XVIIe siècle. Ses dimensions actuelles sont de 20,6 mètres par 11 de large. Il existe maintenant un transept légèrement saillant et mesurant 5,5 mètres de largeur. Si l'on se fie au cadastre de 1807, le transept n'était saillant que du côté Ouest. C'est assez logique car il existait des constructions contre le côté Est, séparées de l'église par une étroite ruelle. Ces constructions bombardées en 1914 ont été rasées pour faire place à l'esplanade du monument aux morts. Cela a permis de dégager la face Est et ses fenêtres.
Le chœur mesure 10,4 mètres de profondeur. Toujours en comparant les différents cadastres, on voit que le chœur actuel est sensiblement plus large que celui de 1807.
Dernière particularité, la tour contient, enchâssé dans sa façade Nord, un blason des seigneurs de Haraucourt sculpté dans la pierre. Il a échappé au burinage systématique des symboles de l'Ancien Régime voulu par la Révolution ou, autre hypothèse, il a été placé là, plus tard.
Contrairement à l'église de Domêvre, celle-ci n'est pas orientée Est-Ouest mais Nord-Sud.

### Travaux importants avant 1914
Le procès qui commence en 1693 entre la communauté et le chapitre de Remiremont est mentionné plusieurs fois dans cette page. Il avait pour but de faire financer d'importants travaux sur l'église. Il semble que ces travaux aient été exécutés.
En 1725, un terrible orage abat la flèche de l'église et les toitures de la plupart des maisons du village. On a connaissance de ce phénomène par une supplique des habitants rédigée en 1729. Ils demandent la réduction de la subvention, un impôt qui rapportait 1 610 livres en 1727. Ils voulaient utiliser l'argent pour faire les réparations sur l'église pour un montant de 1 075 livres.
Un nouveau procès est intenté en 1742, la cour du bailliage de Lunéville condamne le chapitre de Remiremont au plus tard sous la quinzaine de procéder aux réparations nécessaires de l'église qui menace une ruine totale.
Pendant le Directoire, la première tentative de rétablissement du culte échoue. L'une des raisons de cet échec est le très mauvais état de l'église. Un traité du 7 thermidor an XIII porte une dépense pour réparations sur les édifices communaux, dont l'église.
La tribune est construite en 1844.
Un agrandissement important est projeté en 1869 pour un montant de 17 131 francs. Il est terminé en 1877. L'on a aussi construit, ou reconstruit, la chaire. On a remplacé des vitraux et réalisé les boiseries du chœur.
Un emprunt est contracté en 1878 pour paiement des travaux de réparation et d'agrandissement de l'église.
Dans la nuit du 30 juin 1897, la foudre brise la croix et la girouette sur le clocher.

### Reconstruction après 1914

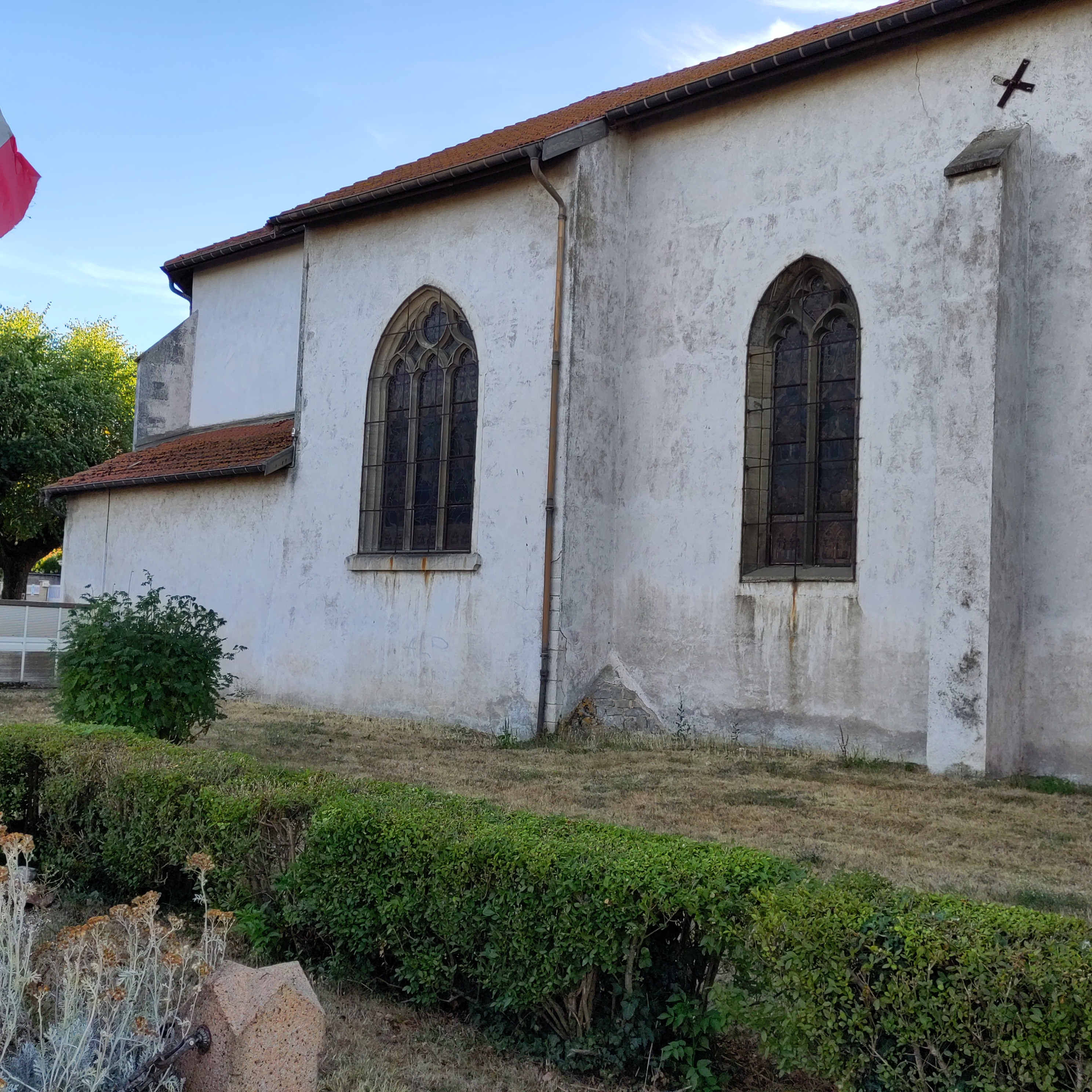
Côté gauche du transept devenu saillant à la reconstruction. Sa fenêtre fut percée en 1929

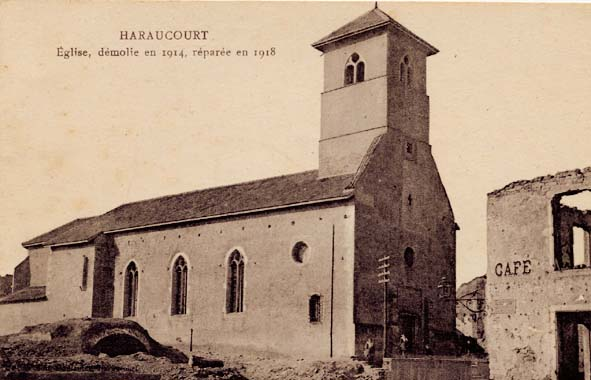
Photo prise en 1922 après la reconstruction. On remarque que le transept est borgne et que le côté Est n'a pas de contrefort

L'église subit d'énormes dégâts en septembre 1914. Son incendie la prive de la partie haute de la tour, de son toit et de ses voûtes. Il ne lui reste plus guère que les murs découverts et la partie en pierre de la tour.
Haraucourt faisant partie des communes les plus sinistrées au début de la première guerre mondiale, des crédits sont rapidement ouverts et mis à disposition par la préfecture. Cela permet de préserver les maisons abîmées et autorise une partie des habitants à revenir au village. Cela permet aussi d'installer un toit provisoire sur l'église dès 1916.
En 1918, une flèche provisoire de faible hauteur est installée sur le clocher. Le premier office célébré dans l'église en reconstruction est la communion solennelle de 1918.
À ce jour, on ne sait rien de plus sur la reconstruction du gros œuvre. Les ouvrages consultés ne parlent ni de l'architecte, ni de l'entreprise.
En 1923, l'église en grande partie reconstruite s'embellit d'un autel acheté 8 900 francs à Monsieur Pierron de Vaucouleurs. Des bancs sont installés. Ils ont coûté 20 530 francs et ont été fabriqués par la menuiserie Picot de Gerbéviller. C'est cette même année 1923 que l'on remplace la flèche provisoire. La nouvelle est la copie de celle d'avant 1914.
En 1924, on continue l'aménagement de l'église. On installe des vitraux de Janin, maître verrier à Nancy ; ainsi qu'une chaire fabriquée par Monsieur Malot de Nancy pour 11 700 francs. D'autres bancs et le confessionnal proviennent de la menuiserie Picot de Gerbéviller pour la somme de 10 800 francs. Le chemin de croix est fourni par Monsieur Pierron de Vaucouleurs pour 4 950 francs. Les lustres proviennent de Drioton de Nancy pour 7 246 francs. Enfin, le poêle est fourni par Grimazan de Lunéville pour 2 075 francs.
En 1929, il reste environ 14 000 francs disponibles sur les dommages de guerre alloués à l'église. Cette somme était initialement prévue pour financer des vitraux complémentaires. Ceux-ci ayant été offerts par des dons privés, l'argent disponible est affecté à l'ouverture d'une fenêtre dans le transept gauche.
Sur les cartes postales et photographies prises immédiatement après la reconstruction, on ne voit jamais de contrefort sur la face Est. Il semble qu'ils aient été construits lors des travaux de consolidation de 1959.
Le 28 mars 1947, le conseil municipal vote la réparation des vitraux de l'église abîmés par les bombardements du 16 septembre 1944. Les travaux sont confiés à la maison Krieger de Nancy. La délibération du 14 novembre suivant constate la fin des travaux. L'assemblée affirme sa satisfaction et demande la prise en charge financière par le service de reconstruction.
La délibération du conseil municipal du 11 avril 1956 s'appuie sur un devis pour décider la réalisation jugée urgente de réparation de vitraux à l'église pour une somme de 82 000 francs.

### Consolidation et construction des contreforts

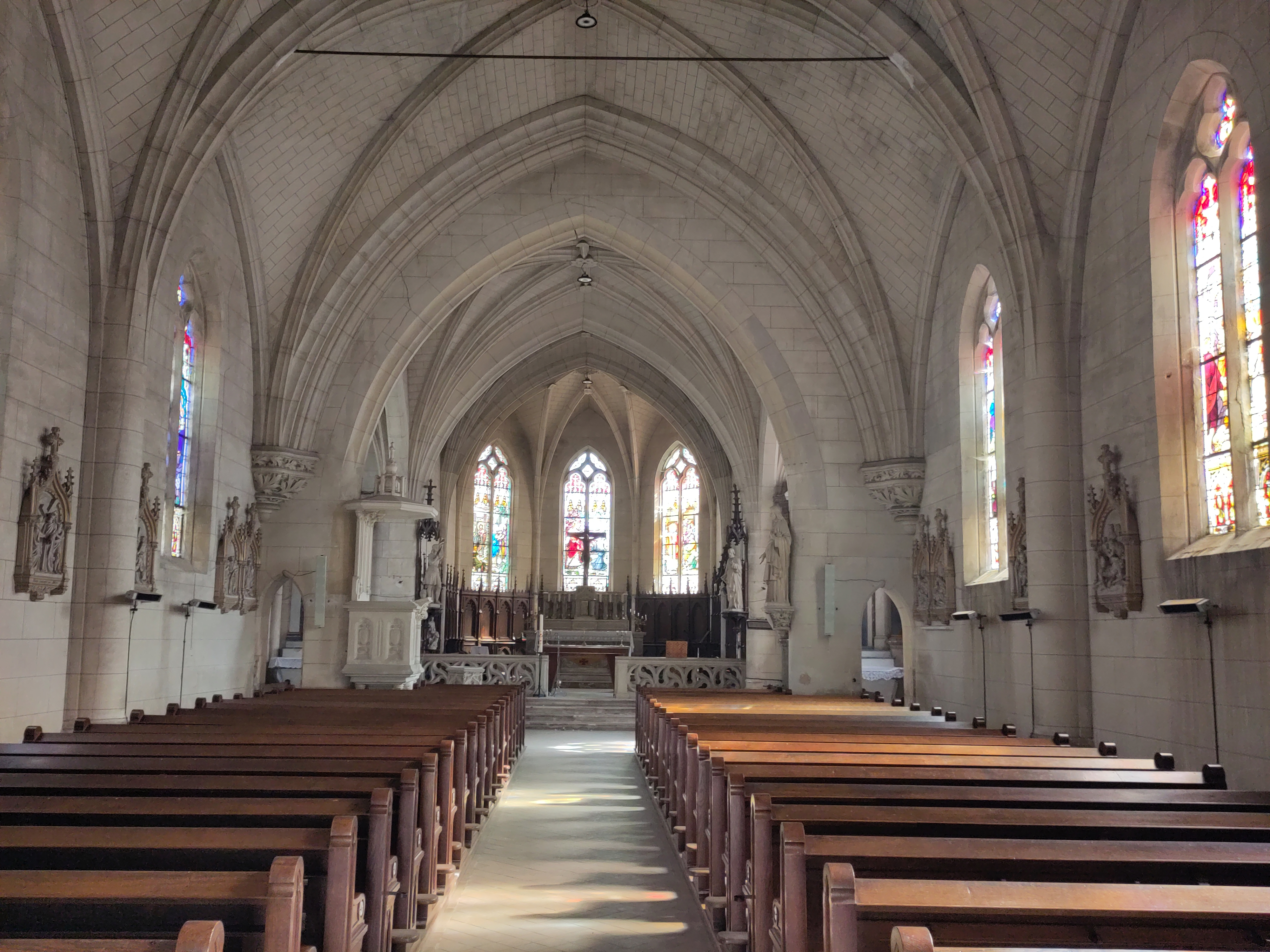
Intérieur de l'église en 2024

Comme beaucoup de bâtiments construits ou reconstruits après la première mondiale, l'église donna rapidement des signes alarmant de fragilité.
La délibération du conseil municipal du 11 août 1957 affirme la nécessité de réaliser en urgence des travaux de consolidation de l'église. le conseil examine un compte-rendu technique et un devis s'élevant à 1 070 000 francs. L'assemblée décide de rechercher des subventions pour réaliser ces travaux.
Ce n'est que début 1958 que les travaux sont décidés et confiés à l'entreprise du village dirigée par Monsieur Lucien Barottin. Il construit les contreforts. Il installe également des tirants en fer rond qui solidarisent les murs latéraux entre eux. Ils sont visibles aussi bien à l'intérieur de l'église qu'à l'extérieur.

### Cloches
Selon un compte de la communauté de 1731, les cloches furent refondues en 1695. En 1764, la grosse cloche qui pesait 816 livres étant fendue, elle est refondue.
Haraucourt participe à l'effort de guerre pendant la Révolution. Deux cloches sur les trois sont descendues et fondues pour la fabrication de canons. La troisième est cassée en l'an XIII, « le jour de la conception, par l'usage illégal et forcé qui en a été fait par plusieurs individus ».
On s'adressa alors au sieur Thuillier, fondeur à Nancy, pour la refonte de cette cloche et la fourniture de deux neuves. Toutes trois sont prêtes le 14 juin 1806. La plus grosse pèse 512 kg, la moyenne pèse 376 kg et la petite fait 275 kg. Fait curieux, c'est Dominique Collet de Haraucourt qui est chargé de transporter ces cloches ; le même qui quelques années plus tôt mutilait les signes religieux dans le cimetière. Autre curiosité, les comptes mentionnent une dépense pour tringuelte1 en faveur de Thuillier, le fils du fondeur de cloches « qui mérite bien pour toutes les peines qu'il a eu hier et avant-hier en aidant à arranger les cloches... Surtout que les parrains et marraines des cloches n'ont nullement eu la pensée d'honorer de la moindre reconnaissance ». Le dernier paiement pour fourniture des cloches eu lieu en 1812.
Les cloches installées en 1806 sont refondues en 1844 par monsieur Morin de Lunéville. D'un poids initial d'environ 1 230 kg, elles passent à 2 632 kg après cette refonte.
En 1908, c'est la cloche servant aux sonneries civiles qui est fendue. Elle est remplacée. La Commune en paye la moitié et la fabrique paye le reste.
En 1923, trois cloches pesant respectivement 870, 600 et 440 kg sont achetées au fondeur vosgien Farnier de Robécourt. Elles arrivent à Haraucourt le 14 octobre 1923.
La délibération du conseil municipal du 3 novembre 1953 rend compte de l'avancement des travaux de mise au point de l'horloge et de l'électrification des cloches. Ces travaux sont réalisés par l'entreprise de Monsieur Gény.
1: Tringuelte signifie pourboire. À quelques variantes orthographiques près, ce mot est commun aux langues régionales du Nord-Est de la France, au Normand et au Wallon.

### Mobilier de l'église
Les vitraux ont été changés en 1872, à l'exception de celui qui portait la date de 1525. On a vu ci-avant qu'ils ont été également remplacés à la reconstruction après la première Guerre mondiale.
Un inventaire du mobilier de l'église fut dressé par Nicolas Mansuy-Epvre PETIT, marguillier, le 25 février 1738. Parmi les différents objets inventoriés, on remarque un reliquaire rond en argent contenant des reliques supposées appartenir à Saint Gengoult.
D'autres inventaires furent réalisés en 1745 et 1768. Il faut également noter l'inventaire de l'an II dressé en vue de la vente des biens du clergé. Celui-ci indique la présence d'un horloge. Comme on le verra plus loin dans l'affaire du presbytère, un dernier inventaire officiel fut réalisé par la force, avec le concours de l'armée pour ouvrir les portes de l'église en 1907,.
Une réparation des bancs de l'église de 1751 indique qu'il y avait 17 bancs dans le côté droit et 18 dans le côté gauche. Chacun de ses bancs pouvaient accueillir sept personnes.
L'autel du chœur est surmonté d'une croix avec un Christ en bois. La statue sculptée est de très belle facture avec plusieurs particularités. Les pieds ne se superposent pas. Ils sont parallèles et le pied gauche est en retrait. Le périzonium est maintenu par une belle ceinture tressée. Cette statue a sans doute été accidentée car les bras sont manifestement trop courts et ont été recollés. Cet ensemble, statue plus croix, est très ancien et pourrait provenir de la construction de cette église. Ils seraient alors les très rares vestiges du mobilier religieux historique ayant survécu à la vente des biens du clergé pendant la Révolution ou brûlé dans l'incendie de 1914.

#### Horloge de l'église
Un contrat entre la communauté et le maître d'école datant de 1766 stipule qu'il est dans les fonctions de l'enseignant de conduire l'horloge.
Une délibération de 1812 décide l'achat d'une nouvelle horloge au sieur Étienne à Nancy. La Commune se plaint de son fonctionnement et voudrait la faire reprendre. Elle est expertisée par le sieur Ballot de Toul. Les conclusions sont défavorables à la Commune. La préfecture déboute la Commune de sa demande. La vieille horloge est vendue en 1816.
Une nouvelle horloge est acquise en 1878 chez Monsieur Germain de Saint-Nicolas-de-Port.
En 1924, lors de la reconstruction, une horloge électrique est installée.
Le 13 août 1946, le maire passe un marché de gré à gré avec l'entreprise de Monsieur Lamontagne pour remplacer l'horloge. Le contrat prévoit que les travaux seraient terminés pour le 31 octobre de la même année. La délibération du conseil municipal du 14 novembre 1947 constate que Monsieur Lamontagne ne répond à aucune injonction et demande au Maire de porter cette affaire devant la justice. Lors de la réunion du conseil du 25 avril 1948, le conseil renouvelle sa demande pour que cette affaire soit portée devant la justice de paix de Saint-Nicolas-de-Port. Aucune délibération suivante ne reparle de cette affaire.

## Histoire, du village et de ses habitants
Le secteur est habité par l'homme depuis très longtemps. Les tumuli composant la nécropole de Crévic attestent de la présence d'une population dense dès l'âge du fer (−3 000 ans), et probablement depuis l'âge du bronze (−4 000 ans). La période gallo-romaine est également très active. On a recensé 8 sites archéologiques datant de cette époque.
Au Moyen Âge, les seigneurs de Haraucourt ont fortement influencé l’histoire de la région pendant près de cinq siècles. On disait que cette famille était l'un des quatre Grands Chevaux de Lorraine. La tour romane qui trône au milieu du cimetière est le dernier monument du Moyen Âge. Après la guerre de Trente Ans (1618-1648), le village ne comptait plus que sept feux. La Révolution française a fortement marqué le village.

### Voie antique: la route du sel
Le livre sur l'histoire de Haraucourt paru en 2004 mentionne une voie antique au lieu-dit Le Ménil, site aujourd'hui effondré. Plusieurs érudits locaux parlaient d'une voie passant devant le cimetière de Domêvre, orientée vers l'est. Cela a été confirmé par les travaux ruraux de 2010 qui ont mis au jour le soubassement de cette voie. Lorsque l'on place ces éléments sur une carte, on se rend compte qu'en les prolongeant de part et d'autre, on relie Saint-Nicolas-de-Port à Marsal et l'on pense immédiatement à une route de transport du sel. L'axe Saint-Nicolas-de-Port à Marsal traverse le territoire d'Hoéville. Le plan du premier cadastre de cette commune indique un lieu-dit le Haut-Chemin. Le premier cadastre d'Haraucourt indique quant à lui le lieu-dit La Haute Chaussée. Ces microtoponymes sont généralement liés à voie importante. Tout cela n'était qu'une hypothèse non vérifiée jusqu'à la publication en 2016 des travaux de Jean-Marie YANTE intitulés : Voirie romaine et itinéraires médiévaux : le cas de la Lorraine centrale. Dans ce document, l'auteur représente les routes du sel avec un tronçon Marsal-Saint-Nicolas-de-Port. Il confirme ainsi qu'il a bien existé une route du sel traversant le territoire de Haraucourt.

### Seigneurie du village

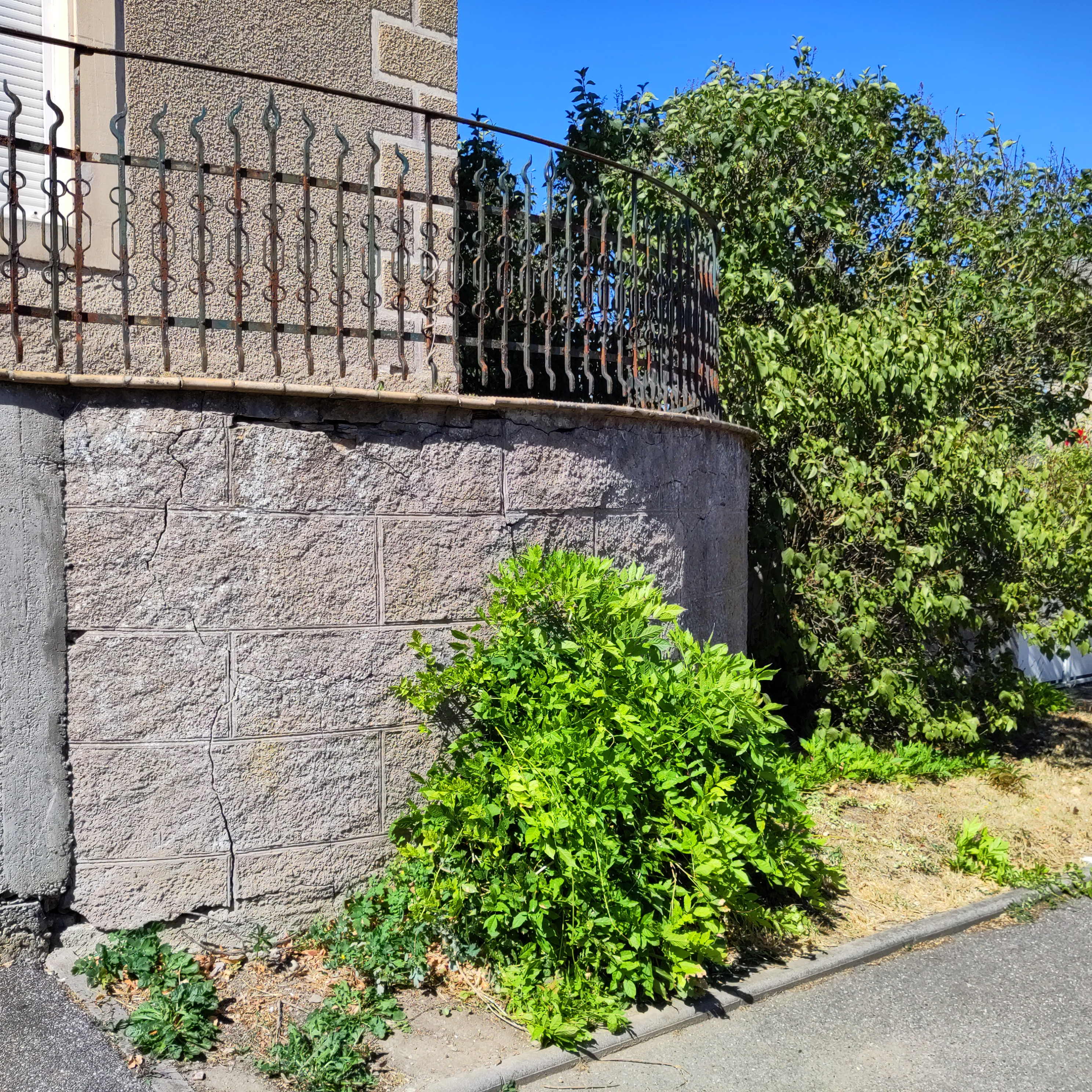
Rue du château : dernier vestige du château féodal : la base de sa tour Nord

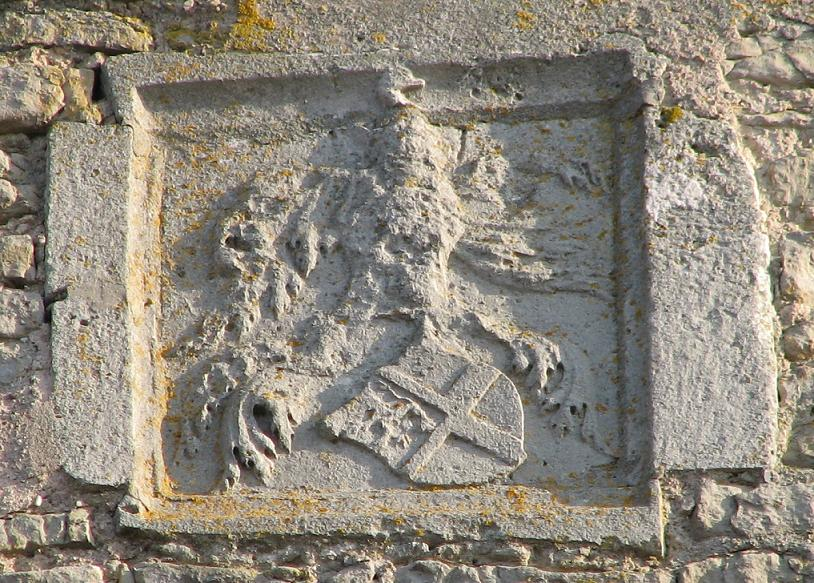
Blason surmonté d'un aigle, l'ensemble inséré dans la tour de l'église

Selon les documents disponibles, la seigneurie a d'abord appartenu à Thierry II, comte de Bar. Il l'a vendue à Bertholde, évêque de Toul entre 996 et 1019.
Le plus ancien seigneur portant le nom du village dont l'existence nous est parvenue est Albert de Haraucourt qui vivait avant 1100 et après 1128. Sa fille Anne ou Agnès de Haraucourt épousa Gauthier, fils cadet de Simon 1er, duc de Lorraine. Ce Gauthier était également seigneur de Gerbéviller. On voit ainsi que dès son origine, cette famille était très proche des plus puissants du duché. Les chefs de cette famille portèrent le titre de comte jusqu'au règne du duc de Lorraine Henri II, 1608-1624. Celui-ci leur donna le titre de marquis,. En revanche, aucun document connu à ce jour ne dit que la terre de Haraucourt n'ait été élevée en marquisat. Il existait un proverbe lorrain qui illustrait bien la puissance et le rang de cette famille :

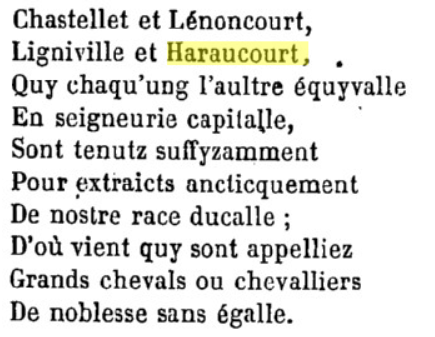
ancien proverbe à propos des grands chevaux de Lorraine

La seigneurie change temporairement de famille pour la première fois en 1474 quand le duc de Lorraine confisque les biens d'André de Haraucourt qui a pris le parti de la Bourgogne contre René II. Cette sanction ne dura que 8 ans, le temps que le seigneur local conteste la validité du jugement. Haraucourt fit valoir qu'il n'était pas le vassal du prince mais son pair, il ne pouvait en raison de ce titre, être déclaré félon. Ses biens lui furent rendus en 1482. 
En fonction de leurs occupations, les comtes et les marquis faisaient des séjours plus ou moins longs à Haraucourt. Cette famille poss.édait un hôtel particulier à Nancy qui lui permettait de se tenir au plus près de la cour ducale. À l'inverse, Anne de Haraucourt, dite la marquise de Ville héritière d'une partie de la seigneurie, vint habiter Haraucourt à plein temps en 1642. En cette période où les épidémies étaient omniprésentes, elle a probablement jugé qu'il était plus prudent de s'éloigner de la densité urbaine de la ville. Elle décède en 1662 et est enterrée dans la chapelle seigneuriale de l'église. En 1691, c'est une autre marquise qui s'installe au château. Il s'agit d'Anne de Livron, veuve de Charles-Elisée de Haraucourt. On l'appellait la Maréchale de Lorraine.
La seigneurie perd définitivement le Nom de la famille De Haraucourt à la fin du XVIIe siècle par le mariage de la dernière personne de cette branche familiale. Marguerite de Haraucourt épouse Jacques de Thiard de Bissy. Cet époux est un personnage puissant. Il est lieutenant général et commandant en chef de Lorraine, le duché étant alors sous tutelle française. Marguerite de Haraucourt ayant vécu très âgée, elle hérita de ses frères morts sans enfants, confortant ainsi la « bonne fortune » de son mari et de leur héritier. Ce mariage n'est pas seulement la fin d'un patronyme. C'est surtout la substitution de la haute noblesse lorraine par une lignée de nobles français, qui ne voit plus Haraucourt comme leur noble origine mais comme une simple seigneurie produisant de confortables ressources. On remarque cependant que les descendants de cette filiation ajoute parfois le nom Haraucourt à leur patronyme ainsi que le titre de marquis qui s'y rattache jusqu'à la Révolution. Cette branche s'éteint à son tour en 1765 à la mort d'Anne-Claude de Thiard de Bissy.
Ensuite, la seigneurie passe au comte Henri-François de Chatenay ou Châtelet. Selon les actes, il porte le titre de comte ou de marquis comme les derniers De Haraucourt. Le personnage avait quelques importances puisqu'il était : chevalier de l'ordre militaire de Saint-Louis, brigadier des armées du roy, major et inspecteur de sa gendarmerie et en 1729, il obtient le droit de frapper monnaie avec ses armes et devises, soit 600 jetons d'argent de Paris. Il décède sans enfant vivant. Sa veuve, Anne-Françoise de Hautoy décède au début de 1790. La seigneurie passe à son petit-fils mineur, un nommé de La Tessonnière qui réside à Nancy. Son règne fut éphémère car il émigra et ses possessions furent confisqués et vendues comme Biens nationaux. En 1785, le château féodal est loué à Hyacinthe Martin, le premier maire de la Révolution et juge de paix en 1791.
Selon une déclaration de 1782, le seigneur de Haraucourt est également seigneur de Romémont. Il avait le droit de haute, moyenne et basse justice. Cela signifie que lui-même ou ses représentants habilités statuaient sur la plus petite infraction jusqu'à la plus grave. On peut voir sur les cartes des Naudin qu'il existait un lieu-dit La justice de Haraucourt en limite du territoire de Varangéville. Il s'agit du lieu où était dressé le gibet en cas de condamnation à mort. Cet objet était aussi une façon d'afficher la puissance du seigneur local.
Le seigneur de Haraucourt avait un greffe de justice au château ainsi qu'un tabellion. Une tour du château servit de prison ; cependant, des plans dressés avant et pendant la Révolution indiquent un petit bâtiment indépendant du château nommé « la prison ». Le maire était le représentant du seigneur. Ce dernier avait le droit de « troupeau à part, de cens, de rentes, redevances et prestations ». Il possédait 900 jours de terre, ~180 ha ; 150 fauchées de pré, ~30 ha et 200 arpents de bois, ~40 ha. Ces bois sont probablement les bois aujourd'hui particuliers de Racsenel. Une légende locale affirme que les seigneurs possédaient aussi le « bois de la forêt », en limite du territoire de Crévic, mais aucun document ne permet de le prouver. Outre la dîme partagée avec les chanoinesses de Remiremont et le curé de Haraucourt, le seigneur avait également les droits banaux comme indiqué ci-dessous. Il avait le droit de commencer la moisson et la vendange deux jours avant les habitants,.

#### Fin de la seigneurie

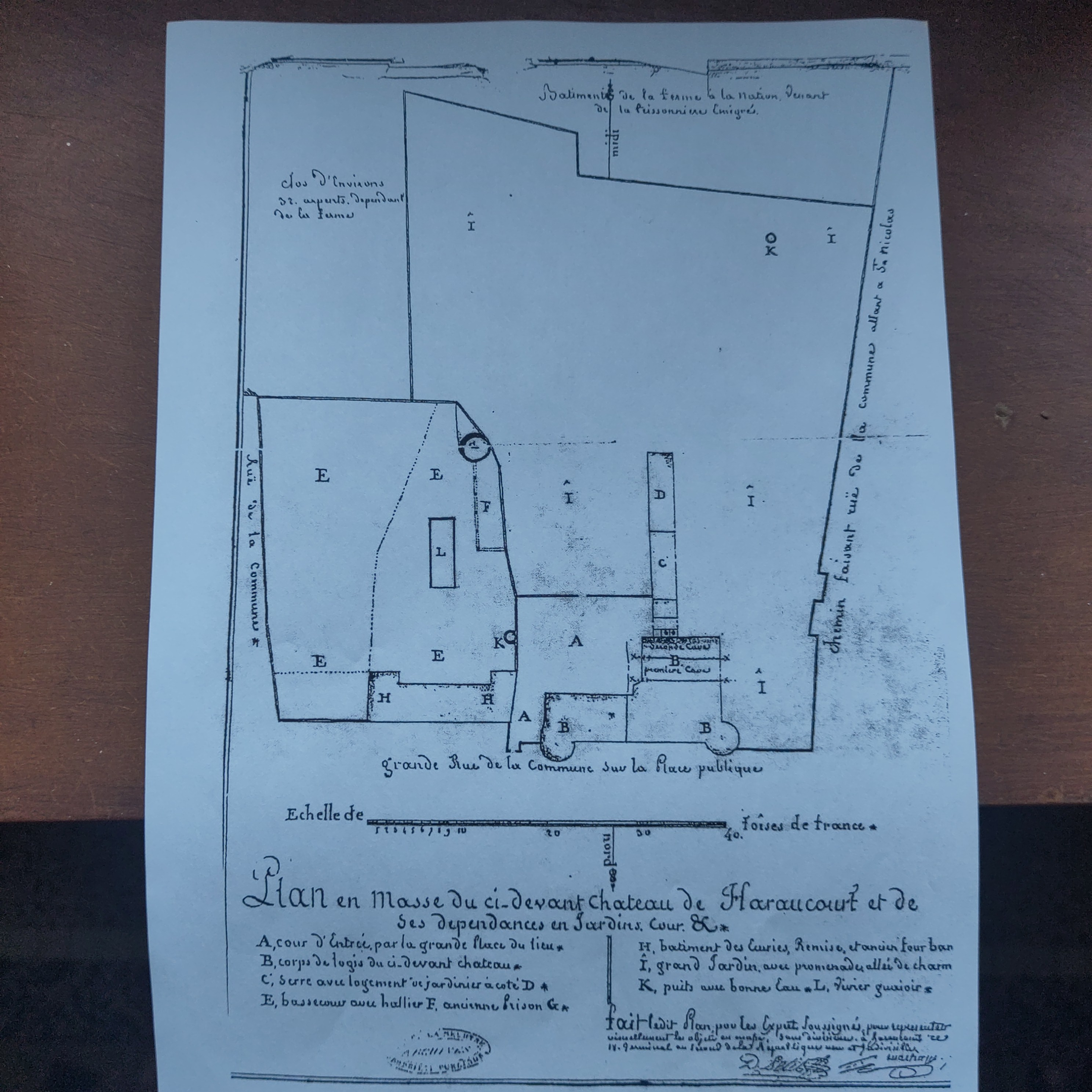
plan du château et de ses annexes réalisé pour sa vente en 1794

L'abolition des privilèges le 4 août 1789 met fin, de facto, à la seigneurie. Comme indiqué ci-avant, le dernier seigneur ayant émigré, ses biens sont devenus automatiquement biens nationaux.
Fin 1791, la municipalité procède à un inventaire des papiers scellés issus du greffe de justice de la ci-devant seigneurie. 87 liasses sont transférées au tribunal du district le 16 janvier 1792. Les plus anciens documents datent de 1682.
L'année 1792, ordre est donné d'effacer les symboles de l'Ancien Régime. Jean-Nicolas Jacquemin, charpentier et maçon, reçoit 5 livres pour démolir toutes les armoiries du ci-devant seigneur se trouvant dans l'église et autres lieux. Le reçu date du 20 septembre 1792.
La seigneurie de Haraucourt est définitivement « liquidée » par la vente des biens nationaux le 24 frimaire an III (14 décembre 1794). La vente a lieu dans la salle d'audience du District à 9 heures du matin. Les biens avaient été divisés en trois lots. Ils furent tous adjugés à Pierre Joseph Gardeux, négociant à Tomblaine pour un montant total de 33 900 livres. La somme est importante mais échelonnée sur plusieurs années. Après la vente, le citoyen Gardeux fit savoir aux autorités qu'il agissait pour le compte de Jean Nicolas Burtin, cultivateur à Haraucourt qui fut déclaré acquéreur informations tirées des archives départementales. Le château resta dans sa famille jusqu'en 1913.

#### René II, duc de Lorraine et... Seigneur de Haraucourt

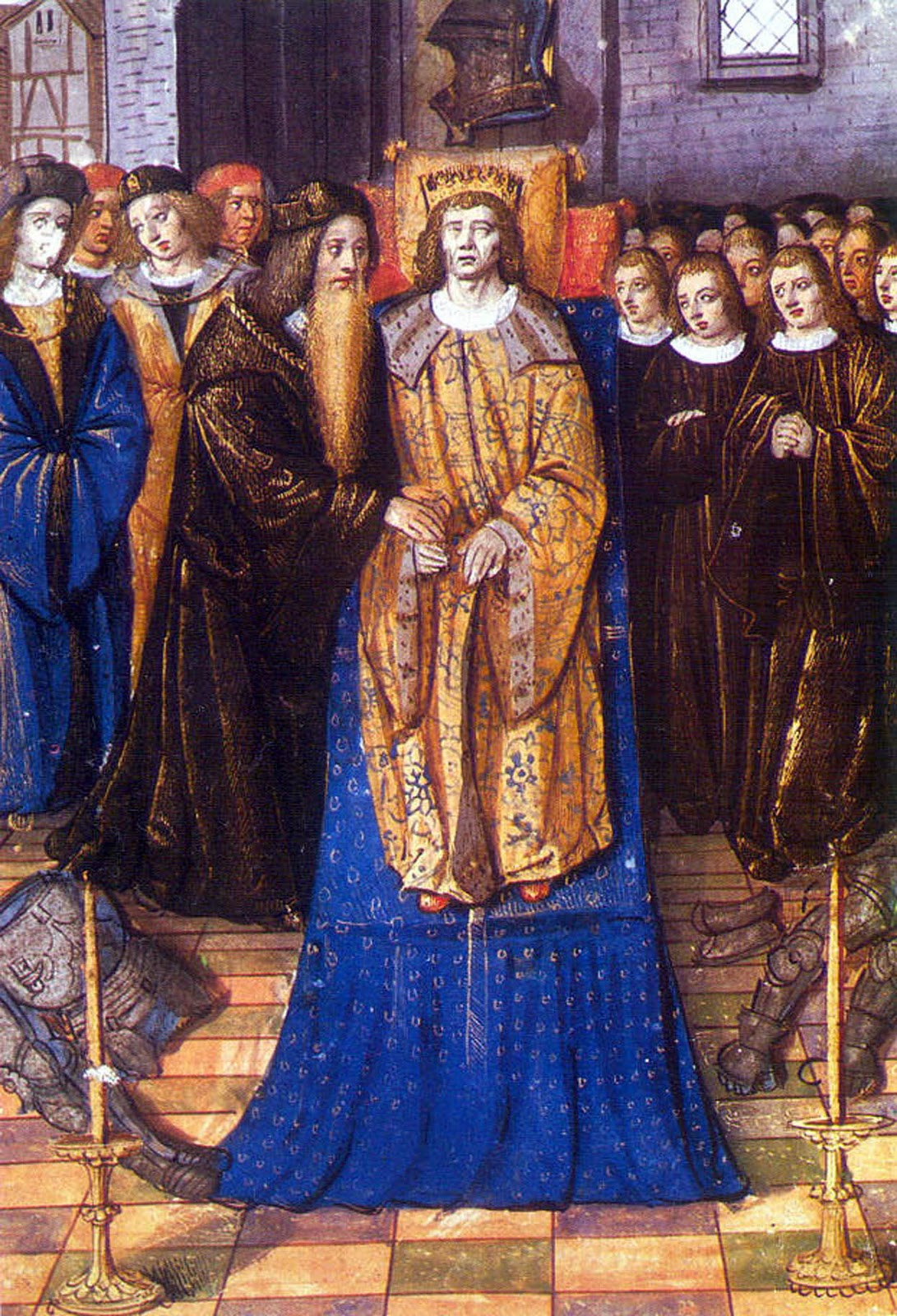
René II de Lorraine.

Dans un acte établi à Mirecourt le 24 février 1474, à propos de la reconnaissance des franchises de Varangéville, le duc de Lorraine ajoute à ses titres celui de seigneur de Haraucourt. En effet, il venait de confisquer les biens d'André de Haraucourt, seigneur du lieu qui, quelque temps auparavant, avait pris le parti de la Bourgogne contre René II (archives de Nancy), .

### Roi de France de passage à Haraucourt
En 1552, Henri II, roi de France, se rend à Metz pour visiter les territoires conquis par son armée l'année précédente. De là, il décide de se rendre à Strasbourg mais souhaite auparavant faire un détour par Saint-Nicolas-de-Port pour honorer les reliques de Saint-Nicolas. Le 24 avril 1552, il est hébergé pour une nuit à Haraucourt et se rend ensuite à Saint-Nicolas. Le soir suivant, il couche à Crévic.

### Droits seigneuriaux de banalité
Jusqu'à la Révolution, le droit de banalité était une source importante de revenus pour le seigneur... Et une forte contrainte pour les redevables. Le terme banalité a ici le même sens que le mot public : un moulin banal était un moulin public où les villageois étaient obligés de se rendre pour moudre leur grain. Ils n'avaient pas le droit d'utiliser d'autres moyens. Souvent, ils étaient taxés à minima, qu'ils utilisent ou pas l'équipement public.
À Haraucourt, les habitants étaient soumis aux trois banalités : le four, le pressoir et le moulin. Les droits banaux représentaient environ 40% des revenus du seigneur.

#### Four
Le dernier four banal se trouvait probablement au numéro 4 de la rue Abbé-Michel. Cette maison porte toujours des pelles à pain sculptées dans le linteau de la porte d'entrée. Dans une pièce annexe à un procès entre les habitants et le seigneur du lieu datant de 1765, l'emplacement d'un ancien four est mentionné sur la place, en bordure de la rue du Gal-Lambert. Plus tard, lors de la vente du château féodal, un plan est joint à l'acte de cession. Il indique l'emplacement d'un autre ancien four banal dans la rue du Château, à l'intérieur d'un long bâtiment qui occupait approximativement les actuels numéros 6 et 8 de cette rue.
Le 5 novembre 1703 fut une date importante pour les villageois. Ce jour-là, Anne de Livron, veuve de Charles Elisée de Haraucourt, signe un acte par lequel elle accède à la demande de la communauté villageoise qui se plaint de souffrir depuis trop longtemps de dommages et intérêts considérables en cuisant son pain au four banal, pas suite du peu d'exactitude et de la négligence des fermiers1, des gratifications excessives qu'ils exigent outre les droits ordinaires. La veuve du seigneur accorde pour sa vie durant, le droit aux habitants de construire des fours dans leur logis pour s'en servir comme bon leur semble. Cet engagement est cependant limité dans le temps. Les seigneurs suivants auront la possibilité de révoquer cette autorisation. En compensation, de la perte de cette banalité, les habitants devront payer 2,5 bichets de blé par charrue, le manœuvre paiera 1 bichet et la veuve un 1/2 bichet et ceci sans déroger à la perception de 5 livres à chaque boulanger qui cuit du pain blanc.
1 : Le plus souvent, le seigneur ne recouvrait pas lui-même l'impôt. Il affermait cette tâche au plus offrant. C'est pour rentrer plus vite dans les frais engagés que le fermier ajoutait toutes sortes de compléments à l'impôt.
Cette « faveur » accordée aux habitants ne dura pas. En 1765, les habitants sont en procès contre leur seigneur, monsieur de Chatenay à propos des fours banaux. En 1771, la comtesse Du Chatenay1 utilise un arrêté de la cour souveraine de Lorraine et du Barrois pour recouvrer les droits de banalité. Elle exige qu'une visite soit faite dans toutes les maisons pour s'assurer de la destruction de tous les fours. Les contrevenants doivent payer une amende et leur four est détruit séance tenante.
1 : à la lecture de ce paragraphe, on comprend mieux pourquoi, un siècle plus tard, l'historien cardinal Mathieu qualifiera la dame de « véritable fléau » (voir ci-dessous le paragraphe irréligion).

#### Pressoir
Le dernier pressoir banal se trouvait dans la maison actuellement sise au numéro 19 de la rue du Port. Le document du paragraphe précédent mentionne aussi l'emplacement d'un ancien pressoir à l'extrémité Ouest de la rue des Écoles. Le seigneur prenait le douzième chaudron issu du pressage au titre de son droit de banalité.

#### Moulin
Le moulin banal était situé au lieu-dit La Borde. Il fonctionnait avec l’énergie hydraulique de la Roanne. Les officiers du seigneur prélevaient un vingtième de la mouture.

### Guerre de Trente ans: 1618-1648
Cette guerre détruisit la plus grande partie de la Lorraine avec une très grande cruauté. En 1635, Gallas, officier de Bernard de Saxe-Weimar, avait 300 cavaliers en cantonnement à Haraucourt. Le 4 novembre, tous se jettent sur Saint-Nicolas-de-Port, saccagent et emportent tout ce qu'ils peuvent. Ils brisent les portes de la basilique et pillent les coffres, volent les vases sacrés. Ils saccagent aussi les couvents de la cité puis mettent le feu à la ville. Le saccage de la ville fait 260 morts.
Haraucourt semble avoir un peu moins souffert que Buissoncourt qui est resté désert plusieurs années de suite et dont la reprise fut laborieuse. Pour la Lorraine, le moment le plus fort de la crise est l'année 1635. En 1642, on recense à Haraucourt 5 conduits ce qui fait environ 20 habitants auxquels il faut ajouter les non contribuables et leur famille comme le curé, le maire, les autres officiers municipaux, le châtelain, sa famille et son personnel. Aucun document ne mentionne de bien vacant pendant ou après ces événements, contrairement à un grand nombre de villages voisins. En cette année 1642, les seigneurs résident de façon permanente au château. Les actes paroissiaux qui débutent en 1642 enregistrent une seule naissance cette année-là et une autre en 1643 ; mais 6 en 1644 et 12 en 1645 dont quelques enfants de Buissoncourt. L'activité reprend donc plus vite à Haraucourt que dans les communes voisines.

### Population à la fin duXVIIesiècle, débutXVIIIe
En 1664, l'école fonctionne à nouveau puisque les comptes de fabrique indiquent une dépense de lavage. À cette période, Le château n'est que rarement occupé. On recense 50 chefs de famille dont 8 réfugiés ; 5 mendiants et une veuve. On trouve environ 50 laboureurs, tous fermiers dont trois au service du marquis de Haraucourt. Il y a 2 taverniers et un hostellain (hôtelier), 1 tisseran, 2 drapiers, 3 cousturiers, 1 courdonnier, 1 recouvreur, 3 charpentiers, 1 tonnelier, 1 charron qui est aussi sergent et une vingtaine de manouvriers. Il y a 4 vignerons travaillant tous pour le seigneur. L'indication de seulement 4 vignerons laisse supposer que la vigne n'est pas très importance à cette période. C'est sans doute dû à d'anciennes règles du duché qui soumettaient la plantation à autorisation du parlement. Celui-ci n'accordait son agréement que pour des sols peu accessibles aux attelages de chevaux. Un siècle plus tard en 1795, il y a 52 ha de vigne à Haraucourt.
Le marquis ne faisant que de brefs passages au château, le fonctionnement de celui-ci est assuré seulement par un portier qui est aussi courdonnier, un jardinier, un berger et un marquaire (vacher).
En 1666, la population a augmenté de 10 ménages. Il y a plus d'habitants à Haraucourt qu'à Einville, chef-lieu de prévôté. La vie est très difficile en cette période de petit âge glaciaire. Toujours en 1666, Mansui Briat s'égare entre Haraucourt et Drouville et meure de froid. Les registres paroissiaux mentionnent aussi la mort de mendiants : un nommé Siméon âgé de 30 ans et un vieux homme étranger, amené tout mourant, natif du pays des Grisons.

#### Immigrants duXVIIesiècle

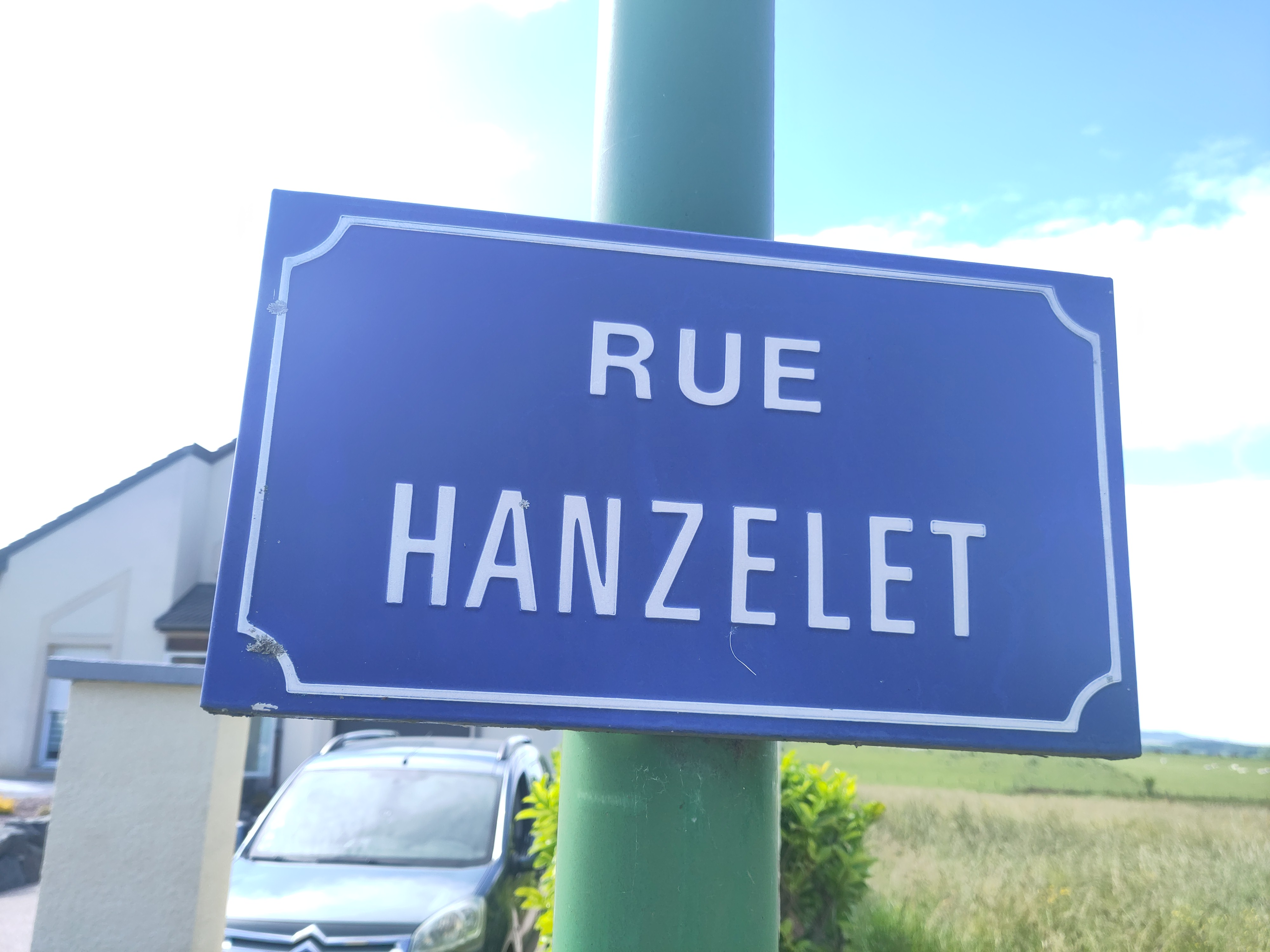
Odonyme lorrain à Haraucourt

D'abord sous l'impulsion de la France puissance occupante, puis du duc Léopold rentré en possession du duché, on a favorisé la recolonisation de la Lorraine dévastée par la guerre de Trente ans. Haraucourt ne semble pas avoir accueilli autant de migrants que d'autres communes. On note cependant quelques Suisses et Tyroliens. Ces derniers sont, le plus souvent, d'anciens « travailleurs saisonniers » qui venaient régulièrement en Lorraine et qui se sont fixés définitivement. Leurs compatriotes les surnommaient les fansozengänger, les chemineaux français. Ils ne sont pas les seuls arrivants. Parmi ces nouveaux habitants se trouve Noël Stofflet né à Montafon, Hameau de Sankt Gallenkirch en Autriche. Il est l'arrière grand-oncle du général vendéen Jean-Nicolas Stofflet.
On remarque aussi le cas particulier de François Laporte dit Joly Cœur originaire de Gascogne. Il épouse Marie Lhomée à Haraucourt en 1702. Le couple s'installe au village car les actes paroissiaux indiquent plusieurs naissances dans cette famille. Selon Serge Husson, il s'agirait d'un soldat démobilisé de l'armée française d'occupation. On oppose à cette version, celle de plusieurs généalogistes qui ont une autre approche. François Laporte est maçon. Il serait un compagnon du devoir de passage dans la région où il y a fort à faire pour la reconstruction de la Lorraine. Les compagnons du devoir ayant tous un sobriquet à cette époque, Laporte aurait été surnommé Joly Cœur. Cette seconde version est également à interpréter avec prudence car François Laporte décède en 1728 à l'âge de 60 ans. Il avait donc 34 ans lors de son mariage ce qui est un âge fort avancé pour un compagnon du devoir à cette époque.

#### Fiabilité des données de cette époque
Les registres paroissiaux de 1691 indiquent la mort de François Nourry âgé de plus de 100 ans ; il en est de même en 1711 quand décède Anne Pagez âgée de 102 ans. On peut s’interroger sur la fiabilité des dates de naissance si l'on se souvient que les actes paroissiaux de Haraucourt commencent seulement en 1642.
En 1710, on indique 133 habitants. Même si on y ajoute les exemptés de contributions comme les mendiants, le curé, le Maire et les autres officiers municipaux, il est improbable qu'une aussi faible population ait pu être à l'origine de 18 naissances, 10 mariages et 11 décès en cette même année. Les naissances, mariages et décès sont certains. C'est le recensement qui est suspect. Il faut avoir à l'esprit que des déductions fiscales ont été mises en place pour repeupler la Lorraine et redynamiser son économie. On n'a donc pas intérêt à montrer un redressement trop important.

### Maillage territorial et administration avant 1789
En 1594, la communauté d'Haraucourt fait partie de la prévôté d'Einville, elle-même étant une composante du bailliage de Nancy. De 1669 à 1698, la prévôté d'Einville passe dans le bailliage de Lunéville. Selon l'édit de 1698 de Léopold, la prévôté repasse dans le bailliage de Nancy. En 1751, elle revient dans le bailliage de Lunéville.

#### Haut-conduit de Drouville
À la fin du XVIe siècle, on lit dans les comptes du domaine d'Einville : « le haut-conduit de Drouville s'étend dès le ban de Serres jusques à celui de Varangéville... ». Cette division fiscale incluait Haraucourt. Le voyage des marchandises sur des chemins importants, anciennement nommés hauts-conduits ou hauts-chemins, était taxé. Officiellement, il s'agissait de financer les routes et les ponts. Les différentes formes de ces prélèvements fiscaux s'appelaient : la foraine. Le transport fluvial était l'objet d'une autre imposition nommée le crône ou crosne. Le duc Léopold les a supprimés à l'intérieur du duché de Lorraine mais ils se sont maintenus entre la Lorraine et les autres États, notamment entre la Lorraine et les trois évêchés, y compris après l'annexion du duché, alors que l'ensemble de ces anciens États étaient devenus français. C'est pour cette raison que les échanges commerciaux entre Haraucourt et les communes voisines de Buissoncourt et de Réméréville restèrent soumis à la foraine jusqu'à la Révolution, ce que dénoncent vigoureusement les habitants de Buissoncourt dans leur cahier de doléances en 1789. On peut trouver plus d'information au sujet du haut-conduit sur la page Wikipedia de Drouville. Ce lien indique que le haut-conduit de Drouville n'a probablement pas survécu à la guerre de trente ans. C'est confirmé par le recueil des édits et ordonnances publié en 1757 où la prévôté d'Einville, dont Haraucourt faisait partie, est incluse dans le haut-conduit de Nancy.

#### Plaids annaux ou assemblées annuelles
La communauté était administrée selon les décisions prises en assemblée municipale provinciale, également appelée plaid annal. On utilise le pluriel, plaids annaux car les travaux duraient souvent plusieurs jours. L'assemblée se tenait à date fixe. Nul chef de famille ne peut se dispenser d'aller aux plaids annaux, ni les veuves, ni les femmes faisant feu à part. Le seigneur en personne est présent ou se fait représenter par son procureur d'office, par le maire ou par un juge. Il y règne une certaine solennité. Les cloches sonnent pour indiquer le début de la réunion. On lit ou rappelle les droits du seigneur ainsi que les règles de la communauté. On procède aux nominations des officiers ou échevins. On modifie les règlements de police si nécessaire.
On signe un contrat d'embauche avec le maître d'école, avec le ou les bergers des troupeaux communs. 
On embauche un ou plusieurs « bangards », littéralement gardiens du ban. Ce sont des gardes champêtre. À Haraucourt au milieu du XXe siècle, on prononçait encore « banwé », ancienne forme lorraine de bangard.
On fixe le montant des taxes et des amendes ainsi que le droit d'entrée de ville qui est très élevé à Haraucourt. Il s'agit d'une taxe que paient ceux qui viennent habiter au village. Si l'on tient compte du fait que la plupart des communautés exigeaient un « droit de sortie », en plus de l'accord du seigneur, changer de village était très coûteux et compliqué.
On prend toutes les décisions nécessaires au bon fonctionnement de la communauté. Un « piéton » transmet les décisions locales à la prévôté ou à la subdivision de Lunéville qui les approuve ou non. On organise parfois des divertissements.
Aux plaids annaux de 1738 ordonnés par le seigneur, il est nommé deux syndics chargés de la recette devant couvrir les dépenses à faire. Ces élus doivent rendre compte de leur gestion l'année suivante, en présence des deux autres syndics les remplaçant.
Comme dans beaucoup d'autres communautés lorraines au XVIIIe siècle, celle d'Haraucourt constate que le trop grand nombre de personnes convoquées complique son fonctionnement. Sur la requête de la communauté, l'intendant royal Antoine Chaumont De la Galaizière publie une ordonnance le 5 août 1768 qui reconnaît la mauvaise administration des assemblées provenant du peu d'ordre y régnant. Il autorise la communauté d'Haraucourt à élire des représentants, autorise celle-ci à nommer six personnes en assemblée générale. Ces élus formeront avec le maire, le syndic sortant et le syndic actuel, le conseil de la communauté qui sera toujours composé de neuf personnes pour délibérer sur toutes les affaires de la communauté. Chaque année, on renouvellera un tiers des élus. L'assemblée garde cependant la possibilité de se réunir dans certains cas particuliers. À la suite de cette ordonnance, une réunion a lieu le 1er septembre 1768 pour mettre en place les nouvelles dispositions.
Les archives communales ont conservé assez peu de procès-verbaux de ces plaids.

#### Désignation des maires
Sous l'ancien régime lorrain comme aujourd'hui dans la République, le Maire avait un rôle central. Il était le représentant du seigneur... Et l'obligé des pouvoirs supérieurs. Il avait le statut d'officier de police et quelquefois, de percepteur des impôts. Il était régisseur des corvées ; c'est-à-dire qu'il devait faire exécuter les corvées exigées par le seigneur, par le duc et par le roi après l'annexion du duché. Ces corvées se cumulaient. Il arrivait qu'on le nomme le syndic, le mayeur, le premier échevin ou le mairre. Il bénéficiait de privilèges et d'exemptions. À l'inverse, si le pouvoir central n'était pas satisfait de son travail, il pouvait être condamné à un amende et même à de la prison. C'est arrivé plusieurs fois à Haraucourt.
Le maire était secondé par d'autres officiers ou échevins nommés de la même façon. La présence d'un ou plusieurs banguards ou banwés1 était quasi systématique. À Haraucourt, il y avait le plus souvent un échevin désigné sergent et chargé de la police de ville. S'ajoutait à cela un procureur et un tabellion mais ces derniers étaient nommés directement par le seigneur.
Le mode de désignation des échevins ou officiers varie. Dans la dernière période de l'ancien régime, le maire était élu par la communauté lors de son assemblée annuelle. Plus tôt, certains seigneurs ont exigé que la communauté lui donne une liste de personnes et c'est lui qui choisissait. En 1597, la mairie de Haraucourt est attribuée aux enchères. C'est Nicolas Pacquier qui emporte l'enchère pour 80 francs (archives départementales).
1: banguard et banward signifient littéralement gardiens du ban, du territoire. Ils étaient gardes-champêtre. banward se prononce ban-wa et parfois ban-wé. L'ancien mot commun aux langues d'oïl warde a évolué rapidement en garde dans la langue française. La langue lorraine a conservé plus longtemps l'ancienne forme. Encore au XXe siècle, l'usage des mots banwa et banhoué était fréquent dans les communes rurales lorraines, avec parfois une connotation péjorative. Toujours au XXe siècle, le mot pouvait également désigner l'appariteur, parce que le garde-champêtre cumulait souvent plusieurs fonctions municipales.

### Anciens étangs et leur seigneurie

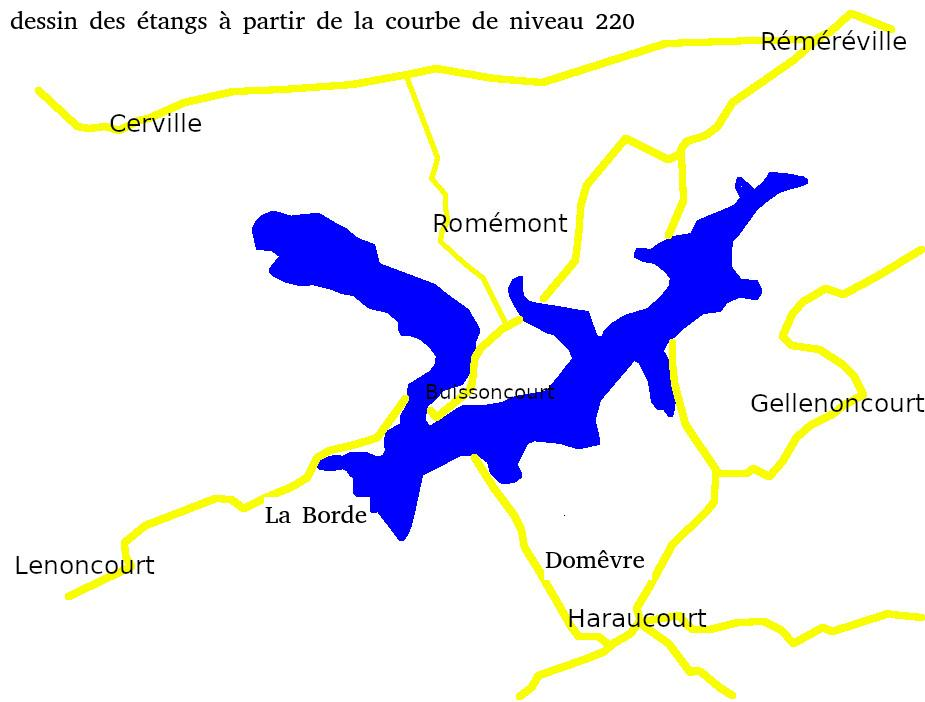
dessin des étangs sur la base des courbes de niveau

Il a existé un vaste étang de part et d'autre de la Roanne et principalement alimenté par elle. Il est toujours nommé étang de Buissoncourt ou les étangs de Buissoncourt, bien qu'une partie importante soit située sur la rive gauche, territoire d'Haraucourt. La digue principale était située à l'emplacement de l'actuel pont sur la Roanne, sur la route communale menant de Buissoncourt à Varangéville, à quelques centaines de mètres en amont du moulin de la Borde et proche de la station intercommunale d'épuration. La totalité de la Roanne était ennoyée sur le territoire d'Haraucourt.
La Roanne recevant sur sa rive droite le ruisseau de Cerville et celui de l'étang Vittel, la retenue d'eau ennoyait aussi la partie aval de ces petits affluents et avait une vague forme de Y, le village de Buissoncourt était enserré entre les deux branches. Il constituait une presque-île.
Les documents historiques distinguent l'étang en deux parties principales. Il s'agit du grand étang, partie Sud côté Haraucourt exclusivement situé sur la Roanne, et le petit étang, au Nord de Buissoncourt essentiellement constitué du ruisseau de Cerville. Il semble que les étangs aient été davantage divisés si l'on se réfère aux documents qui parlent de propriété mais ils ne sont pas assez précis pour établir des limites.
La digue aval dont on peut encore voir quelques vestiges était constituée d'une importante levée de terre qui ne peut être qu'artificielle. On est donc en présence d'un étang créé par l'homme. On ne dispose d'aucune indication à propos de sa mise en eau. On sait qu'il existait avant 1213, date de la mort de Ferry II duc de Lorraine. Son fils cadet, Jacques de Lorraine, évêque de Metz, hérite des propriétés ducales autour de Buissoncourt. À la mort de celui-ci, sa succession revient selon ses vœux à l'évêché mais elle fait l'objet de vives contestations. Aux termes de nombreuses palabres qui durent de 1282 à 1289, Ferry III duc de Lorraine finit par récupérer l'étang dit de Buissoncourt
.
Au XVIe siècle, les comptes du duché montrent que l'on prend soin des étangs pour lesquels reviennent régulièrement des dépenses d'entretien et d’alevinage. En 1545, les registres de comptes font apparaître une dépense de 1 550 francs pour l'entretien des étangs de Laneuveville et de Buissoncourt. La même année venant de Buissoncourt, on enregistre une vente de poissons pour 535 francs et 2 gros à laquelle s'ajoute l'envoi à la table du duc de 235 beschets (brochets), 49 perches et 78 brèmes.
Sans doute pour des raisons de proximité, les étangs de Laneuveville et de Buissoncourt sont régis directement par le duc de Lorraine alors que ses autres étangs sont affermés.
Le 15 février 1593, le duc Charles et le cardinal-évêque de Metz et de Strasbourg, Charles de Lorraine font un échange de biens et de bénéfices. L'évêque se voit confirmé la totalité de la propriété de Buissoncourt, à l'exception des deux étangs de Buissoncourt réduits à l'état de prairie. On apprend ainsi que les étangs sont asséchés à cette date et que contrairement à ce que l'on pense généralement, ce n'est pas la guerre de trente ans et les désordres qu'elle engendra qui sont à l'origine de cette reconversion. Il est assez surprenant que ces étangs qui faisaient l'objet d'une grande attention au milieu du XVIe siècle, soient abandonnés à la prairie quelques décennies plus tard ?
À la fin XVIe siècle, François de Beaufort est couvert d'honneurs et de dons par le duc Charles III de Lorraine. François de Beaufort, seigneur de Gellenoncourt, entre autres lieux, est autorisé à prendre le nom de François de Gellenoncourt en 1588. En 1597, il épouse Gabrielle Rhuillières, la fille d'un fils naturel du duc. À cette occasion, Celui-ci lui lègue les étangs de Buissoncourt.
Dans les archives de l'évêché de Metz, on trouve pour l'année 1599, une lettre de Charles de Lorraine, évêque qui invite le sieur Rouyer, procureur général de l'évêché, à faire aborner les prairies et étangs de Buissoncourt.
Il semble que Jacques de Gellenoncourt ne soit pas resté longtemps propriétaire des étangs ou qu'il n'en ait reçu qu'une partie puisqu'en 1621, la chambre des comptes de Lorraine enregistre une réduction au fermier des prairies de l'étang de Buissoncourt en considération des pluies qui avaient régnées depuis la récolte précédente.
En 1623, c'est le duc Henri II qui vend les étangs à son neveu, le prince de Phalsbourg. Il est probable que cette vente ne soit que partielle car les archives départementales ont la référence B 3920-3925 contenant les comptes des étangs de Buissoncourt pour la période 1624 à 1632.
Pendant son règne de 1697 à 1729, le duc Léopold se montre particulièrement généreux envers le prince de Beauvau-Craon. Dans une interminable liste de menus cadeaux au prince, il donne les étangs de Buissoncourt.
Dans un bon pour le roi de France de 1785 listant diverses propriétés royales, on trouve cette phrase : ce qui reste des étangs de Buissoncourt. Cela signifie que la cession en faveur du prince de Beauvau n'était pas totale.

#### Complexité juridique
À une période mal déterminée du Moyen Âge, l'ancien étang avait un statut ambigu. Il était la propriété du duc de Lorraine. L'étang était réputé situé, à l'intérieur « des frontières » de la principauté épiscopale de Metz mais les bornes étaient posées côté Buissoncourt ; ainsi situées, elles plaçaient l'étang sur Haraucourt dépendant du duché. Pour compliquer davantage la situation, la justice de l'étang dépendait de la châtellenie d'Amance ce qui rendait l'étang indépendant du prince-évêque de Metz comme du duc de Lorraine. Cette situation ne dura pas comme on le voit au paragraphe suivant.

#### Seigneurie des étangs
Comme on l'a vu plus haut, le duc Léopold fit preuve d'une grande générosité à l'égard du mari de sa maîtresse, le prince De Beauvau-Craon. Il lui légua, « entre autres menus cadeaux », les anciens étangs. On ne sait si c'est de son fait mais les étangs apparaissent dès lors comme une seigneurie avec droit de haute, moyenne et basse justice. Le prince fait gérer cette seigneurie avec la plus grande fermeté. La pêche y est interdite, sans doute dans le grand canal, nom de la Roanne à cette époque. La vaine pâture est également interdite et c'est nouveau. L'étang qui est en fait une vaste prairie, est étroitement surveillé par des gardes à la solde du prince. Le greffe de la justice de cette seigneurie est à Haraucourt. La seigneurie est administrée par un maire, un greffier, un sergent et un garde des pêches, tous nommés par la maison de Craon. Le plus souvent, ils sont choisis parmi les habitants de Haraucourt. Les documents des plaids annaux de cette seigneurie pour la période 1748 à 1783 sont conservés à la mairie de Haraucourt. Ils contiennent de nombreux procès-verbaux infligés à des habitants de Haraucourt.

### Religion
Sur le plan spirituel, la paroisse a toujours dépendu de l'évêché de Toul,, puis de celui de Nancy. Les chanoinesses de Remiremont avaient le titre de patron laïc de la paroisse et le droit de nommer le curé. On suppose qu'elles avaient hérité de ce privilège après qu'une femme de la famille des seigneurs de Haraucourt se soit retirée dans cette abbaye réservée à la noblesse. On ne sait pas à quelle date a eu lieu le changement mais à la veille de la Révolution, le curé de Haraucourt est nommé par l'évêque de Toul. À partir de 1520, on a conservé les noms de tous les prêtres qui ont desservi la paroisse.
Le 3 mai 1858, le sacrement de confirmation est donné par un évêque venu d'Amérique et en résidence provisoire en Lorraine ; il s'agit de Monseigneur Yuncker. Il est dépêché à Haraucourt par son collègue de Nancy.

#### Et irréligion

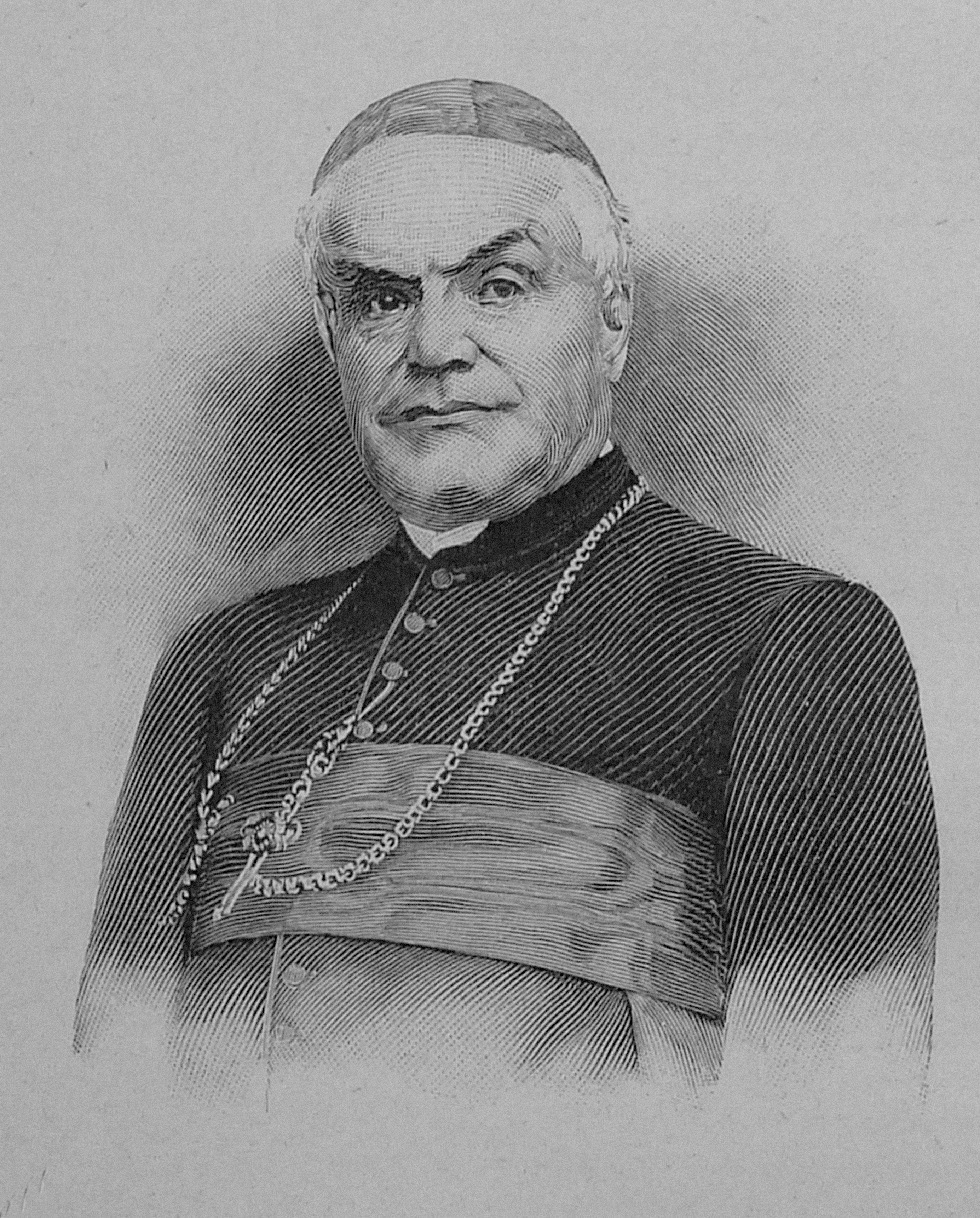
François Désiré Mathieu, prélat et historien français né à Einville-au-Jard

En 1644, Pierre Royer curé de Haraucourt adresse une requête à la marquise De Ville, seigneur du lieu, contre les habitants de Haraucourt qui refusent de donner le vin nécessaire pour la célébration de la messe. Il faut rappeler qu'à cette date, la guerre de Trente Ans n'est pas officiellement terminée et qu'elle a durement marqué la région. La démarche du curé interpelle car vingt ans plus tard, alors que la situation économique du village s'est sensiblement améliorée, le recensement ne compte encore que quatre vignerons, tous au service du seigneur. La production de vin en 1644 devait être extrêmement faible ?
Dans sa thèse présentée à la faculté des lettres de Nancy le 20 décembre 1878, ayant pour titre : L'ancien Régime dans la province de Lorraine et du Barrois, le futur cardinal Mathieu écrit un curieux paragraphe à propos de la dernière châtelaine résidente : « À Haraucourt, la dame du lieu, Mme de Chatenay, est un vrai fléau ; elle dénonce les garçons du village qui ont pris des fusils pour tirer pendant la procession de la Fête-Dieu. La maréchaussée arrive et désarme ceux-ci pendant la cérémonie même. Car une ordonnance de 1757 avait prescrit le désarmement des lorrains. ». Cette dénonciation est choquante, y compris pour le cardinal lorrain, parce qu'elle s'oppose à une tradition locale consistant à manifester bruyamment lors de cet événement. Ainsi, les comptes de la communauté relèvent plusieurs fois des achats de poudre qui servaient à manifester une joie bruyante. En 1751, on a payé 48 sous pour une livre de poudre pour tirer les boîtes à la Fête-Dieu. Les archives de la commune contiennent un document comptable pour l'exercice 1791 relatant une dépense de 3 livres de France pour l'achat de poudre à tirer lors de la procession de la Fête-Dieu, « ainsi qu'il a toujours été pratiqué  ». Cette tradition était toujours en vigueur à la fin du XIXe siècle à Villoncourt, Vosges.

#### Procès en sorcellerie
Ce paragraphe est bien le plus lamentable de l'histoire du village. Haraucourt n'a pas échappé à la vague d'obscurantisme religieux qui a déferlé sur la Lorraine pendant plus d'un siècle. Parmi les victimes de ces crimes odieux, les archives de la Commune ont conservé quelques noms. En 1597, François Barbier natif de Haraucourt est exécuté par le feu à la prévôté d'Einville.
En 1599, ce sont quatre habitants qui sont mis en cause : Noël Bourlier, garçon-marchand ; « la petite marchande » ; « la grande Françoise » et Catherine Crestaille. Les trois premiers réussissent à s'enfuir. Catherine Crestaille est soumise à la question, ce qui signifie à l'ignoble torture. En attendant son jugement, elle est gardée chez Jean Mangenot, Hostellier à Haraucourt où loge également le Maistre des haultes œuvres, autrement dit le bourreau. Pendant ce temps, on remet en état le cachot. On fait venir en urgence un serrurier de Saint-Nicolas-De-Port pour mettre un verrou et des attaches à la porterie du château. Catherine Crestaille est condamnée à être brûlée. Ses biens comme ceux des fugitifs sont confisqués, il faut bien payer leurs tortionnaires.
Une nouvelle affaire de sorcellerie éclate en 1604. Deux hommes et une femme sont impliqués. Il s'agit de Didier Chamant et de Didelot Melot. La femme est surnommée « la coussonevesse ». Tous trois sont exécutés. Notons que Didier Chamant avait été Maire quelques années plus tôt.
La dernière exécution pour sorcellerie a lieu en 1698. C'est un ressortissant de Courbesseaux qui est exécuté à Haraucourt pour les mêmes motifs fallacieux que les précédents.

#### Excommunication des insectes
Les comptes de la communauté de l'année 1752 font état d'une dépense de 30 soles payées au curé « pour avoir fait une procession et excommunication des insectes qui étaient dans les vignes  ». Les mêmes comptes de l'année 1759 font état d'une autre dépense de « 50 sous pour la procession faite et la messe du mois d'août contre les ravages des souris ».

#### Curés procéduriers
Lorsque l'étang qui séparait Buissoncourt et Haraucourt fut asséché et que l'on commença à le mettre en culture, les curés d'Haraucourt prélevèrent la dîme sur les récoltes. Ceux de Buissoncourt auraient aimé partager cette manne. C'est sans doute pour cette raison qu'en 1751, le curé de Buissoncourt envoya sa servante « dix-mée nuitamment »1 sur un terrain situé dans les anciens étangs, lieu-dit la Chaussée2.
Le curé d'Haraucourt le traduit en justice et un procès s'ouvrit en 1751. La cour trancha en faveur du curé d'Haraucourt. La sentence est datée du 28 mars 1753.
En 1761, c'est le curé Auger qui est en procès contre le seigneur. Le comte de Chatenay s'était fait installer un banc en tête de la nef. La plainte du curé semblait justifiée dans le mesure où ce banc empiétait sur une allée mais les juges ne l'entendirent pas ainsi et donnèrent tort au curé et à la fabrique.
1: Quand la dîme s'appliquait, les cultivateurs devaient laisser la totalité des gerbes (moisson) sur le champ jusqu'à ce que le bénéficiaire de la dîme ou son délégué vienne prélever sa part, idem pour les autres récoltes soumises. Cela constituait une brimade supplémentaire. Si le décimateur avait du retard, la météorologie pouvait compromettre la récolte qui aurait pu être rentrée plutôt.
Il semble que l'action de dix-mée citée ici (dîmer) consistait à enlever la part du décimateur. On sait par ailleurs que les curés en question se sont longtemps disputé le bénéfice de la dîme sur les terres de la Borde.
2: « La chaussée » est un lieu-dit. À l'origine, ce mot désignait la digue de l'étang.

#### Curieuse nomination de l'abbé Charrée en 1780
Dans un manuscrit de la Bibliothèque du Grand Séminaire de Nancy, Monsieur Chatrian note : « 9 mai 1780. — Concours pour Haraucourt ; 27 concurrents. Nommé : Charée, prêtre de 1764, à son 15e concours, le même que précédemment, n'ayant pu prendre possession de Seranville  ». Il semble que l'on ait introduit dans ces concours des questions de culture générales et de sciences auxquelles les curés n'avaient pas été préparés. Ces concours permettaient aussi à l'évêque de choisir les curés les plus dociles.

#### Situation matérielle du curé en 1790
La Constituante prescrit aux curés de faire l'état de leurs biens. En 1790, celui d'Haraucourt a 600 paroissiens. Il dit avoir pour patron laïc les dames abbesses de Remiremont mais on a vu ci-avant qu'il était nommé par l'évêque. Il a à sa disposition la maison curiale avec un jardin de 9 hommées et demi (19 ares). Il a en outre 14 jours de terre (2,8 ha) et 20 fauchées de pré (4 ha). Le seigneur du village lui doit annuellement 4 chapons et 4 oranges. Les religieuses de Sainte-Élisabeth de Nancy lui doivent 2 chapons et 2 oranges. Il bénéficie d'un tiers de la dîme et les menues dîmes. Il reçoit également 5 chapons et 17 livres du cens (location) de terres. Ce dernier bénéfice provient de dons de terres faits par des paroissiens en l'échange de messes à leur intention.
Les diverses dîmes lui rapportent 1 800 livres. En contrepartie, il doit mettre à disposition des habitants un porc mâle reproducteur ainsi qu'un tiers des béliers ce qui lui coûte environ 70 livres. Il a à sa charge l'entretien du chœur et des vitraux de l'église, de la maison curiale, de « la location » et de la pension d'une religieuse institutrice. L'ensemble lui coûte environ 240 livres. La situation matérielle du curé de Haraucourt à cette date est très confortable.

#### Chapelain castral

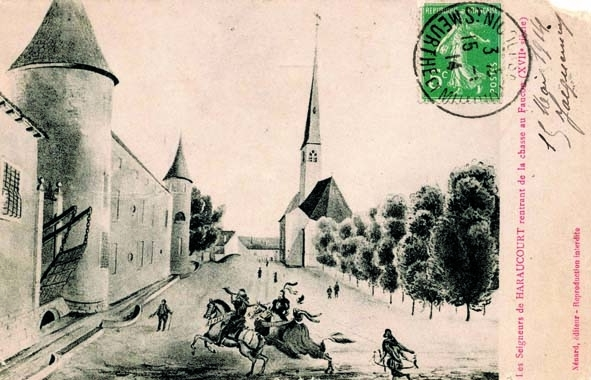
Gravure représentant les seigneurs rentrant de la chasse

En plus du curé de la paroisse, il y avait un prêtre chapelain au service spirituel du seigneur du village. C'est la raison pour laquelle il y avait une chapelle castrale. En 1731, l'évêque de Toul réunit la chapelle Saint-Antoine de l'église à la chapelle castrale pour ne plus faire qu'un seul titre de bénéfice ecclésiastique presbytérial. Même quand les seigneurs n'ont plus résidé en permanence à Haraucourt, le poste de chapelain castral fut maintenu jusqu'à la Révolution. Le dernier d'entre eux est l'abbé Dominique Vautrin nommé à ce poste en 1753. Il avait le titre de vicaire de Haraucourt. Dans sa déclaration de 1790, il dit avoir pour patron laïc Madame de Châtenay, dame de la terre de Haraucourt. Il lui doit les services religieux lorsqu'elle réside à Haraucourt. Les dimanches et fêtes, il doit dire une messe matinale à la paroisse. Il bénéficie d'une maison avec jardin de 4 hommées (8 ares), des terres labourables et des prés. Il possède également un jardin d'un jour (20 ares) à Courbesseaux qu'il met en location. Sa situation matérielle est donc très confortable.
Il se disait à Haraucourt que Vautrin était à l'origine de la vocation de l'abbé Michel. Vautrin est nommé député du clergé pour le représenter à l'assemblée qui se tient le 23 mars 1789 devant le lieutenant du bailliage de Lunéville. Pendant la période révolutionnaire, il soutient ouvertement l'abbé Charée, curé de la paroisse déchu pour avoir refusé de prêter serment. Vautrin prend le risque de dire la messe dans l'église, en concurrence avec le prêtre assermenté. Très rapidement, cela lui est interdit par la municipalité. Ses actes lui vaudront de graves ennuis puisque son nom figure sur un état des prêtres déportés ou reclus mais rien ne dit qu'il ait été réellement déporté ou incarcéré. Ce document daté de l'an IV indique qu'il est rentré dans la commune. Sous le Directoire, il y eut une tentative de rétablissement du culte et l'abbé Vautrin avait été pressenti comme curé de la paroisse. Cependant, l'église avait besoin de réparations, il n'y avait plus de presbytère ni de cloche ni d'ornements (vêtement cérémoniaux). Vautrin est alors âgé de 70 ans. Le 21 brumaire an VI, il fait savoir aux autorités que ses infirmités et son grand âge l'empêchent de se rendre à Saint-Nicolas-de-Port pour prêter serment. Il semble avoir été entendu car le culte reprend dès cette année à Haraucourt.
Né le 11 mars 1724 à Haraucourt, Dominique Vautrin est décédé à Haraucourt le 3 ventôse an XII à l'âge de 80 ans (archives communales de l'État-Civil). Il est enterré à Domêvre. Sa tombe n'est plus matérialisée. Elle se trouve juste à côté de l'ancien ossuaire près de la tour romane.

#### Curé lettré
René Marie Joseph POIREL est nommé curé de Haraucourt en 1896. Il était né en 1865. Il fut d'abord professeur au collège de La Malgrange. Il était docteur en théologie et auteur de la thèse De utroque commonitorio lirinensi. Ce document fut publié à Nancy par l'imprimerie Berger-Levrault en 1895.
Lors de sa nomination à la cure de Haraucourt, l'abbé Poirel préparait un second volume : Utriusque commonitorii lirinensis. Il décède à l'âge de 37 ans à Haraucourt où il est inhumé le 8 mars 1902.

#### Fabrique et confréries
La fabrique est la partie civile de la paroisse. Le plus souvent, il y avait un conseil de fabrique pour l'administration des biens matériels. Les archives de la Commune contenaient au début du XXe siècle de nombreux comptes de la fabrique de Haraucourt depuis 1677 jusqu'à la Révolution. Ceux-ci mentionnent l'existence de nombreuses confréries. En 1737, il y a la confrérie du Saint Rosaire, la confrérie de l'alliance française, celle de Saint-Nicolas, de la Conception, de la Sainte Vierge, de Saint Sébastien, de Saint Vincent. Cette dernière a survécu jusqu'au XXe siècle.

#### Dîme
En 1757, cet impôt dû au clergé était d'un douzième des céréales et des légumes. Les prairies en étaient exonérées. Le curé dîme seul sur la vigne. Le clergé réclame aussi la dîme sur la production de chanvre, d'étoupe, d'agneaux, de laine et de cochons.
Jusqu'en 1790, la grosse dîme de Haraucourt, soit les deux tiers, revient aux dames chanoinesses de Remiremont. En contrepartie, le chapitre de Remiremont devait financer les grosses réparations de l'église. Les abbesses devaient aussi à la communauté la fourniture du taureau reproducteur et de deux tiers des béliers.
Le curé bénéficiaire d'un tiers de la dîme et de la menue dîme devait le service religieux aux habitants ainsi que les petites réparations de l'église et de l'école. Il devait aussi fournir le verrat reproducteur et un tiers des béliers.

##### Très mauvaise volonté des chanoinesses de Remiremont
Bien qu'elles soient bénéficiaires de la grosse dîme, ce qui les engage à assurer les réparations importantes des églises de paroisses génératrices de cet impôt, les chanoinesses font tout pour se soustraire à leurs obligations.
En 1693, la communauté de Haraucourt demande à la cour du bailliage d'Épinal de leur rappeler leurs devoirs. En 1694, le chapitre de Remiremont est condamné sans équivoque à payer les grosses réparations de l'église de Haraucourt. Déjà en 1678, la communauté de Buissoncourt avait dû faire la même démarche.
En 1742, il faut recommencer. Cette fois, c'est la cour du bailliage de Lunéville qui condamne les chanoinesses au plus tard sous la quinzaine de procéder aux réparations nécessaires de l'église de Haraucourt qui menace une ruine totale. Les chanoinesses devront payer les travaux mis en adjudication. En outre, elles sont condamnées aux frais et dépens.

### Cimetières
Jusqu'à la fin du XVIIe siècle, les habitants étaient inhumés au cimetière de Domêvre. En 1646, les registres paroissiaux mentionnent quelques inhumations dans l'église, chœur et nef. Dans un mémoire du 4 juin 1763, il est écrit que le curé possédait deux fauchées de pré pour la nourriture d'un cheval qui servait par mauvais temps, à aller enterrer les morts à Domêvre.
En 1720, les comptes de la communauté mentionnent une dépense pour avoir taillé des pierres dans le cimetière joignant l'église. Il s'agit de l'église St-Gengoult au centre du village. C'est confirmé par des actes de décès en 1721 qui précisent que les inhumations ont lieu dans ce cimetière. Cependant, celui de Domèvre semble encore utilisé occasionnellement.
En 1745, les comptes de la fabrique indiquent une rentrée d'argent pour location par bail des herbes du cimetière de Domêvre ce qui tend à dire qu'il n'est plus utilisé. C'est confirmé par le mémoire de 1763 qui dit que le curé a demandé à l'évêque d'interdire ce cimetière.
À la même période, on trouve des actes indiquant, assez rarement, des inhumations dans l'église même, pour le curé Michelet par exemple en 1737 et pour le sieur Duart, noble et ancien capitaine de chevaux légers enterré en 1740 dans le chœur de l'église.
En 1751, la communauté achète un jardin rue Martin (rue Hanzelet) pour servir de cimetière car celui de l'église est trop petit. D'autre part, il est très humide et l'eau conserve les corps au lieu de les consumer.
En 1919 lors des travaux de reconstruction rue Hanzelet, on a découvert beaucoup d'ossements humains au numéro 7 de cette rue, ce qui permet de localiser ce cimetière.
Celui-ci s'avère à son tour trop petit. En 1 763,27 personnes sont décédées ce qui sature le cimetière. Ces chiffres sont confirmés par les actes de décès qui indiquent 12 décès pour le seul mois de janvier, tous âgés de moins de 10 ans. L'hiver ayant été très rude, on a enseveli les corps à seulement deux pieds de profondeur (~65 cm). Lorsque la température est remontée, il s'est dégagé de mauvaises exhalations aux quelles on attribue la mort de 5 à 6 personnes ainsi que d'autres maladies. C'est la raison pour laquelle le mémoire de 1763 demande la réouverture du cimetière de Domêvre.
Le procureur général de la cour souveraine de Nancy ordonne une enquête. Elle situe le cimetière de la rue Martin entre les maisons de Nicolas Duzant, des veuves et héritiers Chassin et de Nicolas Maillot. Elle constate que le cimetière près de l'église est rempli de croix avec quantité de morts depuis plus de quinze ans et qu'on nous assure que les corps ne sont point encore consumés à cause des eaux. L'enquêteur demande que l'on mette une épaisseur de terre d'un pied et demi sur les corps enterrés à trop faible profondeur.
L'enquêteur se rend à l'ancien cimetière de Domêvre. Il conclut qu'il faudrait 100 livres pour réparer le mur d'enceinte et qu'il manque la porte. Il précise que le seigneur du village offre de la remplacer à ses frais.
On recommence à utiliser le cimetière de Domêvre en 1780 mais à cette date, il y a encore quelques inhumations autour de l'église.
Une délibération de la municipalité en date du 26 décembre 1790 dit : il existe un ancien cimetière dans le milieu du village qui a été interdit il y a environ 11 ans. L'interdiction ayant levée pour les grands corps sur la demande du curé, il a été enterré un grand corps dans l'ancien cimetière mais le fossoyeur a eu beaucoup de peine à achever la fosse tant par les mauvaises exhalations qui sortaient de terre que par la quantité d'eau qui remplissait la fosse. Le conseil conclu à la réintégration du cimetière de Domêvre. Il demande que le chemin y conduisant soit tracé droit. À partir de cette date, on a toujours enterré les morts au cimetière de Domêvre.

### Jacqueries féminines pendant la période révolutionnaire

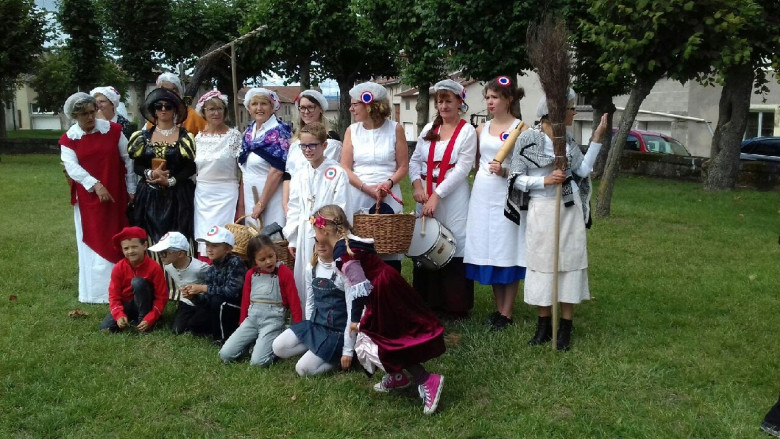
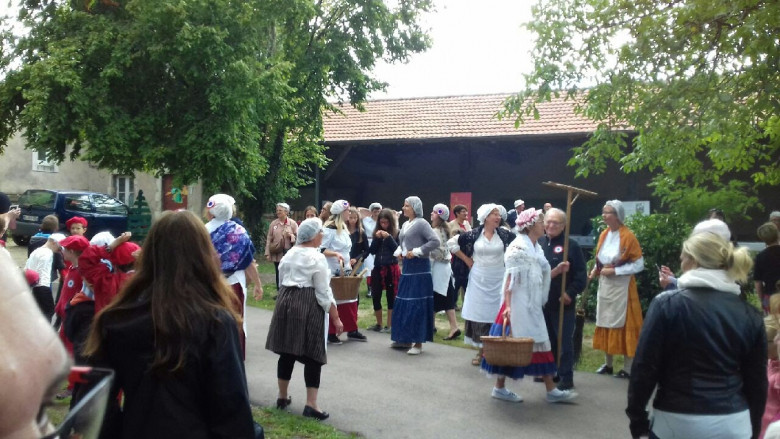
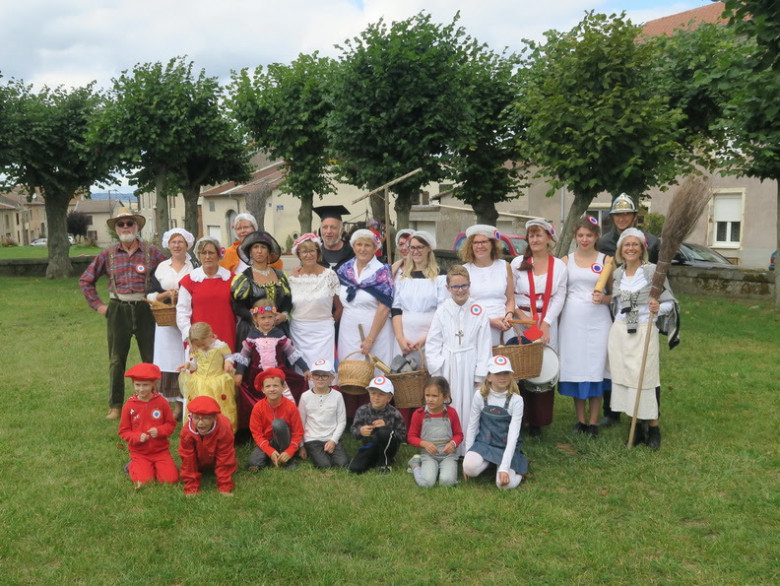

En Lorraine, les paquis sont des terrains agricoles qui appartenaient à la communauté avant 1789 et à la commune après la Révolution. Sous l’Ancien Régime, ils permettaient aux plus pauvres de nourrir quelques animaux pour assurer leur subsistance. Quand la communauté était mieux lotie comme à Haraucourt, elle possédait davantage de surface ce qui lui permettait de louer des lots de terre aux particuliers.
Les seigneurs les moins scrupuleux usaient parfois de leur pouvoir pour dépouiller la collectivité. À Haraucourt, on ne connaît pas l'origine du différend mais un litige portait sur un tiers de la surface des paquis labourables, soit 104 jours (~21 ha) des meilleures terres que le seigneur faisait exploiter à son profit exclusif. On parle bien de paquis, de biens collectifs, car les terres en bien propre du seigneur ne sont pas concernées par ces revendications. La communauté tenta à plusieurs reprises de récupérer ce tiers-paquis au cours du XVIIIe siècle. Lorsque la Révolution éclata, la question revint avec plus d'acuité encore,.
Le 9 novembre 1789, la municipalité de Haraucourt fait signifier au ci-devant seigneur du village en la personne de ses fermiers qu’elle entend rentrer dans le tiers-paquis. Dans son mémoire, la municipalité se dit glorieuse d’avoir empêché les voies de faits à différentes reprises pour s’emparer du tiers-paquis.
En 1791, le seigneur de Haraucourt et sa famille émigrent. La question des paquis devient alors brûlante. Juste avant que les biens du seigneur ne soient devenus automatiquement bien nationaux, un premier jugement avait donné la jouissance de ce tiers paquis à Monsieur de la Tessonière, ci-devant seigneur et propriétaire des terres, ce qui provoqua une véritable émeute au village. Les femmes s’assemblent au son de la caisse (le tambour) qu’elles ont prise chez le sergent de police. Elles veulent faire sortir les charrues des fermiers qui travaillent dans le paquis. Elles vont ensuite trouver le maire qui est aussi l’un des fermiers incriminés pour qu’il abandonne ces terres au profit des habitants. Il finit par accepter l’injonction, après avoir négocié une indemnisation pour frais engagés,.
L’autre fermier, Léopold Berger, ne cède rien et dépose même plainte auprès des juges du district. Il explique que, détenant les terres seigneuriales par un bail en bonne et due forme, il a envoyé ses domestiques pour exécuter les travaux agricoles. Des femmes s’en sont approchées, armées de différents instruments et les ont obligés à quitter le travail en leur demandant après leur maître... « Pour le massacrer et porter sa tête au bout d’une pique ! »,.
Le maire n’ayant pu rétablir l’ordre, le tribunal est obligé de mettre la famille du sieur Berger sous la sauvegarde de la loi, l’autorisant même à se faire assister de cavaliers de la maréchaussée aux frais des contrevenants.
Au vu de ce nouveau jugement, l’émeute se renouvelle le 5 avril 1791. Rassemblées au son de caisse dès 4 heures du matin, des femmes profèrent des menaces et fourbissent divers outils en guise d’armes, pour s’emparer des terres spoliées. Le juge Collet les adjure au calme. Le sieur Berger se résout finalement à céder les terrains réclamés. Dès que la foule apprend la nouvelle, elle crie « VIVAT » et se disperse,.
Le maire demandera l’indulgence pour les émeutiers. Les fermiers seront indemnisés de leur semence et de leur frais de culture. Ils continueront les travaux pour le compte de la commune qui deviendra propriétaire de ces terrains,.
Ces faits ne sont pas isolés. Des émeutes menées essentiellement par des femmes avaient eu lieu à Mirecourt en 1766. Elles avaient pour origine la hausse brutale des prix du pain due à la libéralisation des cours du blé. Les émeutières vosgiennes eurent moins de chance que celles d'Haraucourt. Elles furent lourdement condamnées.

### Partages des paquis
Après la récupération du tiers-paquis en pleine période révolutionnaire et après une longue procédure juridique, la commune décide de partager ses terres entre toutes les familles du village en 1793. Un autre partage est fait en germinal de l'an II. Il est annulé par l'arrêté préfectoral du 20 février de 1807 au motif qu'il n'avait pas été dressé d'acte. Le 14 mai 1807, le Conseil Municipal affecte les biens : 20 ha sont réservés à la vaine pâture ; 7 ha 26 ares sont loués par bail ; 83 ha sont partagés en parts égales entre les 166 familles du village. Chacune reçoit 3 lots : 2 de 20 ares et un lot de 10 ares.
Au XXIe siècle, "les paquis" subsistent sous la forme de 82 lots de terre que la commune met à disposition des habitants, agriculteurs ou non. On les appelle désormais les biens partagés. Ils représentent environ 32 ha. La commune possède en outre ~34 ha qu'elle loue par bail aux agriculteurs du village.

#### Variation de la surface des paquis
La surface des terrains agricoles communaux est restée relativement stable pendant deux siècles. On est passé de 110 ha au lendemain de la Révolution à 101 ha lors de l'évaluation du patrimoine communal fait par la délibération du 5 novembre 1961.
Le 15 décembre 1965, le conseil municipal accepte de vendre 20 ha 49 ares et 92 centiares à la société SOLVAY ; ces terrains sont alors menacés d'effondrements miniers. Une autre vente importante a été réalisée dans les années 1980 à la même entreprise pour financer la construction de la salle de classe maternelle.
Il n'y a pas eu que des ventes. Par accords amiables, la commune a obtenu environ 7 ha supplémentaires de terres agricoles dans les années 2000 en règlement d'un conflit avec l'industriel cité ci-dessus. Ces terrains nouvellement acquis sont souvent cités sous le nom de « parcelles éoliennes » et une autre, parmi ces 7 ha, constitue le bois planté récemment à l'entrée du chemin rural dit chemin de Dombasle.
En 2022, la commune possède ~67 ha de terres agricoles archives de la commune.

### Fiscalité avant 1789
Les nobles et les ecclésiastiques sont exemptés de tout impôt. À l'assemblée générale de la communauté, le maire fait procéder à l'élection de trois asseyeurs, un par catégorie de contribuables qui sont : 1, les laboureurs ; 2, les manœuvres et artisans ; 3, les garçons, les veuves et les filles contribuables. Les asseyeurs prêtent serment et se font remettre par le maire les rôles (listes des contribuables). Ils procèdent à la répartition des impôts sous huitaine qu'ils remettent au greffe.

#### Conséquences désastreuses de l'annexion de la Lorraine
Lorsque Stanislas Leszczynski devient duc de Lorraine en 1737, il est accompagné d'un chancelier nommé par le roi de France. Ce gouverneur possède quasiment tous les pouvoirs de gestion du duché. Cela revient à une annexion de fait. D'autant qu'avant son arrivée en Lorraine, le roi de Pologne avait signé avec le roi de France le traité secret de Meudon du 30 septembre 1736 par lequel il abandonnait les revenus, droit et impositions de quelque nature qu'ils soient ou puissent être à l'avenir. Cette situation va avoir de lourdes conséquences fiscales pour les lorrains. Le roi de France va largement utiliser les possibilités données par la déclaration de Meudon. Louis XIV avait déjà créé en Lorraine l'impôt du vingtième. Louis XV y ajoute un second puis un troisième vingtième, une sorte de TVA avant l'heure qui frappait toute l'activité économique et s'ajoutait à tout ce que le peuple supporte déjà. Mais comme ça ne suffit pas aux besoins exorbitants de la France, on ajoute encore 4 soles par livre perçue, soit un impôt sur l'impôt.
L'occupant français instaure en plus la corvée royale. Elle est destinée à obtenir la main d’œuvre, gratuite bien entendu, pour la réparation des voies existantes et la construction de nouvelles routes à vocation militaire. Ces corvées sont considérées comme particulièrement infamantes puisqu'elles obligent les paysans à quitter leurs champs, parfois pendant plusieurs semaines même en période de récolte.
La gestion du duché par le chancelier royal  Antoine-Martin Chaumont de La Galaizière est des plus erratique, et même qualifiée parfois de « vicieuse ». À titre d'exemple, il obligea les habitants de plus de 200 villages à venir travailler à la construction de son château personnel et de ses dépendance de Neuviller-sur-Moselle, ainsi qu'à la route qui le reliait à Nancy.
La situation catastrophique du peuple finit par émouvoir la chambre des comptes et la cour souveraine de Lorraine. Cette dernière avait ordonné une enquête sur l’état du duché. Entre autres constats désastreux, l’enquête notait que 23 590 cultivateurs lorrains contraints à la misère avaient fini par s’exiler. Un grand nombre d'entre eux avaient répondu au besoin de colons exprimé par l'empire autrichien. Cet exil est connu sous le nom  les lorrains du Banat. La cour souveraine de Lorraine refusa d’enregistrer l’édit de Stanislas demandant de nouveaux impôts en 1757 et en 1758. Le seul impact de ce refus fut l’exil et la dispersion des juges.
Dans le mémoire de la communauté de Haraucourt dressé pour rentrer dans le tiers paquis1, il est écrit que les trois quarts de la propriété foncière de Haraucourt sont détenus par des propriétaires étrangers, nobles ou riches bourgeois ou maisons religieuses donnant leurs terres à bail ce qui confirme l'appauvrissement des cultivateurs.
Dans le cahier de doléances de 1789, les habitants se plaignent de voir leurs impôts augmenter sans cesse alors que depuis 40 ans, ils ont diminué de force et de faculté de moitié au moins.
Dans sa thèse intitulée L'ancien régime dans la province de Lorraine et du Barrois soutenue le 20 décembre 1878 le cardinal Mathieu détaille l'appauvrissement des campagnes dû pour l'essentiel à la superposition de l'écrasante fiscalité française aux impôts lorrains déjà fort élevés. Page 317, il donne en exemple la communauté de Clésentaines dont les laboureurs sont tous propriétaires en 1740. En 1763, ils sont tous devenus simples fermiers.
Pendant cette période, la France est empêtrée dans la guerre de sept ans. Elle fait des appels répétés de contingents militaires. Les Lorrains sont particulièrement sollicités pour combler les lourdes pertes humaines. Des levées supplémentaires d’hommes sont faites en 1759, 1760, 1761 et 1762. À cela s’ajoute d’autres raisons d’appauvrissement qui ont accru les effets de la fiscalité. En 1759, une sécheresse extrême rend l’eau si rare que les éleveurs vont abreuver leur bétail dans les villages voisins. En, 1763, c’est une épidémie qui sévit. On compte 43 décès dont 18 enfants de moins d’un an.
À Haraucourt, le premier rôle d'imposition pour contribution foncière de 1791 est encore plus précis. Il mesure la disproportion entre les grosses et les petites propriétés provoquée par la ruine des cultivateurs. 70 pour cent de la terre agricole est détenue par 7 pour cent des propriétaires qui n'habitent pas la commune et qui n'exploitent pas eux-mêmes. Monsieur De la Tessonière (ci-devant seigneur du lieu) et le prince de Beauveau possèdent à eux seuls 35 pour cent du territoire.
1 : voir le paragraphe Jacqueries féminines

#### Réquisitions sous l'ancien régime
En plus des impôts et des corvées, les habitants étaient soumis à des réquisitions les plus diverses.
En 1678 pendant l'occupation du duché de Lorraine par la France, Haraucourt doit faire face à de nombreuses réquisitions et fournir du foin, de la paille et de l'avoine à mener dans les magasins du roi à Lunéville et à Nancy. En 1694, il faut conduire des matériaux à Saverne. En 1704, il faut fournir de la paille à un campement militaire au Léomont (Vitrimont).
À partir de 1729, la communauté paye 20 livres par an à la ferme de S.A.R à Einville pour le transport des grains de la dite ferme.
Le 24 mai 1748, un ordre du roi de France exige de tous les laboureurs de fournir chacun un chariot bien attelé et garni de ridelles et de se trouver le 27 mai à 3 heures du matin à Bauzemont pour y charger les équipages du régiment du roi qui doivent se rendre à Blâmont. En outre, il faut fournir 7 chevaux de selle.
Les archives de la commune contiennent le détail des réquisitions de l'année 1773 et une liste impressionnante d'ordres de réquisition tout au long du XVIIIe siècle.

#### Salpêtre, une autre réquisition vexatoire
Une réquisition consistait à imposer le passage des salpêtriers. Ils s'introduisaient dans les maisons et les caves qu'ils lessivaient pour recueillir du salpêtre destiné à la fabrication des poudres explosives. On leur reprochait de ne rien respecter et de provoquer des dégâts par négligence ou par mauvaise volonté. Selon les comptes de la communauté pour l'année 1718, on a dépensé 2,12 livres chez un cabaretier pour « tâcher de protéger un salpêtrier qui avait trouvé refuge en ce lieu, faute d'autre protection ».

#### Chevauchée
C'est ainsi que l'on appelait le service militaire qui était dû par la communauté au duc de Lorraine. On lit dans les comptes du domaine d'Einville pour l'année 1582 que le receveur requiert l'envoi d'un sergent commander les habitants d'Haraucourt tenus de comparaître en armes en la basse-cour du château d'Einville. Le prévôt a été prévenu de leur arrivée avec l'enseigne déployée.

#### Milice
Plus tard, la communauté fournit des miliciens désignés par tirage au sort qui a lieu au bailliage de Lunéville. Ce tirage se faisait parmi les garçons de taille et de qualité requise. En cas d’insuffisance du nombre de célibataires, on prenait parmi les hommes mariés jusqu'à l'âge de 30 ans.
En 1742, le syndic de Haraucourt doit conduire les miliciens à la communauté de Nancy le 12 juin à midi où se fera l'assemblée du bataillon de Nancy.
C'est la communauté qui devait équiper les miliciens. En 1751, elle achète 5 paires de souliers et 5 guêtres pour les miliciens.

#### Corvées dues par les habitants

##### Sous l'Ancien Régime
Une étude parue en 1930 et réalisée par Monsieur Martin, ancien instituteur à Haraucourt, montre que les corvées ducales puis royales après l'annexion de la Lorraine, s'ajoutaient aux corvées seigneuriales. Elles étaient l'une des formes d'imposition les plus lourdes. Elles ne tenaient aucun compte des travaux saisonniers et obligeaient parfois les cultivateurs à abandonner des travaux urgents. Elles étaient donc considérées comme particulièrement vexatoires.
Cette étude relate la « mobilisation » d'habitants sous l'autorité du maire. Celui-ci est menacé de prison si les ordres du directeur des Ponts et Chaussées ne sont pas exécutés conformément. Le premier magistrat d'Haraucourt fut d'ailleurs incarcéré à plusieurs reprises au XVIIIe siècle. En 1735, c'est Jean Petit, commis de ville, qui est conduit à la prison d'Einville sur ordre de Monsieur Orion, directeur des Ponts-et-Chaussées. L'archer de la maréchaussée de Lunéville a reçu 16 francs-barrois pour cette prestation et le geôlier a reçu 30 sols pour droits de geôlage, tout cela aux frais de la communauté de Haraucourt.
En 1732, le syndic de Haraucourt adresse une supplique à l'intendant royal, le chancelier De La Galaizière pour amende infligée au sujet de travaux sur la route d'Arracourt. Dans sa requête, le syndic dit avoir commandé sa communauté au jour indiqué pour y travailler au jour indiqué, ce qu'elle a fait pendant quinze jours.
L'étude relate la présence commandée des habitants de Haraucourt, dès cinq heures du matin, à Arracourt le 5 juin 1742. Le rendez-vous se situe donc à plus de trois heures de marche ! Ceux qui seraient absents ou ne feraient pas les travaux commandés se verraient condamnés à une amende de 25 livres, ce qui est énorme. L'ordre précise que la présence de jeunes enfants est interdite.
Ces corvées ne se limitaient pas à l'entretien des routes. Le 19 août 1731, le maire d'Haraucourt reçoit l'ordre de mobiliser 10 hommes par louvetiers pour creuser des « louvières » (pièges à loups) aux bois de Sommerviller et de Crévic.

##### Sous laIIIeRépublique
Officiellement, la Révolution a supprimé les corvées de l'Ancien Régime et un nouveau système fiscal s'est mis en place. Sous la IIIe République et parmi les impôts locaux, les contribuables devaient des prestations en nature pour l'entretien de la voirie municipale. Tout naturellement, ils ont continué à appeler cet impôt « la corvée ». Les contribuables avaient la possibilité « de racheter » ces prestations, c'est-à-dire de payer l'impôt au lieu de l'exécuter.
La délibération du Conseil municipal de Haraucourt en date du 26 mai 1875 est intéressante à ce sujet. Elle détaille le barème de la valeur donnée à ces prestations. À titre d'exemple, on y apprend que l'extraction d'un mètre cube de pierres dans une carrière vaut 1,5 franc. Une autre délibération du 4 janvier 1920 sur le même sujet est également intéressante puisqu'elle cite et s'appuie sur la loi du 21 mai 1836 à propos des chemins vicinaux.

### Conflits avec les communes voisines
En 1678, un procès est en cours entre les « dames de Remiremont et les habitants de Buissoncourt au sujet des réparations à faire dans leur église. À cette occasion, les habitants de Buissoncourt produisent un « contredit » adressé au bailliage de l'évêché de Metz dont une digression montre l'animosité régnant entre Buissoncourt et Haraucourt. Citation intégrale : « anciennement, Haraucourt était une colonie envoyée de la fameuse mais caballique république de Genève, et on y vivait sous les lois de la religion prétendue réformée... ».
Haraucourt avait plusieurs paquis en limite de territoire et les communautés voisines avaient des droits de vaine pâture sur ces terres. L'année 1758 est particulièrement sèche. L'intendant royal décide que les regains soient fauchés dans la moitié des prairies et paquis. Dans le même temps, la communauté d'Haraucourt avait décidé de clôturer le grand paquis d'une surface de 18 ha en limite de Gellenoncourt. Un conflit éclate avec cette communauté qui se voit exclue. Le procès entamé se termine le 4 germinal an II. Gellenoncourt reçoit d'abord 5 ha sur les 18 et le reste est partagé au prorata du nombre d'habitants.
Un autre procès se termine en 1772 avec la communauté de Buissoncourt à propos d'un paquis au lieu-dit Rascenel. Les habitants de Buissoncourt avaient assigné en justice Dominique Collet qui exploitait le paquis de Rascenel sur lequel il possédait un bail avec la communauté de Haraucourt. Cette parcelle est finalement adjugée à la communauté de Haraucourt par arrêté du 6 mai 1772.
La communauté de Haraucourt fut également en procès avec celle de Réméréville à propos du même paquis que précédemment. Réméréville s'appuyait sur une charte de 1594 pour réclamer des droits. Elle était fortement encouragée en cela par la communauté de Buissoncourt. Réméréville est finalement déboutée et condamnée aux dépens le 8 mars 1780.
On a vu précédemment au paragraphe L'enclave de la Borde que la commune de Buissoncourt a longtemps réclamé cette portion de territoire. Le 7 novembre 1874, le Conseil Général de Meurthe-et-Moselle tranche ce conflit en faveur de Buissoncourt. Cette décision ne fut jamais appliquée.

### Routes et petit patrimoine

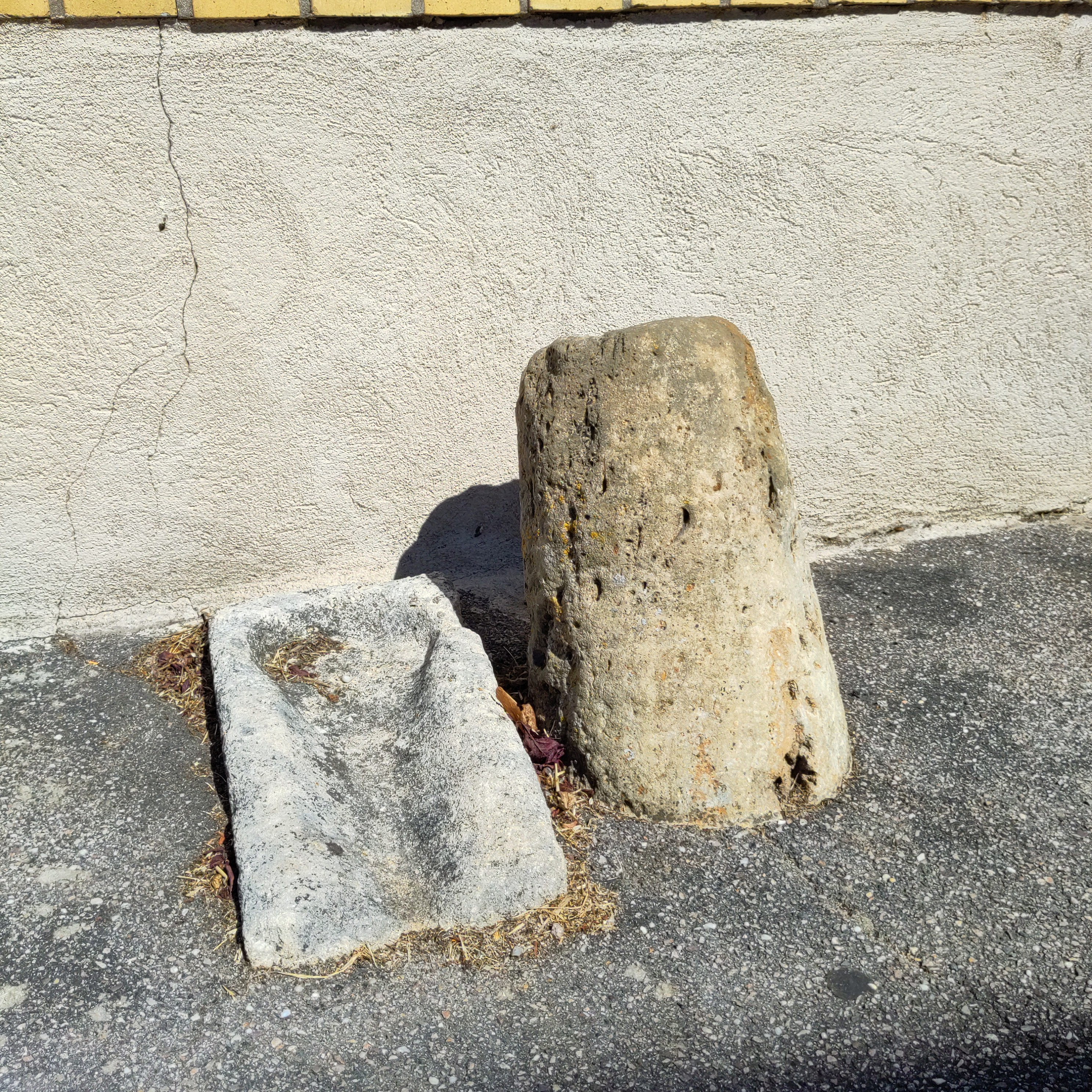
Rue des écoles : pierre taillée pour canaliser l'eau d'une gouttière de toit et pierre ronde « chasse-roues » ou « chasse-essieux »

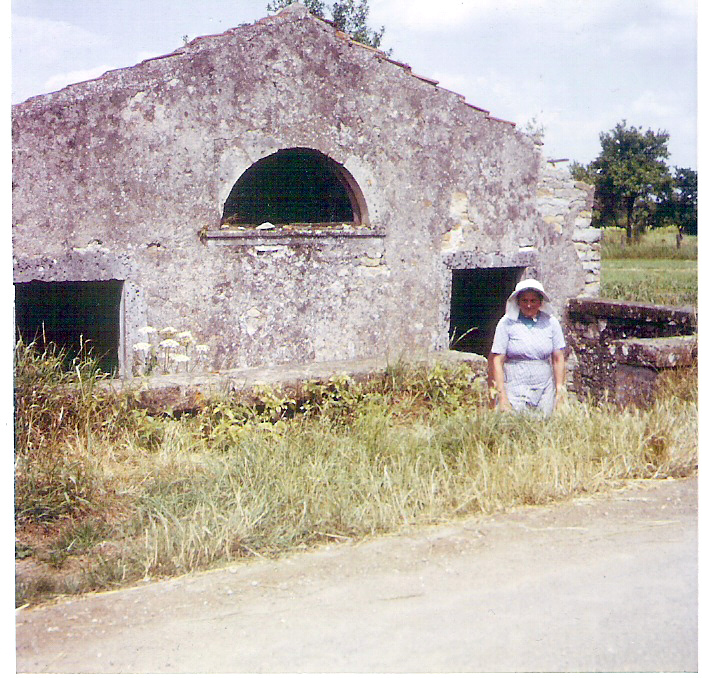
rue abbé Michel : le lavoir en 1984. La femme porte une halette, coiffe traditionnelle des femmes lorraines

En 1753 seulement, on crée une route qui va de Domêvre au gué de la Roanne, où est actuellement situé le pont. Pour se rendre à Buissoncourt avant cette date, il fallait emprunter le chemin de Lenoncourt, traverser la Roanne à proximité de la Borde et revenir par l'actuelle route Lenoncourt-Buissoncourt. Cette nouvelle voie est un progrès mais pas encore directe puisque les attelages ne peuvent se rendre à Domèvre que par le chemin de Behard.
En 1818, un terrain communal est échangé à des particuliers afin d'élargir le chemin du cimetière.
En 1836, la route menant à Varangéville est très nettement améliorée. Le Conseil vote les crédits nécessaires pour amener 150 m3 de pierres.
C'est en 1840 qu'est construit le guéoir de la fontaine des pigeons, à l'intersection des rues du Port et de la Borde.
En 1841, la Commune dépense 2 446 francs pour la construction de caniveaux en pavés dans les rues du village.
Par arrêté préfectoral du 16 mai 1843, la commune est autorisée à modifier le tracé de la route de Buissoncourt. Jusqu'à cette date et depuis Haraucourt, il fallait prendre l'actuel chemin rural de Behard qui démarre rue Hanzelet, passer devant le cimetière et rejoindre la route actuelle par le chemin rural de l'horloge (ancien chemin dessous les vignes de Domèvre). La nouvelle voie démarre rue de la Borde et se confond au départ avec le chemin de Lenoncourt puis s'en sépare à l'extrémité de la rue, à hauteur du calvaire.
En 1844, le lavoir est démoli pour être reconstruit de l'autre côté de la rue de Bondenelle (rue Abbé-Michel). Il ne sera fonctionnel qu'en 1847.
En 1849, le chemin d'intérêt commun de Flavigny à Moncel 1 est rectifié et élargi sur les communes d'Haraucourt et de Gellenoncourt.
En 1850, Un emprunt de 10 000 francs est contracté pour financer la reconstruction de l'école des garçons, à quoi s'ajoute des réparations au lavoir ainsi qu'à la fontaine des pigeons (intersection de la rue du Port et de la rue de la Borde).
En 1858, on fait creuser le puits public de la rue du Port avec pose d'une pompe. Les pompes de la rue Gal Lambert et de la rue Hanzelet fonctionnaient déjà.
Des réparations importantes du pont de la Roanne, route de Buissoncourt, sont inscrites au budget communal de 1876.
1: il s'agir de l'actuelle RD 80

### 1817, la chère année
Dans sa monographie, Paul Beix qualifie ainsi cette année à propos de la misère qui s'est abattue sur la Commune. Elle est la conséquence des sévères réquisitions imposées par les armées d'occupation en 1814 et 1815. Le gouvernement de la Restauration a alloué de l'argent à la Commune en compensation partielle des réquisitions mais cela ne suffit pas. Le maire expose au préfet qu'un grand nombre de délits sont commis dans les plantations agricoles par suite de la misère qui s'est abattue sur le village. Il a fait organiser des patrouilles de quatre hommes qui se relaient. Le nombre de délits est tel que le maire propose au préfet de dresser un poteau sur la place pour y attacher et exposer les enfants pris en flagrant délit. Le préfet ne l'autorise pas.

### Culture de la Pomme de terre avant Parmentier.
Dans l'un des argumentaires du procès qui oppose les curés de Buissoncourt et d'Haraucourt, on apprend que la pomme de terre était cultivée à l'emplacement des anciens étangs dès 1730, soit 7 ans avant la naissance de Parmentier.

### Production de truffes
C'est peu connu mais la truffe a été cultivée en Lorraine au XIXe siècle. Dans sa géographie du département de la Meurthe parue en 1868, Adolphe Joanne écrit : des truffes, inférieures en couleur et en parfum à celles du Périgord, sont exploitées notamment à Haraucourt.... Le volume produit à Haraucourt devait être très faible car aucune statistique agricole ne mentionne cette production.

### Statistiques agricoles et pratiques champêtres duXIXesiècle

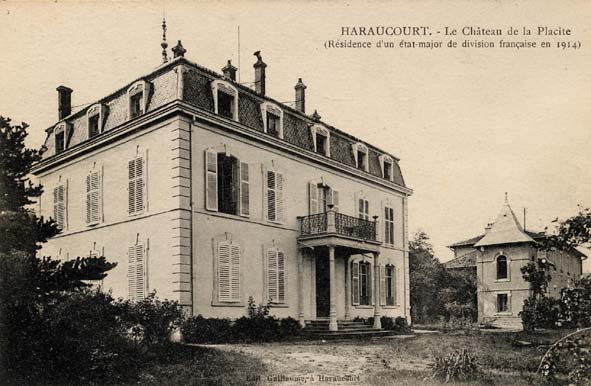
La Placite, villa imposante construite rue du Port entre 1872 et 1876 d'après les recensements de population de ces 2 années

Contrairement à une idée reçue, il y a aujourd'hui nettement plus de prairie naturelle qu'au milieu du XIXe siècle. Il y en a environ 350 ha en 2022 contre 154 en 1852. La forêt a également gagné du terrain puisque les anciennes vignes sont maintenant couvertes de bois et les sondages salins se recouvrent peu à peu de broussailles et de jeunes arbres.
Pour l'année 1852, on a 740 ha de céréales, 80 de pommes de terre, 60 de « légumineuses » (féveroles, pois et fèves), 35 de vignes, 24 de tabac, 25 de colza qui donnent 62 hl d'huile, 6  de chanvre, 1,5 de lin, 1,5 de houblon.
En 1852, parmi les animaux d'élevage, il y a 250 chevaux, 173 bovins, 599 ovins, 41 caprins et 450 porcs.
En 1862 on recense 10 dindes, 117 oies, 209 canards, 2250 poules, 200 pigeons et 86 ruches.
Au XIXe siècle, on pratique toujours l'assolement triennal : blé, avoine et jachère mais peu à peu, les cultures de fourrage artificiel (luzerne, trèfle, sainfoin, minette, lotier) s'étendent au détriment de la jachère.
Il est curieux que ces statistiques ne mentionnent pas de production d'orge alors qu'il existe une brasserie au village. Cette production est peut-être confondue avec l'avoine puisqu'elle vient elle aussi en deuxième année de l'assolement triennal ?
Certaines cultures données ici disparaîtront bien avant 1914 comme le houblon, le tabac, le chanvre, le lin et le colza. D'autres apparaîtront comme la betterave fourragère. Pour l'anecdote, on mentionne 4 ha de betteraves à sucre en 1873. Notons qu'à aucun moment du XIXe siècle, les statistiques agricoles ne parlent de production fruitière à Haraucourt. Les mêmes statistiques recensent pourtant au moins un artisan distillateur par recensement.
En 1818, le préfet de la Meurthe publie « un ban des moissons ». Il s'agit là d'un terme de l'ancien régime qui consiste à imposer une date avant laquelle la récolte est interdite. L'administration avait été contrainte de prendre cette décision parce que les années précédentes, on avait récolté du blé qui n'était pas encore mûr. Cela avait provoqué la carie du grain que l'on appelait localement « le miceron », nom générique local de plusieurs variétés de champignons.
Comme indiqué dans le paragraphe Écart de la Borde, le moulin local s'arrête en 1826. À partir de cette date, la plus grosse partie du blé produit à Haraucourt est emmené au moulin de Saint-Nicolas-de-Port.

#### Syndicat agricole
Le syndicat agricole d'Haraucourt est fondé en 1909.

#### Troupeaux communs et vaine-pâture
À la fin du XIXe siècle, les parcs à clôtures fixes sont encore rares. Au printemps et au début de l'été, les quelques vaches sont tenues à la laisse ou attachées à un piquet sur le bord des chemins et autres espaces publics enherbés. On pratique toujours la vaine pâture, source de bien des conflits entre fermiers importants et petits éleveurs. Après la récolte du regain, seconde coupe dans les prairies naturelles, les animaux se mêlent dans les prés et vont pâturer les repousses dans les chaumes et dans les jachères. C'est la vaine pâture.
Il a existé jusqu'à trois troupeaux communs sous la responsabilité de trois pâtres embauchés par la Commune. Il y avait un troupeau de bovins, un d'ovins-caprins et un troupeau de porcs. Les pâtres passaient chaque matin de vaine-pâture dans les rues du village en se faisant entendre par un cri ou un sifflet. Les éleveurs sortaient leurs animaux pour qu'ils rejoignent le troupeau commun. On faisait la manœuvre inverse le soir. La partie des paquis restés communs, les bords de chemins et tous les espaces publics, hors cimetière, étaient pâturés. Les archives communales consultées ne parlent pas de la pâture forestière, sans doute parce la forêt locale ne représente que très peu d'espace, mais généralement, le troupeau de porcs était emmené dans les bois. Le porc ainsi engraissé était appelé porc paiχonnal,. À Haraucourt, la pratique du troupeau commun de porcs a disparu en 1914. Les deux autres ont subsisté pendant la période dite « entre deux guerres ». Détail amusant, le dernier pâtre des porcs s'appelait Jules César et habitait rue du Port ce qui ne manquait pas de générer d'innombrables jeux de mots avec les porcs et le Port, ainsi qu'avec le nom du pâtre.

### Cadastre napoléonien
L'importante réforme fiscale mise en œuvre au début de la Révolution a comme assiette principale dans les campagnes le foncier agricole. Un travail s'impose alors pour mieux connaître la propriété de chacun. Dès novembre 1790, l'Assemblée nationale enjoint aux municipalités de former un état indicatif du nom des différentes divisions de leur territoire. Ce travail est destiné à répartir l'impôt foncier.
Dans leur séance du 28 janvier 1791, les officiers municipaux de la Commune créent 18 sections, nommées de A à S. Aucun plan de cette époque ne nous est parvenu mais ces travaux ont servi de bases solides pour l'établissement du cadastre voulu par Napoléon.
La loi du 15 septembre 1807 crée le premier cadastre appelé plus tard cadastre napoléonien. Il est composé d'un plan de toutes les parcelles. Celles-ci doivent être arpentées. À l'échelle de la France, c'est un travail titanesque qui démarre. Les choses vont très vite, fin 1808, Haraucourt a son cadastre. Le géomètre est Monsieur Poivre ; l'ingénieur vérificateur est Monsieur Saunier ; le maire de Haraucourt est Jean Nicolas Burtin. Il traite avec des carriers de Laxou pour fournir les pierres destinées à l'abornement du territoire. On en commande 63. Certaines sont encore en place aujourd'hui. Certaines sont bibanales voire tribanales. Cela veut dire qu'elles peuvent délimiter 2 ou 3 bans. C'est le géomètre-arpenteur qui procède à la reconnaissance de la ligne de circonscription du territoire communal.
Le plan est dressé au 1:2500, avec une feuille par section. À ce stade, il manque le chemin de Sommerviller (aujourd'hui appelé chemin des Vignes) et la route de Buissoncourt qui ne sera créée qu'en 1843.
La commune possède une copie de ce plan. Les originaux sont aux archives départementales de Meurthe-et-Moselle. Ils ont été numérisés et sont disponibles en ligne.

### Abornement du vieux village
En 1820, un abornement précis du domaine public dans la partie bâtie du village fut réalisé. Hormis les alignements faits lors de la reconstruction du village après 1916 et les extensions urbaines ultérieures, ce document reste d'actualité.

### Vrai-faux remembrement avant la loi officielle
Le premier cadastre de 1807 avait au moins un mérite : celui d'exister. Dressé beaucoup trop rapidement, il comportait énormément d'erreurs et d’imprécisions. À la fin du XIXe siècle, on prenait l'exemple d'un propriétaire à Buissoncourt. Lors du bornage de 1890, il ne put fournir des titres de propriété que pour 38 ha alors que le premier cadastre lui en attribuait 43. Il s'agissait d'un cas extrême mais son existence donnait une idée des erreurs possibles.
En 1875 à Haraucourt, les propriétaires de terres labourables constatent l'extrême morcellement du territoire, l'absence de références sérieuses pour les limites de parcelles et l'obligation de franchir d'autres propriétés due à l'insuffisance du réseau de chemins. Ils conviennent qu'un changement profond est nécessaire. À cette date, le type d'opération souhaitée porte le nom officiel d'abornement général du territoire. Par sa modernité, elle préfigure la réforme de la loi Boudenoot du 17 mars 1898 sur le renouvellement du cadastre.
Le 30 avril 1875, les propriétaires de terres à Haraucourt créent une association syndicale comprenant 296 membres. Ils fixent le montant de leur cotisation, nomment une commission pour traiter avec un géomètre, Ce dernier est monsieur Bouton, géomètre à Saint-Baussant. Les bornes sont fournies par monsieur Lafarge, carrier à Blainville-sur-L'eau.
En 1880, l'opération est terminée. On a posé 1294 bornes dans 749,5 ha. Le géomètre remet un plan au 1/2000 avec une feuille par section cadastrale. Chaque parcelle a une forme géométrique simple : on a supprimé les formes en arc de cercle qu'il était impossible de délimiter convenablement. On a permis aux propriétaires de regrouper plusieurs parcelles à l'intérieur d'une même section cadastrale. On a autorisé les propriétaires qui le souhaitaient à procéder à des échanges de parcelles dans une même section. Les parcelles sont représentées sur le plan et annotées de leurs dimensions. Toutes les parcelles sont desservies par un chemin rural. Cette réforme en profondeur met un terme à la plupart des conflits entre cultivateurs mais il demeure des imperfections.
Les agriculteurs exploitèrent conformément au nouvel abornement mais l'administration fiscale ne reconnut pas le nouveau plan. On se trouva alors en présence de deux plans du territoire. Leur coexistence fut à l'origine de bien des erreurs lors des mutations de propriétés. Il fallut cependant attendre 1975 pour réaliser une révision cadastrale cohérente qui s'appliqua au 1er janvier 1976.
Après ce plan d'abornement, le morcellement du territoire reste important puisqu'en 1882, on compte 6481 parcelles. Ce nombre est à relativiser car les échanges amiables de terrains vont s'intensifier, notamment sous la houlette de Charles Poirel, un agriculteur influent de la Commune qui sera récompensé par la médaille du mérite agricole.
L'opération abordée ci-avant ne concernait que les terres labourables, la plus grosse partie du territoire mais pas la totalité. Le même travail d'abornement fut réalisé quelques années plus tard dans les sections des prairies, lieudits les fourrières et la Praye. Là non plus, le nouveau document n'aboutit pas.
l'essentiel de ce paragraphe est issu des archives de la mairie et du manuscrit de Paul Beix.

#### Remembrement des vignes
La section E, en limite du territoire de Sommerviller, comprenait presque exclusivement des vignes. En 1912, l'activité viticole a déjà fortement décliné. Beaucoup de vignerons ont quitté la commune ou ont arraché leurs vignes pour y cultiver des céréales. La vigne ayant représenté une forte valeur un demi-siècle plus tôt, le vignoble est très morcelé. C'est tolérable en vignes mais pas en céréales. Une délibération du conseil municipal du 16 juin 1912 demande au service des améliorations agricoles de bien vouloir procéder au remembrement de la section E et de créer un chemin de défruitement. L'administration donna une suite favorable à cette demande mais la première guerre mondiale figea l'opération qui ne se termina qu'en 1923.

### Fléaux de la communauté

#### Grêle
Quand on interroge les habitants, y compris les plus anciens, ils sont unanimes pour affirmer qu'il ne grêle jamais à Haraucourt. On trouve la même affirmation dans la monographie de 1888. Le village serait donc épargné par cet événement météorologique ? Si on pose la même à un professionnel de l'assurance agricole, il répond généralement que chaque année ou presque, il expertise des dégâts de grêle sur une commune censée ne jamais connaître ce phénomène.
Haraucourt n'échappe pas à « cette amnésie collective ». Les archives communales relatent un dégât de grêle en 1726 si terrible qu'il n'est pas resté 1 quinzième des fruits dans les vignes, outre les autres dégâts. Les mêmes archives précisent que cela est arrivé, bien que le maître d'école soit payé pour sonner les cloches contre les nuées, la grêle, les gelées et brouillards.
Plus près de nous, le 27 juillet 1928 vers 16 heures, un mini cyclone avec orage de grêle provoque des dégâts pour 800 000 francs.

#### Coup de galerne
On trouve dans les archives de la presse régionale un entrefilet à propos d'un coup de galerne qui s'est produit fin août 1863 et qui a fait chuter brutalement la température de 15 degrés à Nancy. Il était accompagné de vents violents et de grêle à Cerville, Lenoncourt et Haraucourt. À cette date, l'essentiel des produits agricoles étaient récoltés. Seules la production de tabac et la vigne ont souffert.

#### Chenilles
Le compte de la communauté de 1731 indique une dépense de 3 livres pour l'achat de crochets destinés à abattre les chenilles et 1 livre pour emmancher ces crochets. En 1732, le capitaine-prévôt-gruyer, chef de police de la gruerie d'Einville et commissaire nommé à la visite des chenilles dans toute la prévôté signale des nids de chenilles laissés. Il menace d'amendes à la prochaine visite... Et facture sa visite et sa vacation.
Au début de la Révolution, le citoyen Nicolas Burtin, nouveau propriétaire du château féodal, est condamné à une amende de 82 livres pour avoir laissé 328 nids de chenilles dans le parterre du château. Il refuse de payer. Des effets lui appartenant sont immédiatement vendus.

#### Loups
Un ordre du 19 août 1731 dit au maire de commander 10 hommes à chaque louvier pour créer 2 louvières (piège à loup) aux bois de Crévic et de Sommerviller. La terre issue du creusement devra être portée à 100 pas. La communauté devra fournir le bois pour l'entourage. Un autre ordre commande d'aller aux chasses et traques le lendemain 11 décembre 1731 pour 7 heures au village de Serres.
En 1742, une ordonnance dit que les loups font des ravages si considérables que les bestiaux et même les personnes ne seraient pas en sûreté et courraient le risque de leur vie s'il n'y était promptement pourvu. En conséquence, l'ordonnance commande au syndic de faire traquer la moitié de la communauté contre les loups et animaux nuisibles le 3 février 1742 à 9 heures à Maihe (Maixe). Il y avait déjà eu des ordres de ce type les l3 et 21 janvier de la même année.

#### Chasse
C'est un fait bien connu en histoire. Sous l'ancien régime, les nobles et riches bourgeois chassaient quand bon leur semblait et poursuivaient le gibier dans les cultures, provoquant d'importants dégâts agricoles au passage. En 1717, Haraucourt fait une dépense avec les gardes-chasse et « les piqueurs » pour éviter que la communauté ne soit point maltraitée par plusieurs fois quand ils viennent au village, pour se raffraichir.
En 1790, une plainte est déposée contre le sieur Thomassin « soi-disant garde des chasses de Haraucourt, qui chasse en tout temps, sans aucun respect ni considération pour les cultivateurs, qu'il avait chassé à travers les champs à moissonner, menaçant de son fusil les cultivateurs lésés ».

### Changements de régimes politiques auXIXe siècle
L'ancien régime puis la Restauration imposaient des dépenses pour réjouissances à la gloire de la royauté. Cette pratique disparait avec l'avènement de la monarchie de Juillet. On n'a aucun écho local des révolutions de 1830 et de 1848, pas plus que de l'instauration du Second Empire. On ne trouve aucun nom d'habitant sur les listes de personnes déportées par répression des événements de 1848. En revanche, l'attentat du 23 janvier 1858 contre Napoléon III va générer une vague de soutiens favorables à l'empereur. Le Conseil Municipal de Haraucourt s'est fait remarquer par une lettre de sympathie dont les termes obséquieux sont surprenants. Une autre lettre aux termes plus mesurés mais néanmoins flagorneurs est rédigée lors de l'attentat contre le tsar de Russie lors de l'exposition universelle de 1867.
Ces lettres préfigurent les résultats du plébiscite de 1870. Le camp bonapartiste obtient à Haraucourt 181 oui contre 29 non.

### Finances communales auXIXesiècle
Les totaux de recettes et de dépenses augmentent significativement dès le début du siècle. En effet, la Commune doit désormais financer une part non négligeable du culte. On a à Haraucourt un cas typique de mauvaise affaire pour la commune. Le presbytère historique a été vendu comme bien national pendant la Révolution au profit de l'État. Lors de la restauration du culte, c'est la Commune qui doit financer le logement du curé.
La commune doit aussi assurer le salaire des enseignants qui ne sera pris en charge par l'État qu'en 1887. Le percepteur des finances publiques est également à la charge de la Commune au début de ce siècle jusqu'en 1808, année où il devient fonctionnaire d'État installé à Saint-Nicolas-De-Port. Pour la petite histoire, le premier à occuper ce poste est natif d'Haraucourt. Il s'agit du fils de Joseph Bertrand, instituteur à Haraucourt.
Puisqu'on a besoin d'argent, on taxe les chiens. Il y en a 144 en 1856. On commence à faire payer les concessions du cimetière à partir de 1883.

#### Bureau communal de bienfaisance
Comme les CCAS aujourd'hui, le bureau de bienfaisance était une annexe de la Commune. À cette période, il n'existait ni allocation chômage, ni pension de retraite ni allocation familiale ni assurance maladie ou accident. Le bureau de bienfaisance votait régulièrement des secours à des habitants en très grandes difficultés. Cet organisme existait avant la Révolution et possédait quelques terrains dont la location constituait la base de son budget. À Haraucourt comme dans bien d'autres communes moyennes, le bureau de bienfaisance avait pris la suite d'un hôpital local et avait hérité de ses maigres ressources. Il avait aussi des fondations de particuliers. Il s'agissait de rentes annuelles que des particuliers s'obligeaient à payer par charité ou de rentes sur des héritages ou donations. En 1826 le bureau met en vente un terrain qu'il possède à Benney, sans doute une donation. Il bénéficiait parfois de l'héritage par testament de personnes sans héritier direct, comme on peut le voir dans le paragraphe legs en faveur de la Commune. Le Conseil municipal votait chaque année une subvention pour équilibrer le budget du bureau de bienfaisance, et parfois ajoutait une aide ponctuelle.
Le budget de cet organisme est un véritable un baromètre économique. On sait par exemple que la fin de la monarchie de Juillet était une période économiquement difficile. En 1847, Le bureau de bienfaisance de Haraucourt vote un crédit pour procurer du travail à des ouvriers pauvres au chômage. Ils sont 30 et 15 autres familles de vieillards ou d'infirmes soit une population malheureuse de 180 personnes. Ils sont employés à ouvrir des fossés le long de la route de Crévic. On les emploie aussi pour casser des cailloux.
Au début du XXe siècle, l'industrie florissante du sel fait des dons réguliers au bureau de bienfaisance. Les membres gestionnaires de cet organisme sont solidaires des autres français. En 1902, le bureau participe à une souscription publique en faveur des Martiniquais victimes de l'éruption du mont Pelé. De son côté, le Conseil municipal vote une subvention en faveur des mineurs victimes de la catastrophe de Courrières en 1906.

### Barrès chahuté par procuration
L'auteur de la colline inspirée se présentait aux élections législatives de 1889 sous la bannière du général Boulanger. À l'annonce de sa venue à Haraucourt, les électeurs du village étaient venus nombreux pour écouter le tribun boulangiste. Contrairement à ce que disait sa propagande, Barrès ne vint pas. Il délégua deux pauvres bougres de son parti qui étaient très loin de posséder son éloquence. Déçus par l'absence « du grand homme », les électeurs se consolèrent en se moquant de la piteuse prestation des individus, dont l'un était très défavorablement connu des habitants. Les opposants à Barrès énumérèrent avec moult détails les frasques passées de son représentant. Puisque les opposants s'attendaient à rencontrer Barrès, ils avaient préparé un argumentaire solide à lui opposer. Les deux comparses furent incapables de contre argumenter et la réunion fut un fiasco pour le parti populiste. Barrès rencontra également une vive opposition émaillée d'incidents à Champenoux ; voir ce paragraphe sur Wikipedia.

### Contrebande d'allumettes
Ce fait divers semble curieux au XXIe siècle mais le commerce des tabacs et allumettes a longtemps été l'objet d'un monopole d'État. À la fin du XIXe siècle, les allumettes officielles étaient chères et de mauvaise qualité. Il n'en fallait pas plus pour que se développe un marché parallèle.
C'est dans le cadre de la lutte contre la contrebande que le 10 janvier 1899, les douaniers saisissent dans les rues de Haraucourt la voiture d'un marchand ambulant. Celle-ci contenait 3 paniers d'allumettes contrefaites. Le propriétaire du véhicule s'était enfui à la vue des représentants de l'État et ne fut pas identifié.

### Mécanisation de l'agriculture
En 1852, on recense au village quatorze machines fixes destinées à battre les céréales. Les documents sources ne sont pas plus explicites. On ne peut donc pas savoir s'il s'agit de batteuses ou bien de rifleuses. L'organe essentiel de ces dernières était un cylindre équipé de picots, l'ensemble tournant à faible vitesse. Il arrachait l'épi et les grains, ce qui correspond à l'action de rifler.
En 1873, on recense quatre faucheuses mécaniques à traction animale. La même année, apparait la première moissonneuse. Il s'agit probablement de ce que l'on appelait alors la javeleuse, une faucheuse avec un équipement créant des javelles, des gerbes non liées.

### Mutation de l'économie locale, fin XIX, débutXXesiècle
Les productions comme le colza, le houblon, le lin et le chanvre occupent peu de surface en 1852. Elles disparaissent totalement à la fin du siècle.

#### Vigne
Curieusement, la viticulture locale ne semble pas trop affectée par de développement du chemin de fer qui, à partir de 1852, fit venir du vin du Midi de meilleure qualité. Alors qu'elle diminue sensiblement dans beaucoup d'autres communes lorraines, à Haraucourt, La surface en vigne reste stable entre 1852 et 1892 avec environ 35 ha. Le phylloxéra arrivant à cette période, la surface tombe à 10 ha en 1913.

#### Pomme de terre
On a vu au paragraphe Culture de la Pomme de terre avant Parmentier que cette production est présente à Haraucourt au moins depuis 1730. Elle se développe jusqu'en 1892, année où elle occupe 109 ha. Il semble qu'elle régresse ensuite.

#### Artisanat féminin
À la fin du XIXe et au début du XXe siècle, de nombreuses femmes du village sont brodeuses ou réalisent l'application de perles et paillettes sur étoffe. Cette activité est suffisamment développée pour créer au village trois dépôts qui collectent la production, laquelle est reprise par les maisons spécialisées de Lunéville et de Nancy. Le recensement de 1914 donne cinq dentellières et brodeuses, trois mercières, une modiste et une repasseuse.
Cet artisanat est fortement réduit après la Première Guerre mondiale.

#### Industrie du sel
L'importance du gisement souterrain de sel gemme est connu depuis le début du XIXe siècle. Un très grand nombre de forages de prospection sont réalisés dans la micro région. Les mines et surtout les soudières se développent dans la seconde moitié du siècle, particulièrement avec l'arrivée de Solvay en 1875 et l'élargissement du canal de la Marne au Rhin qui va permettre l'arrivée de grosses péniches.
Cette industrialisation amorce un profond changement dans les villages environnants. Elle a d'abord un impact sur le paysage. Les chevalements miniers recouvrant les forages se multiplient. En 1913, on en compte 66 entre Haraucourt et Lenoncourt. La saline de Rosières-Varangéville possède aussi des sondages installés en bordure du chemin de Dombasle, quart Sud-Ouest du territoire, concession minière de Rosières-aux-Salines. Les premiers forages Solvay sont réalisés par une entreprise spécialisée, la maison Lefevre de Quiévrechain. Juste avant la première guerre mondiale, ces sondages produisent entre 15 et 20 000 m3 de saumure qui donnent environ 5 000 tonnes de sel1.
D'autre part, les ouvriers ruraux, les artisans peu occupés et les petits agriculteurs vont être embauchés dans ces nouvelles usines ce qui amorce un changent en profondeur de la sociologie du village. Dès la fin du XIXe siècle, il se développe au village une importante classe sociale d'ouvriers-paysans. Ils sont relativement privilégiés si on les compare à leurs collègues citadins. L'activité agricole nourrit leur famille et leur procure un complément de revenu les bonnes années.

##### Concession minière de Haraucourt
Le 17 mai 1886, la société Solvay obtient la concession dite concession de Haraucourt d'une superficie de 811 ha en vue d'y extraire du sel par dissolution. Le 6 juillet 1903, le concessionnaire dépose une demande d'extension sur les territoires de Haraucourt, Buissoncourt, Lenoncourt, Cercueil (Cerville), Réméréville, Courbesseaux et Gellenoncourt. L'exploitation commence en 1904 (bulletin de la société industrielle de l’Est de 1904). Elle occupe le quart Nord-Ouest du territoire communal, là où se situent actuellement les effondrements miniers. Le journal officiel du 30 novembre 1923 publie un arrêté refusant l'extension de la concession de Haraucourt. L'exploitation s'est arrêtée en 2010 mais une reprise est encore possible puisqu'un décret ministériel du 11 avril 2019 publié au journal officiel le 13 avril suivant, prolonge la concession jusqu'en 2043.
1: ce nombre est important pour l'époque mais au début des années 2000, le sous-sol d'Haraucourt fournissait annuellement 1 million de tonnes de sel. Cette extraction créait chaque année un agrandissement des cavités de l'ordre de 4 millions de m3. (données issues des rapports annuels d'exploitation déposés en Mairie par Solvay, année 2009). La production s'est depuis déplacée à Cerville.

### École sous l'ancien régime
En 1550, Claude Vapxey, curé de Haraucourt, donne la maison d'école à la communauté et réserve une chambre et un cabinet pour lui-même et pour ses successeurs. C'est ce même curé qui desservait la paroisse lors de la construction de l'église actuelle en 1588. Avant la Révolution, l'enseignement était une affaire exclusivement religieuse. Un compte de la fabrique de 1664 porte une dépense de 15 livres pour paiement de la location de la maison d'école.
En 1668, Charles de Haraucourt et son épouse, Anne de Livron, font un don de 22 jours de paquis (4 ha 40), ainsi qu'un meix1 à joindre à la maison d'école appartenant à la communauté. Ces biens seront affranchis de tout cens seigneurial.
En 1669, l'évêque de Toul précise que chaque paroisse doit avoir un maître d'école pour chanter et servir le sieur curé comme aussi pour enseigner.
En 1695, De Bissy évêque de Toul, ordonne aux pères et mères d'envoyer exactement leurs enfants, garçons et filles, à l'école, de la Toussaint à Pâques, au moins. Il poursuit en codifiant précisément les conditions de nomination des maîtres d'école.
Dans son testament, l'abbé Michelet curé de Haraucourt décédé en 1737, souhaite la fondation d'une école de filles. Il semble que son vœu ait été exaucé puisque dans un rôle d'imposition de 1745, apparaît le nom d'une institutrice, Catherine Collet ou Collot native d'Haraucourt. Elle est sans doute la première enseignante de l'école des filles. À partir de 1783, la maîtresse est une sœur d'école. À cette date, elle est payée 124 livres par la communauté et 62 livres par le curé. Toujours à cette date, c'est Jeanne Pierson, supérieure du séminaire des sœurs-maîtresses d'écoles de Toul qui signe le contrat des institutrices à leur place. Par la suite et jusqu'en 1895, les institutrices sont toutes religieuses.
À partir du XVIIe siècle et bien que l'école soit toujours sous le contrôle de l'église, c'est la communauté laïque qui finance le salaire du maître d'école. Les archives de la Commune contiennent plusieurs contrats d'emploi de l'enseignant.
1 : un meix est un jardin ; cela se prononce mé

### École après la Révolution
Contrairement à d'autres communes, l'école ne fut jamais gratuite à Haraucourt avant les lois Jules Ferry. Le Conseil Municipal désignait chaque année une liste d'enfants pauvres dont les parents étaient exemptés d'écolage, une redevance destinée à financer le fonctionnement de l'école. Ce prélèvement existait avant la Révolution et s'est maintenu jusqu'en 1881.
En 1868, il y a 97 enfants inscrits à l'école. Il y a 4 élèves « non abonnés », et 7 élèves payant un demi-abonnement. L'abonnement étant ici l'assujettissement à la redevance scolaire.

#### Récompenses aux élèves
Dans les années précédant la Première Guerre mondiale et à la fin de chaque année scolaire, il se faisait une remise des prix solennelle à tous les élèves. En 1913, l'instituteur Monsieur Martin1 demande au Conseil Municipal de remplacer ces récompenses par des prix à remettre aux seuls élèves lauréats du certificat d'études primaires. Ils bénéficieront d'un voyage. Le premier voyage, en 1913, a pour destination Gérardmer ; le second en 1914 va à Plombières. Les subventions versées par les industriels salins couvrent la majeure partie des frais de voyage.
1: Monsieur Martin est la première personne à avoir fait un travail de fond sur l'histoire de Haraucourt. Son manuscrit à tirage unique est versé aux archives communales. Il se dit que MM Beix et Germain, autres historiens locaux, n'auraient fait que recopier partiellement le travail de Monsieur Martin.

#### Traitement et rôles des enseignants
Avant la Révolution, les maîtres d'école exerçaient une profession bien difficile et très mal payée. L'année scolaire allait de la Toussaint à Pâques, ou parfois à la saint-Georges, le 23 avril. La tâche d'enseignement était en réalité assez secondaire comparée aux autres obligations du contrat. Les maîtres étaient le plus souvent chantre, sacristain, sonneur de cloches... Avant de pouvoir enseigner, les candidats devaient d'abord faire profession de foy es mains du curé. En 1695, De Bissy évêque de Toul, codifie ainsi la nomination des maîtres : « Nous défensons de tenir école, ni d'enseigner les enfants sans une commission par écrit de l'évêque ou de ses grands vicaires, laquelle ne sera donnée qu'après avoir examiné sur la lecture, l'écriture, la doctrine chrétienne, le chant ecclésiastique et l'office divin ceux qui voudrons être maîtres d'école, et qu'après avoir obtenu des preuves et des témoignages authentiques de leur conduite  ». La commission épiscopale accordée n'était valable que pour un an. Elle pouvait être renouvelé sur la proposition du curé du lieu où était affecté l'enseignant. Lorsqu'il était agréé, le maître se mettait en quête d'un poste et il signait un contrat avec la communauté laïque.
Voici le texte d'un contrat entre la communauté d'Haraucourt et le maître d'école de 1766 : « Le dit Henry sera tenu et obligé de servir le sieur curé et autres prêtres en ce qui sera nécessaire à l'église, de la balayer tous les samedis et veille de fêtes solennelles, de sonner suivant l'usage du diocèse, pour ce il percevra de la communauté 7 livres 10 sols ; on sonnera tous les jours, le salut, matin, midi et soir, de même que pour les nuées, gelées et brouillards1, pourquoi il recevra de tous les laboureurs un demi-imal de blé, jouira de la maison d'école et du terrain à côté, à charge des réfections et en outre d'une fauchée de pré, conduira l'horloge2, la nettoiera, moyennant quoi il recevra de la communauté l'huile nécessaire pour la graisser et de la chandelle ou de la cire pour sonner la nuit et percevra 7 réseaux de blé pour la conduite dudit horloge3, instruira la jeunesse suivant qu'il sera ordonné par ledit curé, pourquoi il recevra 1 sol par semaine pour l'enfant qui sera à l'alphabet, 2 sols pour celui qui lira, écrira, depuis la Toussaint jusqu'à Pâques, réservés les samedis et veilles de fêtes, fera la prière à l'accoutumée et sera exempt des charges et corvés ».
1: à cette époque, on croyait que le son des cloches éloignaient les insectes (nuées) et la grêle et empêchait les gelées et les brouillards.
2: En 2020, il existe encore à Haraucourt un chemin rural nommé chemin de l'horloge. Le pré affecté à celui qui entretenait l'horloge était probablement dans ce secteur, sous Domêvre
3: en langue lorraine et peut-être en ancien français, horloge était un mot masculin.
1886 est l'une des dernières années où la Commune prend en charge le traitement des enseignants. Les salaires étaient encore loin de la parité. La Commune verse cette année, 1 300 francs à l'instituteur et 800 francs à son adjoint ; alors que l'institutrice ne reçoit que 900 francs et son adjointe 700 francs.
Il faut attendre 1908 pour que le balayage des classes soit assuré par une personne de service qui reçoit 100 francs par an. Doit-on conclure que jusque-là, cette charge était assurée par les enseignants ?

#### Caisse des écoles
En 1881, pendant la séance du Conseil Municipal qui décide la construction du groupe scolaire, on décide aussi de créer la caisse des écoles. Elle est destinée à financer les fournitures scolaires des indigents.
Le 11 novembre 1908, le Conseil municipal vote une dépense de 702,84 francs en faveur de la caisse des écoles. Cette somme est destinée à rembourser la dernière annuité du prêt de 25 ans qui a financé une partie du bâtiment Écoles-Mairie.

### Bâtiments scolaires

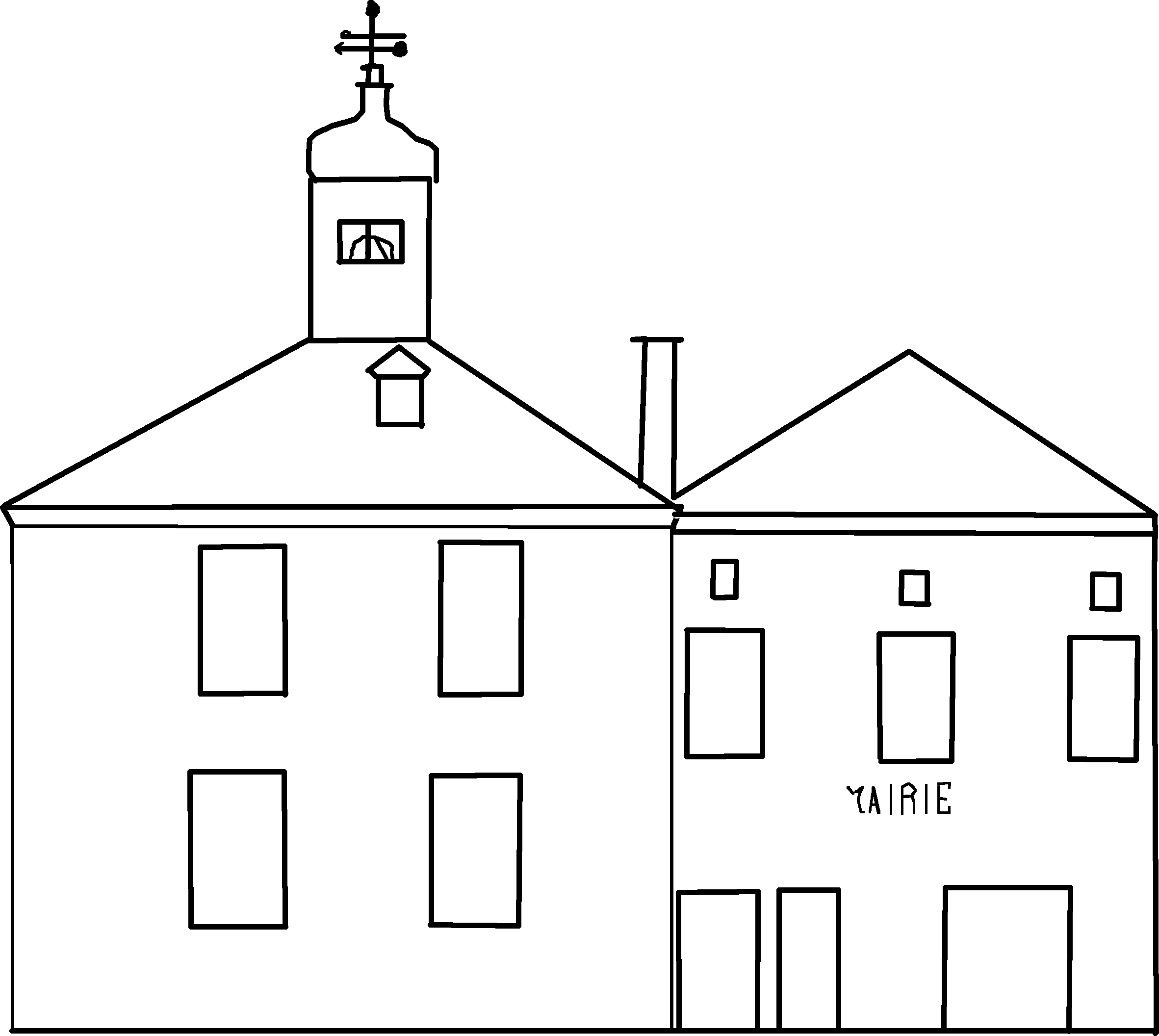
Fac-similé d'un croquis de l'ancienne école-mairie.
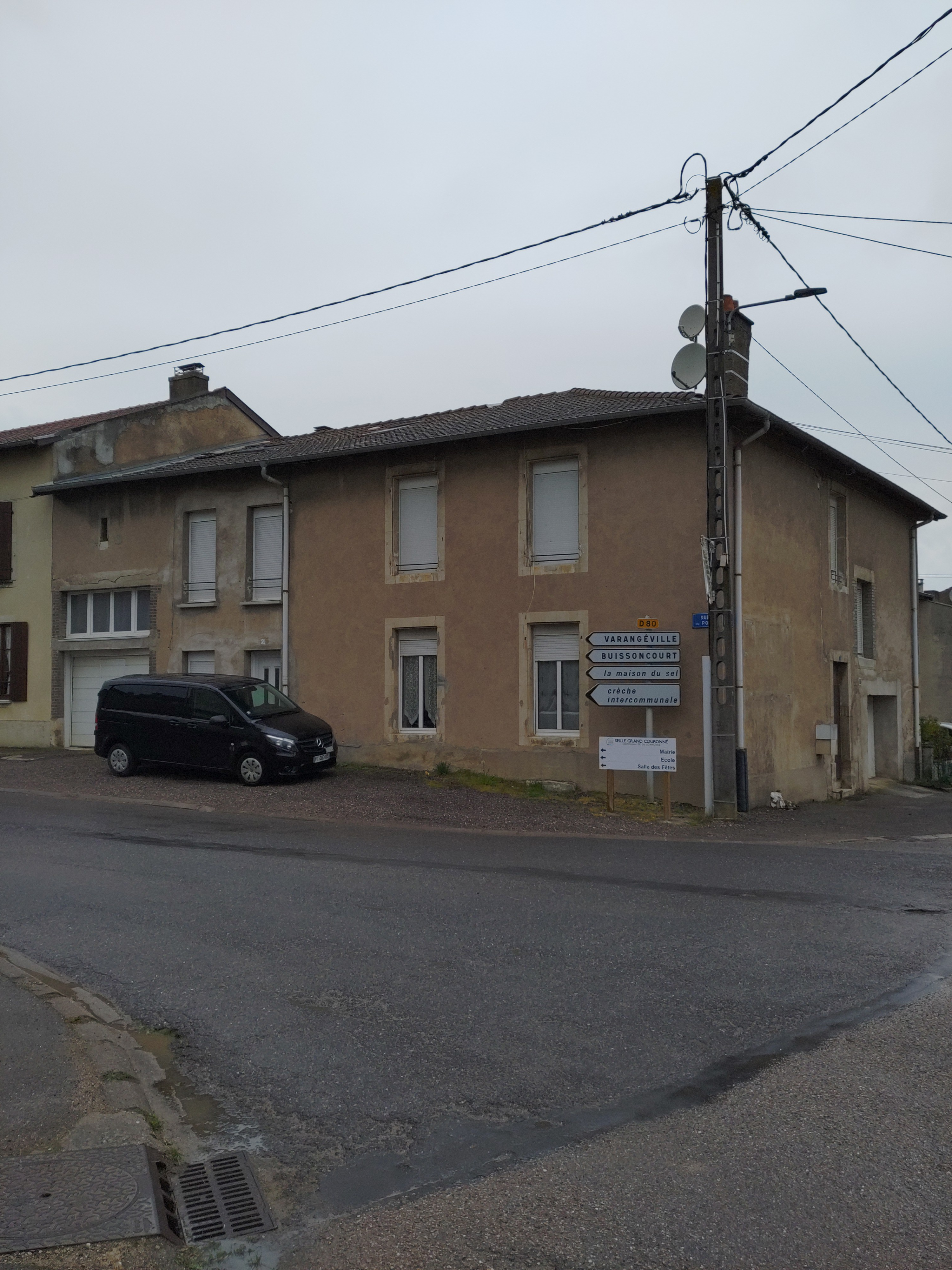
École de garçons et mairie jusqu'en 1883.
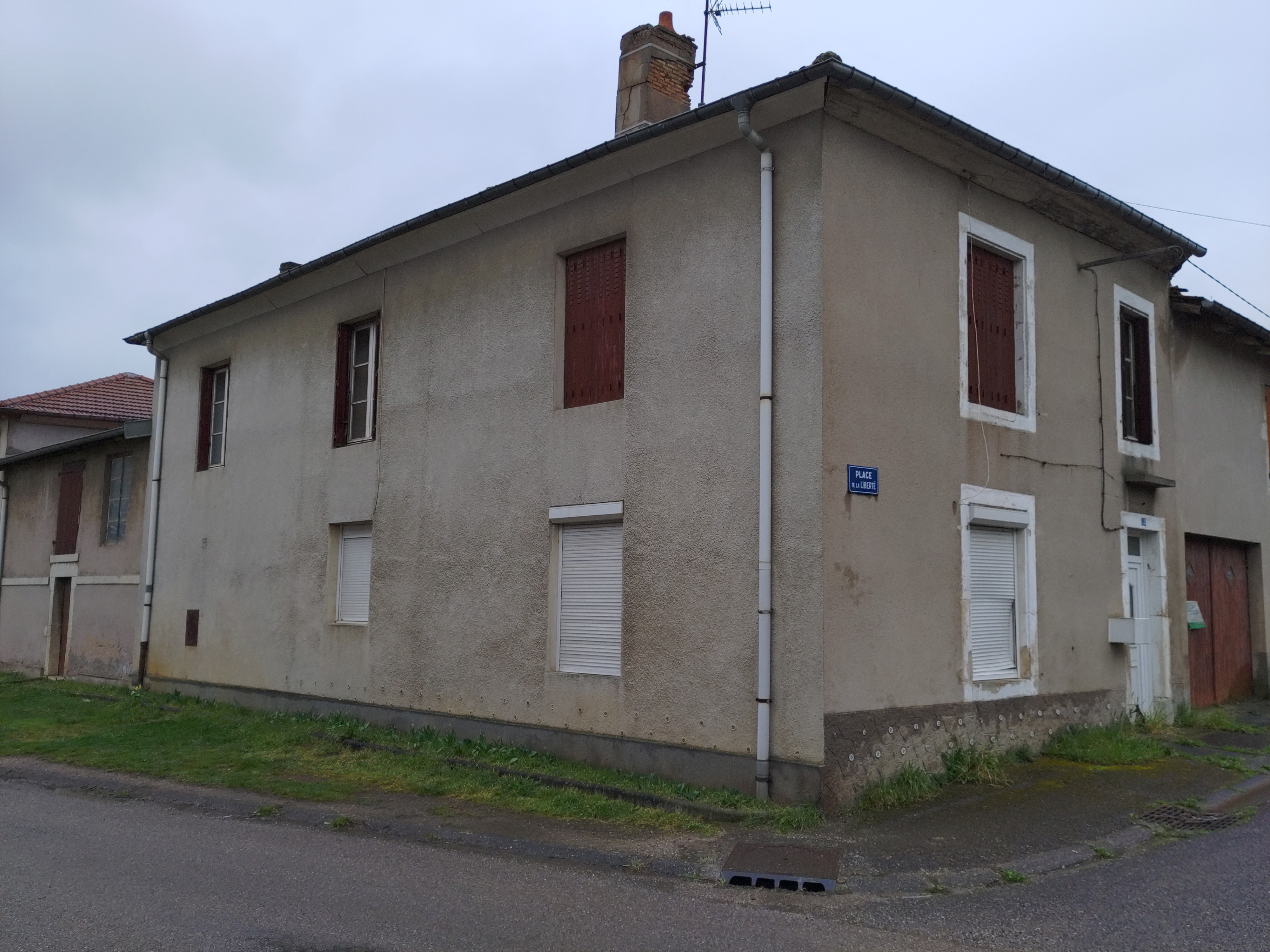
École des filles de 1815 à 1883.
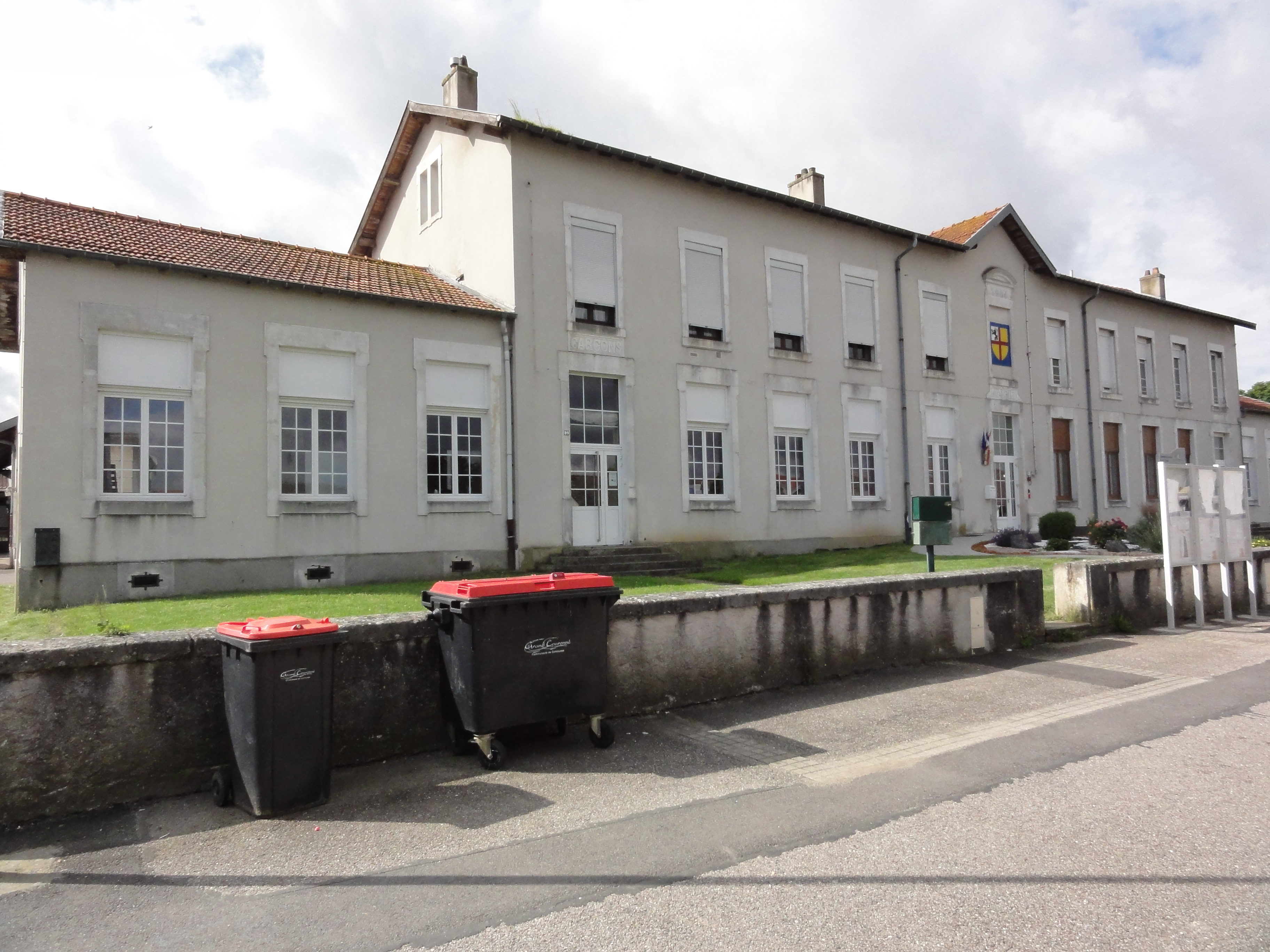
Groupe scolaire et mairie depuis 1883.

En 1815, le curé Munier achète à son compte une maison à l'angle de la rue Général-Lambert et de la place de la Liberté. Il y fait les réparations et les changements nécessaires pour l'utiliser comme école de filles. Cette année 1815, il y a au village 100 filles en âge scolaire. L'institutrice titulaire est une religieuse, une « Watelotte »¹. Elle est secondée par une institutrice-adjointe pendant la période d'hiver. Le reste de l'année, il y a beaucoup moins d'enfants à l'école qui n'est pas encore obligatoire. Ce sont des religieuses de la même congrégation qui se succèdent pour l'enseignement des filles jusqu'à la laïcisation du personnel en 1895. Le problème d'effectif se pose aussi pour l'école de garçons dans laquelle on crée à la même époque un poste d'enseignant adjoint. L'école des filles est reconstruite sur le même site en 1850.
¹ : on appelait « Watelottes » les religieuses de la doctrine chrétienne de Nancy, du nom du prêtre fondateur de cet ordre, l'abbé Watelot.
L'école des garçons fut reconstruite en 1834, à l'emplacement de l'ancienne située à l'angle de la rue du Port et de la rue Hanzelet, qui était aussi le bâtiment de la mairie. En 1850, Un emprunt de 10 000 francs est contracté pour financer la reconstruction à quoi s'ajoute des réparations au lavoir ainsi qu'à la fontaine des pigeons.

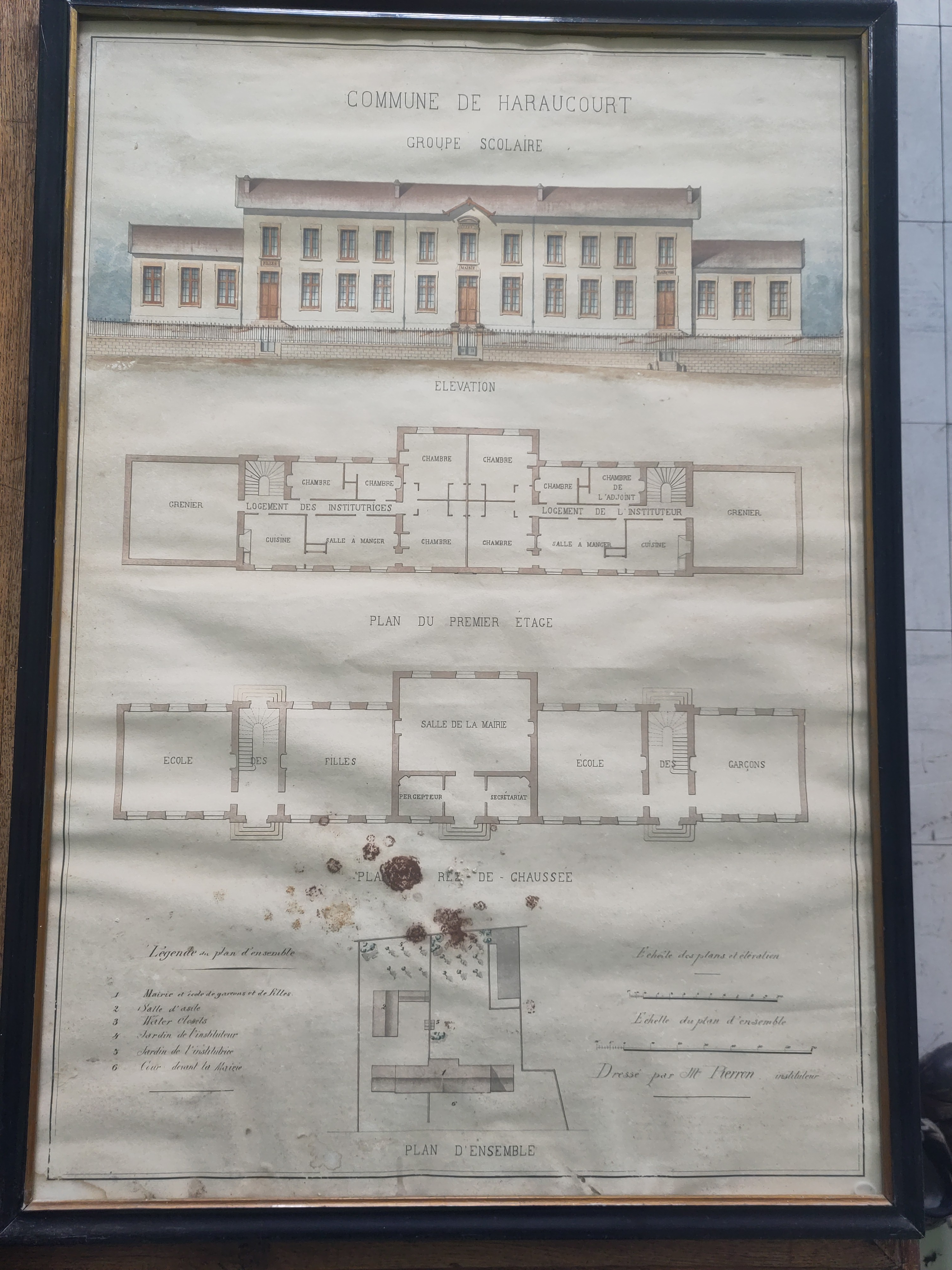
Plan du bâtiment écoles-mairie réalisé vers 1883 par monsieur Pierron, premier instituteur en ce lieu

Un asile libre est ouvert le 1er octobre 1866, fermé en 1876 et rouvert en 1880. Il s'agit d'une sorte d'école privée, faisant surtout fonction de garderie. Cet asile était situé dans l'actuelle salle Barottin.
La construction du groupe scolaire actuel est décidée par la délibération du Conseil municipal en date 12 novembre 1881. Le terrain est situé dans le jardin du château féodal qui appartient au maire de l'époque, Charles Finance. Il cède gratuitement ce terrain à la commune par acte notarié du 1er février 1883. Le coût global de la construction s'élève à 81 732,08 francs financés par subventions, par autofinancement issu de la vente de l'ancien bâtiment école-mairie et par emprunt. L'école maternelle est créée en même temps dans le bâtiment de l'actuelle salle polyvalente. Elle est nommée école enfantine en 1887 et accueille les enfants à partir de deux ans.
Le 11 novembre 1908, le Conseil municipal vote une dépense de 702,84 francs en faveur de la caisse des écoles. Cette somme est destinée à rembourser la dernière annuité du prêt de 25 ans qui a financé une partie du bâtiment Écoles-Mairie.

### Médaille de Sainte-Hélène

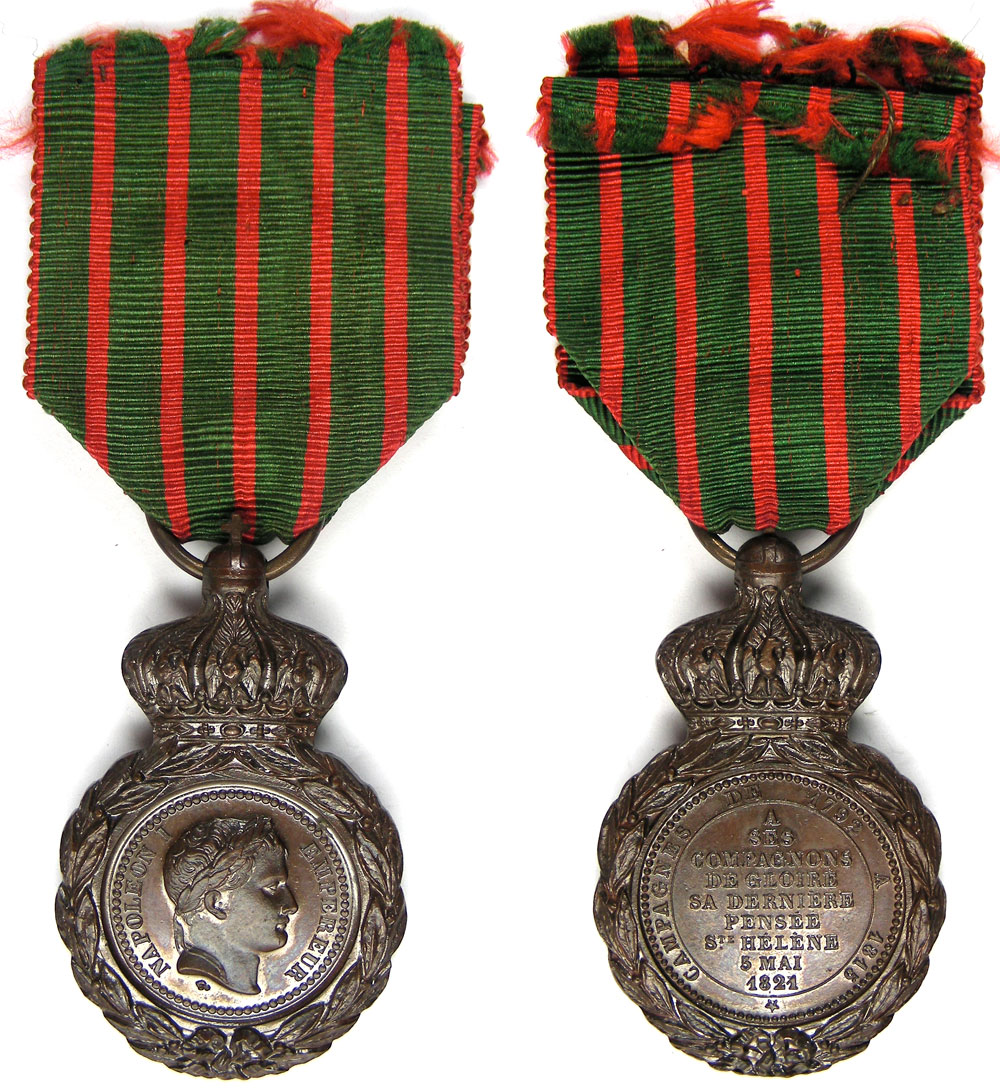
Médaille de Sainte-Hélène

Lorsqu'elle est créée en 1857, la médaille de Sainte-Hélène récompense les soldats survivants à cette date et ayant combattu auprès de Napoléon 1er entre 1792-1815. Parmi les 405 000 hommes cités, figurent onze habitants de Haraucourt. Il s'agit de Sébastien VISINE, Remy THOMAS, Joseph François GERVAIS, Joseph VIARDIN, Joseph PETIT, Jean Toussaint MASSON, Jean Christophe PIERRON, Jean Baptiste FERRY, Jean LALLEMAND, Pierre XENARD et Marin CHARPENTIER.

### Guerre de Crimée
Peu connue du grand public, cette première guerre du Second Empire eut des répercussions sur le village puisque 8 habitants mobilisés en furent victimes.

### Guerre de 1870
Cette guerre est officiellement déclarée le 19 juillet 1870. Les réquisitions de l'ennemi arrivèrent très vite. Les 15, 16 et 17 août, le curé doit nourrir 4 officiers allemands accompagnés de 3 domestiques. Les 15 et 16 août, il fallait fournir à l'armée allemande 2 770 kg de pain, 10 bœufs ou vaches, 500 kg de farine, 400 kg de lard, 8 437 litres de vin, 4 080 hectolitres de foin, 1988 d'avoine, 500 de paille et 40 sacs vides. En outre, il fallut fournir 35 chariots attelés de 2 chevaux chacun pour les convois de l'armée wurtembourgeoise.
L'armée allemande occupe Haraucourt dès septembre 1870. Le 5 septembre, nouvelle réquisition de 50 hectolitres d'avoine et de 100 de paille ; le 14 septembre, 100 kg de lard ; le 17 septembre, 8 chariots.
Le 29 novembre, le préfet informe que le département de la Meurthe, ne comptant plus que 3 arrondissements, doit tout de même fournir par ordre du roi de Prusse, une contribution de 750 000 francs pour « couvrir les pertes causées aux nationaux allemands, ensuite de leur expulsion du territoire français et de la capture des navires allemands par la flotte française ». La quote-part de la Commune est de 2 206 francs mais ce n'est pas fini.
Le 22 janvier 1871, alors que l'armée française est à l'agonie, le pont de Fontenoy-sur-Moselle est détruit par un corps franc, des partisans qui refusaient la défaite. Ils avaient pris le nom d'avant garde de la délivrance. Leur action d'éclat dans le Toulois provoqua une violente réaction de l'occupant. Il amena une imposition extraordinaire de 5 818 francs pour le village.
Le coût de cette guerre pour le village fut de 42 580 francs comprenant les contributions financières et amendes payées directement par les habitants. Sont également compris les réquisitions dont la nature était démontrée, les dépenses de logement et de nourriture des troupes et les dommages résultant de vols, incendies, faits de guerre…
Plus tard, la Commune reçut une subvention de 5 256 francs à répartir entre les personnes ayant subi des réquisitions. Une autre subvention de 2 418 francs pour compensation des pertes subies pour invasion fut versée en 1874. Cette dernière fut affectée à la réparation du pont de la Roanne sur la route de Buissoncourt. Ces travaux sont inscrits au budget communal de 1876.

#### Habitants appelés au combat
Ils sont 43 appelés à la guerre. 29 d'entre eux faisaient déjà partie de l'armée active ou de sa réserve. Sept d'entre eux appartenaient à la garde mobile. Sept furent tués au combat ou à l'hôpital des suites de leurs blessures. Huit furent faits prisonniers. Un militaire de carrière né au village, infirmier-major aux hôpitaux de Brest, est décédé à Brest le 30 avril 1871.

#### Optants
Vingt-sept personnes adultes habitant les zones annexées en 1871 optèrent pour la nationalité française et vinrent s'installer à Haraucourt.

#### In memoriam
Le 30 novembre 1913 eut lieu à la mairie de Haraucourt une cérémonie de remise de médailles aux survivants. Les noms de soldats du village morts pendant cette guerre figurent sur le monument aux morts.

### Expéditions coloniales
Le 23 août 1864, un habitant mobilisé au 31e RI de marine décède à Saigon. Le 6 janvier 1870, un habitant mobilisé au premier régiment de Spahis décède en Algérie. Le 28 juin 1882, un habitant ayant le grade de sergent meurt à l'hôpital de La Goulette en Tunisie. Le 28 janvier 1884, un habitant mobilisé au premier régiment d'infanterie de Marine décède à Bafoulabé. Cette ville est mentionnée comme sénégalaise dans les archives communales. Le 10 novembre 1894, un habitant mobilisé dans l'artillerie de marine meurt au Soudan. Le 29 octobre 1896, un habitant décède à Majunga, Madagascar. Le 16 novembre 1895, un habitant mobilisé au 10e régiment d'infanterie de marine meurt à Moncay, au Tonkin.

### Première Guerre mondiale

#### Septembre 1914
La Première Guerre mondiale fut catastrophique pour le village. Du 24 août au 10 septembre 1914, Haraucourt a payé un lourd tribut lors de la bataille du Léomont et de la bataille du Grand-Couronné. Le village fut bombardé du 6 au 9 septembre. Seuls quelques habitants refusèrent l'évacuation. À la suite de ces bombardements, le village n’est plus qu’un champ de ruines. Sur 177 habitations, 66 sont complètement détruites et 26 sont fortement endommagées. Seulement 2 immeubles sont indemnes. L’église est éventrée et a perdu sa flèche. Le château féodal est détruit.
La reconstruction se terminera en 1929 mais le village n’est plus tout à fait le même. Les ruines du château féodal sont rasées. Les ruines des maisons jouxtant le mur latéral Est de l’église sont également arasées pour laisser place à l’actuelle esplanade du monument aux morts et les anciennes rues font l'objet d'un plan d'alignement qui supprime les rétrécissements excessifs.

##### Impossible deuil de la famille Cafaxe
Charles Cafaxe est né à Haraucourt en 1881. Il a le grade d'adjudant au début de la première guerre mondiale. Le 24 août 1914, son régiment se bat dans le bois de la forêt, en limite des territoires de Crévic et d'Haraucourt.
Charles Cafaxe est tué lors de cette bataille, à proximité de la chapelle dite Vierge de Pitié, à environ deux kilomètres de sa maison natale,. Ce pourrait être l'épilogue de sa vie et de sa carrière militaire mais le destin en décide autrement. Les combats ont lieu dans des conditions horribles. Les deux armées n'ont pas le temps ni les moyens d'évacuer tous les morts. Comme il fait très chaud, l'odeur des cadavres en décomposition est épouvantable. Dans ces conditions inhumaines, monsieur Cafaxe père met plusieurs jours pour identifier la dépouille de son fils. Il atèle un cheval pour ramener le corps et l'inhumer ; mais l'attelage est repéré par les allemands qui le prennent pour cible. L'animal de trait est apeuré par le bruit des mitrailleuses. Il s'emballe et le chariot se fracasse.
Trois jours plus tard, les Allemands évacuent le bois de Crévic. Monsieur Cafaxe peut enfin ramener la dépouille de son fils. Un courte cérémonie d'inhumation a lieu à l'église en soirée. C'est à ce moment qu'un obus traverse le toit et détruit le chœur de l'église. On ramasse le cercueil et on le conduit au cimetière dans une brouette. Comme il fait nuit, on s'éclaire d'une lanterne. Une patrouille française croit détecter un signal lumineux. Monsieur Cafaxe est arrêté et passe la nuit au poste, accusé d'espionnage. Cette arrestatation fut d'autant plus mal vécue qu'il était un vétéran de 1870,,. Charles Cafaxe repose maintenant au cimetière communal d'Haraucourt. En 2022, Le Souvenir Français a rénové son monument funéraire. Le calvaire de la famille Cafaxe ne s'arrêta pas là puisqu'un autre fils, Joseph, fut lui aussi tué au front. Il est tombé devant Douaumont le 2 avril 1916. Il a été inhumé au cimetière d'Haraucourt, dans la même tombe que son frère,,.

#### Reconstruction du village
Comme on l'a vu dans le paragraphe à propos de l'église, les premiers travaux de reconstruction commencent dès novembre 1914. On pare au plus pressé en mettant hors d'eau ce qui peut l'être. On ne reconstruit pas encore à neuf car c'est interdit par l'armée, à droite de la Meurthe. Ce ralentissement se prolonge par une interdiction de reconstruire en bordure du domaine public avant la publication du plan d'alignement des rues.
Monsieur Jules Barottin entrepreneur de maçonnerie à Haraucourt, aidé d'une quarantaine d'ouvriers, procède à des réparations d'urgence sur les bâtiments partiellement détruits. À la fin de 1915, ils ont rendu utilisables une soixantaine de maisons. Des travaux plus conséquents commencent en 1916. L'armée fait construire des bâtiments provisoires en bois qui vont héberger entre 1500 et 1 800 soldats tout le temps de la guerre. Certains des soldats stationnés à Haraucourt participent aux travaux des champs, apportant une aide précieuse aux familles dont un ou plusieurs membres sont sur le front. Mais tous ne sont pas d'aussi bonne composition. Deux d'entre eux vont voler la dernière cloche de l'église pour la revendre. Les « baraquements » de l'armée seront repris par des habitants après l'armistice et certains dureront jusqu'à la fin du XXe siècle.
La véritable reconstruction du village démarre fin 1920. Le 20 janvier 1921 a lieu à Nancy la mise en adjudication des travaux de déblaiement des ruines. Le montant est estimé à 22 000 francs.

#### Redémarrage de l'école
En janvier 1915, Madame Drouot institutrice à Gellenoncourt, village également détruit, vient à Haraucourt et redémarre l'école pour « les grands, filles et garçons » dans la salle du téléphone en attendant l'achèvement des travaux sur le bâtiment scolaire.

#### Travaux agricoles pendant la guerre
Beaucoup d'hommes valides étant mobilisés, les agriculteurs restant privilégiaient leur bien et abandonnaient les terres dont ils étaient fermiers. C'est ainsi qu'une part importante des terrains communaux étaient en friche pendant cette période, et même au delà. L'armée accepta que les soldats en cantonnement au village mettent en cultures et ensemencent ces terres. La délibération du Conseil Municipal du 29 avril 1917 décide d'indemniser ces soldats pour la préparation des sols et le semis d'avoine de cette années dans les terrains communaux.  

#### Difficultés d'après-guerre
L'approvisionnement est difficile. La Mairie a beaucoup de difficultés pour importer les produits nécessaires. On vit avec des cartes de rationnement jusqu'en 1921. On manque cruellement de main d'œuvre. 200 ha de bonnes terres restent en friche en 1919. Le déblaiement des ruines est effectué par des ouvriers marocains. On voit également arriver des maçons italiens. La population a diminué de 180 habitants.

##### Coopérative de reconstruction
Les ruines étant traitées et l'essentiel des crédits de reconstruction consommés, la société coopérative de reconstruction fut dissoute par décision de son assemblée générale en date du 25 novembre 1929. Le dernier président fut monsieur Léon Beau, ancien maire.

#### Monument aux morts
Début 1922, un comité est créé pour rendre hommage aux morts de la grande guerre. Sa première préoccupation fut de réunir les fonds pour ériger un monument commémoratif. La somme nécessaire fut rapidement réunie. La commune vota un crédit de 4 000 francs et l'État octroya une subvention de 720 francs. Le reste fut couvert par souscription auprès de particuliers et par quêtes auprès des commerçants et industriels du secteur. Après avoir examiné divers projets, le Conseil municipal et le comité choisirent le projet de monsieur Gourdon des marbreries générales de Paris. Le montant définitif s'établit à 11 900 francs. Le monument ne fut livré qu'en novembre 1923. Monsieur Charles Poirel fit don à la commune du terrain qui constitue aujourd'hui l'esplanade du monument aux morts, situé contre le mur Est de l'église et à l'intersection des rues du Port et de la rue Général-Lambert. L'installation du monument dut attendre le printemps 1924. L'inauguration eut lieu le 27 août 1924 en présence de Louis Marin, député de Meurthe-et-Moselle, du Général Mangin et d’une foule imposante.

#### Croix de guerre et citation à l'ordre de l'armée
La médaille de la croix de guerre est attribuée à la commune par décret ministériel du 22 août 1921 publié au Journal officiel du 24 août 1921, page 9820. Le Ministère de la guerre motive ainsi sa décision : vaillante commune qui, en 1914, a supporté courageusement de violents bombardements qui l'ont en partie détruite. Par les souffrances endurées et les dommages subis, a bien mérité du pays. La médaille est officiellement remise à la commune par le général Mangin en 1924 lors de l'inauguration du monument aux morts.
L'Est Républicain du 26 août 1921 en page 2, relate la citation à l'ordre de l'armée attribuée à la commune de Haraucourt.

### Éclairage public et arrivée de l'électricité
La délibération du Conseil municipal du 12 août 1906 constate que l'expérience d'éclairage public menée avec un point lumineux fonctionnant avec un gaz hydrocarbure est concluante. L'assemblée décide de passer commande de 7 points lumineux supplémentaires. Les élus votent également les crédits nécessaires à l'achat de gaz pour l'hiver qui arrive.
Un projet d'électrification était étudié en 1912. Les élus s'étaient d'abord adressé à la compagnie lorraine d'électricité qui les avait réorienté vers la compagnie des tramways suburbains. Une autre demande avait été faite à la société Solvay pour construire une ligne électrique entre les sondages et le village. Cela n'aboutit pas car le courant destiné aux pompes Solvay subissait d'importantes variations incompatibles avec les besoins du village et puis, il n'était pas rare que la production électrique s'arrête plusieurs jours consécutifs.
Un autre projet fut présenté par le maire M Marchal et approuvé par le Conseil. Il consistait à construire une ligne de 3 km depuis Sommerviller avec une puissance de 3 kW ; ainsi qu'une ligne basse tension dans le village. Le coût global du réseau était estimé à 24 500 francs. La Première Guerre mondiale éclata et le projet fut abandonné.
La question de l'éclairage public resurgit après la guerre mais avec beaucoup plus d'ampleur. On créa un syndicat intercommunal d'électricité sous le contrôle du génie rural qui fut autorisé par arrêté préfectoral du 25 janvier 1922. Le syndicat établissait un réseau de distribution de l'électricité dans 29 communes de la région Nancy-Est. Le réseau haute tension s'est construit fin 1922, début 1923. Il arrivait à Haraucourt depuis Buissoncourt et repartait vers Gellenoncourt depuis la rue Abbé Michel. Le transformateur du village fut construit rue de la Borde, côté pair. À la mise en fonctionnement, c'est la compagnie lorraine d'électricité qui gérait le réseau.
Pratiquement toutes les familles du village s'abonnèrent au réseau électrique pour l'éclairage. Dès cette époque, le maréchal-ferrant et le menuisier du village achetèrent des moteurs électriques pour entraîner leurs machines. De leur côté, plusieurs agriculteurs achetèrent des moteurs pour équiper leurs batteuses fixes.
Le 17 septembre 1922, le Conseil municipal s'engage auprès de la Compagnie Lorraine d'électricité à éclairer les voies publiques au moyen de 10 points lumineux à énergie électrique. Le 23 mars 1923, la Commune passe un contrat avec la même compagnie pour l'éclairage public. Il est approuvé par le préfet le 26 juin 1923. On posa alos 10 points lumineux de 30 Watts chacun.
Les premières lampes s'allumèrent chez les particuliers le 22 août 1923. Celles de l'éclairage public s'allumèrent le 1er octobre 1923.

### Classement de la RD 81
En octobre 1948, le conseil municipal prend acte d'une décision de l'administration des Ponts-et-Chaussées qui classe le chemin vicinal IC 8 en voie départementale aujourd'hui appelée RD 81.

### Activités historiques de petite industrie.
En dehors du moulin de la Borde dont il est parlé plus haut, le village a vu se développer de petites industries.

#### Fours à chaux

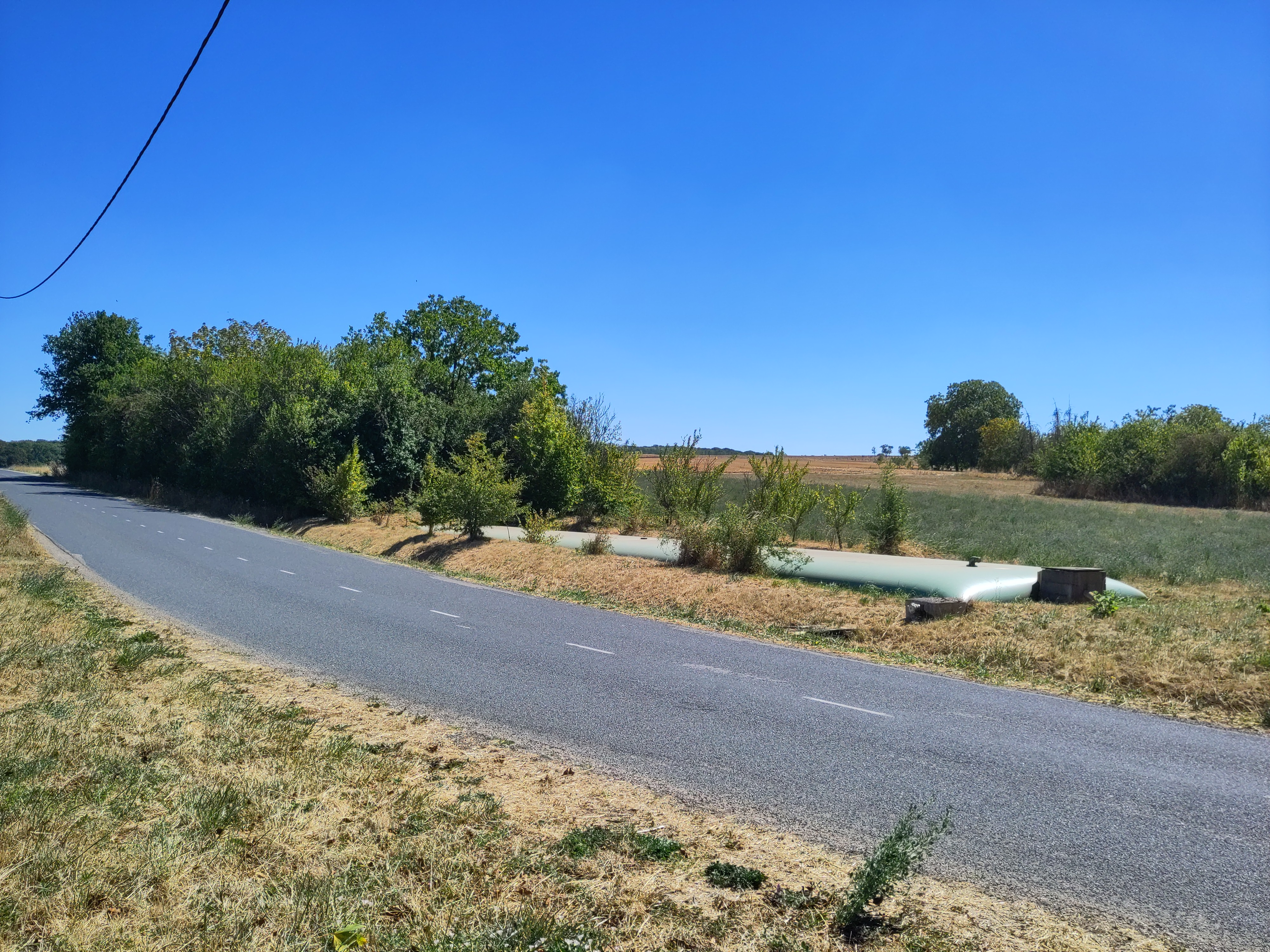
ancien Lieu-dit la haye du chaux-four : emplacement des fours à chaux de Mme Laguerre

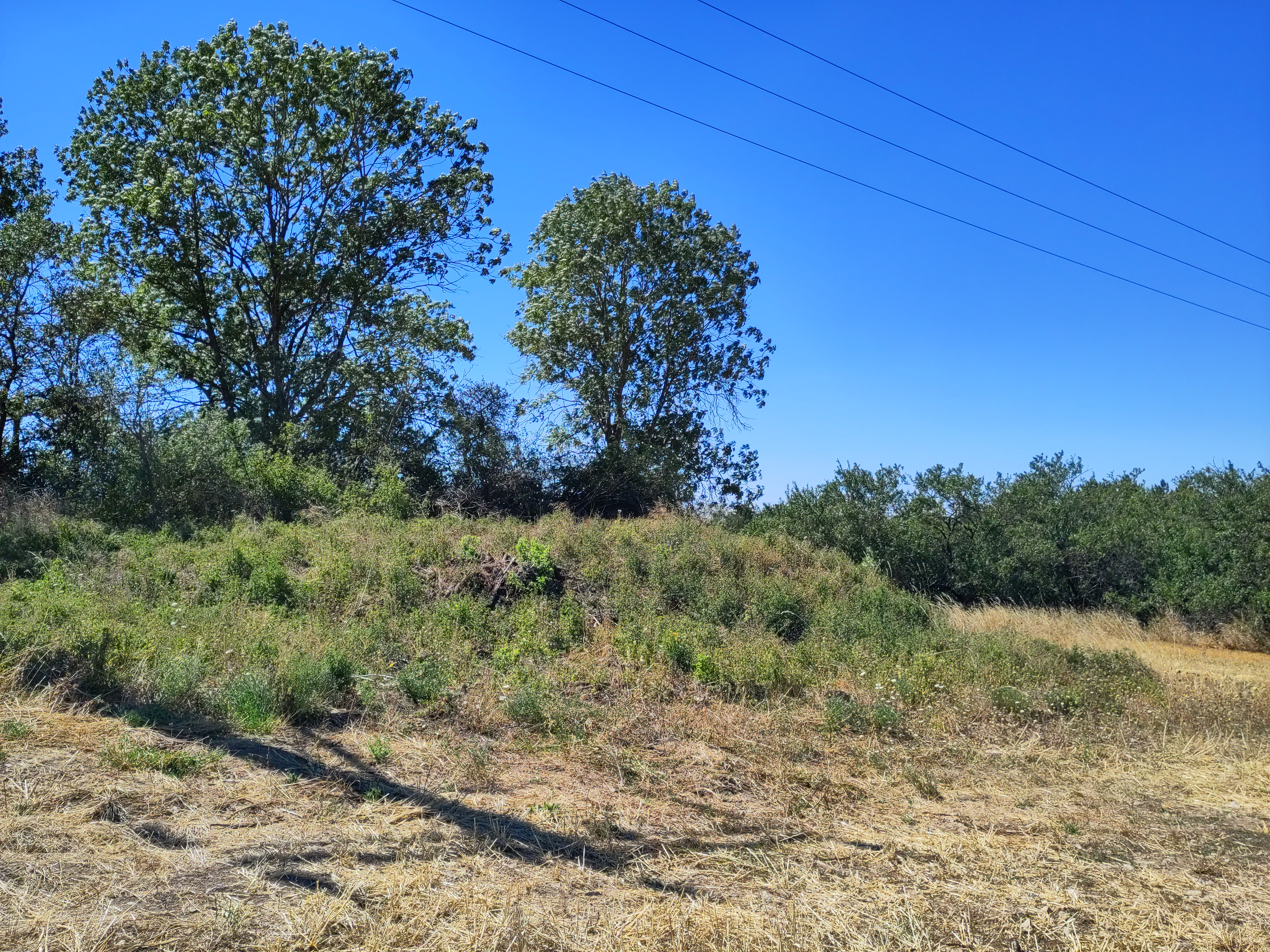
Lieu-dit Frémitant : Emplacement des fours à chaux Voinier et Mouchette.

Au XIXe siècle, presque chaque village avait son four à chaux pour couvrir les besoins locaux. Ils sont à l'origine de nombreux toponymes que l'on trouve le plus souvent avec la graphie lorraine : le chaux four, quelquefois orthographié différemment mais toujours avec cette prononciation. On appelait chaufournier l'exploitant de ces fours.
À Haraucourt, on ne s'est pas limité à couvrir les besoins locaux. Des fours relativement importants sont d'abord installés à la sortie du village, en direction de Crévic, vers 1810. En 1872, ils appartiennent à messieurs Marchal et Lhuillier. Si l'on y prête attention, on se rend compte que le relief des terrains agricoles bordant l'entrée du chemin rural bien nommé chemin des Carrières n'est pas naturel. On devine facilement qu'il résulte d'anciennes carrières. Détruits en 1914, ces fours appartenant à madame Laguerre ne furent jamais reconstruits.
En 1864, le sieur Voinier obtient l'autorisation d'ouvrir trois fours à chaux à la sortie du village, en direction de Varangéville. Au recensement de 1881, Prosper Mouchette, chaufournier habitant au 52 rue du Port (no 26 de l'époque), héberge 18 ouvriers travaillant pour ses fours. Ce recensement est la dernière trace écrite à propos de ces installations.

#### Aluminium lorrain
C'est le nom que Jacques et Georges Beix donnent en 1950 à l'entreprise qu'ils viennent d'installer dans leur propriété, à l'extrémité Ouest de la rue du Port. Ces deux personnes déjà expérimentées dans la fonderie sont spécialisées dans la coulée en coquille qu'ils continuent d'étudier. Leur objectif est de réaliser des moules articulés qui leur permettront de produire environ 50 000 pièces à court terme. Ces moules devraient permettre de fabriquer des roues de voiture d'enfants d'une seule pièce. Elles ont l'avantage d'être légères et de se monter rapidement. Les deux industriels ont déjà de nombreuses commandes en 1950. Victimes de leur succès, les inventeurs manquent rapidement d'espace et transfèrent leur atelier à Saint-Nicolas-de-Port.

### Téléphone public
Par délibération du 5 avril 1903, le Conseil municipal valide l'offre du directeur des Postes qui propose l'installation d'une cabine téléphonique publique dans les locaux de la mairie. Monsieur Richard, faisant fonction de directeur de l'école et habitant dans le logement de fonction, est chargé de la gestion de cette cabine et de la remise des télégrammes et des communications. Plus tard, cette cabine sera installée chez des particuliers.
En 1948, Monsieur Burtin fait savoir à la mairie qu'il ne veut plus assurer le service de la cabine téléphonique. Il juge que la rémunération est insuffisante. Le conseil municipal lui octroie une augmentation que les élus qualifient de subsentielle mais Monsieur Burtin maintient sa démission. Le 1er février 1949, Mme Cécile Marcot accepte la gestion de la cabine téléphonique pour une durée de 5 ans renouvelables. Son engagement écrit est ajouté à la délibération du conseil municipal du 23 janvier 1949.
La délibération du Conseil municipal du 22 mars 1983 constate qu'une cabine publique a été installée et que de plus en plus d'habitants sont abonnés au téléphone. Dans ces conditions, il est désormais inutile de maintenir la cabine téléphonique gérée par des particuliers. Cette délibération supprime l'indemnité dont bénéficiaient les gérants.
La cabine publique installée sur le domaine public rue du Port, à l'angle de la ruelle de Domêvre, est supprimée vers 2012.

### Première femme élue au conseil municipal
En 1947, Madame Jeanne Aubertin est élue au conseil municipal. Sa signature figure sur la plupart des comptes-rendus de ce mandat, ce qui démontre son assiduité. Elle est réelue aux élections de 1953.

### Rocambolesque affaire du presbytère

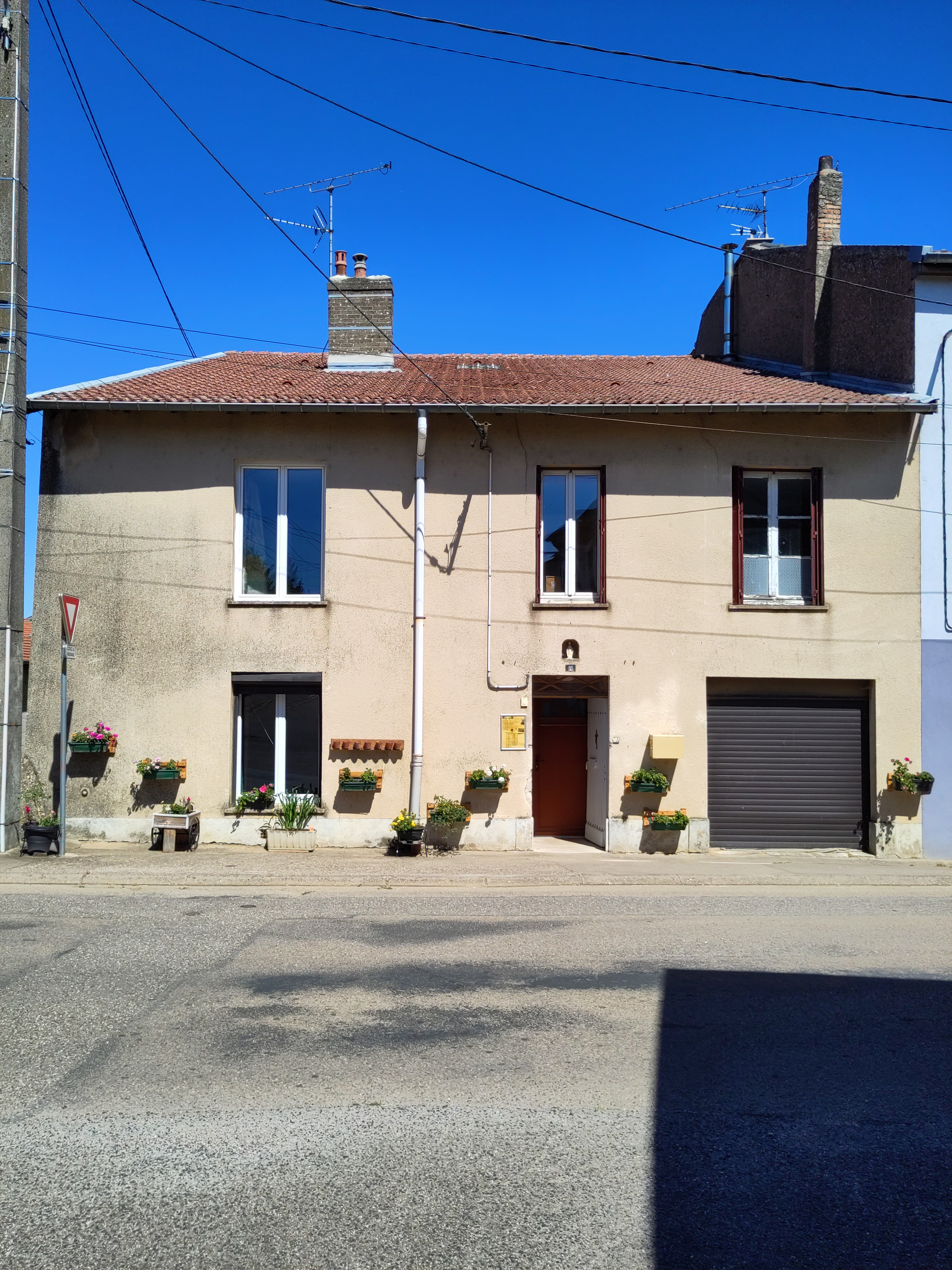
la maison curiale en 2022

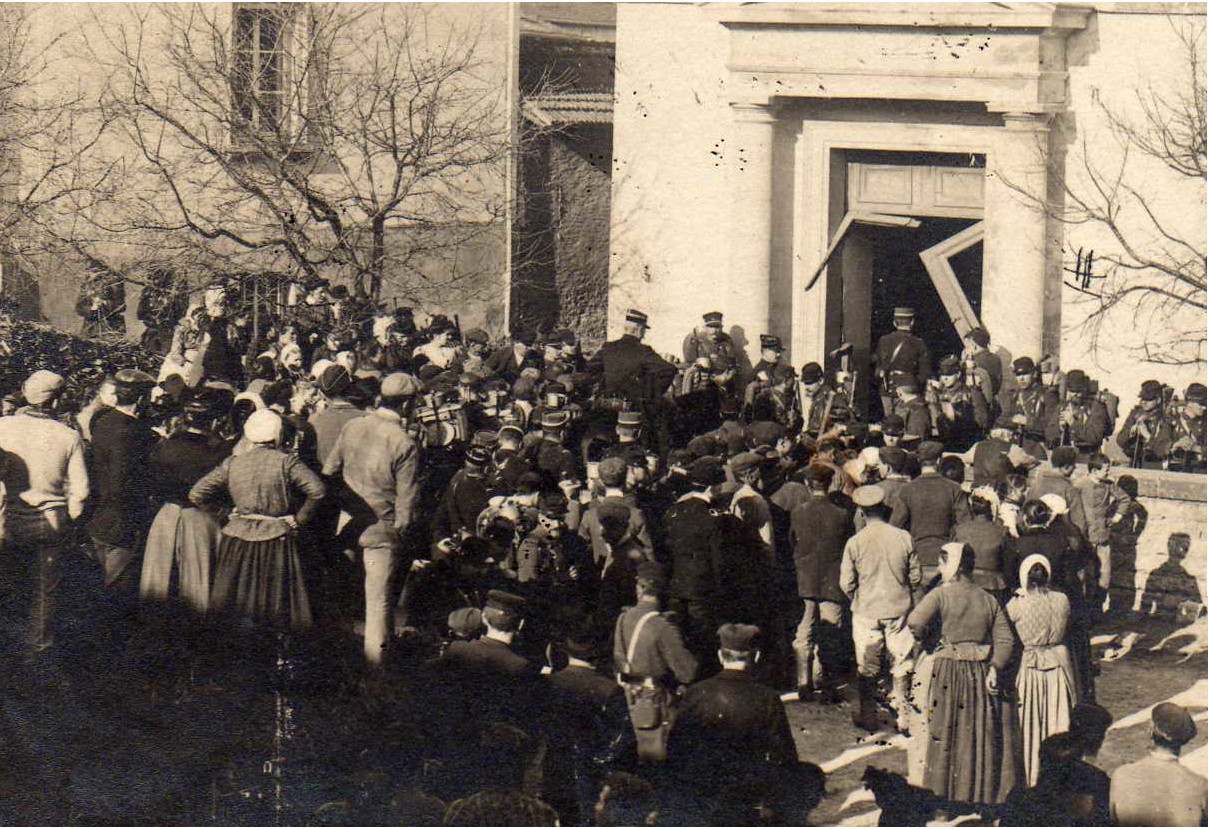
Entrée en force de l'Armée dans l'église de Saint-Maurice-sur-Mortagne pour inventorier le mobilier

#### Préambule historique
La monographie de Monsieur Beix indique que le presbytère historique fut vendu comme bien national pendant la période révolutionnaire. Le même auteur affirme que la maison curiale actuelle a été achetée par la commune à un particulier en 1817 pour servir de résidence au prêtre catholique.
Des travaux importants y sont réalisés en 1841.
La délibération du Conseil municipal du 27 novembre 1883 accepte un remboursement de l'assurance incendie pour un sinistre survenu au presbytère le 29 octobre précédent.
La commune vend le presbytère au curé desservant en 1914. La maison devient ensuite la propriété de l'association diocésaine gérant le parc immobilier de l'évêché de Nancy jusqu'en 2023.
Par délibération du 20 mars 2023, le conseil municipal autorise le maire à signer les documents nécessaires en vue de l’achat par la commune de l'ancien presbytère pour la somme de 100000 euros. Curieusement, la délibération liste des usages possibles du bien mais elle n'indique pas de projet clairement défini.

#### Conséquences locales de l'application de la loi de 1905
En 1905 et les années suivantes, la loi sur la séparation de l’église et de l’État se met laborieusement en place. La condamnation énergique de cette loi par l'église catholique oblige les élus locaux à prendre parti dans ce conflit. L’aspect financier n’est pas à négliger non plus dans les tensions qui régnaient. Le Parlement avait bien voté un transfert d’impôt en faveur des collectivités pour leur permettre de financer les nouvelles dépenses liées aux bâtiments religieux mais un courant d’opposition fit planer le doute sur la pérennité de cette mesure.
À Haraucourt, conformément aux indications du Vatican, on ne créa pas l’association cultuelle exigée par la loi. La municipalité refusait également de procéder à l’inventaire du mobilier de l’église. Il fallut le concours d’un bataillon de chasseurs à pieds pour forcer les portes de l’église.
Les choses continuèrent à s’envenimer quand la préfecture exigea qu’un loyer soit payé à la commune par le prêtre résidant. Dans la session du 10 février 1907, le maire propose de louer la maison curiale à l’abbé Boucleinville pour un montant annuel de 150 francs. Le conseil vote une contre-proposition à seulement 50 francs. La réponse de l’administration ne se fait pas attendre. L’arrêté préfectoral du 18 février 1907 annule cette délibération au motif qu’un loyer aussi faible est une subvention déguisée. Dans sa délibération du 3 mars 1907, le Conseil municipal considère que le presbytère est la pleine propriété de la commune et qu’à ce titre, l’assemblée délibérante est libre de fixer les conditions d’utilisation. Elle renouvelle son choix en faveur d’un loyer symbolique de 50 francs. Toujours aussi prompt, le Préfet annule cette délibération par arrêté du 9 mars 1907 avec les mêmes attendus que dans la décision précédente.
En porte-à-faux entre le Conseil municipal et la Préfecture, le maire remet sa démission. Avec la même promptitude que précédemment, l’arrêté préfectoral du 11 mars 1907 constate la vacance des postes de maire et d’adjoint, et convoque le corps électoral pour des élections municipales complémentaires qui doivent avoir lieu le 7 avril 1907.
Le 20 mars 1907, le Conseil municipal se réunit sous la présidence de Monsieur Courtaux, premier conseiller municipal, car celui-ci a reçu une lettre du Préfet l’invitant formellement à mettre en demeure le prêtre résidant de quitter le presbytère. Le Conseil rappelle sa volonté de laisser l’occupation gratuite et, considérant qu’il s’agit de l’intérêt du plus grand nombre, il vote un loyer symbolique de 50 francs. La réponse de l’administration est toujours aussi rapide. L’arrêté préfectoral du 27 mars 1907 annule cette délibération.
Le 4 mai 1907, l’Est républicain publie en page 3 un entrefilet disant que le curé de Haraucourt a reçu une citation à comparaître pour s’entendre condamner à l’expulsion. Sa situation devenant préoccupante, le curé propose à la mairie de payer un loyer annuel de 100 francs. Par délibération du 10 mai 1907, le Conseil accepte cette offre. Il ne faut que 5 jours au préfet pour annuler cette décision.
Dans une réunion du 27 août 1907, le nouveau maire donne lecture d’une mise en demeure préfectorale de voter un crédit de 100,93 francs pour payer les frais d’expulsion du curé. Le Conseil regrette d’avoir à régler des frais qu’il n’a pas engagé mais s’exécute.
Les choses restent en l’état jusqu’à l’été 1908. Le 5 juillet, le maire donne lecture au Conseil d’une lettre du Préfet l’invitant à s’occuper du presbytère désaffecté (sic). L’Assemblée décide de porter une somme de 100 francs au budget prévisionnel. Le 16 juillet suivant, le Conseil constate que la délibération précédente risque d’être rejetée car l’administration estime que le loyer devrait être de 300 francs. Le Conseil rappelle alors que ce type de maison ne se loue pas à plus de 150 francs à Haraucourt. Il rappelle aussi, et fort astucieusement, que c'est une bonne pratique budgétaire de ne pas surestimer une ressource à venir.
À partir de cette date, les navettes entre la mairie et la Préfecture reprennent un rythme normal. Au recensement de 1911, le presbytère est toujours inoccupé. Dans sa monographie, Monsieur Beix indique que les choses s’apaisent nettement avec l’arrivée d’un nouveau curé en cette année 1911.
Dans une délibération du 12 mai 1913, on apprend que la maison curiale est louée à un particulier.
L’épilogue de cette curieuse affaire arrive le 19 avril 1914. Le Conseil municipal accepte l'offre d'achat du presbytère par le prêtre desservant pour la somme de 6 000 francs.

#### À propos du presbytère vendu pendant Révolution
On entend, et on lit parfois comme dans le manuscrit de Samuel Germain, que le presbytère historique saisi comme bien du clergé et ensuite vendu parmi « les biens nationaux » pendant la Révolution se situait à l'actuel numéro 4 de la place de la Liberté. C'est faux et c'est prouvé. L'acte notarié dont il est parlé au paragraphe Rue Jean-Joseph Chamant retrace la propriété de cette maison de 1741 à 1817 ce qui couvre la période révolutionnaire. Avant cette période, elle appartenait à la famille du peintre Chamant et elle est restée dans le domaine privé jusqu'à 1817 selon l'acte notarié. Elle n'appartenenait donc pas au clergé et par conséquent, n'était pas l'ancien presbytère.
Toujours selon la tradition orale, des prêtres non conformistes utilisaient cette maison pour célébrer des offices religieux quand l'accès à l'église leur fut interdit. La croix imposante gravée dans le linteau de la porte d'entrée est utilisée pour appuyer cette affirmation, ainsi qu'une cavité dans la poutre porteuse de la cuisine qui aurait servi à cacher les hosties.
C'est en effet tout à fait possible mais non prouvé. On sait que les deux frères Hannaux natifs de Haraucourt, diacre et sous-diacre au début de la Révolution, ainsi que Dominique Vautrin chapelain castral, ayant tous refusé de prêter serment à la constitution ont continué à pratiquer le culte en secret. Il n'est pas impossible qu'ils aient utilisé cette maison mais encore une fois, rien ne le prouve formellement.

### Legs

#### Curieux don en faveur de deux pauvres
Dans les documents des archives hospitalières, on trouve la trace d'un don du 27 octobre 1681. Le Gouverneur de Lorraine, Jacques de Bissy, verse pour le compte du roi de France Louis XIV, la somme de 20 000 livres, somme énorme, pour l'entretien de 2 pauvres de Haraucourt, un homme et une femme. Les historiens locaux s'accordent à penser que ce geste d'une très grande générosité fut fait à l'occasion du mariage du fils du gouverneur de Lorraine, avec Bonne de Haraucourt, fille de Charles II, dernier marquis de Haraucourt. Bonne de Haraucourt est la dernière personne de cette lignée à porter le patronyme De Haraucourt.

#### pour le bureau de bienfaisance
En 1846, Madame Marie-Élisabeth Antoine, épouse Briot, donne par testament 500 francs à la fabrique de la paroisse pour l'achat d'ornements (habits cérémoniaux du prêtre) et 500 francs en faveur du bureau de bienfaisance de la Commune qui en jouit à partir de 1875 par extinction d'usufruit.

#### Pour les écoles
Pendant la séance du Conseil municipal du 11 novembre 1904, le maire donne lecture d'une clause du testament de Charles Sébastien Liegey né à Haraucourt le 13 mars 1836 et décédé dans le Connecticut en 1904. Il lègue 200 dollars à la caisse des écoles de Haraucourt et autant à celle de Jeandelaincourt, village natal de son épouse. Le testament prévoit que cet argent soit placé et que les intérêts soient utilisés à chaque début de nouvelle année pour l'achat de présents en faveur des enfants pauvres de chaque commune. Le Conseil municipal de Haraucourt accepte le legs et ses conditions.

#### En mémoire de l'ancien ministre Henri Varroy

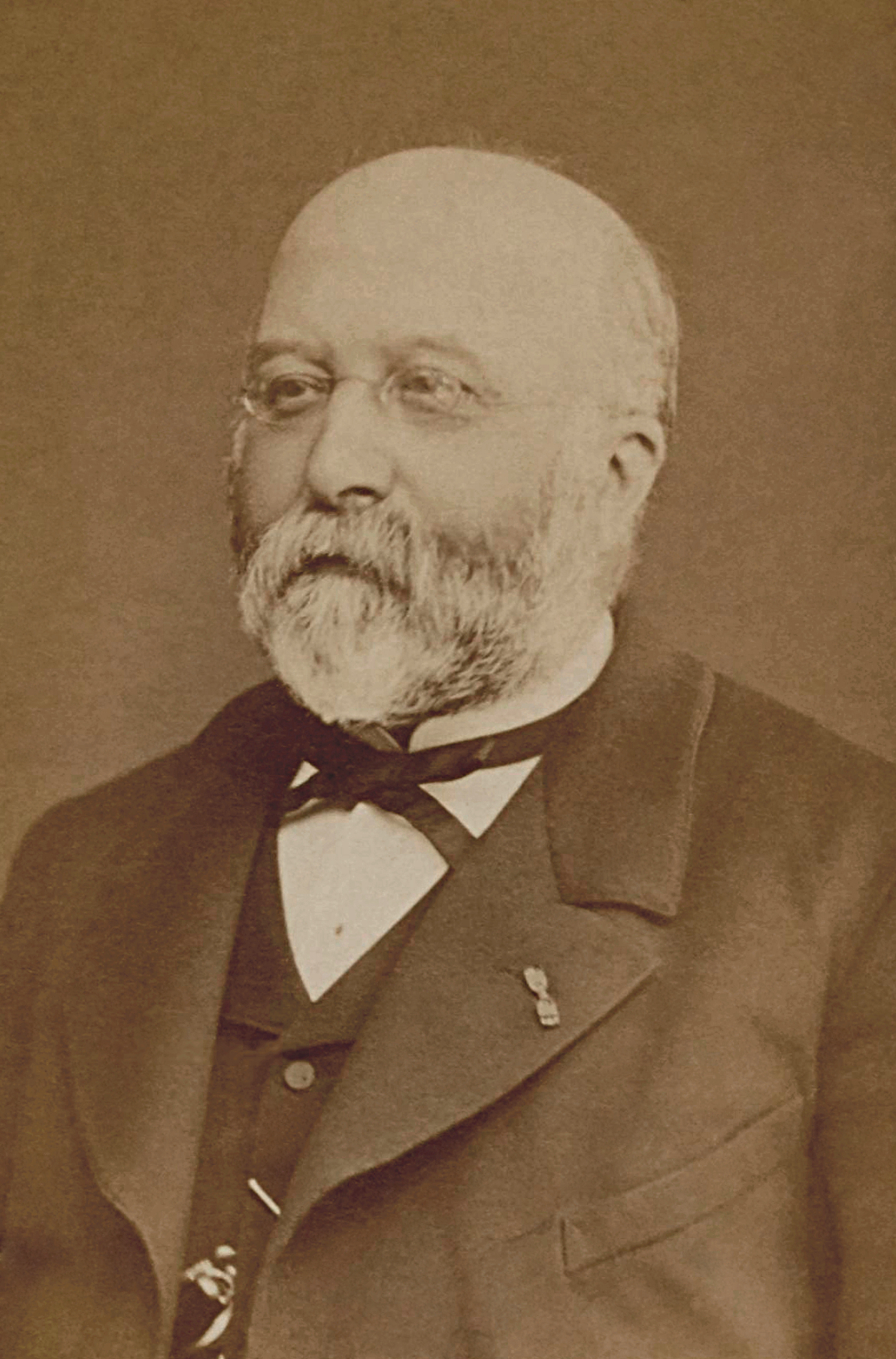
Henri Auguste Varroy.

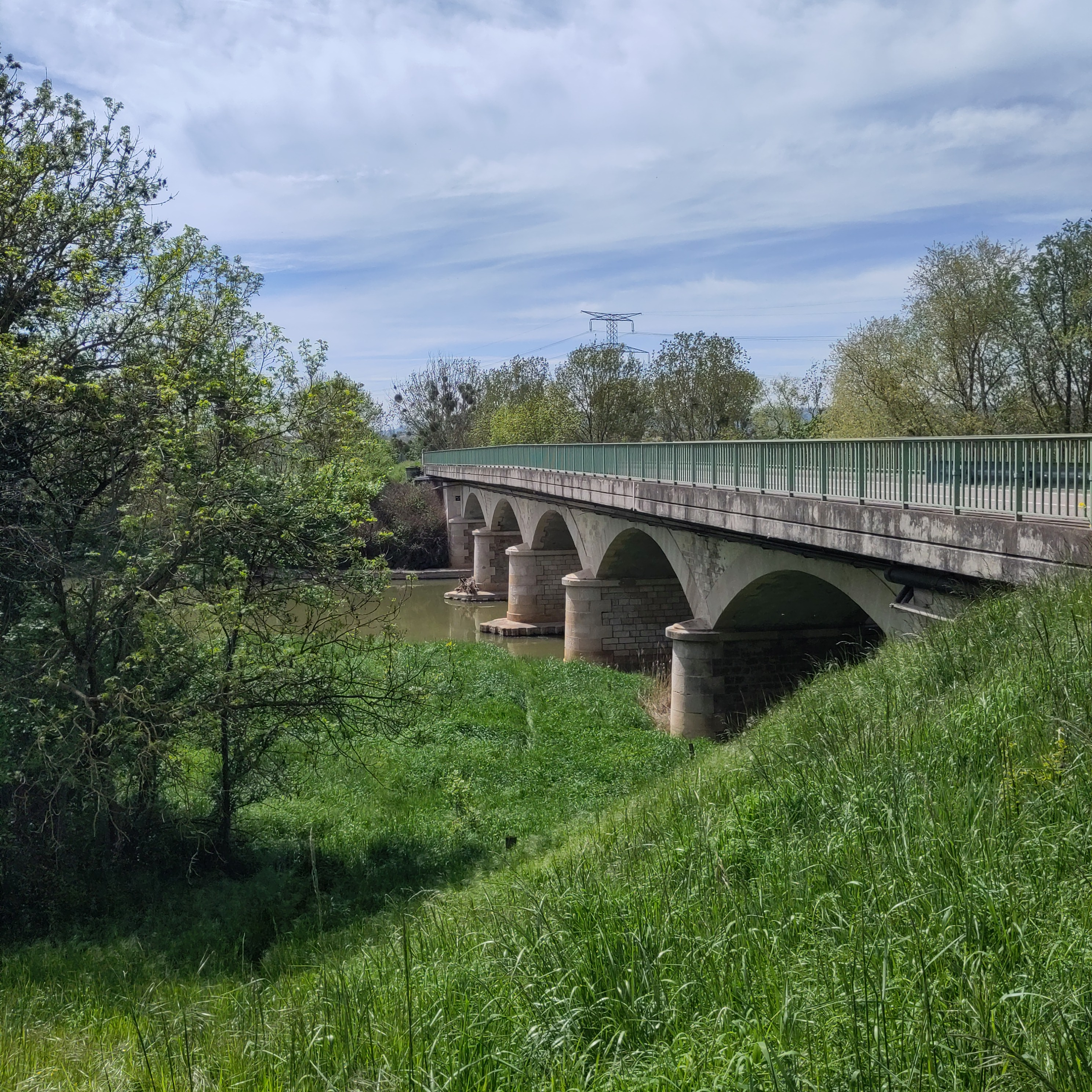
Le pont Varroy à Art-sur-Meurthe.

Le 27 février 1935, le Conseil municipal accepte un legs émanant de la famille Varroy. Il s'agit d'un titre de rente de 80 francs. Le Conseil accepte également d'exécuter les clauses de ce legs. La délibération n'est pas plus explicite mais elle se recoupe avec les affirmations disant que l'ancien Ministre de la IIIe République, Henri Varroy, décédé veuf et sans descendance mais ayant de la famille à Haraucourt, a été inhumé au cimetière communal dans la concession numéro 12, ayant le numéro 42 sur le plan. Selon des témoignages de l'entourage de Louis Charpentier, maire de Haraucourt de 1935 à 1945, ces clauses prévoyaient que la commune assure l'entretien du monument funéraire de Monsieur Varroy. La délibération du Conseil municipal du 11 janvier 1983 constate l'état d'abandon de la tombe et décide sa reprise. La concession au cimetière est réattribuée au début des années 2000. En 2020, elle est de nouveau libre.

#### Propriété Henry-Beau-Dubuy

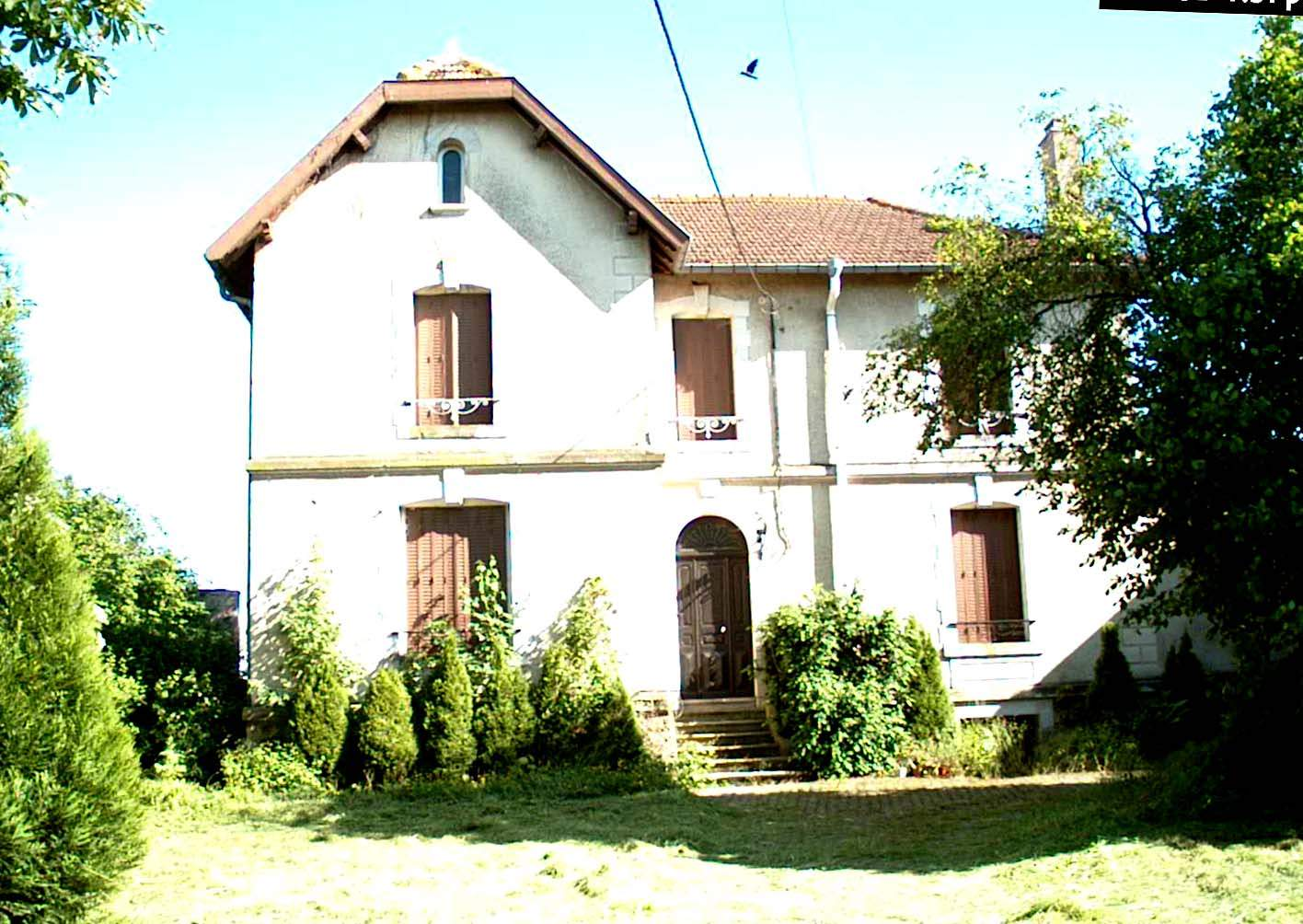
Legs de Mme Henry-Beau-Dubuy.

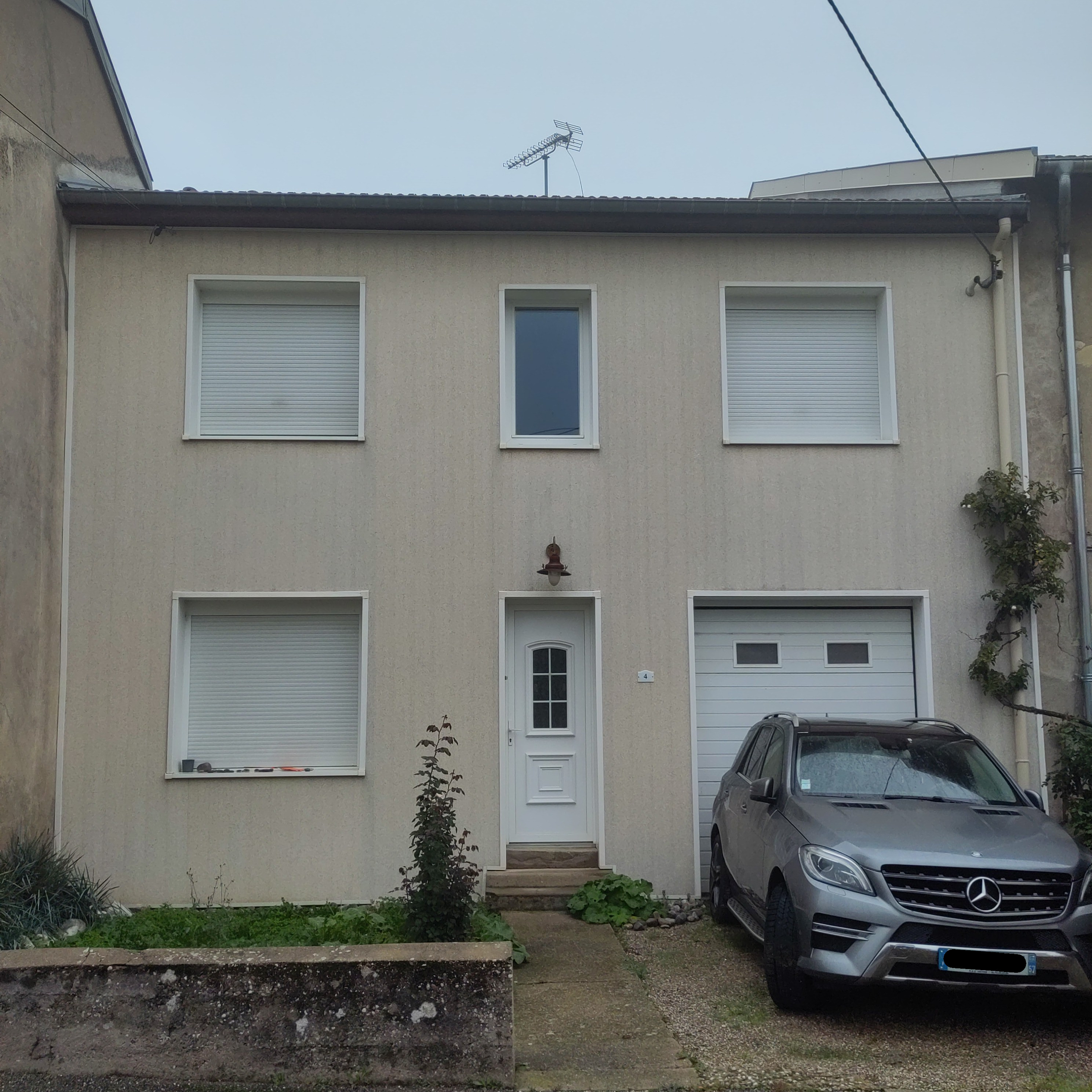
Maison natale de Mme Henry-Beau-Dubuy, ruelle Valtrina.

En 2003 décède Madame Dubuy. Elle était née Marie-Jeanne Henry en 1910 au numéro 4 de la ruelle Valtrina. Elle était la fille d'une des dernières sages-femmes communales. Elle épousa d'abord Léon Beau, ancien maire du village. C'est de cette union qu'elle hérita de la propriété de Monsieur Beau. Devenue veuve, elle épousa en secondes noces Monsieur Dubuy. À nouveau veuve, elle revint s'installer à Haraucourt. Son fils étant décédé avant elle et n'ayant plus d'héritier direct, elle légua sa propriété à la commune. Il s'agit de la maison sise au 15 rue du Port qui contient aujourd'hui un gîte rural et surtout, les services périscolaires appelés Tic-Tac-Accueil. Cette générosité a également permis à la commune de faire don à la communauté de communes d'une partie du jardin de cette propriété pour construire la crèche enfantine. Madame Dubuy avait souhaité, sans le formaliser, que sa maison soit dédiée à l'enfance. Son vœu est doublement exaucé.

### Cinéma
En 1938, la commune achète un appareil de projection d'occasion pour 400 francs. Il s'agit d'une machine Pathé Baby. La municipalité achète également des panneaux pour obstruer les fenêtres de la salle du Conseil où ont lieu les représentations.
Dans une délibération du 20 novembre 1945, le conseil municipal constate que le nécessaire a été fait pour reprendre les projections de films. La salle est prête. L'appareil de projection 35 mm est fonctionnel. Seules les autorisations administratives se font attendre.

### Répercussions de lacrise des Sudètes
Le 24 septembre 1938, une mobilisation partielle est déclarée par le gouvernement français. Les réservistes dont le fascicule de mobilisation porte les numéros 2 et 3 sont appelés. À cette époque, il existe à Haraucourt un centre de réquisition ainsi qu'un centre de mobilisation annexe de celui de Saint-Nicolas-de-Port. Les 24 et 25 septembre 1938, 800 hommes arrivent à Haraucourt de toute la France. Ils sont logés chez l'habitant et dans les bâtiments communaux qui sont réquisitionnés. Les appelés quittent le village le 28 septembre pour se rendre près la frontière allemande du Département de la Moselle. Aucun incident ne fut déploré au village mais la fête patronale ne put avoir lieu cette année-là.

## Politique et administration
Le conseil municipal est de quinze sièges. La commune fait partie de la communauté de communes, du canton du Grand-Couronné, de la 2e circonscription de Meurthe-et-Moselle, de la sous-préfecture de Nancy-campagne, du département de Meurthe-et-Moselle et de la région Grand-Est.

## Population et société

### Démographie
L'évolution du nombre d'habitants est connue à travers les recensements de la population effectués dans la commune depuis 1793. Pour les communes de moins de 10 000 habitants, une enquête de recensement portant sur toute la population est réalisée tous les cinq ans, les populations de référence des années intermédiaires étant quant à elles estimées par interpolation ou extrapolation. Pour la commune, le premier recensement exhaustif entrant dans le cadre du nouveau dispositif a été réalisé en 2005.

En 2022, la commune comptait 732 habitants, en évolution de +1,1 % par rapport à 2016 (Meurthe-et-Moselle : −0,13 %, France hors Mayotte : +2,11 %).
| 1793 | 1800 | 1806 | 1821 | 1831 | 1836 | 1841 | 1846 | 1851 |
| ---- | ---- | ---- | ---- | ---- | ---- | ---- | ---- | ---- |
| 654  | 669  | 620  | 692  | 758  | 787  | 829  | 865  | 894  |

| 1856 | 1861 | 1872 | 1876 | 1881 | 1886 | 1891 | 1896 | 1901 |
| ---- | ---- | ---- | ---- | ---- | ---- | ---- | ---- | ---- |
| 856  | 869  | 857  | 875  | 900  | 853  | 873  | 876  | 802  |

| 1906 | 1911 | 1921 | 1926 | 1931 | 1936 | 1946 | 1954 | 1962 |
| ---- | ---- | ---- | ---- | ---- | ---- | ---- | ---- | ---- |
| 818  | 759  | 579  | 611  | 595  | 569  | 568  | 545  | 515  |

| 1968 | 1975 | 1982 | 1990 | 1999 | 2005 | 2006 | 2010 | 2015 |
| ---- | ---- | ---- | ---- | ---- | ---- | ---- | ---- | ---- |
| 490  | 503  | 549  | 636  | 644  | 678  | 669  | 703  | 719  |

| 2020 | 2022 | - | - | - | - | - | - | - |
| ---- | ---- | - | - | - | - | - | - | - |
| 736  | 732  | - | - | - | - | - | - | - |

## Économie

### Entreprises et Commerces

#### Services à l'enfance
- Assistantes maternelles ;
- micro crèche ;
- crèche multi accueil ;
- services périscolaires.

#### Tourisme
- La maison du sel, centre d'interprétation du patrimoine, à la découverte du sel et de son exploitation, en Lorraine et ailleurs[117].
- Hébergement en gîte rural communal

#### Artisans
- Électricien du bâtiment ;
- paysagiste et piscines ;
- toitures.

#### Agriculture
- Culture de céréales.
- Culture et élevage associés.
- Élevage d'ovins, de bovins et production laitière.

## Culture locale et patrimoine

### Patrimoine bâti
- La place de la Liberté, un joyau patrimonial par sa surface, ses deux rangs de tilleuls et sa position géographique au milieu du village.
- Église Saint Gengoult située au centre du village. Elle fut construite à la fin du XVIe siècle, plusieurs fois remaniée, agrandie puis reconstruite entre 1916 et 1923. Les contreforts extérieurs ont été mis en place en 1958.
- Au cimetière, à environ 1 km du village, tour romane fortifiée du XIIe siècle, vestige de la 1re église en pierre et dédiée à Saint Epvre. La présence d'un ancien village à cet endroit est une légende sans fondement historique.
- Monument aux morts de 1924 remanié en 1946.
- Vestiges de villas gallo-romaines dont une bien visible sur le chemin de Fontaine-Madame.
- Base d'une tour du château féodal des Xe – XIIe siècles détruit en septembre 1914. Il existe (dans une collection privée) un bas-relief d'une cheminée du château, oeuvre de Jean Richier, petit-fils de Ligier Richier[118](référence avec photo).
- Vestiges de voie antique également appelée route du sel, probablement pré-romaine, dans le sens Est-Ouest (départ de Saint-Nicolas-de-Port) passant devant le cimetière. La monographie de 1888 la mentionne au lieu-dit Le Ménil.
- Maison de maître bien conservée, vraisemblablement construite au XVIe siècle pour la famille De Ville-sur-Illon, proche parente des seigneurs de Haraucourt.
- Fontaines.

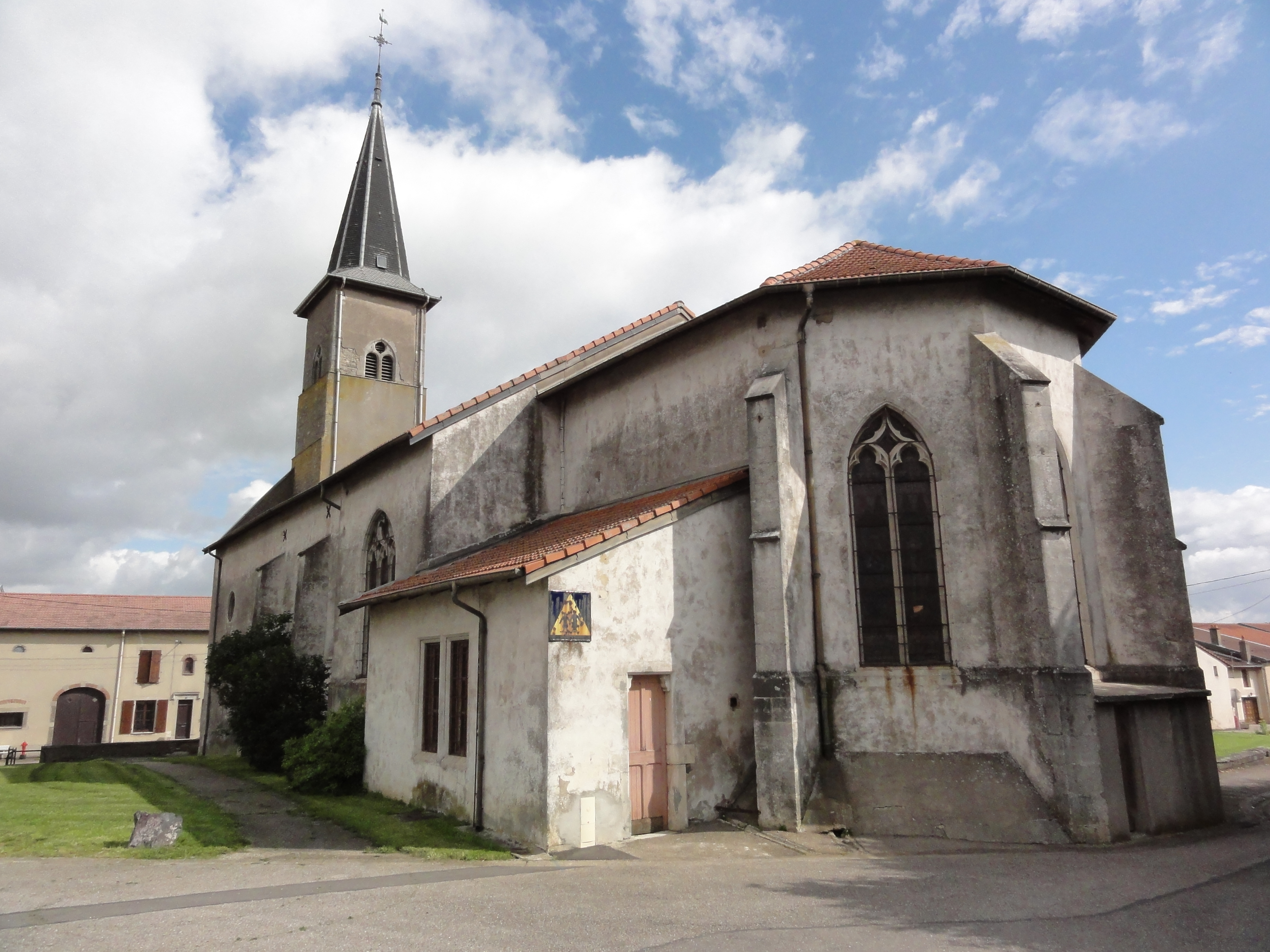
Église Saint-Gengoult.
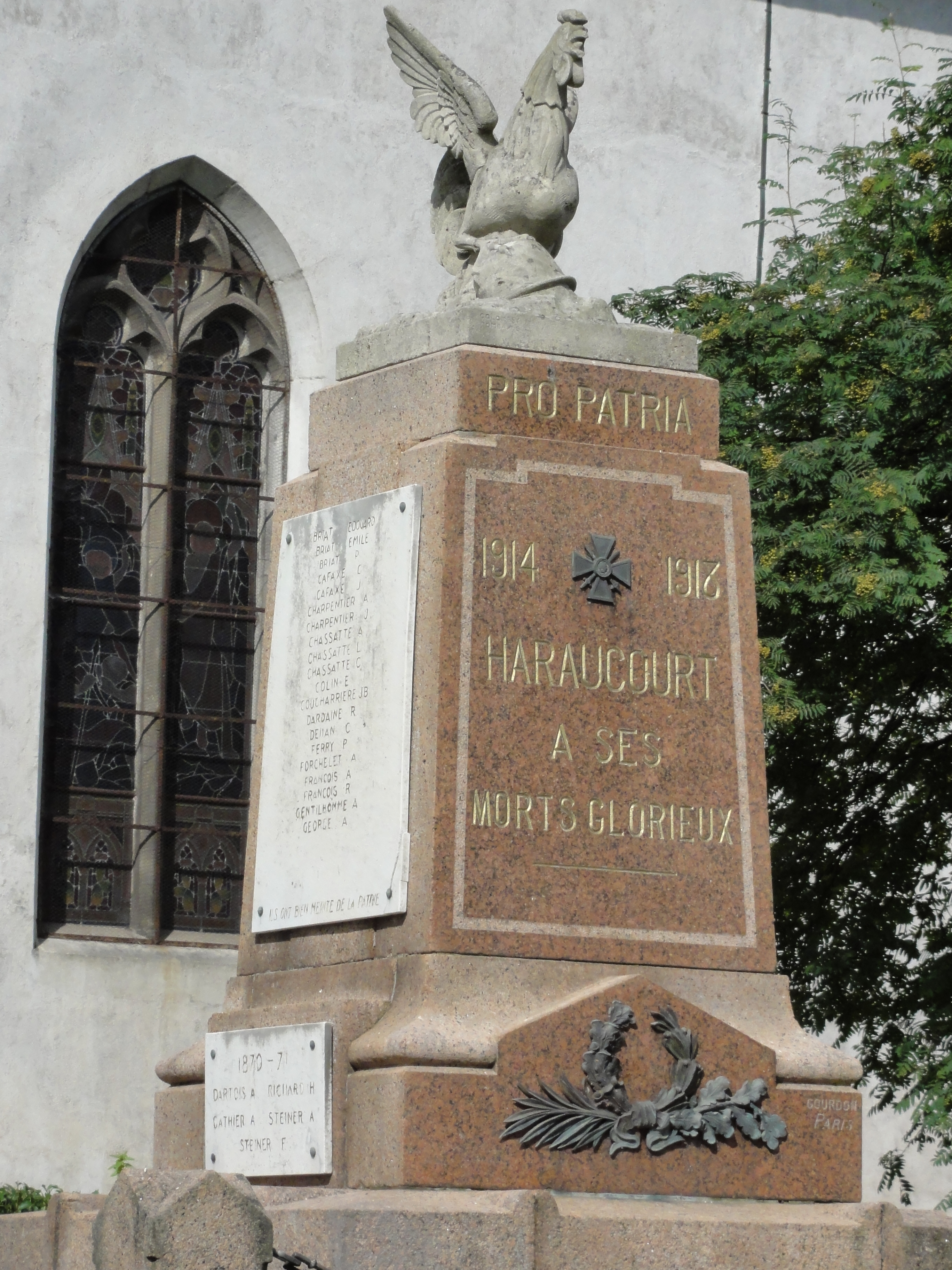
Monument aux morts.
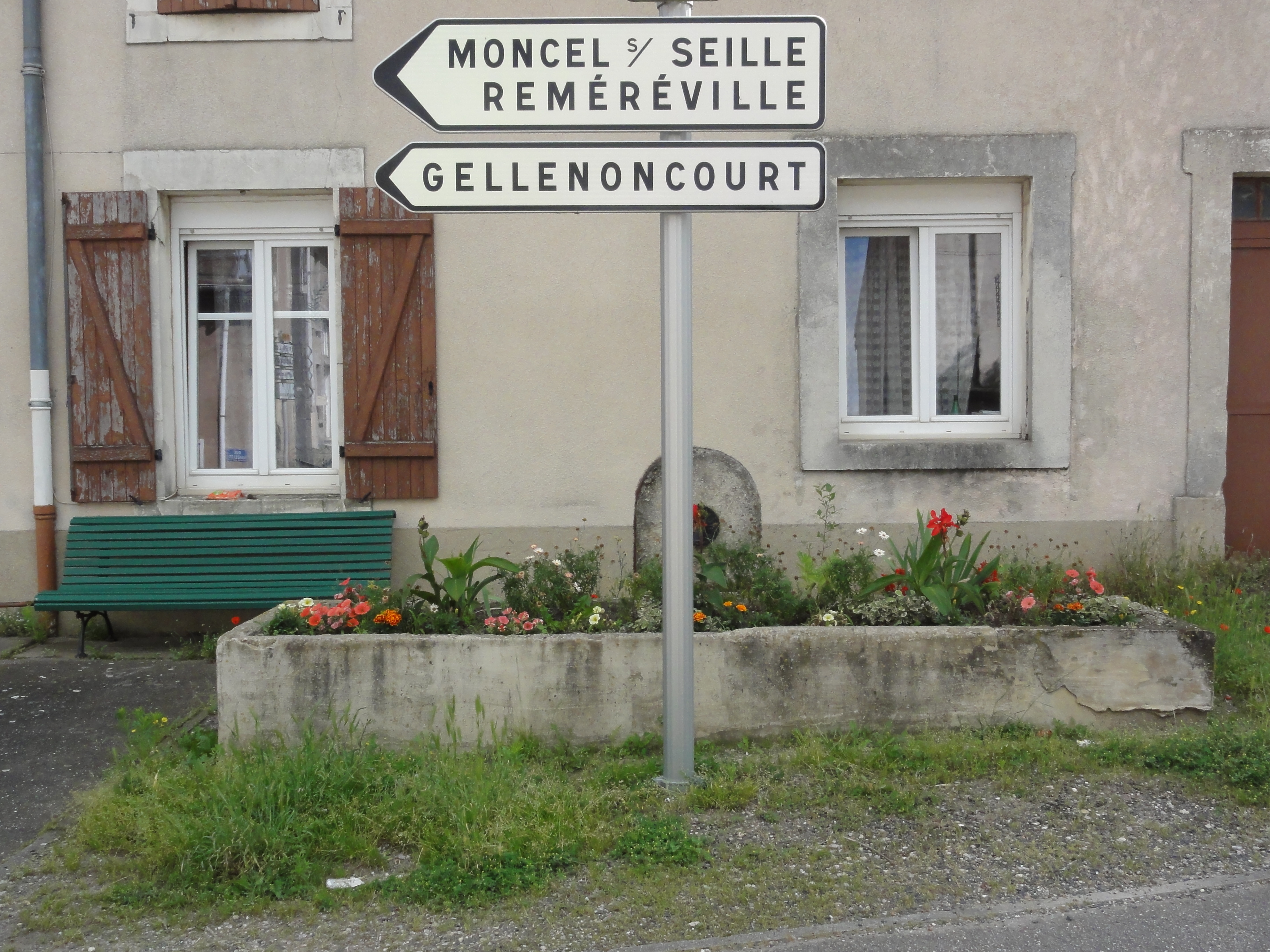
Fontaine.

### Nature
- Point de vue remarquable à 270° sur la vallée de la Roanne, sur les Vosges septentrionales et sur les collines du Saulnois depuis le sommet Est du territoire ;
- Sentiers et réseau de chemins ruraux favorables à la randonnée ;
- Flore et faune particulières autour des lacs miniers ;
- Traces bien visibles d'un ancien étang très vaste, de part et d'autre de la Roanne.

### Personnalités liées à la commune
- Ludovicus de Haracuria : Henri Lepage relève ce nom comme évêque de Toul en 1107 à la page 88 dans l'histoire de la ville et du diocèse de Toul de Benoit Picart paru en 1707[4]. Cependant, aucun autre document trouvé à ce jour ne mentionne ce prélat ;
- Louis de Haraucourt, élu évêque de Verdun en 1430. Il fut ensuite évêque de Toul puis de nouveau évêque de Verdun ;
- Guillaume de Haraucourt, élu évêque de Verdun en 1456, il succède à son grand oncle Louis). Soutenu par le cardinal De La balue, il est reçu par le roi de France. Ensuite accusé de conspiration au profit de la maison de Bourgogne, Louis XI le fait enfermer pendant douze ans, ou quatorze selon les documents, à la Bastille dans une cage de fer. Ironie du sort, ce serait lui qui aurait inventé cette cage de fer, si l'on en croit Philippe de Commynes dans son livre VI, chapitre XII. Guillaume De Haraucourt fut libéré et retrouva son fauteuil épiscopal[37],[119] ;
- Élysée de Haraucourt, seigneur d'Acraigne (Frolois) et de Dalheim, baron de Lorquin, marquis de Faulquemont et de Haraucourt, co-seigneur de Haraucourt, gouverneur de Nancy. Il est probablement le personnage le plus important de sa lignée. En août 1603, il est chargé par le duc de Lorraine de relever les fortifications de Nancy. Il est aussi à l'origine du percement de la rue Saint-Nicolas à Nancy pour permettre une communication plus directe entre les remparts de la vieille ville et la ville neuve. Plusieurs historiens affirment qu'il fut le mentor d'Hanzelet. Il est mort en 1629 et enterré à Nancy ;
- Jean Appier fils est connu sous le sobriquet de HANZELET. Il est né à Haraucourt en 1596 et serait décédé en 1647. Il est le fils de Jean Appier, « ingénieur » auprès du duc Charles III pour qui il avait notamment tracé les fondements des fortifications de Nancy ; Hanzelet exerça la profession de graveur et d'imprimeur pour l'université de Pont-à-Mousson. Il avait également le titre de Maistre des feux artificiels de son altesse. Il est l'auteur d'ouvrages remarqués comme son livre sur les mathématiques amusantes ainsi que La pyrotechnie de Hanzelet lorrain[120] ;
- Jean-Joseph Chamant est né le 24 septembre 1699 à Haraucourt, à l'actuel numéro 10 de la place de la Liberté. Élève de l'académie de peinture et de sculpture du duc Léopold, il est envoyé ensuite en Italie pour perfectionner son art. Il passe notamment par Parmes, Lucques et Modène. Il commence sa carrière artistique à la cour de Lorraine. Il travaille surtout dans le genre décoratif en œuvrant d'abord au château de Lunéville et dans les autres résidences du duc de Lorraine. Il est également graveur dont les eaux fortes et les estampes furent remarquées. Plus tard, il suit le duc François III et se met au service de la cour d'Autriche. Il épousa l'une des filles du physicien Vayringe. Chamant mourut en 1768. À la fin de la décennie 2010, on a découvert à la Villa La Pietra de NYU à Florence, un carnet de croquis dont l'examen laisse penser que l'ampleur artistique de Chamant est beaucoup plus importante qu'on ne le pensait avant cette découverte ;
- Henri François Lambert né à Haraucourt en 1760, mort au combat en 1796, général, héros de la Révolution française[37]. Il a une rue à son nom à Haraucourt ;
- Jean Michel, né à Haraucourt en 1769 et mort à Nancy en 1842, prêtre réfractaire et martyr, déporté à Rochefort pendant la Révolution puis supérieur du grand séminaire de Nancy en 1811. Il y a une rue à son nom à Haraucourt ;
- Henri Varroy, né le 25 mars 1826 à Vittel. Deux fois ministre dans les gouvernements FREYCINET (1879 et 1882), inhumé à Haraucourt dans la concession numéro 12 portant le numéro 42 au plan. Cet emplacement a été réattribué ;
- Suzanne de Behr (1874 - 1939), comédienne née à Haraucourt, demi-mondaine et auteure française ;
- Lucien Lange né à Haraucourt en 1904. Il courut deux fois le tour de France cycliste.
- François Visine (lb) est né à Haraucourt le 24 septembre 1922. Fonctionnaire de l'union européenne, il a terminé sa carrière professionnelle comme conseiller juridique honoraire d'organisme international. Il fut le fondateur et le premier président de la fondation du mérite européen. Il est l'auteur des ouvrages suivants : Le marché intérieur au 1er janvier 1993 ? (1989) ; 30 ans d'Europe, 1945-1975 (1975) ; Vade-mecum de l'Européen (1973) ; De la paix (1972) et La transmission des fluctuations économiques par le commerce extérieur, du rôle des mouvements de marchandises (1953)[121].

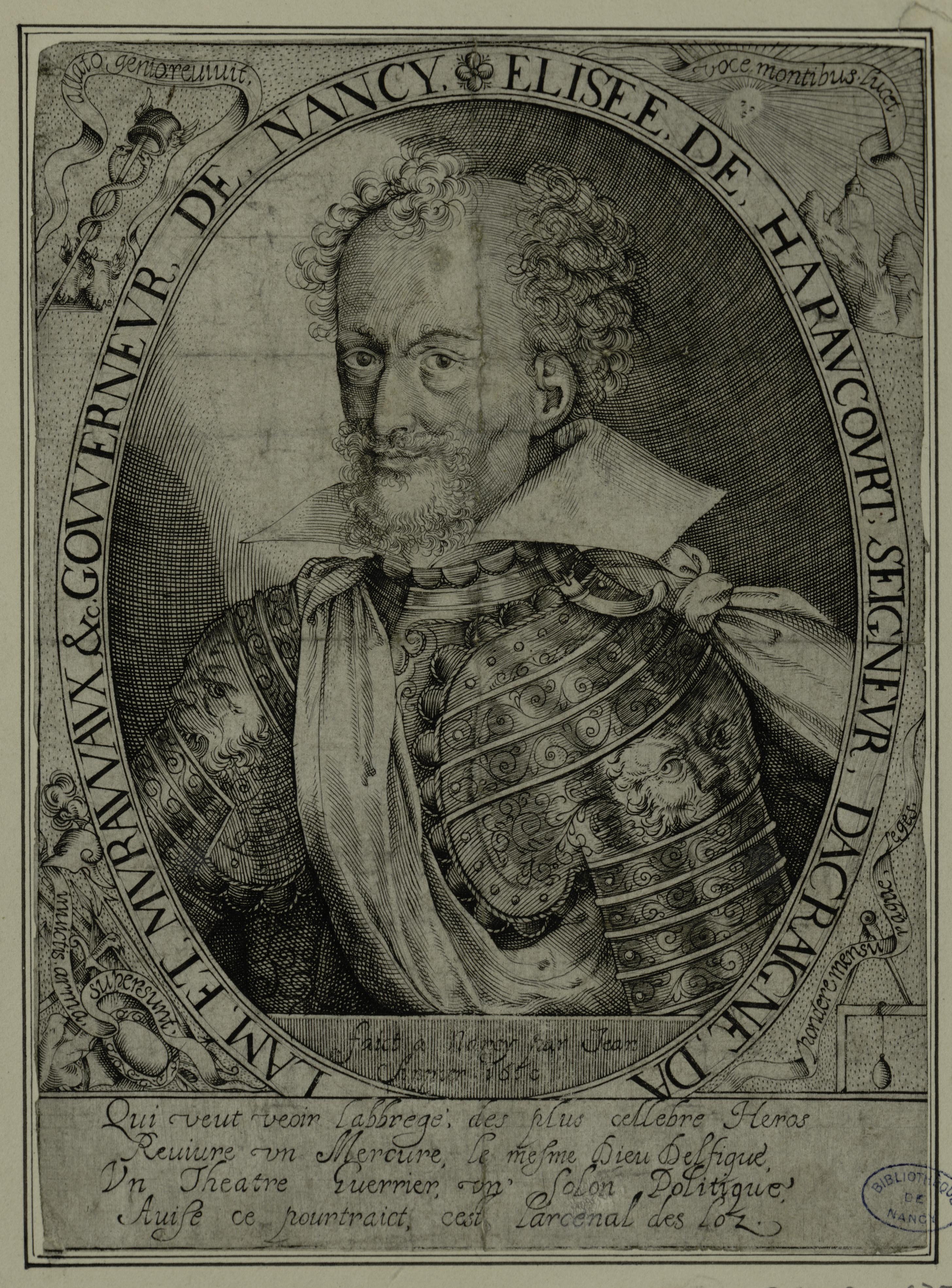
Élysée de Haraucourt selon une gravure d'Hanzelet.
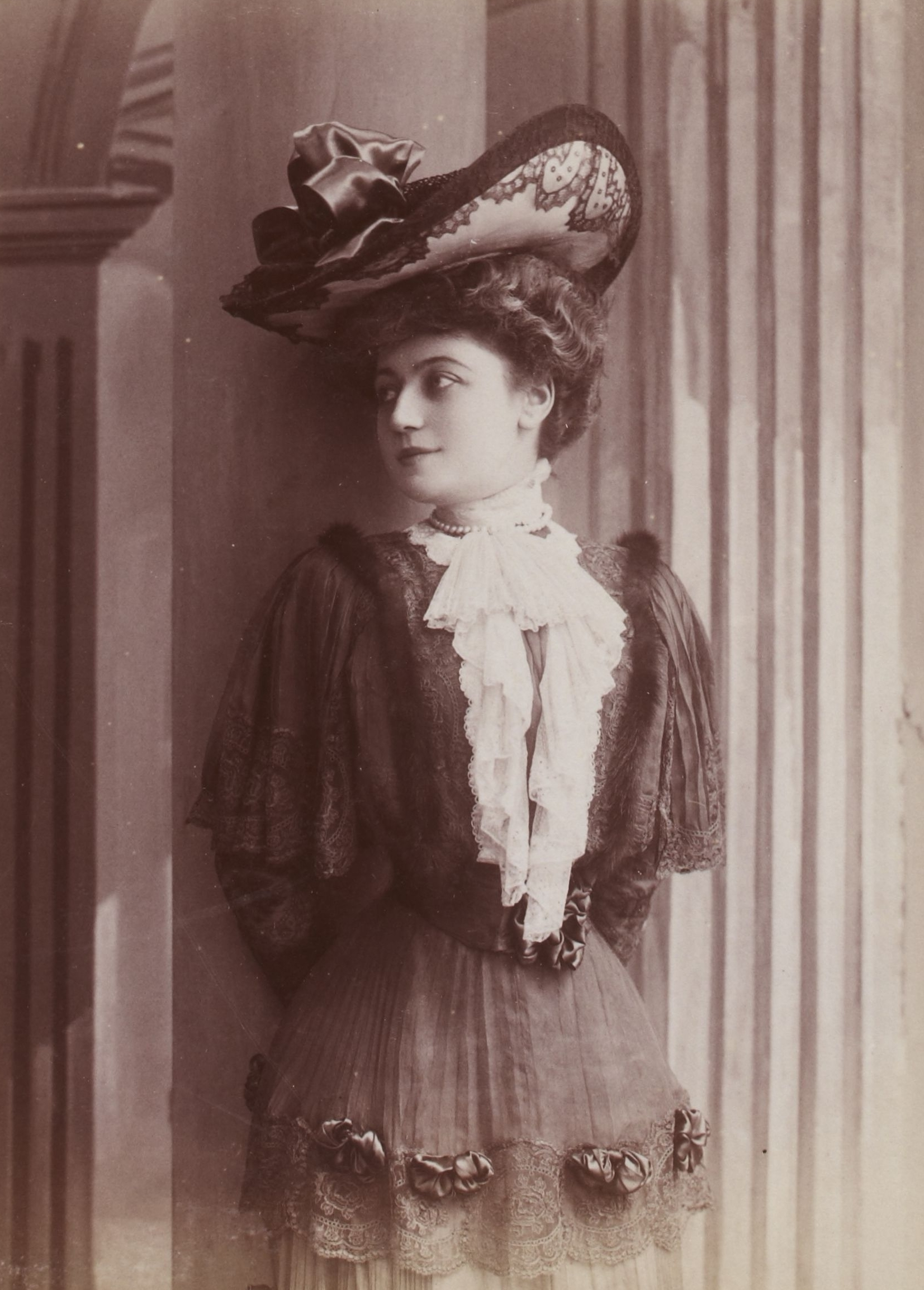
Suzanne De Behr née Marie Laure Burtin.
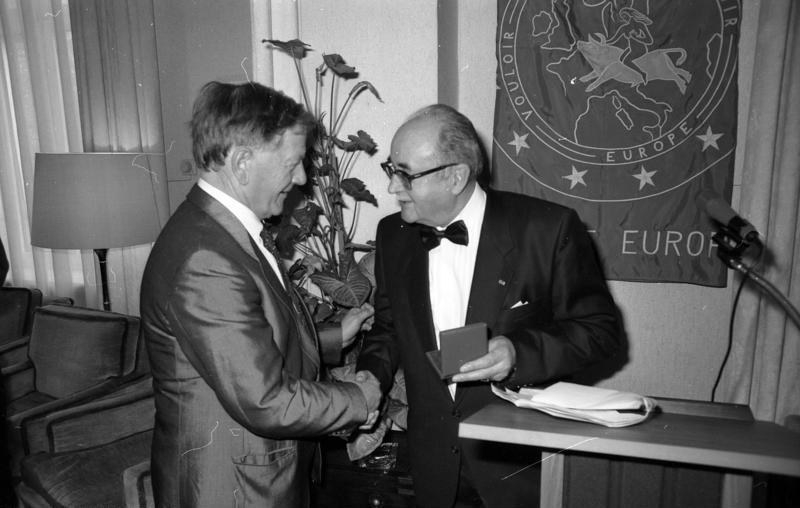
François Visine, à droite sur la photo.

.

### Héraldique, logotype et devise
| Blason de Haraucourt | Blason  | D'or à la croix de gueules, au franc-quartier d'argent chargé d'un lion de sable, armé, lampassé de gueules et couronné d'or.                                                          |

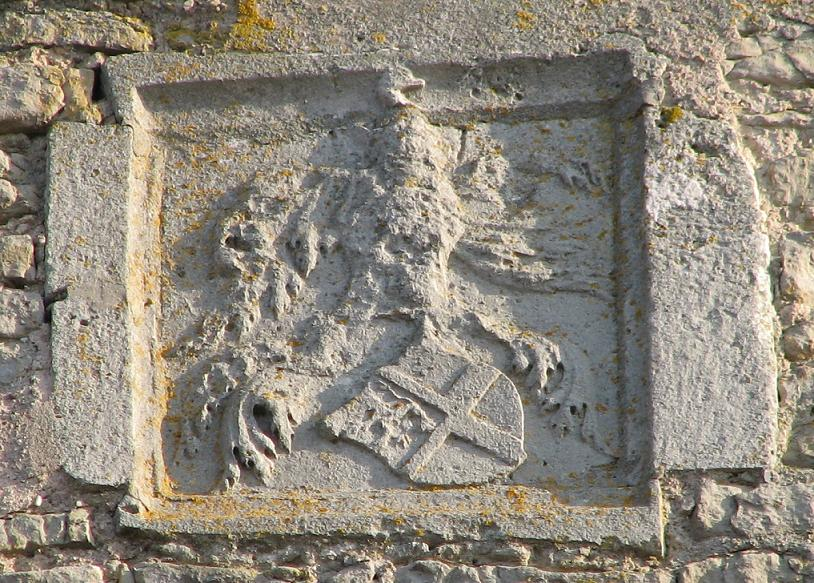
Le blason inséré dans le clocher.

| Blason de Haraucourt | Détails | L'armorial de Lapaix en 1877 indique que la commune de Haraucourt a adopté les armes des anciens seigneurs du village au XIXe siècle. Le statut officiel du blason reste à déterminer. |

### Blasons populaires
Les habitants de Haraucourt étaient affublés de plusieurs sobriquets : « les trop pressés, les farots, les messieurs, les grands pieds ». Ceux de La Borde étaient surnommés « les gros mingeoux d' ceréhhes » : les gros mangeurs de cerises,.